# Frankfurt am Main in der Literatur

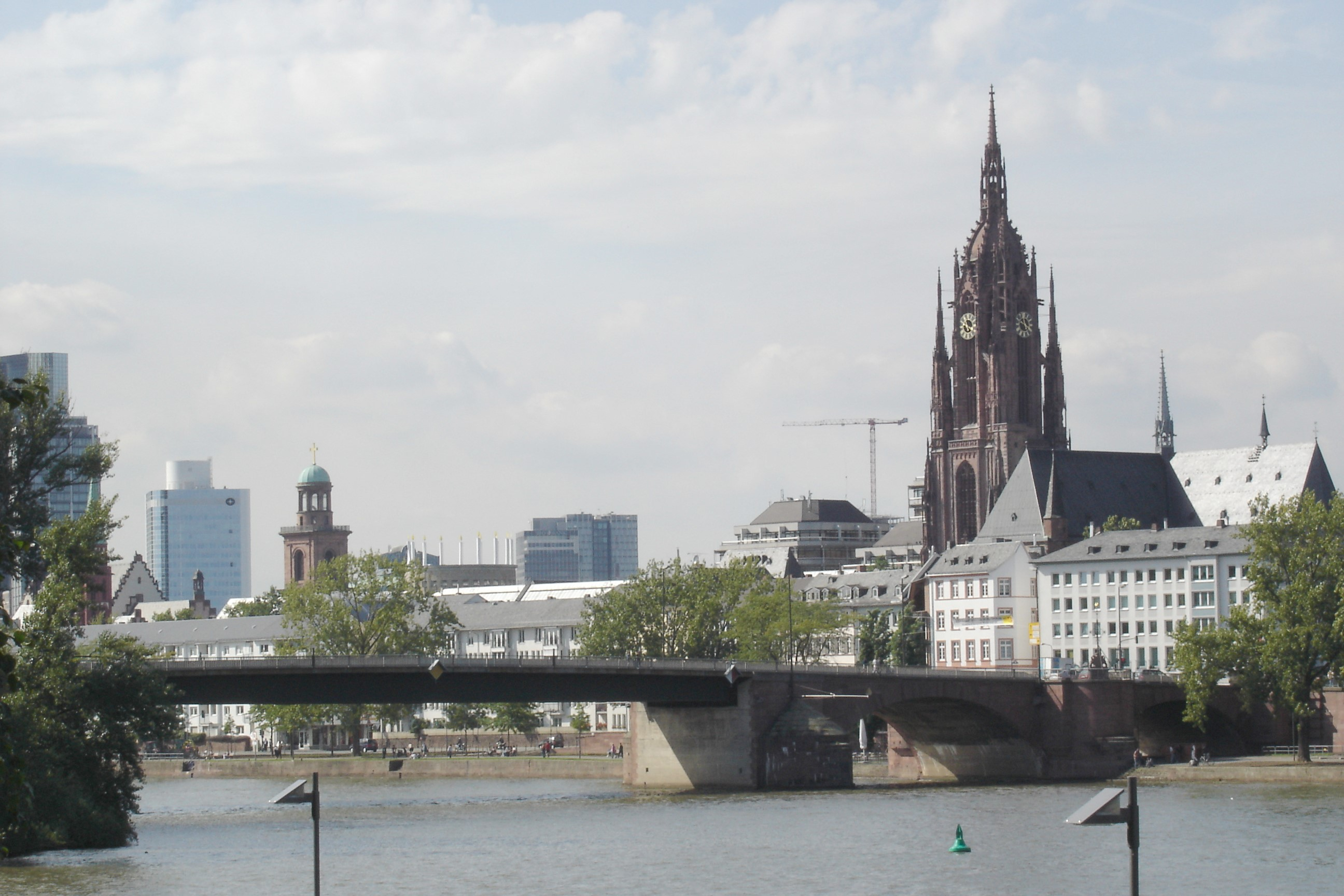
Oberhalb der Alten Brücke befand sich der Sage nach die Furt, die erstmals Gunther Ligurinus literarisch beschreibt. Der Main ist in vielen Frankfurt-Romanen Handlungsort oder atmosphärische Kulisse: Der in der Schlacht bei Aschaffenburg schwer verwundete Graf Ludwig-Karl von Freyberg wird nachts mit einem Kahn zur Stadt transportiert. Nach seinem Tod ertränkt sich seine Frau Helene im Fluss (Dumas: La Terreur Prussienne). Kätchen befürchtet, dass man die Leiche ihres Vaters „naß aus dem Main ins Haus“ bringt (Raabe: Eulenpfingsten). Ein solches Unglück trifft eine Mutter am westlichen Stadtrand des Gallus-Viertels, deren kleiner Junge bei der Froschjagd ertrunken ist (Altenburg: Landschaft mit Wölfen). Alfred Labonté (Mosebach: Westend) hat nach seiner gescheiterten Kanufahrt ein traumatisches Unterwasser-Erlebnis. Von der väterlichen Seidenhandlung am Mainkai aus kann Wilhelm König im November die Nebel den Main herunterziehen sehen „wie Gespensterschiffe mit wallenden Segeln“ (Geißler: Der letzte Biedermeier). Von der Alten Brücke wird die Leiche Emilies in den Fluss geworfen (Hahn: Die Detektivin), Stadtwanderer flanieren am Nordufer (Hetmann: Mit Haut und Haar, Demski: Scheintod). Vanilla Campus und ihr Mann befahren den Fluss mit ihrer Yacht Vanilla’s Affair (Kirchhoff: Schundroman). Bennie flieht vor einem Räuber von der Nizza-Anlage durch den Main zum Sachsenhäuser Ufer (Zwerenz: Die Erde ist unbewohnbar wie der Mond), Baldus Korbes schwimmt manchmal von der Alten Brücke zum Eisernen Steg (Piwitt: Rothschilds).

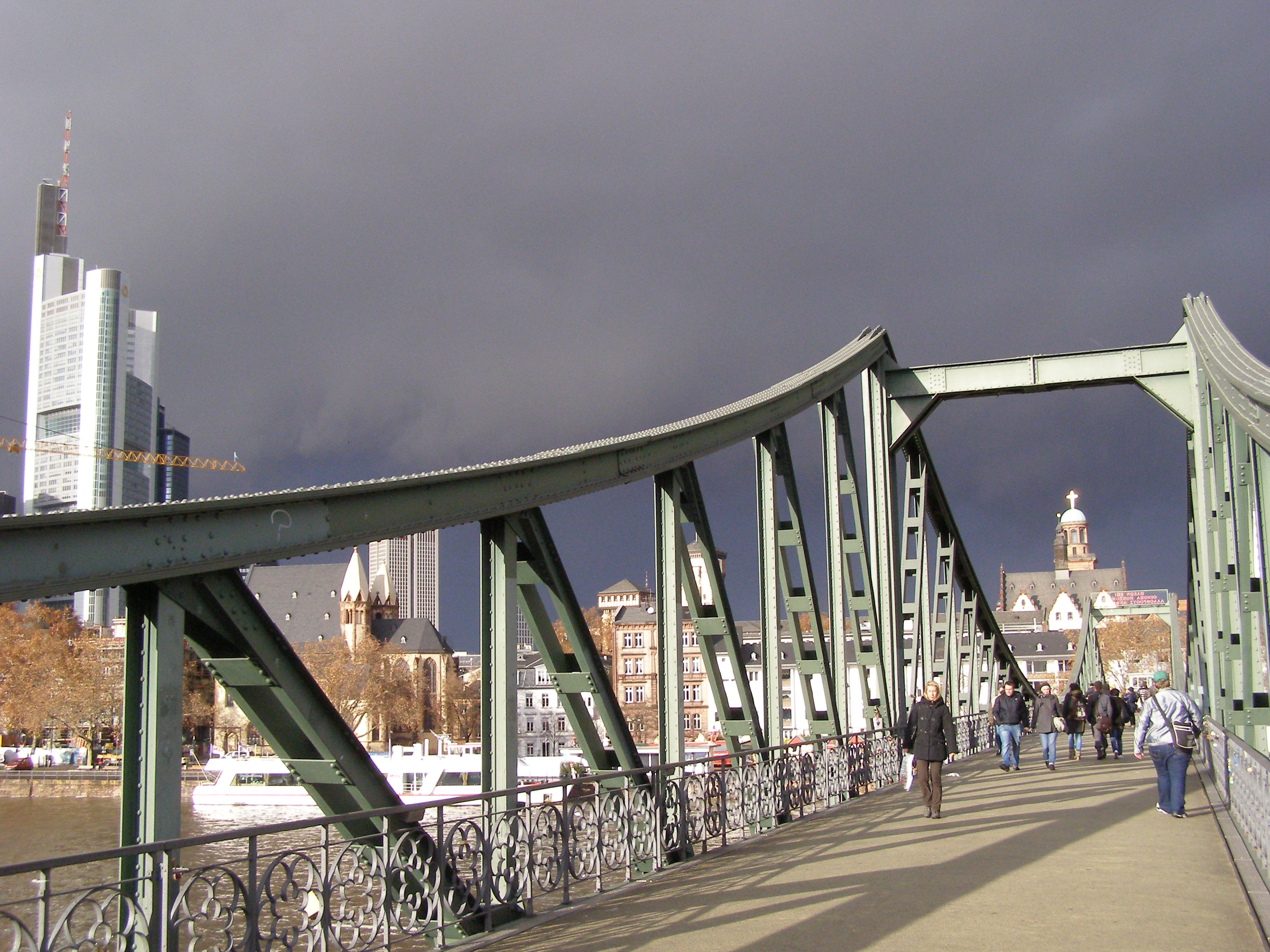
Auf dem Eisernen Steg erfährt Valentin Senger vom Brand der Synagogen. Hier erörtert der Detektiv Feuerbach mit seiner Chefin Helen ihre Recherchen (Kirchhoff: Schundroman), die Schriftstellerin (Demski: Scheintod) wirft Munition in den Fluss und in Fausers Gangsterroman Der Schneemann verkauft Siegfried Blum einem Drogenhändler seinen in einem Schließfach an der Hauptwache deponierten Kokainkoffer. Der „Gast“ (Zimmermann: Frankfurter Gesänge) sinnt am Eisernen Steg über die Stadt nach und auf dem Brückenrahmen balanciert im Traum des Erzählers (Mosebach: Eine lange Nacht) Bellas Mann Fidi bis zur Spitze.

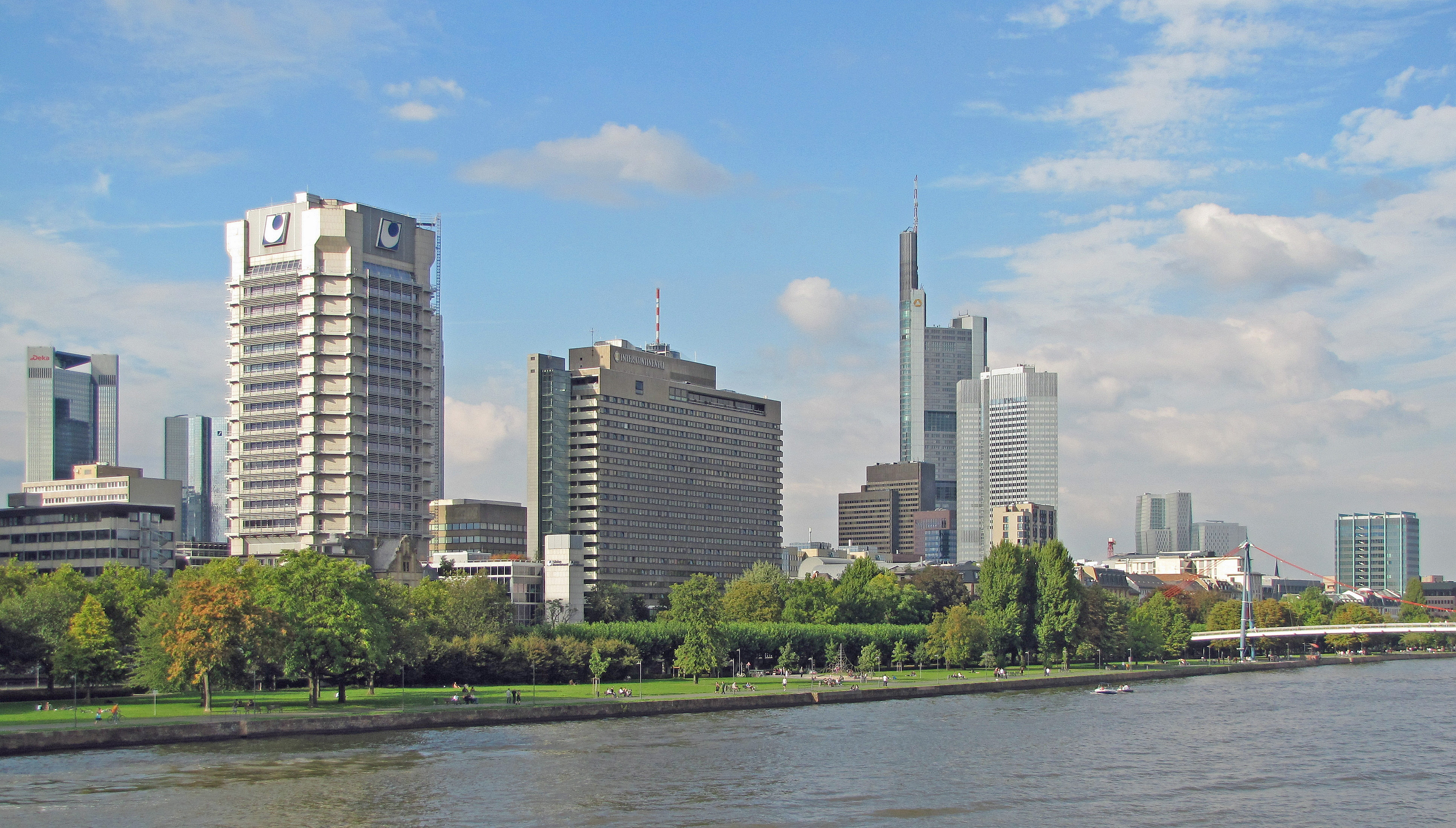
Der Mainufer-Park Nizza: Treffpunkt der Stadtwanderer in den Romanen von Hetmann (Mit Haut und Haar), Demski (Scheintod), Hahn (Die Farbe von Kristall).

Die Stadt Frankfurt am Main ist, vor allem seit der Zeit der Weimarer Republik, Handlungsort vieler biographischer Zeugnisse bzw. literarischer Rezeptionen in Form von Gedichten, Erzählungen und Romanen. In ihnen spielt, zumindest für den ortskundigen Leser, die Stadt als Kulisse mit. Das heißt, die sprachlichen Bilder werden durch die erinnerten Visualisierungen der Straßen und Plätze mit ihren Bauwerken ergänzt und evozieren zusätzlich die Atmosphäre.

## Gründungssage und Preislied
Den ersten in Hexametern verfassten lateinischen Text über den Namen der Stadt schrieb 1187 der Zisterziensermönch Gunther von Pairis, auch Ligurinus genannt, in seinem Epos (Abschnitt Primus) über die norditalienischen Kämpfe Friedrich Barbarossas:
[…]

Doch gar kunstlosen Namens: es nennt sie

der deutsche Bewohner

Franconeforte. Mir sei erlaubt mit latei-

nischen Lauten

„Francoforum vadum“ sie zu nennen, da

Carol der Kaiser

Einst beim Kampf mit dem ungebändigten

Volke der Sachsen

Dort die breit sich ergießende Flut des

reißenden Mainstroms

Ohne Kenntnis der Furt überwunden

und mitten durchs Flussbett

Seine Scharen geführet, da keine Brücke

vorhanden:

[…]
Das älteste Spruchgedicht Eyn Spruchgedicht zu lob und eer der Statt Franckfortt von Johann Steinwert von Soest
ist aus dem Jahr 1501 nachgewiesen. Der 1500 als Stadtarzt angestellte Dichter lobt in seinem Preislied u. a. die soziale Brotgesetzgebung und den als Rechenmeister für die Finanzpolitik verantwortlichen Patrizier Daniel Bromm:
Franckfortt, du edle Statt gezyrt,

Myt tugend off das hogst probyrt,

Dyn fruntlich, gutt und erbar art

Zwingt mich, das ich moß ongespart

Dyn lob usspriesen mancherley,

[…]

Und durch den wysen ratt gefonden,

Das iglicher zu allen stonden

Gutt brott mag essen umb syn gelt,

Gebacken wol dyr numer felt,

Auch swer genug an synem gewicht,

Das ich hy billich meld und dicht,

Dan ny keyn fur von disser zit

Gefunden ist, also geschytt,

Der das durch rechnung dar zu brecht,

Das brott gemeynlich wer offrecht;

Da wydder dan eyn erbar rott

Eyn ertzeny gefunden hott,

Darzu Daniel Bromm myt flyß

Gehulffen hott in hohem pryß.

Er ist da hyn, Gott trost dy sel

Und gyb ym ruh behend und snel.

Er ist gewesen from und wyß,

Den gmeynen nutz meynt er myt flyß.

Als ander auch don in dem rott,

Dar off eyn gmeyner nutz dan stott.

Wol dem, der gmeynen nutz an sicht

Myt flyß vil me dann alle pflicht.

Got lybt eyn solchen ussermossen

Und wort yn entlich numer lossen.

[…]

So ich in leben numer byn,

Sprich myner armen sel zu trost:

Nu trost dich gott, Johan von Sost

## Historische Romane über das 15. und 16. Jh.
Die Autoren Historischer Romane stehen vor der Herausforderung, ihren Lesern eine vergangene Epoche in unterhaltsamer Form nahezubringen. Dafür recherchieren sie in ihren Bemühungen um Authentizität Dokumente und wissenschaftliche Untersuchungen, projizieren aber oft unbewusst oder bewusst (z. B. Thorn) in ihre Rekonstruktionen Themen ihrer eigenen Zeit wie gesellschaftliche Integration oder Emanzipationsprobleme und legen sie ihren erfundenen Figuren in den Mund. So entsteht ein über- bzw. neuzeitliches Gedankenbild in einer geschichtlichen Kulisse.

### Die jüdische Diaspora im 15. Jahrhundert
Seit der Aufklärung erhielten die Juden nach jahrhundertelanger Ausgrenzung zunehmend die gleichen Bürgerrechte und emanzipierten sich in die deutsche Gesellschaft (siehe Geschichte der Juden (Neuzeit)). Dies führte Autoren literarischer Rezeptionen einerseits zu einem Rückblick auf die Ghettoisierung (Motto des Spindler-Romans: „Gespenst der Vorwelt: Warum rufst Du mich herauf aus meinem dunkeln Grabe? Zauberer. […] daß Du Zeugniß gebest von einer dunkeln Zeit.“) und zweitens im Zusammenhang mit der Integration und Assimilation zu Reflexionen über die jüdische Identität. Heine und Spindler gestalten diese Thematik auf der Grundlage historischer Recherchen (s. Geschichte der Juden in Deutschland, Frankfurter Judengasse) am Beispiel der Frankfurter Juden des 15. Jahrhunderts.

#### Karl Spindler:Der Jude
Karl Spindlers dreibändiger Roman Der Jude (1827) entfaltet ein opulentes Bild der Frankfurter Bürgerschaft und ihrer Auseinandersetzungen mit kriminellen Feudalherren des nördlichen Umlandes vor dem Hintergrund des Konzils von Konstanz. Verknüpft werden die beziehungsreichen Ereignisse und die verschiedenen außerhalb der Mainstadt gelegenen Handlungsorte Worms, Costnitz (= Konstanz) und die Ritterburgen in der Wetterau durch zwei Familiengeschichten im religiös-sozialen Spannungsfeld und die Liebe zweier ihrer Mitglieder: Dagobert und Esther.
Die meisten Handlungen in Frankfurt spielen am Sitz der Patrizierfamilie Frosch auf dem Liebfrauenberg. Der Altbürger und Schöffe Diether hat nach dem Tod seiner Frau die vierzig Jahre jüngere Margarethe aus der verarmten Adelsfamilie Leuenberg in Gelnhausen geheiratet. Dadurch entstanden Spannungen zu seinen Kindern aus erster Ehe. Seine Tochter Wallrade erhielt von ihrem Onkel das Gut Baldergrün und hatte dort eine Beziehung zu Rudolph Bilger von der Rhön (Buch II, Kap. 11), die von dessen Vater nicht akzeptiert wurde. Nachdem der Liebhaber sie und ihren Jungen Hans verließ und Katharina heiratete, verstieß sie ihr Kind und gab es aus Rache in fremde Hände. Ihr Bruder Dagobert soll nach dem Gelübde seiner Mutter Mönch werden und reist zu Beginn der Romanhandlung zu seinem Onkel, dem Prälaten Hieronymus Frosch, nach Konstanz, wo er sich während des Konzils (I, Kap. 2, 5–8, 11–16) allerdings mehr für das weltliche Leben interessiert als für seine geistliche Ausbildung. Die zweite Ehe des Vaters wird durch den großen Altersunterschied belastet. Für Margarethe ist es eine Geldheirat und sie verliebt sich in Dagobert, der jedoch auf ihre Zuneigung aus Pflichtgefühl den Eltern gegenüber nicht eingeht.
Auf diesen Beziehungskonflikten baut die durch vielerlei Vernetzungen sehr komplexe und erst gegen Ende überschaubare abenteuerliche Romanhandlung auf, die zwischen der Kaufmannsstadt und den Raubritterburgen der Wetterau hin- und herwechselt. Johannes, der kränkliche und dahinsiechende Sohn Diethers und Margarethes, wird während eines ländlichen Kuraufenthalts bei der Bäuerin Willhild von Bettlern als mitleiderregendes Kind für ihre Geschäfte geraubt. Aus Angst vor Bestrafung lügt die Pflegerin der Mutter vor, ihr Sohn sei gestorben(I, Kap. 4). Diese fürchtet um den Bestand ihrer Ehe und gibt dem Juden David den Auftrag, auf seinen Handelsreisen ein ähnlich aussehendes fünfjähriges Findelkind zu kaufen, was in Worms (I, Kap. 1) gelingt. Es ist, wie im Lauf der Romanhandlung immer deutlicher wird (z. B. II, Kap. 1), Wallrades Sohn, für den der Beauftragte Gerhard von Hülshofen Pflegeeltern sucht. Nun wird Hans zu Diethers und Margarethes und am Ende des Romans, als der echte Erbe zurückgebracht wird, zu Dagoberts und Reginas Kind. Bereits nach der Geburt des ersten Johannes war das Gerücht entstanden, Dagobert sei der Vater und die in ihrer Ehe unglückliche Frau suche Abenteuer. So sieht auch der Schultheiß (II, Kap. 2, 5), jedoch erfolglos, eine Chance für eine Affäre und Margarethes Bruder Veit, der mit anderen Raubrittern Kaufleute überfällt und von seiner Schwester mit seiner Meinung nach zu geringen Zahlungen unterstützt wird, will die Situation finanziell nutzen und droht mit Enthüllungen (I, Kap. 9).
Diether erfährt vom Spott der Leute über ihn, stellt den Schultheiß wegen eines Geschenks für seine Frau zur Rede (II, Kap. 5) und wird immer misstrauischer. Es kommt schließlich zum Zerwürfnis mit Dagobert und Margarethe, als Wallrade entführt wird und er vermutet, dass seine Frau als Geliebte seines Sohnes gemeinsam mit ihrem Bruder Veit von ihm Lösegeld erpressen will (II, Kap. 8). Eine weitere Gefahr für die Frosch-Ehe ist das Gerücht eines jüdischen Ritualmordes an einem christlichen Kind, der mit Davids Kauf eines Jungen in Worms in Verbindung gebracht wird. Margarethe befürchtet, dass die im Verhör unter Druck gesetzten Frankfurter Juden die Wahrheit über den ausgetauschten Sohn preisgeben könnten. Sie verlässt aus Angst vor dem Zorn ihres Mannes Frankfurt (II, Kap. 12) und gerät auf der Flucht über verschiedene Stationen ins Schloss Neufalkenstein, den Sitz des Ritters Bechtram von Vilwyl bei Vilbel, wo Wallrade gefangen gehalten wird und sie auch ihren Bruder Veit trifft.

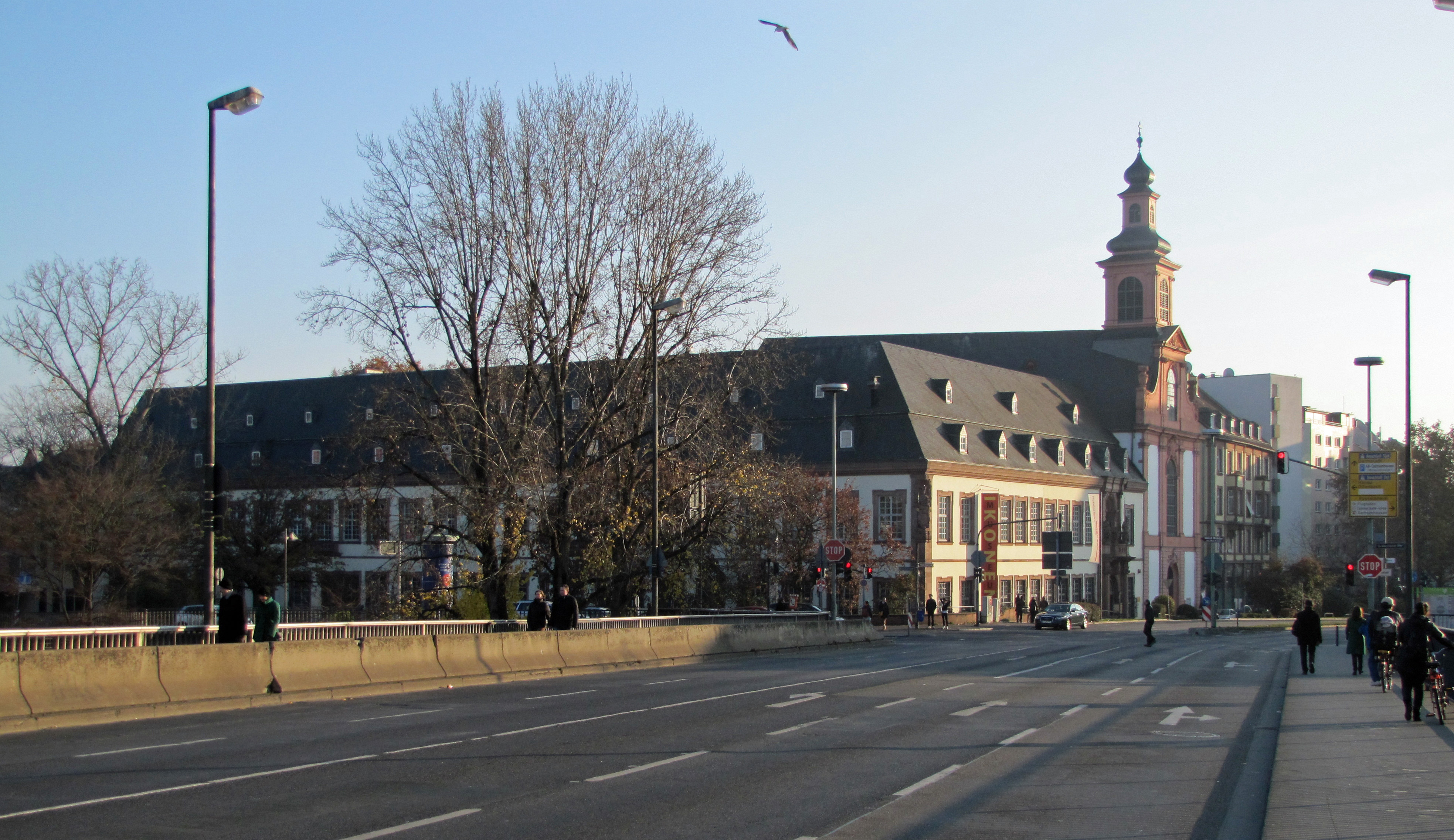
Nach dem Angriff auf Wallrade flieht Rudolph Bilger mit Dagoberts Hilfe zum Deutschherrenhaus am anderen Mainufer, wo ihn der Komtur vor den Frankfurter Soldaten schützt und Herzog Friedrich ihm mit Katharina und Agnes freien Abzug erlaubt. Vorher erzählt er die Wahrheit über die Identität des Kindes Hans (III, Kap. 7).

In der Zwischenzeit laufen die Untersuchungen im angeblichen Ritualmordfall. Margarethes Beichtvater Reinhold und Dagobert beeinflussen den Zeugen Gerhard von Hülshofen, dass er in der Verhandlung im Schöffensaal des Rathauses (II, Kap. 14) den unschuldigen David mit der Aussage entlastet, dieser habe in Worms Diethers entführtes Kind entdeckt und der Mutter übergeben, und Wallrade fälschlicherweise beschuldigt, dieses Kind bei Willhild aus Erbrivalität entführt zu haben. Diether ändert daraufhin seine Haltung der Tochter gegenüber und versöhnt sich mit seinem Sohn. Dagobert sucht nun nach seiner Schwester, nimmt nach einem Hinweis des als Mönch verkleideten Rudolph deren Entführer Bechtram gefangen, bringt den Raubritter unter dem Jubel der Frankfurter Bürger in die Stadt und erzwingt von ihm die Freigabe Wallrades. Bei seiner zweiten Aktion findet er auf der Burg auch seine gefangengehaltene Stiefmutter (III, Kap. 3), die er zu ihrem Gatten bringt, während seine Schwester zur Sühne ins Weißfrauenkloster aufgenommen wird. Wallrade bietet nun an, anstelle Dagoberts das Gelübde der Mutter zu erfüllen, sodass der Bruder heiraten und sich um den Vater kümmern kann (III, Kap. 10). Aber sie bereut ihre Taten nicht, sucht nur einen Ruhesitz und intrigiert weiter gegen die Familie. Die Strafe für ihr anhaltendes Rachebedürfnis erhält sie vom ehemaligen Geliebten Rudolph Bilger, der sie im Zorn mit dem Schwert niederschlägt und schwer verletzt, weil sie ihm mit der falschen Nachricht vom Tod seiner Frau Katharina und seiner Tochter Agnes, die er nun in Frankfurt wiedergefunden hat, tiefes Leid zufügte (III; Kap. 7).
Nach der Hinrichtung des wegen vieler Delikte angeklagten Bechtram wollen sich seine Kumpane und der Jude Zodick an der Familie Frosch und der ganzen Stadt rächen und nutzen dazu die durch die Lagerung des braunen Volkes aus Ägypten in Sachsenhausen entstandene Unruhen: Sie legen an Dagoberts Hochzeitstag mit Regina von Dürning Brände, ermorden reiche Bürger und rauben sie aus. Sie werden jedoch bei der Planung ihres Anschlags in Brändlings Kneipe belauscht (III, Kap. 12) und verraten. So können die Morde und die Zerstörung der Stadt durch die vom Schultheiß und dem Schöffen Frosch geleitete Bürgerwehr verhindert werden (III, Kap. 13-14). Einige Anführer wie Veit von Homberg kommen dabei ums Leben, andere fliehen mit einem Mainschiff. Zodick wird durch das Vehmgericht Die heimliche Acht gehenkt (III, Kap. 13).
Mit dem ersten abenteuerlichen Handlungsstrang verzahnt ist die tragische Geschichte des von der christlichen Gesellschaft ausgegrenzten und verachteten Juden David und seiner Familie, deren Mitglieder die verschiedenen Positionen zwischen konsequenter Befolgung der Religion der Väter und Assimilation an das Christentum vertreten. Der fünfzigjährige Kaufmann David lebt, wenn er nicht auf Reisen ist, in der Judengasse zwischen Main und Dom zusammen mit seinem gesetzestreuen Vater Jochai („Haltet fest an den Büchern eurer Väter, an dem Gesetz, das unmittelbar gekommen ist von dem, den ich nicht ausspreche, und habt ihr gekostet die bittere Frucht der Zeit, so mischet den Wermut ihres Gedächtnisses dann und wann in die Speise eurer Kinder und Enkel, daß sie nicht ablassen zu flehen zu dem Allmächtigen, damit er endlich seine Verheißung erfülle, und uns den Messias sende, den Ersehnten!“), seiner in ihrem goldenen Gefängnis von einem Leben in der christlichen Gesellschaft zusammen mit Dagobert träumenden Tochter Esther („Ich verliere alle Lust zum Leben, und mir ist gar oft der sündhafte Gedanke gekommen, als wäre doch am Ende besser, eine Christin zu sein auf Erden, als …“) und dem Wormser Zodick, der nach siebenjähriger treuer Dienerschaft, wie zwischen den Familien vereinbart, sein Schwiegersohn werden soll. In der Judengasse verstecken sie aus Angst vor Raub oder Plünderungen ihren durch Handel und Geldgeschäfte erworbenen Wohlstand hinter einer ärmlichen Hausfassade in den oberen Stockwerken, während das für die armen neidischen Nachbarn zugängliche Erdgeschoss spärlich eingerichtet ist (I, Kap. 3). David ist zwar der Tradition seiner Väter verpflichtet, will aber seine Tochter nicht gegen ihren Willen zur Heirat zwingen und weist den zwielichtigen Zodick wegen unsteten Lebenswandels aus dem Haus. Dieser schließt sich nun vermehrt Dieben und Räubern an, die ihn zur Taufe zwingen, und hintertreibt Davids Geschäfte, so dass dieser mit Esther für einige Zeit nach Konstanz zieht, wo er dem Herzog Friedrich Geld leiht (I, Kap. 10). Zodick streut nun das Gerücht aus, David und Jochai hätten in ihrem Haus ein Christenkind rituell getötet und vergraben. Deshalb wird David in Konstanz verhaftet und mit seinem Vater in Frankfurt eingekerkert. Dagobert begleitet Esther nach Frankfurt, bewahrt für sie ihr Vermögen auf, eine Schuldverschreibung des Herzogs Friedrich, schützt sie vor dem Zugriff des Schultheiß und versteckt sie bei seiner Bekannten Crescenz im Schellenhof außerhalb der Stadt (II, Kap. 4) und, als sie dort von Zodick aufgespürt wird (II, Kap. 9, 13), in Regina von Dürningens Forsthütte bei Friedberg (III; Kap. 4).
Im Verhör am Karsamstag im Römer vor dem Oberstrichter werden David und Jochai durch Indizien schwer belastet. Die christliche Magd Gretel berichtet wahrheitsgemäß vom kurzen Aufenthalt eines Kindes im Haus ihrer Dienstherren nach Davids Rückkehr aus Worms. Darauf baut Zodick seine Falschaussage auf (II, Kap. 3), die Kinderleiche sei im Keller verbrannt worden. Er zitiert Jochais Frage an ihn, ob er noch nie davon gehört habe, „daß eines unmündigen, vom Berge Seir stammenden Knaben Herz, in der Nacht des Amalekitischen Sabbats von gesegneten Händen ausgerissen, zu Staub verbrannt, und am Abend des Festes Haman in geheiligtem Weine genossen, Glück, bringt und großen Reichthum?“ Zodick ist als Bösewicht aus enttäuschter Liebe die Parallelfigur zu Wallrade und verfolgt gezielt seine teuflischen Pläne. Er gibt sich den von ihm verleumdeten Juden gegenüber als Freund aus, bietet ihnen an, sie freizukaufen, wenn sie ihm ihr Goldversteck verraten, und versucht sie durch die Nachricht, Esther sei Dagoberts Geliebte, zu zermürben. Auf der anderen Seite werden die Gefangenen auch vom Schultheiß (II, Kap. 7) durch die Beschuldigung unter Druck gesetzt, Zeugen entsännen „sich auch recht gut, einen der Hauptmörder mit dem Namen: ›der Jude‹ bezeichnen gehört zu haben, und würden gewiß den David von Angesicht zu Angesicht erkennen, wäre er ihnen damals nicht immer in einer unkenntlichen Vermummung erschienen“. Jochai kann er damit nicht beeindrucken und dieser zwingt ihn zum Rückzug, indem er erwidert, er kenne die Brunnenvergifter-Diffamierungen und seine eigene Familie sei Opfer einer Judenschlächterei in Frankfurt gewesen mit dem Großvater des Oberstrichters als Täter. Schließlich bringt in der Gerichtsverhandlung eine von Margarethes Beichtvater eingefädelte Taktik die Lösung: Durch die Aussage des Junkers von Hülshofen, er habe in Worms einen Jungen an David übergeben und dieser, der in ihm den Sohn Dieters erkannte, habe das Kind den Eltern zurückgebracht, werden beide Juden von der Anklage des Ritualmordes freigesprochen (II, Kap. 14). Jochai stirbt vor seiner Freilassung im Gefängnis, das Gericht begnadigt David und verbannt ihn aus der Stadt. Zodick entzieht sich durch seine Flucht einer Bestrafung für seine Falschaussagen (III, Kap 2).
Im Dürninger Forsthaus wirbt Dagobert, vom Gelübde befreit, um Esther. Sie solle Christin werden, dann könnten sie heiraten. David ermahnt sie jedoch an ihre Pflichten dem Vater und der Religion gegenüber. Esther ist in einem Zwiespalt. Sie liebt Dagobert, hat zu ihrem Volk kein Vertrauen mehr und fühlt sich nicht an die Gesetze ihrer Religion gebunden, kann jedoch den Vater, der alles verloren hat und wieder herumreisen muss, nicht leiden sehen. Deshalb entsagt sie dem Geliebten für das irdische Leben, aber nicht für das Paradies. David sieht ihren Kummer und erfindet eine Geschichte, sie sei das Christenkind Marie, das seine Frau zusammen mit seinem Vater gegen das verstorbene Kind eingetauscht hätten (III, Kap. 4). Kurz darauf entlarvt jedoch ihr nach langer Abwesenheit wieder aufgetauchter Bruder Ascher Davids Information als Märchen. Er fragt Esther auch, warum sie eigentlich zum Christentum wechseln wolle und Dagobert, wenn er sie liebe, nicht Jude werde. Das gibt den Ausschlag und sie verschwindet spurlos zusammen mit dem Bruder (III, Kap. 5). Dagoberts Hoffnungen sind damit zerstört. Seine Base Fiorilla befreit ihn während der Frankfurter Herbstmesse aus seiner Bindung an Esther durch die falsche Nachricht, sie habe nach dem Willen des Bruders den reichen jüdischen Wechsler Joël von Lüttich, des Bischofs rechte Hand in Geldsachen, geheiratet (III, Kap. 11). Aber Esther ist Dagobert treu geblieben, denn Joël ist Ascher. Wie Esther erkennt auch Dagobert: „Die Kluft ist zu groß gewesen, selbst für die Edelsten und Besten, und sie überspringen zu wollen, war nur der Wunsch, die Sehnsucht einer feurigen, rücksichtslosen Jugend.“ Er vermählt sich bald darauf mit Regina, seiner zweitbesten und gesellschaftlich standesgemäßen Liebe.
Der Roman endet, verglichen mit der historischen Situation, recht versöhnlich, aber ohne Idealisierung. Im letzten Kapitel (III, 14) sind David, dessen Bann vom Schultheiß gelöst wird, seine Tochter und sein Sohn im Haus Frosch willkommene Gäste, zumal der Jude in Ungarn den von Bettlern entführten wahren Johannes Frosch aufgelesen hat und nun als krönender Abschluss des Festes präsentiert. Aber die gesellschaftliche Spaltung bleibt, wie Esther am Schluss ausführt. „Zwei Väter, zwei Mütter segnen meinen Entschluß, und aus der schlechten Jüdin, die, hatte sie auch erschlichen durch die Taufe das Bürgerrecht in diesem Hause, dennoch immer darin geblieben wäre eine Fremde, ist geworden auf einmal eine Freundin, ein Geschöpf, das man duldet um ihres Gemüths willen. Ich kann nicht dankbar genug preisen den Herrn, der mir Stärke genug gegeben, auf mich selbst zu wälzen eine Schuld, um Euch, theurer Herr, zu bewegen, den Schritt zu thun, der, uns plötzlich auf ewig trennend, Eure Sinne zurückführen mußte in den Kreis der Euern, Euers Standes, Eurer Pflichten.“ Doch als sie das Glück der Familie Frosch sieht, erträgt sie den Anblick nicht länger: „Ich kann, ich darf dies Schauspiel nicht wieder sehen! […] Ich fühle dann, daß ich nur bin ein schwaches Wesen von Staub.“ Zu Vater und Bruder gewendet, fährt sie fort: „In Eurer Mitte laßt mich seyn beruhigt und fröhlich in meiner Pflicht, und laßt uns entweichen aus Frankfurt, wo ich nimmer athmen kann!“

#### Heinrich Heine:Der Rabbi von Bacherach
Heinrich Heine arbeitete von 1824 bis 1826 an dem als Fragment überlieferten historischen Roman Der Rabbi von Bacherach, der zum Teil in der Frankfurter Altstadt spielt. Die engen Gassen und die dem Autor von seiner Düsseldorfer Kindheit her fremde Parallelwelt des Judenviertels waren Vorbild für die Romankulisse des zweiten und dritten Kapitels. Dieser Bezirk hatte ihn bereits in seiner Volontärzeit 1815 und 1816 beim Bankier Rindskopff beeindruckt, und er durchstreifte ihn noch einmal 1827 bei seinem dreitägigen Besuch in der Stadt mit seinem Gastgeber Ludwig Börne. Heine verlegte die im Zusammenhang mit dem Antisemitismus und den Pogromen geführte jüdische Assimilations- und Identitätsdebatte seiner Zeit ins Jahr 1486, als Maximilian in Frankfurt zum König gekrönt wurde.
Im ersten Kapitel entdeckt Rabbi Abraham beim Paschafest in Bacharach am Rhein, dass ihm als Vorwand, die Juden zu ermorden und ihren Besitz zu plündern, ein Ritualmord an einem christlichen Kind in die Schuhe geschoben werden soll. Deshalb flieht er mit seiner Frau Sara in einem Kahn in die freie Reichs- und Handelsstadt Frankfurt. Sie laufen durch das Maintor, an den Kaufmannsläden mit prächtigem Angebot vorbei zum Marktplatz. Hier hatte tags zuvor König Maximilian vom Balkon des Römers aus einem Ritterturnier zugesehen. Dann betreten sie durch ein Tor das durch Mauern abgetrennte Judenviertel auf dem Wollgraben. Dort nimmt Abraham an einem Sabbat-Gottesdienst im unteren Stock der Synagoge teil, während Sara mit den Frauen von der Galerie aus die Zeremonie verfolgt (Zweites Kapitel). Anschließend unterhalten sie sich im von Heine nicht zu Ende geführten dritten Kapitel in der Garküche der Schnapper Elle mit dem spanischen Ritter Don Isaak Abarbanel, den Abraham aus seiner Studienzeit in Toledo kennt. Er ist die Gegenfigur zum Protagonisten und erzählt von dem schmerzlichen Prozess seiner Abkehr vom Judentum, mit dem ihn immer noch die Kindheitserinnerungen, die Gerüche der Speisen und die Sehnsucht nach dieser Lebensphase („und meine Seele schmolz, wie die Töne einer verliebten Nachtigall“) verbinden, sowie von seiner ambivalenten Haltung dem Christentum gegenüber und thematisiert damit Reflexionen des Autors: „Ja, ich bin ein Heide, und ebenso zuwider wie die dürren, freudlosen Hebräer sind mir die trüben, qualsüchtigen Nazarener. Unsre Liebe Frau von Sidon, die heilige Astarte, mag es mir verzeihen, dass ich vor der schmerzenreichen Mutter des Gekreuzigten niederknie und bete … Nur mein Knie und meine Zunge huldigt dem Tode, mein Herz blieb treu dem Leben! …“. Der Rabbi kritisiert diese Abkehr vom Glauben der Väter als Entwurzelung und Verlust der jüdischen Identität.

### Die Zeit der Reformation

#### Ines Thorn:Die Kaufmannstochter
Ines Thorn erzählt im ersten Band ihrer Familiensaga Die Kaufmannstochter die Lebensgeschichte des fiktiven Frankfurter Kaufmanns Bertram Geisenheimer zur Reformationszeit, als die Reichsstadt zwischen dem katholischen Kaiser Karl V. und dem mit ihm verbündeten Mainzer Erzbischof einerseits und dem protestantischen Lager um dem hessischen Landgrafen Philipp andererseits stand, große Geldsummen an die mehrmals wechselnden Schutzherren zahlen und jeweils die dominierende Konfession annehmen musste. Entsprechend dieser politisch-religiösen Auseinandersetzung in Deutschland gab es im von den reichen Familien besetzten Stadtrat zwei rivalisierende Fraktionen, die gegeneinander intrigierten und den Konflikt für die Durchsetzung jeweils eigener Interessen nutzten.
Bertram ist in diesem Machtkampf im Nachteil, denn er gehört nicht zur alt eingesessenen Patrizierfamilie der Vereinigung Alten Limpurg. Wegen seines Geburtstermins in der Silvesternacht von 1499 auf 1500 zwischen den Jahrhunderten vertreibt ihn sein abergläubischer Vater, der Taunus-Raubritter Wolf von Sauerthal, aus der Burg. Bertram (= glänzender Rabe) wird von Mönchen im Kloster Marienthal im Rheingau ausgebildet und verhilft dem vom Vater ausgeraubten Kaufmannssohn Ludovik Stetten wieder zu seinen Waren (Kap. 1 und 2). Dafür nimmt dieser den Fünfzehnjährigen als Lehrling in das elterliche Handelshaus in der Frankfurter Münzgasse auf (Kap. 4). Er nennt sich jetzt nach dem Klosterort Geisenheimer und verfolgt ehrgeizig das Ziel, durch Fleiß und List als Kaufmann zur Oberschicht aufzusteigen. Er führt gewissenhaft alle Aufträge aus, sammelt dabei in den Römerhallen Informationen über Warenangebot und Preise, Handelswege vom Erzeuger zum Absatzmarkt auf dem Land- und Wasserweg, zu erwartende Weinernten und rechtzeitige Einlagerungen oder Änderung des Kaufverhaltens z. B. durch das Samt-Verbot in der neuen Kleiderordnung. Der Achtzehnjährige bohrt ein Loch in den Boden seiner Kammer, hört die Gespräche im Stetten-Kontor ab und erfährt so ihre Planungen. Für die Mainufer-Dirne Irmelin mietet er ein Zimmer in einem Bornheimer Häuschen, damit sie zur Hübschlerin aufsteigen und wohlhabende Kunden anlocken kann, die sie für Bertram aushorcht. So verdichtet sich sein Nachrichtennetz und er führt nach dem Schlaganfall des alten Stetten für dessen am Geschäft weniger als am schönen Leben interessierten gesellschaftlich gewandten und bei den Frauen belieben Sohn erfolgreich das Handelshaus. Ludovik fühlt sich als humanistischer Schöngeist und wirbt um Gutta Hellmund, die ihren in Italien studierenden Bruder Baptist im Kontor ihres Vaters Walter vertritt. Er spekuliert auf ihre Mitgift, sie verschleppt jedoch im Einvernehmen mit ihrem dem geschäftsuntüchtigen Lebemann gegenüber skeptischen Vater bewusst die Entscheidung. Diese Situation nutzt Bertram aus. Das ihn im Unterschied zu den anderen höheren Töchtern der Stadt freundlich behandelnde, selbstbewusste Mädchen wäre für ihn die adäquate repräsentative Gattin. Zum Kaufmann will er sich aus eigener Kraft qualifizieren. Bereits als Prokurist bei Stetten macht er Geschäfte auf eigene Rechnung. Als er von einem Pesttoten am Hafen erfährt (Kap. 11), nutzt er diesen Informationsvorsprung, leiht beim Juden Aaron in der Judengasse Geld und kauft davon in den Römerhallen Lebensmittel. Nach Bekanntwerden der Krankheit wird der Handelsverkehr zur Stadt blockiert, die Preise erhöhen sich und Bertram verkauft mit Gewinn. Nachdem im Haus neben dem Stettenschen die Bewohner erkrankt und gestorben sind und Gutta ihm angedeutet hat, sie sei nicht abergläubisch, lässt er durch Irmelin das Gerücht ausstreuen, in dem leerstehenden Gebäude spuke es. Bertram kauft es billig und nennt es Zum Raben. Bei einer Worms-Fahrt (Kap. 14) werden ihm Vermutungen zugetragen, Landgraf Philipp von Hessen plane einen Feldzug gegen den Taunusritter Hartmut von Cronberg. Er wittert ein Kriegsgeschäft, leiht wieder Geld von Aaron und legt damit einen Holzvorrat an. Ein Jahr später (Kap. 18) verkauft er dem Landgrafen das Holz in Kombination mit Handwerkerleistungen für Wagenbau und -reparatur, damit Kriegsgerät, Lebensmittel und andere Materialien schneller zum Schlachtfeld transportiert werden können, bevor sich der Gegner organisieren kann. So gewinnt Bertram nach dessen Sieg das Vertrauen des Fürsten (Kap. 28), wird sein Hoflieferant und setzt sich später im Stadtrat für den Beitritt zum protestantischen Schmalkaldischen Bund ein. Aber er handelt immer nur als Kaufmann, nie als Politiker und achtet immer auf das Gleichgewicht von Leistung und Gegenleistung. Auch seine Familienplanung verfolgt er raffiniert. Ludovik bestärkt er in seiner Überzeugung, ein Humanist müsse ungebunden sein und eine Ehe behindere seine Selbstverwirklichung. Zudem verbreitet Irmelin das Gerüchte, Gutta könnte vielleicht während Philipps Aufenthalt in Frankfurt (Kap. 11) eine Affäre mit dem Fürsten gehabt haben, um sie für Ludovik als Ehefrau abzuwerten. 1522 hat Bertram sein Ziel erreicht. Er heiratet in eine Patrizierfamilie ein und kann eine eigene Dynastie gründen, denn sein Schwiegervater schenkt ihm zur Hochzeit einen teuer gekauften Bürgerbrief als Voraussetzung einer Handelsgesellschaft. In der vier Jahre jüngeren Gutta liebt er die Vertreterin eines höheren Standes, ihr edles Auftreten in der Öffentlichkeit und das für Frauen der Zeit ungewöhnliche Interesse am Geschäft. Für Gutta ist es eine kalkulierte Sympathieheirat. Sie sieht in der Ehe mit dem geschäftstüchtigen Emporkömmling die Chance, nicht traditionell als Hausfrau, sondern als Kauffrau eine Rolle zu spielen. Später leidet Bertram unter ihrer kühlen Arroganz und ihren Versuchen, die Führungsrolle über ihren „lieben Jungen“ zu übernehmen.
Politische, gesellschaftliche und geschäftliche Interessen verbindet Bertram konsequent miteinander. Zusammen mit seinem Schwiegervater und seinem Schwager Baptist setzt er sich für die fortschrittliche Strategie der Handelsgesellschaften ein, die ohne Zwischenhändler das überregionale Gefälle von Angebot und Nachfrage nutzen. Beispielsweise kauft er Flussfische in Worms, weil dort nach dem Übertritt zum Protestantismus die Speiseordnung geändert wurde und die Preise gesunken sind, und transportiert sie in katholische Regionen mit großem Fischbedarf. Konfessionell bleibt er ambivalent. Als es am Ostermontag 1525 (Kap. 20) zu einem protestantischen Zünfteaufruhr in Sachsenhausen und der Neustadt kommt, bezahlen Bertram und sein Schwiegervater aus eigener Tasche zwei lutherische Pfarrer. Damit werden im Konflikt des Erzbischofs vom Mainz mit den Forderungen der Frankfurter Reformatoren Unruhen vermieden. Als Gegenleistung wird Bertram Schöffe im Rat der Stadt. Dort hat er jedoch einen schweren Stand gegen die traditionell altgläubigen Limpurger. Ludovik nutzt diese Spannungen für seine Auseinandersetzung mit seinem ehemaligen Lehrling und Prokuristen, der ihn als Kaufmann überholt hat. Er steht vor dem Bankerott und gibt Bertram die Schuld daran, dass ihm die Mitgift Guttas entgangen ist. Er findet Unterstützung bei dem mit der Tochter des Bürgermeisters verheirateten Patrizier Hainbuch. Es kommt zwischen den rivalisierenden Gruppen zu einem lebenslangen Schlagabtausch mit Verlusten auf beiden Seiten. Einige Altbürger intrigieren gegen den Aufsteiger und verunsichern seine Handelspartner mit Falschmeldungen über seine Zahlungskraft. Bertram reagiert darauf und wirbt Ludovik den tüchtigen Prokuristen Dietz ab, der seine Filiale in Leipzig führen soll. Er gewinnt die Kunden zurück und übernimmt Ludoviks insolventes Geschäft.
Die Situation ändert sich durch die Krise in Geisenheimers Familienleben. Nach der Geburt der drei Kinder Caritas, Falk, Konstanze und noch gesteigert durch die Schwindsuchterkrankung Caritas und deren Tod (Kap. 21) zieht sich Gutta von ihrem Mann zurück. Bertram besucht wieder Irmelin, die sich von ihm ausgenutzt fühlt und ihn beschuldigt, von ihm schwanger zu sein. Als die Prostituierte ihr neugeborenes Kind tötet, wird die Affäre bekannt und Bertram muss das Schöffenamt niederlegen. In der Öffentlichkeit hält Gutta demonstrativ zu ihm und begleitet ihn zur Hinrichtung Irmelins auf dem Gallusberg. Anschließend verschwindet Bertram auf Anraten seines Schwiegervaters für einige Zeit aus dem Blickfeld und reist zu seinem Schwager Baptist nach Rom, um in Italien Geschäfte zu organisieren (Kap. 23). Dort erlebt er die Plünderung der Stadt durch kaiserliche Landsknechte. Er flieht aus Rom, gründet mit seinem Schwager in Florenz eine Handelsgesellschaf, kauft Waren für Deutschland und ordert in der Heimat Produkte, die im zerstörten Rom gebraucht werden. Bei seinem Aufenthalt lernt er die Eisengallustinte kennen, lässt sie in einem Kloster in der Wetterau für Schreibstuben herstellen und entwickelt daraus eine nur durch eine Chemikalie lesbare Geheimtinte. In seiner Abwesenheit rächt sich Ludovik an seinem Rivalen und nutzt die Depression Guttas für eine kurze Affäre. Nach drei Monaten ist Gras über die Irmelin-Sache gewachsen und Bertram nimmt seine Geschäfte in Frankfurt wieder auf. Die Beziehung zu Gutta wird als Vernunftehe fortgeführt. Nach der Geburt Geros diskutieren beide über ihr nicht funktionierendes Familienmodell (Kap. 26). Gutta gesteht selbstkritisch, dass sie ihre Überlastung als Ehefrau, Mutter, Haus- und Geschäftsfrau nicht vorhergesehen hat und ihr die Kraft zur Geliebten fehlt. Über konfessionelle Fragen und die Taufe der Kinder sind die beiden ebenso uneinig wie über die Erziehung Konstanzes. Gutta will die Tochter infolge ihrer eigenen gescheiterten Emanzipationsvorstellungen auf die traditionelle Frauenrolle vorbereiten, während Bertram die Vierjährige gerne nach dem Vorbild ihrer Mutter im Kontor lernen lassen möchte.
Der Geisenheimer-Stetten-Krieg setzt sich fort. Der erneut insolvente Ludovik versucht Bertrams Geschäfte zu stören. Er bringt seine Frau Angelika dazu, von ihrer Freundin Gutta Bertrams Geheimtinte und seinen Siegel zu erschleichen. Damit schreibt er einen Brief an Kaiser Karl V., in dem Philipps Bigamiepläne mitgeteilt werden. Zugleich gibt er dem Landgrafen Hinweise, so dass dieser den Brief abfangen kann. Geisenheimer fällt bei Philipp in Ungnade und Stetten wird an seiner Stelle Hoflieferant. Bertram erfährt von seinem Schwager vom Verdacht gegen ihn, kann Philipp von seiner Unschuld durch Schriftproben überzeugen und erhält seine Position zurück. Aus familienpolitischen Gründen, um die Naivität seiner Frau nicht offenlegen zu müssen und ihrer und seiner Reputation nicht zu schaden, verzichtet er auf eine Anklage. Aber er hat schon den Gegenschlag vorbereitet. Nach Anspielungen auf die Affäre seiner Frau sucht er eine Beziehung zu Stettens Dienstmädchen Flora und diese informiert ihn über die Vorgänge im Haus. Von Aaron kauft er Ludoviks Schuldscheine auf. Da dieser am fälligen Termin nicht zahlen kann, muss er ihm Haus und Handelsgesellschaft überschreiben (Kap. 31). Nachdem Stetten sich erhängt hat, versorgt Bertram in seiner kaufmännischen Art dessen mittellose Familie. Ludoviks Frau Angelika wird für fünf Jahre, bis zu seiner Versöhnung mit Gutta, seine Geliebte und die fünfzehnjährige Tochter Margarethe verheiratet er mit seinem sechzehnjährigen Sohn Falk. Sie bekommen das Stettenhaus, im Seitentrakt darf seine Mätresse Angelika lebenslang wohnen. Der fünfundvierzigjährige Bertram ist nun auf dem Höhepunkt seiner Macht (Kap. 32). Als einer der reichsten Kaufleute der Stadt besitzt er mehr als zehn Häuser. Falk hat eigene Handelsgesellschaften. Gero studiert in Italien Rechtswissenschaften, macht Geldgeschäfte und führt eine Wechselstube.
Der plötzliche Abstieg Geisenheimers beginnt ein Jahr später mit der Niederlage seines Gönners Landgraf Philipp und dem Ende des Schmalkaldischen Bundes. In Frankfurt schlägt die Stimmung um (Kap. 33). Die Stadt wird von niederländischen Truppen besetzt und der Kaiser fordert für deren Abzug die Unterwerfung und die Bezahlung von mehr als hunderttausend Gulden. Hainbuch und andere Alten Limpurger geben Bertram die Schuld am Anschluss der Stadt an den Bund und wollen, dass er mit seinem Vermögen dafür bezahlt. Sie suchen einen Vorwand für seine Verhaftung und beschuldigen ihn, gepanschten Wein zu verkaufen. Der Rat lässt ihn ins Gefängnis werfen und seinen Besitz beschlagnahmen. Durch seinen Schwager wird er gewarnt. So verheiratet er schnell Konstanze mit ihrem Liebhaber, dem niederländischen Seidenwebersohn Jan van der Staade, der als kaiserlicher Söldner in die Stadt gekommen ist. Die beiden reisen sofort ab und bringen das Bargeld der Familie ins Ausland. Neun Jahre später kehren sie als Glaubensflüchtlinge zurück und gründen eine Seidenweberei. Falk übernimmt die Filiale in Leipzig und holt später seine Frau und die Kinder nach. Vor seiner Verhaftung versöhnt sich Bertram mit Gutta. Da ihr Besitz beschlagnahmt wird, wohnt sie jetzt bei Angelika und verkauft auf dem Markt Garn und Stickereien (Kap. 34). In vier Jahren hat sie die zwanzigtausend Gulden zusammen, um ihren Mann auszulösen. Dieser kehrt als Zweiundfünfzigjähriger aus der niederländischen Gefangenschaft zurück (Kap. 35). Am Ende des Romans erhalten die beiden eine zweite Chance und dürfen noch einmal neu anfangen.

## 18. und 19. Jahrhundert

### Goethes Jugendzeit in Frankfurt

#### Johann Wolfgang Goethe:Aus meinem Leben. Dichtung und Wahrheit
Johann Wolfgang von Goethe wohnte, unterbrochen von Studien- bzw. Ausbildungsaufenthalten in Leipzig, Straßburg und Wetzlar bzw. Reisen, von 1749 bis 1775 in seiner Geburtsstadt. Seine Erlebnisse und seine Entwicklung zum Dichter erzählt er in seiner vierteiligen Autobiographie Aus meinem Leben. Dichtung und Wahrheit.
Im ersten Buch des ersten Teils stellt er seine Familie und damit die großbürgerlichen Sozialisationsbedingungen vor. Einige Verwandte spielen im öffentlichen Leben der Freien Reichsstadt eine Rolle: Der Großvater mütterlicherseits, Johann Wolfgang Textor, ist Ratsherr, Schöffe und als Stadtschultheiß der ranghöchste Justizbeamte Frankfurts, der Vater Kaiserlicher Rat. Der gebildete promovierte Jurist hat in seinem Haus am Hirschgraben eine stattliche Privatbibliothek mit lateinischen und italienischen, aber auch zeitgenössischen deutschen Schriftstellern aufgebaut. Da er seine Familie von den Erträgen seines Vermögens finanzieren kann, hat er Zeit, Wolfgang und dessen Schwester Cornelia zu unterrichten, bzw. Privatstunden gemeinsam mit Nachbarskindern zu organisieren. Während des Hausumbaus (1755) muss der Sohn allerdings eine öffentliche Schule besuchen.

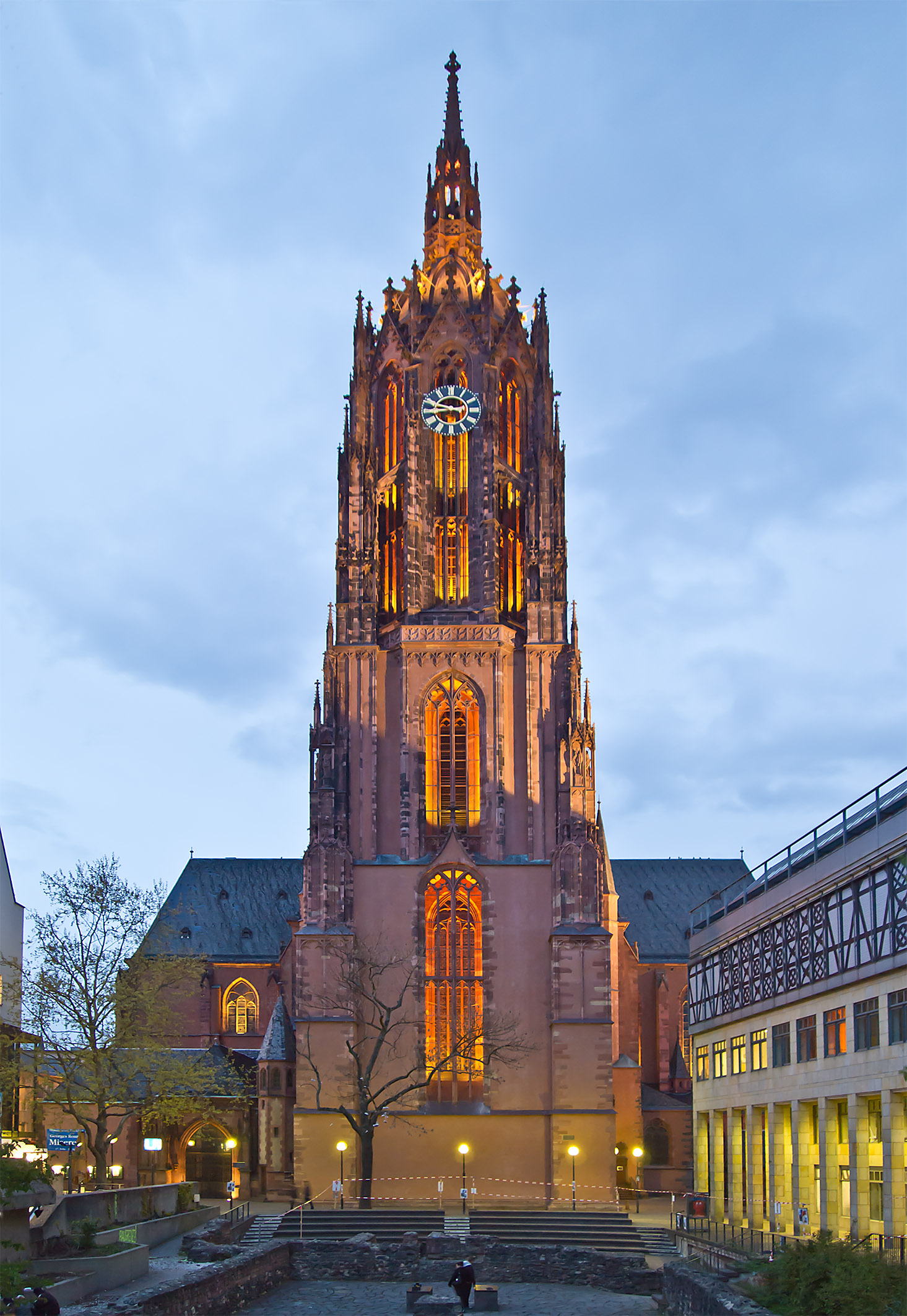
Anziehungspunkte für die Kinder sind an den Markttagen die Spielzeugstände um den Dom St. Bartholomaeus. 1764 verfolgt Wolfgang den Krönungszug des Kaisers Joseph II. zum Dom.

Goethe beschreibt auf den ersten Seiten seiner Erinnerungen anschaulich das historische Stadtbild, beispielsweise bei Spaziergängen über die Mainbrücke nach Sachsenhausen, von wo aus er die Entladung der Marktschiffe mit Hilfe der Kräne beobachtet. An Markttagen verliert er sich im Gewühl zwischen den Buden um die Bartholomäuskirche. Ihn beeindrucken bei den Rundgängen auf der Stadtmauer die verwinkelten Bezirke, die aus den früheren unruhigen Jahrhunderten stammenden burgartigen Räume, die wie kleine Städte in der Stadt liegen: dann abermals Pforten, Türme, Mauern, Brücken, Wälle, Gräben, womit die neue Stadt umschlossen ist. Dazwischen erstrecken sich die „Putz- und Schaugärten des Reichen“ neben den „Obstgärten des für seinen Nutzen besorgten Bürgers“. Ein herausragendes Erlebnis für den Fünfzehnjährigen ist die Krönung
Erzherzog Josephs zum Römischen König am 3. April 1764. Wolfgang verfolgt beeindruckt die Zeremonien: die Ankunft der Gesandten, den Einzug der Fürsten des Reichs und den Festzug zum Dom.
Ein anderes Ereignis wird allerdings vom Autor nur gestreift. Obwohl Goethe nach seiner Rückkehr aus Straßburg 1772 die Hinrichtung des Dienstmädchens Susanna Margaretha Brandt erlebte und er zu dieser Zeit die Motive der verlassenen Geliebten und des Kindsmords in seinem Urfaust-Konzept dramatisierte, geht er darauf im vierten Buch nur allgemein in zwei Sätzen ein, um dann ausführlich eine Buchverbrennung zu beschreiben: „Bald setzte ein entdecktes großes Verbrechen, dessen Untersuchung und Bestrafung die Stadt auf viele Wochen in Unruhe. Wir mußten Zeugen von verschiedenen Exekutionen sein, und es ist wohl wert, daß ich auch bei Verbrennung eines Buches gegenwärtig gewesen bin. […] eines französischen komischen Romans, der […] nicht Religion und Sitten schonte.“
Goethes Freunde und Bekannte gehören vorwiegend der großbürgerlichen Klasse an, aber er hat auch Kontakte zu Jugendlichen des mittleren und niederen Standes, die als Kanzleischreiber oder Gehilfen bei Kaufleuten arbeiten. So schließt sich der Vierzehnjährige einmal einer sozial gemischten Gesellschaft an, zu der auch ein Mädchen namens Gretchen zählt, in das er sich verliebt. Einen der jungen Männer empfiehlt er seinem Großvater Textor für eine Anstellung und unterstützt damit ungewollt einen Betrug, wodurch er selbst in Schwierigkeiten gerät. Eine andere Liebesgeschichte führt den Sechsundzwanzigjährigen in die Palais der Geldaristokratie. Die Verlobung mit der Bankierstochter Lili wird jedoch bereits 1775 aus privaten, der Diskrepanz zwischen einem Leben als Dichter und Familienvater, und familienpolitischen, den Heiratsstrategien der Bankiersfamilie, Gründen wieder aufgelöst.
Durch Elternhaus und Freunde beeinflusst nimmt Goethe teil an den unterschiedlichen religionsphilosophischen und politischen Diskussionen seiner Zeit. Das Erdbeben von Lissabon am 1. November 1755 mit der hohen Zahl von Toten stellt das christliche Gottvaterbild in Frage. Die Freundschaft mit Susanne von Klettenberg bewirkt dagegen eine pietistische Vorstellung des Neunundzwanzigjährigen, der in dieser Zeit auch mystische und alchemistische Schriften liest. Der Siebenjährige Krieg spaltet Goethes Familie in zwei Lager: Einige, wie sein Vater, sympathisieren mit den Preußen, andere mit den Habsburgern, z. B. der Großvater. Der Zehnjährige erlebt die Einquartierung des französischen Königslieutenants Graf Thoranc im Elternhaus und die nicht weit von der Stadt entfernt stattfindende Schlacht bei Bergen am 13. April, in der die französische Armee den Angriff der mit Preußen verbündeten norddeutschen Regimenter abwehrt.
Goethe lernt durch das Kunstinteresse des französischen Offiziers im Elternhaus auch Maler aus Frankfurt und Umgebung kennen: Friedrich Wilhelm Hirt, Christian Georg Schütz d. Ä., Johann Georg Trautmann, Johann Andreas Benjamin Nothnagel, Justus Juncker, Johann Conrad Seekatz, Philipp Hieronymus Brinckmann und später Georg Melchior Kraus und Philipp Hackert. Ebenso regt dieser ihn zum Erlernen der französischen Sprache an und sie besuchen Theateraufführungen. Gespielt werden vorwiegend französische Komödien von Destouches, Marivaux, Pierre-Claude Nivelle de La Chaussée, und Wolfgang liest, dadurch angeregt, in der väterlichen Bibliothek u. a. Corneille, Racine und Molière und studiert Diderots Dramaturgie der Natürlichkeit. Durch diese Erlebnisse in und um Frankfurt ist Goethe gut gerüstet für seine politische und literarische Karriere am Fürstenhof in Weimar.

#### Karl Gutzkow:Der Königsleutnant
Als Vorlage für das Lustspiel Der Königsleutnant, das als Auftragsarbeit des Rates der Stadt Frankfurt für den 100. Geburtstag Goethes entstand. und am 27. August 1849 im Frankfurter Stadttheater uraufgeführt wurde, dient Karl Gutzkow eine Episode um den Grafen Thorane (= François de Thoranc) aus dem dritten Buch von Goethes Biografie Dichtung und Wahrheit. Der Lieutenant de Roi und Leiter der städtischen Zivilverwaltung war während der Besetzung der Reichsstadt durch französische Truppen von 1759 bis 1761 im Goetheschen Haus am Großen Hirschgraben einquartiert. Im Vorwort erläutert der Autor, dass Thorane und andere Personen „wenn nicht vollständig, doch andeutungsweise so gegeben [sind], wie sie in [seinem] Stück auftreten. Alcidor ist jener Derones, in dessen Schwester sich der so jung schon liebereiche Wolfgang in der Tat verliebt hatte und bei welcher er wirklich jenes Bild, wie sich ebenso ein ähnliches bei Thorane befand, antraf, ein Bild, das ihm von den gewürfelten fremden Abenteurern mit romantischen Anspielungen erklärt wurde […]. Thorane übertritt seine eigenen Duellgesetze. Zu einem für einen Generalauditeur der Armee doppelt leichtsinnigen Schritt konnte er sich wohl nur aus Gründen hinreißen lassen, die tief mit der von Goethe gegebenen Schilderung seines wunderlichen, tragikomischen Charakters zusammenhingen.“ Der Rahmen der Komödie scheint also Goethes Erinnerungen zu entsprechen, auch die unterschiedlichen Erziehungsmethoden und -ziele der Eltern. Frau Rat unterstützt die Kontakte des Sohnes zur französischen Theatertruppe, weil es ihm Freude macht und er außerdem dabei Französisch lernt, und hat, im Gegensatz zu ihrem pragmatischen Mann, Verständnis für seine Faszination von der Literatur. Auch dem im Haus am Hirschgraben einquartierten Offizier Thorane fällt seine poetische Begabung auf und er sieht in dem Jungen eine verwandte Seele. Gemeinsam rezitieren sie Wolfgangs Gedicht „Mit einem gemalten Band“. Als Kunstsammler vergibt Thorane Aufträge an Frankfurter Maler und den Darmstädter Seekatz.
Diesen Kern baut Gutzkow mit typischen Komödienfiguren und -situationen zu seinem „Scherz“ aus, erfindet neue Personen oder verändert die Namen, um den fiktiven Charakter zu kennzeichnen, arbeitet ein später, in der Sessenheimer Zeit, entstandenes Gedicht in die Belinde-Handlung ein und konstruiert für den Königsleutnant und die französischen Schauspieler eine Vorgeschichte: Der neugierige und opportunistische Professor Mittler trägt Frau Rat die von ihm beobachteten Heimlichkeiten ihres Sohnes zu, in die das Dienstmädchen Grete als Botin eingeweiht ist. Diese hat wiederum eine Liebesbeziehung zu Thoranes treuem Adjutanten Mark und folgt ihm am Ende als Ehefrau nach Frankreich. Der etwa zehnjährige wortgewandte Wolfgang argumentiert wie ein Student und spielt geschickt die Rolle des Übersetzers zwischen den Deutschen und den Franzosen, bei denen es immer wieder wegen der Sprachprobleme zu Missverständnissen kommt. Der Graf ist nicht nur jähzorniger Patriot, sondern auch ein Erzieher der Deutschen zu einem kultivierten Sozialverhalten: Die von ihm in Auftrag gegebenen melancholischen Stimmungsbilder lässt er von den rivalisierenden Künstlern gemeinsam arbeitsteilig auszuführen, um ihren Gemeinschaftssinn zu stärken: „In eine Zeit, wo die Völker sein in die blutige Kriege gegeneinander, sollen sein die Menschen gute Freunde durch der Konst. Die Könstler sollen sie geben eine schöne große Beispiel für der Könige auf der ganzen Welt, zu wissen, daß ist diese Erde bestimmt für den Glück und den Frieden und der Liebe der ganzen Menskeit. Und darum Sie sollen malen alle fünf immer zusammen an eine Bild, damit Sie können geben eine gute Beispiele, nikte nur für der Menschen, welche nur sie sehen an, um zu verbessern ihre Erz und ihre Empfindungen. Eh bien! Commencez, Messieurs! Soyez unis! (Legt einige Hände ineinander.)“ (3. Aufzug, 5. Auftritt). Nachdem diese Zusammenarbeit bei einigen Arbeiten gelungen ist, wird der Zwang in der letzten Szene wieder aufgehoben. Nun gibt Edmund René de Thorane den Malern bei den weiteren Bildern die künstlerische Freiheit: „Die Bilders sein garantiert, Sie können malen, so lang Sie wollen daran. Sie aber, mein Err Rat, ik bin gewesen erzürnt, weil wir aben gehabt zwei Ansichten in Politik, allein die Völkers, welche müssen sein Feinde aus Politik, sollen sich versöhnen durch der Könst und Wissenskaft, und da ik gefunden abe in Ihrem Hause eine so schöne Liebe von Malerei, eine so vaterlandische Begeisterung für der deutsche Nation und so eine talentvolle Genie von Herrn Ihrem Sohn, auch – eine Frau von solcher – Grazie und Tugend – so ik will jetzt nehmen von Ihnen allen für immer – meine Abschied in der Liebe und in Freundschaft. Meine Erren, ik werde verlassen Frankfort.“ (4. Aufzug, 19. Auftritt).
Vor der versöhnlichen Schlussszene gibt es einige Spannungen. Beispielsweise will der erzürnte Thorane Rat Goethe wegen seiner Sympathie für die Preußen vors Kriegsgericht stellen, verzichtet aber schließlich darauf. Die zentrale Konflikthandlung ist jedoch die unglückliche Liebesbeziehung zu Belinde. Wolfgang ist von Anfang an auf den Grafen eifersüchtig, weil sein Schwarm, der sich als Schwester Alcidors ausgibt, oft das Wort „Thorane“ vor sich hinmurmelt. Bestätigt wird sein Verdacht, als er ein Porträt der Schauspielerin bei dem Franzosen entdeckt und als dieser sich mit Alcidor im Stadtgraben duelliert, wobei sie sich gegenseitig verwunden. Ihre Rivalität reicht zurück in die Vergangenheit und ist der Grund für die Traurigkeit des misogynen Offiziers. Alcidor und Belinde spielen in Frankfurt unter falschen Namen Theater. Das Mädchen heißt Heloise de Vautreuil und wurde als Waisenkind von Thoranes Vater in sein Schloss aufgenommen. Nach dessen Tod wollte Edmund seine Adoptivschwester heiraten. Doch bald darauf verliebte sich die Braut in Jean Desiré Gaston Marquis Boissy d'Anglade et de Vasmenil und floh mit ihm ins Ausland.
Wolfgang möchte, dass diese Geschichte wie in einem moralischen und ästhetischen Kunstwerk mit Liebe und Versöhnung endet: „Der Quell der wahren Poesie ist das Leben! Der Geist hat keine andere Schule als die Welt!“ (4. Aufzug, letzter Auftritt). Durch seine Vermittlung verzeiht Thorane der schuldbewussten Heloise, übernimmt nun für sie und Alcidor die Vaterrolle und zieht mit ihnen, da er wegen des Duells seinen Abschied als Offizier nehmen muss, auf sein Schloss nach Frankreich, das mit den Bildern der deutschen Maler ausgestattet wird.

#### Ruth Berger:Gretchen
Ruth Bergers historischer Roman Gretchen versucht am Beispiel des Leidensweges der Susanna Margaretha Brandt nachzuvollziehen, wie eine schwangere, unverheiratete Frau durch ihre tragische persönliche und soziale Konstellation zur Kindesmörderin werden konnte. Diesem Porträt auf der Grundlage der Gerichtsprotokolle stellt die Autorin die Situation der etwa gleichaltrigen Wolfgang und Cornelia Goethe und ihrer großbürgerlichen Freunde gegenüber und zeichnet damit ein Gesellschaftsbild der Freien Reichsstadt im 18. Jh.
An den Biografien ihrer drei mehr als zehn Jahre älteren Schwestern kann Susann ihre Perspektiven einordnen. Diese arbeiteten vor der Ehe in Kaufmannshaushalten, sind dort wegen ihrer Zuverlässigkeit sehr beliebt, heirateten Handwerker oder Soldaten, kümmern sich um ihre Kinder und ergänzen das Einkommen durch Aufträge als Näherin, Büglerin bzw. Wäscherin. Dorothea (Dorette) ist am erfolgreichsten. Ihr Schreinermeister Hechtel hat ein Haus in der Predigergasse, während Ursula (Ursel) mit Tambour König in einer kleinen Wohnung in der Alten Gasse im Norden der Stadt wohnt, wo auch die unverheiratete Käthe ein Zimmer hat. Susanns Leben verläuft dagegen recht wechselhaft. Als jüngstes Kind musste sie nach dem Tod der Eltern achtjährig die Quartierschule verlassen, ihre Schwestern kümmerten sich um sie und verhalfen ihr durch Empfehlungen ihrer Herrschaften zu Anstellungen z. B. in Mainz oder bei den de Barys in Frankfurt, die allerdings nicht lange dauerten. Sie packt zwar fleißig zu, aber sie gilt als aufsässig und frech, erträgt keine berechtigte und schon gar keine unberechtigte Kritik und reagiert darauf unbeherrscht, cholerisch. So muss die unstete Susann froh sein, dass Dorette sie in der Herberge Zum Einhorn an der Staufenmauer beim Judenbrücklein am Tor zur Judengasse südlich der Konstablerwache unterbringt. Dort arbeitet sie bei der Witwe Bauerin als Köchin und Hausmädchen.
Susann ist zu Beginn der Handlung vierundzwanzig Jahre alt und steht unter Heiratsdruck. Einige Aufstiegs-Mädchenträume haben sich nicht erfüllt und sie erfährt täglich die sozialen Trennlinien: So verliebte sie sich in den einundzwanzigjährigen Sohn der Kaufmannsfamilie Johannes (Jean) de Bary, wurde von ihm allerdings kaum wahrgenommen. Dann träumt sie davon, in das Wirtshaus der Witwe Bauer einzuheiraten, und hofft auf das Wohlwollen der Wirtin, die ihre fleißige Köchin schätzt. Deren Sohn Christoph versucht Susann zu verführen, aber sie weiß, dass er nachts Lieschen Körbelin besucht und dass ein Mädchen bei vorehelichen Kontakten aufpassen muss. Sie wünscht sich eine Heirat mit einem Handwerker oder Kaufmann und eine eigene Familie wie ihre Schwestern und hat Angst, diese Chance auf ein bürgerliches Leben durch ein uneheliches Kind und einen schlechten Ruf zu verspielen. Susann bedenkt in diesem Zusammenhang den Zwiespalt, eventuell eine heimliche sexuelle Beziehung einzugehen, um den Freund mit der Erwartung einer späteren Heirat zu binden, wie vermutlich ihre Schwester während ihrer langen Verlobungszeit und Lieschen, die als schwangere Braut im Februar 1771 getraut wird, oder nichts zu riskieren und eventuell eine Gelegenheit zu verpassen.

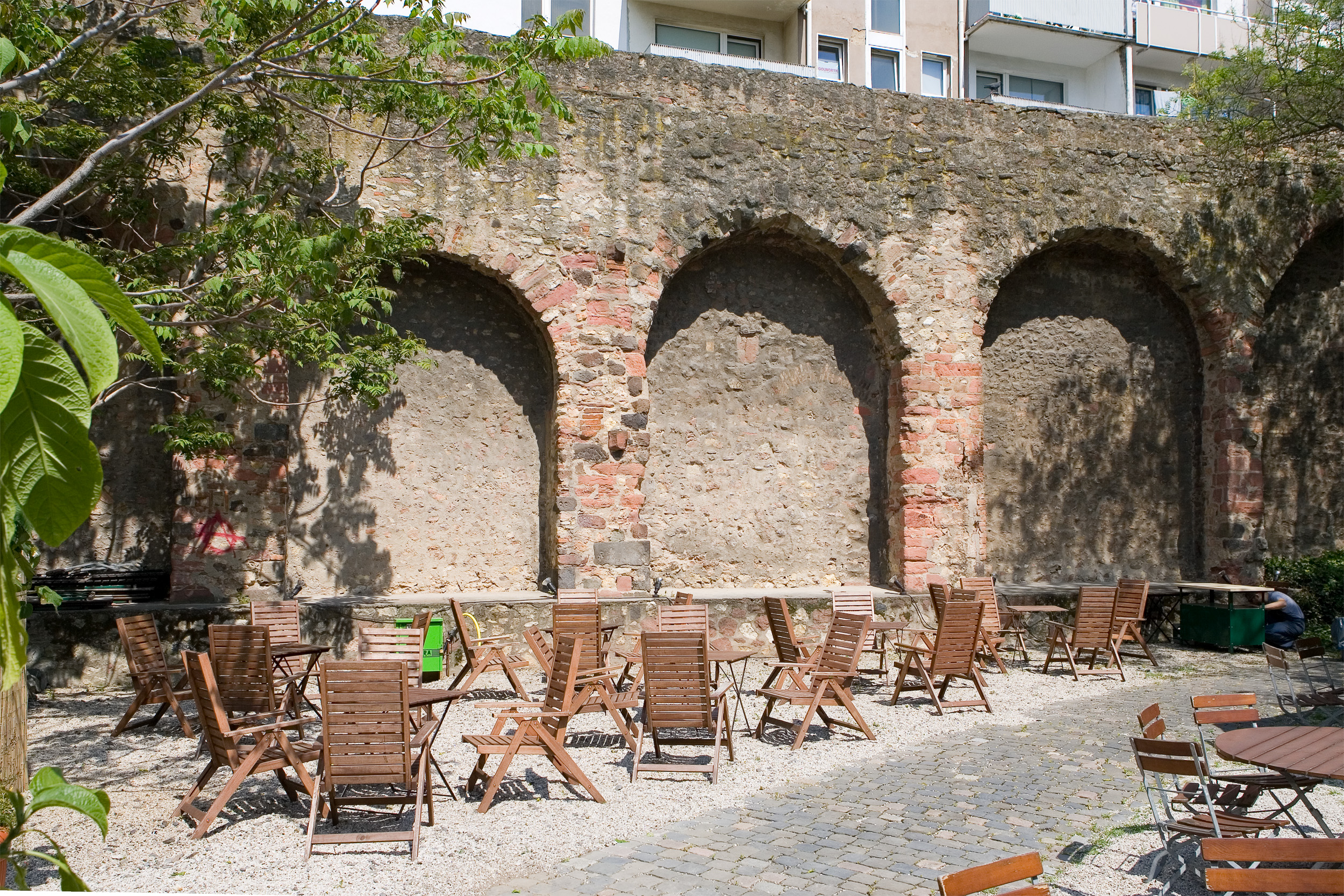
Staufenmauer in der Nähe von Susanns Arbeitsplatz, der Gastwirtschaft Zum Einhorn, dem Tatort des Kindsmords.

In dieser Phase der Enttäuschungen und ohne konkrete Beziehung beginnt ihre Tragödie im November 1770 mit der Ankunft zweier Gäste in der Herberge (Erster Teil Lapsa est Gestrauchelt). Der jüdische Schmuckhändler Jontef und der holländische Goldschmiedegeselle Jan van Gelder machen auf ihrer Reise nach Polen bzw. Petersburg in Frankfurt Station. Susann bedient die beiden in der Gaststube. Jan, ein großer, gutaussehender, attraktiv mit blauem Rock und weinroter Weste bekleideter Mann in ihrem Alter, scherzt mit ihr, macht ihr Komplimente und befragt sie über die Stadt. Er will hier Schmuck verkaufen und einige Zeit bei einem Goldschmied in der Neuen Kräme arbeiten, um Geld für die Weiterreise zu verdienen. Auch informiert er sich über den Gottesdienst in der reformierten Kirche in Bockenheim. Susann gehört ebenfalls dieser Konfession an und er fragt sie, ob er sie begleiten darf, doch sie hat an diesem Sonntag, dem ersten Advent, Dienst. Nach seiner Rückkehr lässt er sich das Essen auf sein Zimmer bringen und erzählt Susann beim Wein von seinem Ausflug. Er hat Leute getroffen, die sie natürlich kennt. Frau de Bary und ihre Schwägerin Frau von Stockum und sogar ihre Schwester Ursel, Wasch- und Nähfrau bei Stockums, mit ihrem Mann König. Susann wird während der lustigen Plauderei vom ungewohnten Wein ganz benommen, es kommt zum Sex und Jan schenkt ihr danach Perlenschnüre. Sie hofft auf eine Bindung und fragt ihn, ob sie mit nach Petersburg kommen könne. Doch das fasst er als Scherz auf. Sie fühlt sich abgewiesen und meidet von da an seine Nähe bis zu seiner Abreise im Dezember vom Darmstädter Hof auf der Zeil aus nach Leipzig. Da sie nach der Affäre eine kurze Menstruation hat, ist sie beruhigt, dass ihr Fehltritt ohne Folgen geblieben ist. Jan hinterlässt eine Mitteilung an sie, die sie allerdings nicht lesen kann, und so träumt sie immer wieder von seiner Rückkehr zu einer der Messen.
Mit den ersten Anzeichen einer Schwangerschaft beginnt ihre Leidensgeschichte (Zweiter Teil Impraegnata Schwanger). Ihre ausbleibende Monatsblutung versucht sie als Blutstau in Folge eines Schocks durch einen heftigen Streits mit ihrer Kollegin Christiane zu erklären. Als ihr Körperumfang zunimmt und dies in der Öffentlichkeit bemerkt wird, sind Wirtin und Schwestern um ihren guten Ruf besorgt. So befragt Dorette Mitte April Susann, ob die Gerüchte stimmten, sie sei schwanger. Zu ihr könne sie im Notfall nicht kommen, denn Hechtel möchte kein uneheliches Kind in seinem Haus haben, zumal sie ihre Stelle im Einhorn wegen ihrer Unehrenhaftigkeit verlieren würde. Sie solle den Namen des Liebhabers nennen, diesen heiraten oder von ihm Alimente einfordern. Auch Frau Bauerin fürchtet aus moralischen, geschäftlichen und rechtlichen Gründen das Gerede, Susann habe sich in ihrem Haus mit einem der jüdischen Gäste prostituiert. Da außerdem eine schwangere Dienstmagd zunehmend weniger belastbar ist, verlangt sie eine Untersuchung durch die Schwestern. Seit Susann die Bewegungen des Kindes spürt, schwankt sie zwischen Verdrängung und Angst. Sie hat niemanden, dem sie sich anvertrauen kann. Für eine relativ ungefährliche Abtreibung ist es ohnehin zu spät und für eine Geburt auf dem Land und die Abgabe des Kindes an eine Bauernfamilie fehlt ihr das Geld. So leugnet sie bis zum Schluss die Affäre mit Jan und beharrt auf ihrer immer unglaubwürdigeren Version vom Blutpfropf. Sie weiß, dass sie keinen Säugling allein versorgen kann, hofft auf eine vorzeitige Totgeburt und denkt an Selbstmord durch den Sprung aus dem Gaubloch drei Stockwerke in die Tiefe. Alle sind an der Vertuschung der Angelegenheit interessiert und schieben die Verantwortung ab. Das merken auch die Ärzte. So verschreibt Johann Friedrich Metz noch im Juni aus Verpflichtung der Wirtin gegenüber, obwohl er Bedenken hat und die Patientin nicht körperlich untersucht, ein die Menstrua förderndes Mittel. Die Anfang Juli von Johann Philipp Burggrave, der real als vorwiegender Hausarzt der Familie Goethe gewirkt hatte, in der St. Gallusgasse ohne klares Ergebnis untersuchte Urinprobe wird von Dorette Hechtelin der Wirtin gegenüber als Beweis für die Unschuld Susanns ausgelegt, sie bringt sogar den Gesellen vom Chirurgus Taubert ins Einhorn, um ihre Schwester zur Ader zu lassen, und weist mit Berufung auf Burggrave alle Verleumdungen zurück. Frau Bauerin glaubt das gern, fordert aber, Susann müsse bis zu ihrer „Gesundung“ und dem Eintreten der Menstruation aus ihrem Gasthof verschwinden, dann könne sie wieder bei ihr arbeiten. Sie will keine Geburt in ihrem Haus, kündigt deshalb ihrer Köchin zum 31. Juli und stellt Margret Seyfried als Nachfolgerin ein. Damit gerät Susann in eine ausweglose Lage, denn niemand will sich jetzt mit ihr belasten.

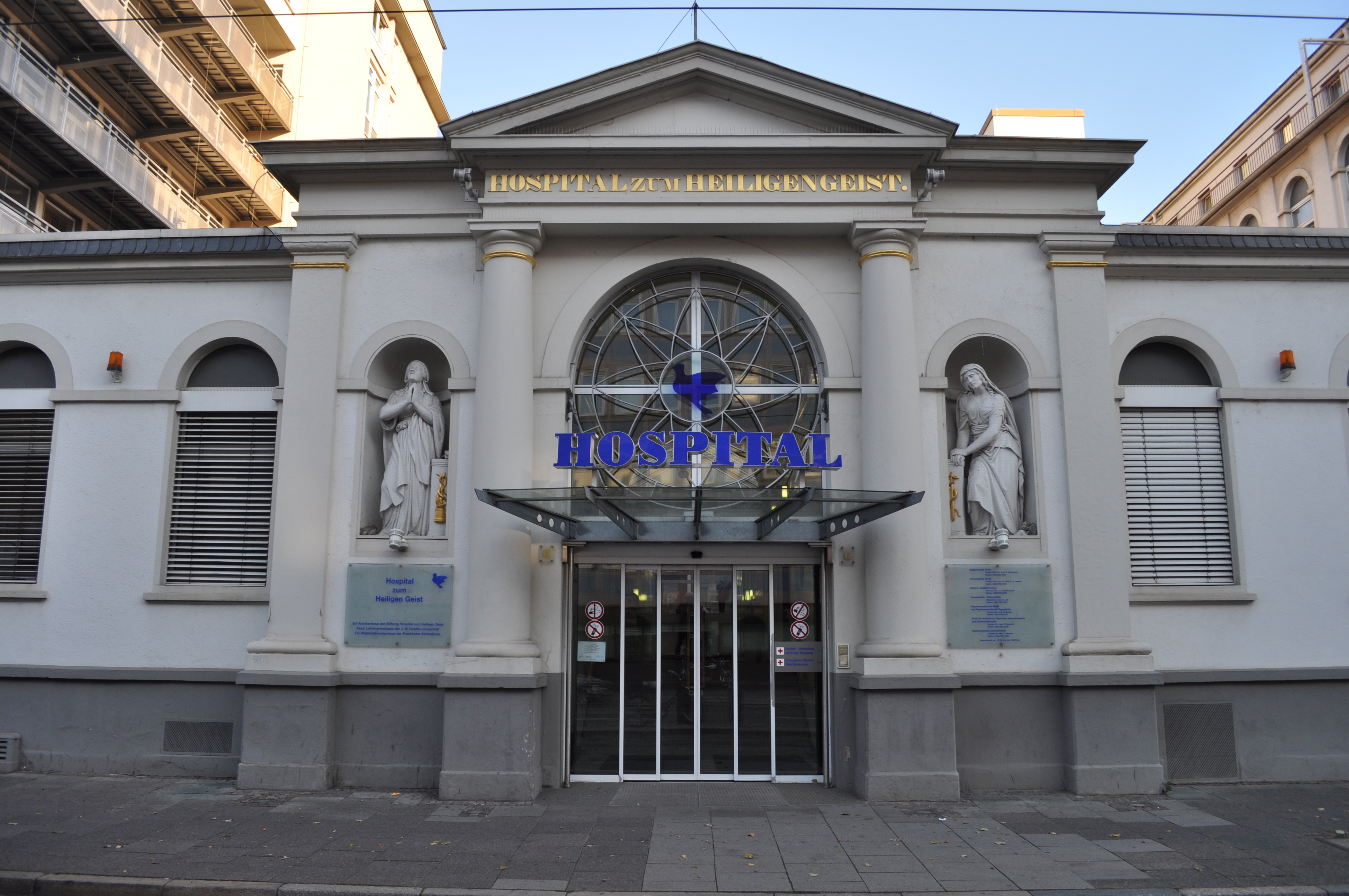
Susann wird nach ihrer Verhaftung zur Behandlung ins Hospital zum heiligen Geist verlegt und dort mit der exhumierten Leiche ihres Kindes konfrontiert.

Am 1. August setzen plötzlich ihre Wehen ein, sie schleppt sich in die Waschküche, erdrosselt nach einer Sturzgeburt in Panik und Raserei ihr Kind, bevor es schreien kann, und versteckt die Leiche im Stall unter dem Stroh. Sie erzählt ihren Schwestern, sie habe wieder ihre Blutungen bekommen, und Käthe lässt sie bei sich übernachten. Am nächsten Tag beichtet sie Dorette und Ursel die Wahrheit und flieht nach Mainz, wo sie sich vor Verfolgung sicher glaubt. Von dort aus will sie untertauchen und irgendwo eine Arbeit suchen. Doch am nächsten Tag kehrt sie ohne Geld mit Gewissensbissen nach Frankfurt zurück, wird am Bockenheimer Tor verhaftet und zuerst in die Hauptwache, dann ins Frauengefängnis im Katharinenturm am Heumarkt und schließlich wegen ihres Zustandes ins Hospital zum Heiligen Geist gebracht. Zu dieser schnellen Festnahme kommt es, weil die Schwestern und die Wirtin nach dem Verschwinden Susanns Angst bekamen, als Mitwisserinnen eines Kindsmordes angeklagt zu werden. So spült Frau Bauerin die Blutspuren weg und Ursula König zeigt die Tat an. Alle drei behaupten, von der Schwangerschaft vor der Geburt nichts gewusst zu haben (Dritter Teil Inculpata Beschuldigt). Die Kindsleiche wird im Spital zum Heiligen Geist seziert, dabei stellt man schwere Kopfverletzungen und Würgemale fest. Erst beim zweiten Verhör, als sie im Hospital mit der auf dem Schandfriedhof des Gutleuthofs, dort wird auch Susann nach der Enthauptung beigesetzt, exhumierten Leiche konfrontiert wird, gesteht sie den Mord, schildert den Ablauf in allen grausamen Einzelheiten und gibt an, der Teufel habe sie dazu getrieben. Dieses Geständnis ist Voraussetzung für das Todesurteil am 10. Januar 1772, die Kindsmörderin „zum abscheulichen Exempel mit dem Schwert vom Leben zum Tode zu bringen“ (S. 399). Ihr Verteidiger, der Adcocatus ordinarius M.C. Schaaf, kann mit der Argumentation, ihr Knabe sei durch die Sturzgeburt gestorben, sie habe dies aber im Dunkeln nicht wahrgenommen und in Panik eine Leiche gewürgt und deren Kopf gegen ein Fass geschlagen, die Syndiker nicht überzeugen und Susanns Hinrichtung nicht verhindern. Der lutherische Pfarrer Willemer arbeitet mit ihr die Schuldfrage auf und verspricht ihr nach Beichte und Reue das ewige Leben zusammen mit ihrem Kind. Dadurch hat sie auch die Hoffnung, durch das Begnadigungsgesuch am Leben zu bleiben, aber der Rat lehnt es wegen der Brutalität der Tat ab (Vierter Teil Condemnata Verurteilt). Im Roman wird das tragische Schicksal Susanns noch dadurch verstärkt, dass drei Stunden nach der Hinrichtung Jan ins Wirtshaus kommt und nach Susann fragt. Der jüdische Mietknecht Löb Bonum Zacharias, der Susann am Liebesnachmittag am Ausschank vertrat, hat nach den Schwangerschaftssymptomen die Zusammenhänge erraten und den Schmuckhändler Jontef, als er ihn im Juni in der Judengasse traf, gebeten, dies Jan nach Petersburg mitzuteilen.
Susanns tragischer Geschichte wird in eingeschobenen Abschnitten die behütete Familiensituation Wolfgang und Cornelia Goethes gegenübergestellt. Die vom Vater im Haus Zu den drei Leiern für eine großbürgerliche Ehe perfekt vorbereitete 20-jährige Cornelie ist ebenfalls im Heiratsalter und wie ihre Freundinnen auf der Suche nach einer guten Partie, allerdings leidet sie unter dem Zwang und der Erwartung der Eltern. Die Autorin lässt die beiden jungen Frauen einander begegnen. Mitte Juni 1771 promeniert die Goethe-Tochter mit einer von Perruquier Lobenstein gefertigten komplizierten Turmfrisur und ihre Freundinnen vor dem Allerheiligentor und geht mit ihnen die noch bzw. wieder ungebundenen, gutaussehenden und/oder reichen Männer der Stadt durch. Da kommt ihnen die sichtbar schwangere Susann entgegen und muss sich die spöttischen Bemerkungen der höheren Töchter, u. a. die ausgerechnet mit Jean de Bary verlobte schöne Lisette von Stockum, anhören. Cornelia ist das peinlich. Sie denkt: „Da ist jemand noch unglücklicher als ich […] im selben Augenblick sieht die Magd auf und ihr im Vorübergehen eine Sekunde in die Augen. Cornelia […] fühlt sich auf irgendeine Weise durchschaut und zugleich beschmutzt von dem Blick der wahrscheinlich doch liederlichen Magd, so als sei das ein Moment geheimen gegenseitigen Erkennens zwischen ihr und der Verachteten gewesen.“ (S. 196)
Wolfgang Goethes Interesse an dem Fall Brandin hat sowohl eine private wie eine schriftstellerische Komponente. Er ist am 14. August 1771 aus Straßburg als Lizenziat des Rechts zurückgekehrt, als Susann nach ihrem Geständnis noch im Hospital liegt. Er hat in Sesenheim Abschied von seiner Geliebten Friederike Brion genommen, die er im Glauben zurückließ, seine Verlobte zu sein und von ihm nach Frankfurt geholt zu werden. Offenbar wird ihm erst nach seinem Abschiedsbrief und ihrer vorwurfsvollen Erwiderung im November, er habe sie nur benutzt und nie heiraten wollen, bewusst, in welches Leid er sie gestürzt hat, und er fühlt sich schuldig an ihrem Unglück. Jetzt projiziert er Susanns Situation auf Friederikes und verarbeitet damit in der zu dieser Zeit projektierten Faust-Tragödie literarisch seinen Liebesverrat. Über den Prozessverlauf informiert ihn sein und Cornelias Freund Georg Schlosser, der beim Schöffengericht Einblick in die Akten hat. Die drei beobachten auch die Enthauptung der in einem weißen Kleid mit schwarzen Bändern auftretenden Delinquentin am 10. Januar 1772 auf dem Platz zwischen Hauptwache und Katharinenkirche. Wolfgang sieht diesem Schauspiel aus „dichterischen Gründen“ zu. In der Diskussion der Freunde über das Urteil plädiert er gegen eine Begnadigung und spricht von der „inneren Logik“: Sühnung, völlige Bereinigung der Schuld erfordere, dass eine Tat durch den „identischen Vorgang am Täter“ (S. 417) ausgelöscht wird.

### Mundartdichtung

#### Karl Ludwig Textor, Carl Balthasar Malß, Johann Wilhelm Sauerwein, Friedrich und Adolf Stoltze
Im ausgehenden 18. und im 19. Jahrhundert wird die Frankfurt-Literatur durch Mundartdichtung mitbestimmt. Die Autoren glossieren in ihren Gedichten lokale Ereignisse und Persönlichkeiten und gestalten in ihren Lustspielen mit für das Volkstheater typischen Figuren alltägliche Konfliktsituationen, die sich an bekannten Orten im Stadtgebiet abspielen.
Ein Beispiel dafür ist der vor 1866 spielende Schwank Alt-Frankfurt (1887) von Adolf Stoltze. Im Mittelpunkt des Stückes steht eine Liebesbeziehung im bürgerlichen Spannungsfeld zwischen Spezereiladenbesitzer und Grünhökerin bzw. Ebbelwoi-Verkäuferin. Heinrich, der fünfundzwanzigjährige Sohn des Kolonialwarenhändlers Hieronymus Muffel und seiner durch ihre medizinische Fachbibliothek gebildeten Frau Euphrosine, und Leonore (Lorchen) Funk, die Tochter einer Gemüsemarktfrau und Sachsenhäuser Apfelweinwirtin, lieben sich. Allerdings haben Heinrichs Eltern andere Pläne. Sie möchten ihren Sohn mit der achtzehnjährigen Compagnons-Tochter Agathe Schnippel verheiraten, die gerade aus dem Pensionat zurückgekehrt französischen Redewendungen vorführt und für das Theater schwärmt. Als die Muffels von der Liebschaft erfahren, versuchen sie diese Verbindung zu stören (3. Bild). Lore, die ihrer Mutter im Geschäft hilft, fühlt sich als nicht standesgemäß abgelehnt und verzichtet selbstbewusst auf den Geliebten (5. Bild). Mit der Verlobungsfeier glauben Heinrichs Eltern ihr Ziel erreicht zu haben (6. Bild). Doch ihr Sohn und Agathe sind nur zum Schein darauf eingegangen. Denn parallel zu Muffels Plänen hat sich eine Gegenhandlung entwickelt. Agathe will keine Kaufmannsgattin werden, fühlt sich zur Schauspielerin berufen (2. Bild) und verlässt die verstörten Verlobungsgäste, um sich einer Wanderbühne anzuschließen. Sie wird jedoch von ihrem seelenverwandten Freund, dem Friseur Theophil Haspel, desillusioniert aus einem Schmierentheater in Langen ins bürgerliche Lager zurückgeholt. Auf dem durch einen Gewitterregen beendeten Wäldchestag am Oberforsthaus (7. Bild) und am nächsten Tag auf dem Gemüsemarkt am Römerberg (8. Bild) treffen alle Beteiligten aufeinander und lösen die Verwirrungen auf. Die pragmatischen Eltern akzeptieren schließlich die Gefühle der Liebenden, zumal sie inzwischen von dem patenten Lorchen angetan sind. Auch für Agathe gibt es ein Happy End: Ihr zukünftiger Ehemann Theophil erhält eine Anstellung als Bürodiener und Kaufmannslehrling bei Muffel & Comp. Lorchens Mutter schließlich wird in den Haushalt des Schwiegersohns übernommen. Euphrosine soll der Sachsenhäuserin, als Pointe des Schwanks, das Hochdeutsche beibringen.
Friedrich Karl Ludwig Textor, ein Cousin Goethes, karikiert in der Posse Der Prorector (1794) den Latein- und Griechischlehrer Scherbius, der sich von den gewitzten Sekundanern des Frankfurter Gymnasiums, v. a. Textor selbst, immer wieder zu moralisierenden Belehrungen verleiten und vom Unterricht ablenken lässt. Dieses Theaterstück gilt als die früheste erhaltene mundartliche Dichtung.
Johann Wilhelm Sauerwein schrieb ebenfalls humorvolle Theaterstücke, z. B. Frankfurt, wie es leibt und lebt. Von überregionaler Bedeutung ist das nach der Melodie „Ich bin der Doktor Eisenbarth“ gesungene Lizius-Lied. Bernhard Lizius und andere revolutionäre Studenten planten 1833, den Bundestag in Frankfurt als Ausgangspunkt für eine Revolution in Deutschland zu besetzen. Im sogenannten Frankfurter Wachensturm überfielen sie am 3. April die Haupt- und die Konstablerwache. Ihr Ansturm wurde jedoch von der Miliz niedergeschlagen. Dem verhafteten Lizius gelang die Flucht aus dem Gefängnis Konstabler Wache auf der Zeil. Von diesem Coup („Bricht Gitter, Kasten – und mit Seil / Läßt er sich nieder auf die Zeil“) handelt Sauerweins Spottgedicht über den die überrumpelte Polizei repräsentierenden Wachmann Schnitzspahn.
Carl Balthasar Malß' Lustspiel in Frankfurter Mundart Die Entführung oder der alte Bürger-Capitain spielt 1814 in der Zeit der Befreiungskriege. Der Gastwirt Kimmelmeier trauert der vergangenen reichsstädtischen Ära nach, als es in jedem Stadtbezirk eine Bürgerkompagnie gab, welche von einem Capitain angeführt wurde und Aufgaben des Militärs, der Polizei und der Feuerwehr wahrnahm. Er trägt zwar noch den Titel, ist jetzt aber nur noch, unterstützt vom Leibschütz Müller, als Brunnenmeister für den Brandschutz und die Einquartierung der in Frankfurt stationierten Soldaten zuständig. Seine Wirtsstube ist ein Treffpunkt der „Frankforter Berjer“. Der Autor charakterisiert bzw. karikiert hier einzelne Originale, die in „der poetischen Frankfurter Art“ (S. 96) über das Tagesgeschehen plaudern, Neuigkeiten über die Nachbarn sowie aufgebauschte Gerüchte aus der Stadt und dem Krieg gegen Frankreich austauschen.
Im Mittelpunkt der Komödiehandlung stehen zwei für das Volkstheater typische, vom Vater abgelehnte Liebesbeziehungen. Kimmelmeiers fromme und tugendhafte Tochter Lieschen möchte den armen August Weigenand heiraten. Dieser schreibt gerade seine Doktorarbeit und hat noch keine Anstellung. Deshalb ist er als Schwiegersohn nicht akzeptabel. Er muss erst bei einem Großbrand „unverachtet seiner Studirtheit“ kräftig die Pumpe bedienen, mit seinem „gescheide Kopp“ die Löschorganisation verbessern, unter Lebensgefahr die Rätin Hinkelbach aus ihrem Haus retten, um den Respekt des bodenständigen Wirts zu gewinnen. Zudem ist das ihm vom Geheimen Rat als Belohnung geschenkte Gartenhäuschen vor dem Eschenheimer Tor eine willkommene Brautgabe. Im Kontrast zu dieser glücklichen Verbindung steht eine Affäre, die eine Thematik des Bürgerlichen Trauerspiels aufgreift: die nicht standesgemäße und deshalb meistens nicht legalisierbare Beziehung eines Adligen mit einem Mädchen aus dem Bürgertum: Lieschens lebenslustige und leichtfertige Cousine Gretel verlässt heimlich das Haus ihres Onkels und Vormunds und reist mit ihrem Liebhaber, dem Freikorps-Cornet von Daxowitz in Richtung Friedberg ab. Er muss aus der Stadt verschwinden, weil man im Quartieramt seinen Offiziersstatus anzweifelt und in ihm einen Betrüger vermutet. So überredet er das Mädchen, ihn zu begleiten und gibt vor, sie auf seine Güter mitzunehmen und dort trotz des Standesunterschieds gegen den Willen seines Vaters zu heiraten. Sie glaubt, trotz Warnungen Lieschens vor den unehrenhaften Absichten des Cornets, seinen Versprechungen, bereut jedoch schon in Vilbel ihr Abenteuer und kehrt mit den vom Capitain nachgeschickten Reitern zur Familie zurück.
Der bekannteste Mundartdichter ist Friedrich Stoltze mit den oft zitierten Sätzen aus seinem selbstbewusst-ironischen Gedicht Frankfurt (1880): „Un es will merr net in mein Kopp enei:/wie kann nor e Mensch net von Frankfort sei!“

### Deutscher Bund

#### Wilhelm Raabe:Eulenpfingsten

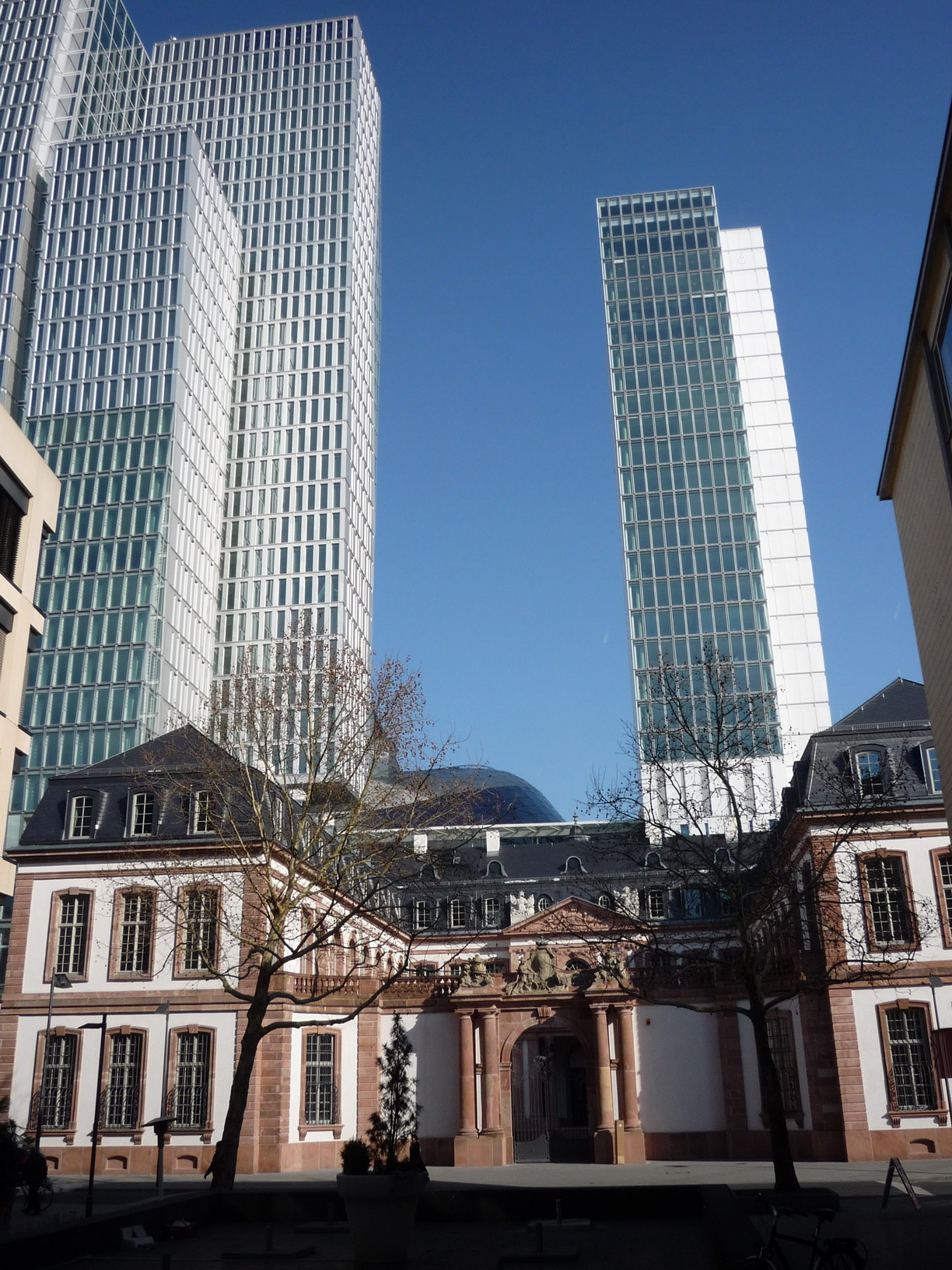
Legationsrat Alexius von Nebelung kam als Sekretär des Bernburger Gesandten nach Frankfurt und nahm dort an Sitzungen im Bundestag des Deutschen Bundes teil, der im Palais Thurn und Taxis in der Großen Eschenheimer Gasse tagte.

Wilhelm Raabes 1875 in Westermanns Monatsschriften erschienene Erzählung Eulenpfingsten spielt am 22. Mai 1858, einem Pfingstsamstag, in Frankfurt und handelt von einem Familienkonflikt, der durch einen eigentlich belanglosen Ehrenstreit ausgelöst wird (3. Kap.). Der Legationsrat Alexius von Nebelung hat die Geburtsstadt seines Nachbarn, des Großherzoglich Darmstädtischen Kommerzienrats Florens Nürrenberg, bis 1850 Tabakfabrikant in Höchst, beleidigt (Rottweil sei ein Eselstall) und dieser dessen verstorbenen fürstlichen Dienstherrn (Alexius der Dreizehnte sei ein Hering). Die Auseinandersetzung strahlt auf deren heimlich miteinander verlobte Kinder Katharina (Kätchen) und Elard (Professor für Ästhetik in Heidelberg) aus (4. Kap.). Nach den Streitgesprächen setzt die Haupthandlung ein: Während Nürrenberg in seinem Haus gelassen die Entwicklung abwartet und die Beruhigung der Gemüter voraussieht (8, 9. Kap.), klagt das unglückliche Kätchen seiner Tante Karoline ihr Leid und Nebelung sowie Elard streifen, vom Geläut der Glocken des Pfingstabends begleitet, aufgewühlt durch Frankfurt und denken über die Situation nach. (6, 7, 11. Kap.) Beide überhöhen ihre Situation literarisch, der Legationsrat in Sachsenhausen mit Wandrers Sturmlied (6. Kap), der belesene Professor auf seinem Weg, der ganz gegen seine sonstige Gewohnheit in einer Oberrader Apfelwein-Wirtschaft endet, mit Goethes widersprüchlichen Liebesgefühlen für Lili Schönemann und der philosophische Frage: „Was ist der Mensch? […] Welch ein roher dorischer Päan von Leidenschaft und Gemüt! O Käthchen, Käthchen! …“ (7. Kap.).
Mit dem sich am Ende wieder auflösenden Nachbarschafts- und Liebeskummer („schnöde Kritiker werden das wohl den ganz gewöhnlichen Romanapparat nennen“) ist die Wiederbelebung einer aus politischen Gründen in der Zeit des Vormärz vor dreißig Jahren gescheiterten Beziehung verbunden. Der Rückblick beginnt mit der Ankunft von Nebelungs Schwester Karoline (Line) aus New York. Dass sie nicht von ihrem Bruder, sondern von seiner Tochter am Main-Weser-Bahnhof abgeholt wird (1. Kap.), hängt mit ihrer Verstoßung durch ihre adlige Familie zusammen, die in einer Parallelführung im 6. Kap. aus zwei Perspektiven vorgetragen wird. Während Kätchen und Tante Line durchs Gallustor, am Main entlang, am Allerheiligentor, Metzgertor, Obermaintor vorbei zur Wohnung in der Hanauer Landstraße kutschieren, wo sie sich ihre Geschichten erzählen (2, 5. Kap), sucht der Legationsrat stattdessen auf einer von Rachegeistern begleiteten Wanderung durch Sachsenhausen, über die Darmstädter Landstraße, Zeit zu gewinnen und sich zu erinnern. Er ist verwundert, „wie scharf und klar jegliche Einzelheit jener denkwürdigen Nacht aus dem Dunkel emportauchte.“ (6. Kap.) Im Lokal an der Isenburger (Sachsenhäuser) Warte erscheint zur Vervollständigung des Vergangenheitsbildes die zweite in die damaligen Ereignissen verwickelte Person: Linas Freund Fritz Hessenberg. Nebelung hat ein schlechtes Gewissen, der Schwester wie Fritz gegenüber. „Es ist auch eine Phantasmagorie“, murmelte der Legationsrat. „Auch mir fehlt aller Boden unter den Füßen. Großer Gott, und ich war immer ein exakter Mensch, der langsam, aber sicher ging, und nun ist alles in Unordnung und Verwirrung!“: In seiner Jugendzeit trafen in der Residenzstadt des Fürsten Alexius von Anhalt-Bernburg demokratische Ideen auf aristokratische Strukturen und erschütterten die Familie Nebelung. Der von verschiedenen Universitäten relegierte und mit der Börne-Leserin Karoline befreundete Jurastudent und Burschenschafter Fritz Hessenberg war der politisch anrüchigste Bewohner der Stadt. Die Polizei verhaftete ihn in einer Nacht wegen demagogischer Umtriebe und beschlagnahmte seine revolutionären gegen den Deutschen Bund gerichteten Papiere. Line verteidigte trotzig vor ihren Eltern den Freund und stand zu ihren Überzeugungen einer parlamentarischen Monarchie: „[I]ch und Fritz, wir haben ebenfalls die deutsche Republik gründen und Seine Durchlaucht [gemeint ist Alexius der Dreizehnte] als deutschen Kaiser an die Spitze stellen wollen, – wir haben uns unser Wort darauf gegeben, und Fritz hat einen Ring mit einer Haarlocke von mir.“ Für den systemtreuen Bruder kam der Fall seines Kommilitonen nicht unerwartet und er billigte den Ausschluss der Neunzehnjährigen aus der Adelsfamilie. Als in höheren Kreisen angesehener Rechtsgelehrter protokollierte er sogar den Prozess um den Vaterlandsverrat und ging dann später als Sekretär seines Gesandten zum Bundestag des Deutschen Bundes nach Frankfurt. Lines Mutter warf die aufsässige Tochter aus dem Haus und schickte sie zur Tante Nebelbohrer nach Bernburg. Von dort führte ihr eigenständiger Weg über Petersburg nach Amerika. Sie arbeitete als Gouvernante und Gesellschaftsdame und erweiterte ihren nationalen Horizont auch um Werke der Weltliteratur (Tristram Shandy), während Kätchen mit Unterhaltungsromanen aus der Leihbibliothek und Gesang von deutschen Volksliedern zum Klavier die Familientradition fortsetzt. (6. Kap.). Fritz wurde zu mehrjähriger Festungshaft verurteilt, wanderte dann in die freie Schweiz aus, lernte das Lohgerberhandwerk und baute ein gutgehendes Ledergeschäft in Romanshorn auf. Der verwitwete Vater von drei Kindern ist, wie er Alexius ironisch erzählt, zwar froh, dass ihn der Richter von seinem Jurastudium zum Handwerk gestoßen hat. Aber er kritisiert den Konservatismus bzw. die politische Unbeweglichkeit Nebelungs und prognostiziert eine gesellschaftliche Veränderung in Deutschland. „Für solch eine Diplomatenhaut, solch ein Bundesgesandtenfell gehört freilich eine ganz besondere Lohe. Na, es wird wohl mal auch in Deutschland der Gerber kommen, der mit euch umzugehen versteht; und, weißt du, es schwant mir, als müsse das einer aus eurer eigenen netten Gesellschaft sein, so einer, der den Klüngel aus dem Grunde versteht.“ (10. Kap.).

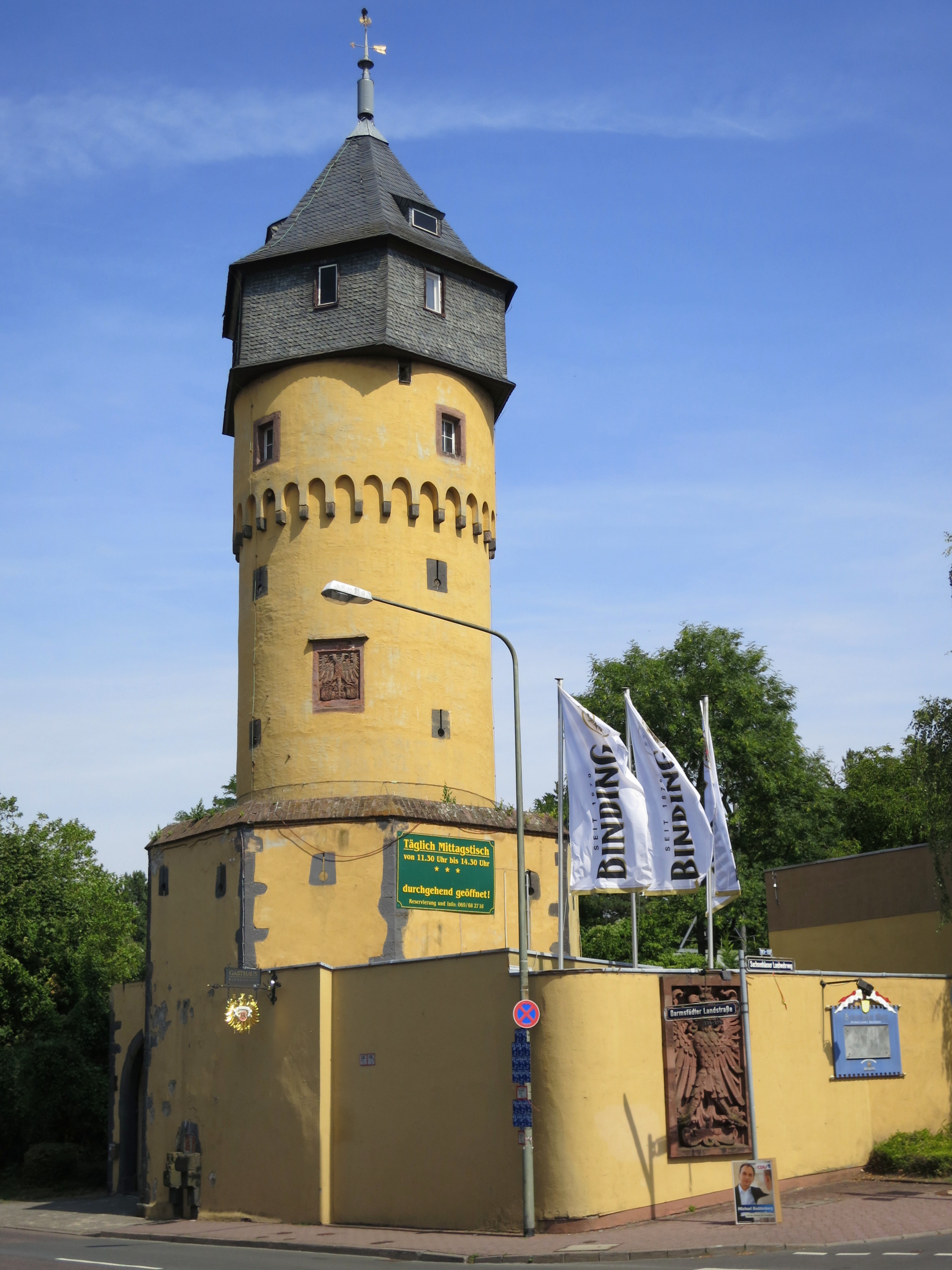
Im Gasthaus an der Isenburger (Sachsenhäuser) Warte versöhnt sich Alexius mit dem von der adeligen Familie Nebelung abgelehnten Jugendfreund seiner Schwester.

Die humorvoll-ironische Erzählung mit satirischen Zügen schließt mit einem glücklichen Gruppenbild. Nebelung und Hessenberg laufen in der Abenddämmerung von der Wirtschaft am Lerchesberg (10. Kap.) zusammen mit dem unterwegs getroffenen Elard („Die Götter, welche lösen und binden, zertrennen und vereinigen, führten ihn im richtigen Moment an das Tor von Sachsenhausen zurück“ 11. Kap) angeheitert durch Fahrgasse, Predigergasse, Allerheiligentor in die Hanauer Landstraße: „Daß dieses alte Frankfurt am Main verzaubert war, stand fest; d. h. nichts schien darin mehr fest an seinem Orte zu stehen, nämlich den drei aus der freien Natur in den geheiligten Bezirk der getürmten Stadt sich einschleichenden tapferen deutschen Männern, von denen aber ein jeglicher seinen eigenen Wurm im Herzen trug.“ (12. Kap.). Dort versöhnt sich Elard mit Kätchen. Im zweiten, etwas weniger überschwänglichen Happyend finden die Auswanderer Fritz und Karoline doch noch zusammen.
Mit verklärtem Blick scheint der auktoriale Erzähler auf die Sünden der Vergangenheit zurückzuschauen, doch bereits der Titel weist auf Gegensätze hin: zwischen Glück und Unglück, Adel und Bürgertum, dem pragmatischen Tabakfabrikanten Nürrenberg („Wir sind es, die das närrische Gesindel, die Gesellschaft, zusammenhalten. Wir geben dem Zigarro den Duft! Auf uns allein verläßt sich der Fabrikherr, der liebe Herrgott.“ 8. Kap.) und seinem einkommensschwachen Sohn („Ja, Philosophie?! Die ließ ihn in diesem Moment vollständig im Stich der Physiognomie seines zukünftigen Schwiegervaters gegenüber. Medizin studiert zu haben und Vorsteher eines Asyls für Nervenleiden zu sein, war das einzige, was in diesem Augenblick helfen konnte.“ 11. Kap.), Altem und Neuem, Ideal und Realität. Andererseits spricht Karoline Kätchen gegenüber von den Eulenklauen im Familienwappen und von ihrer Veränderung zum „allerpersönlichsten Adel“: Alexius „wurde als Nebelung geboren und hat sich mir gegenüber stets als solcher bewiesen, und wird – muß ein Nebelung geblieben sein. Für das letztere spricht unter anderem auch das, was ich jetzt an ihm erlebe […] Ich führe alle Familienzüge im Wappen – Katzenkrallen, Eulenklauen et une langue mechante [Lästerzunge], alles im gelben Felde; aber dahinter sitze Ich, eben ich und sehe aus meinen Augen.[…] O dear me, dein Papa hat mit dem Alexius-Orden den persönlichen Adel erhalten; aber ich habe den allerpersönlichsten Adel besessen, solange ich mich erinnern kann.“ (5. Kap.).

#### Horst Wolfram Geißler:Der letzte Biedermeier
Geißlers 1916 veröffentlichter historischer Roman Der letzte Biedermeier erzählt von einer ambivalenten Dreiecks-Beziehung vor dem Hintergrund der politischen Veränderungen zwischen 1836 und 1848 (s. Frankfurter Nationalversammlung), die der Autor in Verbindung mit lokalen Ereignissen (z. B. Germanistentagung im Römer) und Persönlichkeiten (u. a. Schopenhauer) in die Handlung eingearbeitet hat.

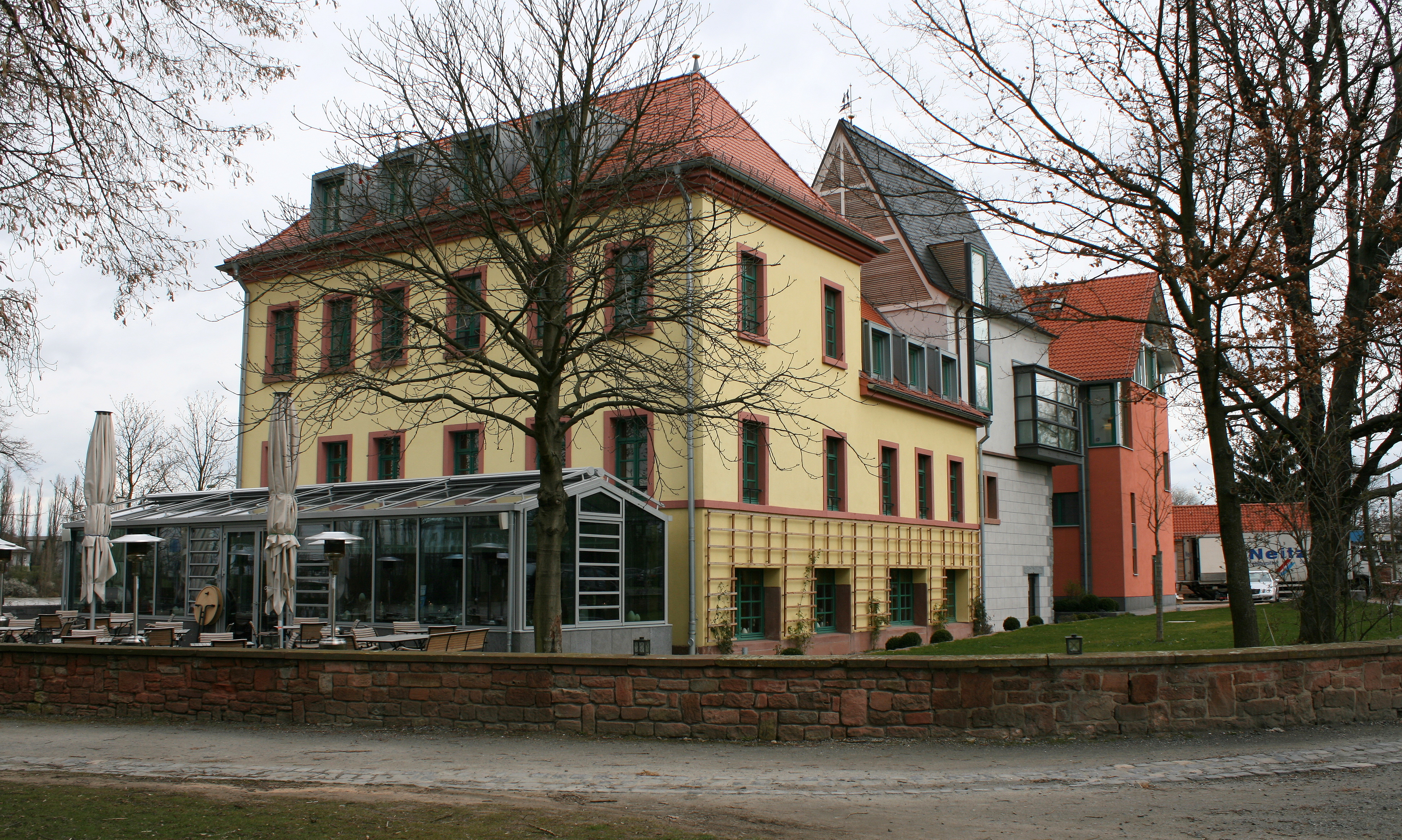
Der Roman beginnt am „herrlichste[n] Maitag, den Gott seit langem hatte werden lassen“ (S. 7), mit dem Ausflug der Patrizier-Familien König und van Hees mit ihren zankenden Kindern Wilhelm und Babette aus der „ehrwürdigen, breiten und behäbigen Stadt Frankfurt“ hinaus, am Main entlang zum Ufergarten der Gerbermühle mit den „lustig bunt gedeckte[n] Tische[n] unter hohen Kastanienbäumen“ (S. 16). Ebenfalls an einem Maitag radelt in Seghers Kriminalroman Die Sterntaler-Verschwörung Kommissar Robert Marthaler mit Freundin Tereza über den Mainuferweg an der Gerbermühle vorbei nach Offenbach.

Die jungen Protagonisten sind von Kindheit an eng miteinander befreundet, doch trennt sie eine einseitige, unerwiderte Liebeskette: Wilhelm < Babette < Peter. Überlagert werden die daraus entstehenden Spannungen durch unterschiedliche Lebensvorstellungen. Wilhelm ist der Sohn des Seidenhändlers König. Der Senator und Anhänger der Großdeutschen Partei will die Freiheit Frankfurts in den alten kleinstaatlichen Strukturen des Deutschen Bundes erhalten und widersetzt sich deshalb lange dem Anschluss der Stadt an den Zollverein, im Gegensatz zu Babettes Vater, dem Kaufmann und Stadtrat van Hees. Trotzdem sind beide Familien privat miteinander befreundet und sehen gerne die Verbindung ihrer Kinder. Man wandert gemeinsam zur Gerbermühle, trifft sich am Pfingstdienstag, dem Wäldchestag, im Stadtwald und feiert Feste in den Wohnungen am Mainkai (König) bzw. in der Zeil neben der Konstablerwache (van Hees). Den Sommer über führen die Patrizier ein Biedermeier-Leben im von Weingärten umgebenen Rosenhaus der Königs am Röderberg mit schönem Blick über die Stadt und die Mainebene (Van Hees: „Ein glückliches Land! Wie das blüht und flimmert – ein Paradiesgärtlein! Und Sie [König] Glückskind dürfen das alle Tage sehen“, S. 17). Hier wird Peter Kraft, der Sohn einer Näherin, in die Freundschaft der beiden Kaufmannskinder einbezogen. Man musiziert und der Privatlehrer Wilhelms, der Magister und Schopenhauer-Anhänger Jean Feldbecher verfasst zu Weihnachten ein Märchenstück, für das Peter die Kulissenbilder malt. Symbolträchtig für ihre Rollen im weiteren Leben spielt Wilhelm den Prinzen Robert von Arkadien, Babette die Prinzessin Elise von Paphlagonien, Peter den tapferen Ritter Amadis und Feldbecher den alten Zauberer Merlin. Es ist eine kulturelle, arkadische Parallelgesellschaft, abgetrennt von der Stadt in einer Zeit gravierender politischer Veränderungen.
Die Gegensätze werden vor allem für Peter existenzbestimmend. König finanziert dem begabten Jungen eine Maler-Ausbildung und verhilft ihm zu städtische Aufträgen, die ihn berühmt machen. Die Anstellung als Hofmaler beim Landgraf von Homburg bringt den Republikaner jedoch in Gewissenskonflikte. Er nimmt die Stelle nur an, um gesellschaftlich aufzusteigen und Babette einen Heiratsantrag machen zu können. Am Ende der Romanhandlung, nach seiner patriotisch-revolutionären Rede auf der Pfingstweide und dem gescheiterten Aufstand Septemberrevolution 1848, muss er mit Hilfe der Freunde ins Ausland fliehen. Wilhelm, vom Erzähler nach seiner Theaterrolle als „Prinz von Arkadien“ tituliert, verfolgt zwar mit Peter die Diskussionen in der republikanischen „Krawallschachtel“, aber er selbst bleibt skeptisch, hält sich bei politischen Aktionen zurück und studiert lieber mit seinem Magister Kulturgeschichte. Er lernt, ohne sich dafür berufen zu fühlen, das Kaufmannsgeschäft beim Vater und wird schließlich dessen Vertreter bei Verhandlungen in Paris und London. Babettes Liebe zu ihm kann er nicht teilen. In traumatischer Erinnerung ist ihm der Skandal um den Tod des jüdischen Buchhalters Ludwig Bruch, der sich auf einem Ball im Casino am Roßmarkt in das kapriziöse Mädchen verliebte und sich nach deren Zurückweisung auf den Eisenbahnschienen nach Mainz unter den Zug warf. Stattdessen hat Wilhelm verschiedene Liebschaften im ländlichen Umfeld der Stadt, z. B. im kurhessischen Bockenheim. Erst nachdem er die Vergangenheit verarbeitet hat, verlobt er sich mit Babette, kurz vor seinem tragischen Tod am Romanschluss. In der Gärtnerei Schmidt auf der Bornheimer Heide wird er zufällig Opfer eines Schusses der Revolutionäre auf den fliehenden preußischen Abgeordneten Felix von Lichnowsky. Die Kugel trifft ihn mitten in die Brust: „Und süße herrliche Rosen, rote Rosen des Herbstes breiteten sich weich und duftend über den letzten Prinzen von Arkadien.“ (S. 376).

### Das Ende der Freien Stadt (1866)

#### Alexandre Dumas d. Ä.:La Terreur Prussienne
Historischer Hintergrund des in der Pariser politischen Zeitschrift La Situation in den Jahren 1867 und 1868 erschienenen anti-preußischen Feuilletonromans La terreur prussienne (Der preußische Schrecken)
von Alexandre Dumas d. Ä. ist der Deutsche Krieg 1866. Die Besetzung der neutralen Stadt Frankfurt und die Gewaltherrschaft der Sieger ist für den Autor ein Akt der Willkür gegen die Freiheit. Handlungsorte sind neben der Mainstadt v. a. Berlin (Kap. 1–4, 41), Hannover (Kap. 5–14), Paris (Kap. Épilogue) sowie die Schlachtfelder Langensalza (Kap. 22–24) und Aschaffenburg (Kap. 27–28). In den geschichtlichen Rahmen mit authentischen Ereignissen und Namen (s. Das Ende der Freien Stadt) ist eine erfundene und im für die Zeit typischen sentimental-pathetischen Stil ausformulierte Familiengeschichte eingearbeitet.

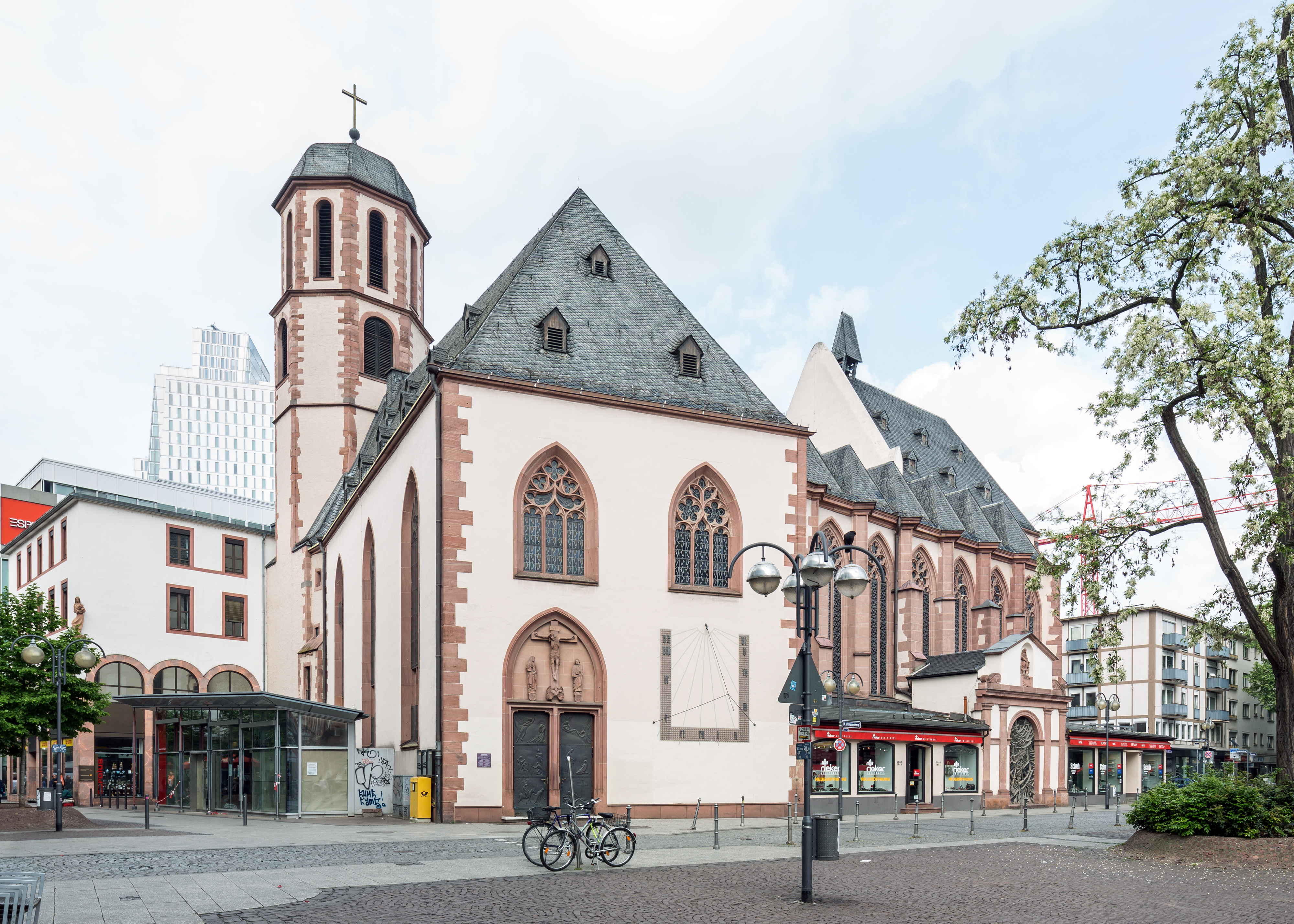
Helene und Karl schwören sich in einer Seitenkapelle der Liebfrauenkirche vor der Madonnenstatue ewige Liebe. Im Kirchhoff-Roman Verlangen und Melancholie bespricht Hinrich mit seiner Tochter Naomi auf dem Liebfrauenberg ihre Pompeji-Ausstellung. Spindler legt an diesen Platz das Anwesen der Patrizierfamilie Frosch, einen Haupthandlungsort seines Romans Der Jude. In Ines Thorns Kriminalgeschichten-Reihe führt hier die Richterwitwe Gustelies Kurzweg den Pfarrhaushalt ihres Bruders, des Paters Bernhard Nau.

Die Auswirkungen des von Graf Bismarck (im 3. Kap. karikiert als Le comte Edmond de Bœsewerk) provozierten politischen Konflikts zwischen Preußen, Österreich und dem deutschen Bund konzentrieren sich im Roman auf eine Frankfurter Familie französischer Herkunft. Diese gerät in der Krisensituation ins Spannungsfeld der Kontrahenten. Die beiden schönen Töchter Emma und Helene von Chandroz lieben ehrenhafte Offiziere aus den beiden Lagern: Baron Friedrich von Below und Graf Ludwig-Karl von Freyberg, die miteinander befreundet sind, aber patriotisch loyal als Feinde in den Krieg ziehen. Die Frankfurt-Handlung spiegelt die verschiedenen Etappen der privaten und militärischen Entwicklung. Friedrich, dessen preußisches Regiment in einer Garnison in Frankfurt vor dem Krieg stationiert war, hat im Haus des Bürgermeisters Fellner die zwanzig Jahre alte Emma kennen gelernt und bald darauf geheiratet (Kap. XV. Le baron Frédéric de Below). Im 16. Kapitel (Hélène) kehrt er von einer Dienstreise nach Berlin und einem achtbar verlorenen Degen-Duell in Hannover (Kap. XI. Le coup de manchette) gegen den französischen Maler und Weltreisenden Bénédict Turpin, einen strahlenden Superhelden in der Tradition anderer Dumas-Romane, mit aufgeschlitztem Arm zu Ehefrau und kleinem Sohn in das herrschaftliche Passavantsche Haus an der Ecke Rossmarkt gegenüber der St. Katharinen-Kirche zurück. Dort befördert er, obwohl er eigentlich für den mit ihm seit dem Zweikampf befreundeten Benedict bei seiner achtzehnjährigen Schwägerin werben wollte, die bisher verborgene und einander noch nicht erklärte Liebe Helenes und des steiermärkischen Grafen Karl (Kap. XVII. Le comte Karl de Freyberg) ans Tageslicht. Deren Heirat wird in Gegenwart der Großmutter Madame von Beling nach Ende des sich bereits ankündigenden Krieges vereinbart (Kap. XVIII. La grand’maman). Vor Abzug der preußischen und österreichischen Truppen am 12. Juni aus der neutralen Stadt verabschieden sich Friedrich und Karl auf der Zeil und geloben, nicht persönlich gegeneinander zu kämpfen. Danach versprechen sich Helene und ihr Freund in der Liebfrauenkirche, nicht ohne den anderen leben zu wollen. Anschließend beobachtet sie von Bürgermeister Fellners Wohnung aus, wo Gäste der Familie über das Potential der Gegner und den Sieger des Krieges spekulieren (Kap. XXI. Autrichiens et Prussiens), den von der Bevölkerung umjubelten Zug der Österreicher vom Karmeliterkloster zum Hanauer Bahnhof. Die Preußen verlassen dagegen ohne Sympathiebekundungen die Stadt mit der Main-Weserbahn (Kap.XX. Le départ).
Nachdem das preußische Heer nach der Kapitulation Hannovers auf das unbefestigte Frankfurt vorrückt und die Bürger, die den Kriegsverlauf ängstlich verfolgt haben (Kap. XXV. Ce qui se passait à Francfort dans l’intervalle de la bataille de Langensalza et de celle de Sadowa), eine Besetzung befürchten, sollen eine österreichische Brigade und ein Bundescorps mit badischen, württembergischen und hessischen Soldaten die „Kuckucks“, bevor sie sich in fremde Nester einnisten, aufhalten. Die Kämpfer werden von der Bevölkerung, u. a. auch der Bürgermeisterfamilie, vor ihrem Abmarsch freundlich bewirtet (Kap. Le repas libre). Auch Graf Karl nimmt mit einem steierischen Freicorps, dem sich Benedict Turpin angeschlossen hat, am Feldzug teil und verabschiedet sich im Haus Chandroz von seiner Verlobten. Sie sieht ihren Geliebten einen Monat später nach der verlorenen Schlacht bei Aschaffenburg als bewusstlosen Schwerverletzten zwischen vielen Toten wieder, nachdem Benedict ihr das „Testament seines Herzens“ überbracht (Kap. XXVIII. L’exécuteur testamentaire) und sie an den Kampfplatz geholt hat. In der Nacht transportieren sie den Verwundeten mit einem Kahn nach Frankfurt zur medizinischen Behandlung und Pflege bei den Chandroz.

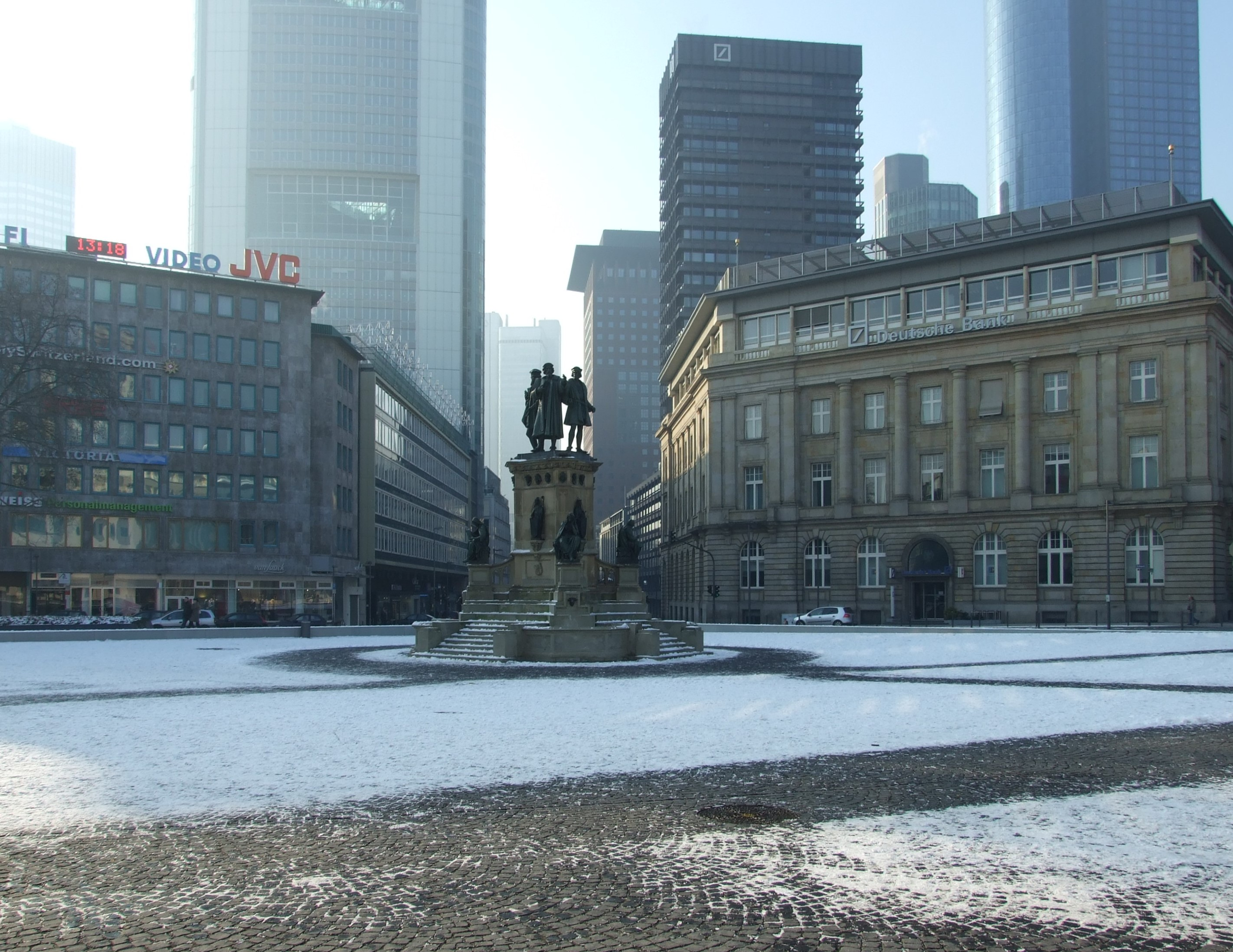
In repräsentativen Gebäuden am großzügigen Roßmarkt des alten Frankfurt spielen viele Romanhandlungen, z. B. in Meister Floh, Reiner Wein, Die Detektivin und v. a. im Haus der Familie Chandroz-Beling in Dumas‘ La terreur prussienne.

In den folgenden Kapiteln unterbricht der Autor die Helene-Karl-Handlung und erzählt den Ablauf der Okkupation Frankfurts im Juli 1866 (Kap. XXXI. Les Prussiens à Francfort bis Kap. XXXIV. Les menaces du général Manteuffel) und die im Titel genannte preußische Schreckensherrschaft: Die Einquartierung der Soldaten in Privathäuser am 16. Juli und deren Versorgung mit Lebensmitteln und Kleidung. Die Requirierung von Pferden und Kutschen. Der Tod des Redakteurs der Post-Zeitung Fischer bei einem Verhör. Die Verhaftung einiger Ratsmitglieder. Die Zahlungsforderungen der Stadtkommandanten Falkenstein und Manteuffel an den Bürgermeister Fellner und den Senat. Die Drohung, bei Weigerung die Stadt zu plündern und zu beschießen.
Im letzten Romandrittel trifft die tragische Entwicklung die Familie Chandroz und ihre Freunde. Friedrich von Below setzt sich, nachdem er unverletzt zu seiner Familie zurückgekehrt und über das brutale Auftreten seiner Kollegen erschrocken ist, bei seinem General mit dem symbolischen Namen „Achilles Sturm“ für eine Milderung der hohen Forderungen ein, erhält jedoch als Kenner der Frankfurter Szene den Befehl, eine Liste der Millionäre zu erstellen. Er weigert sich, reicht seine Entlassung aus der preußischen Armee ein und wird von seinem Vorgesetzten beleidigt. Als dieser seine Duellforderung ablehnt, erschießt er sich nach dem preußischen Ehrenkodex (Kap. XXXVIII. Fatalité). Wie Baron von Below lehnt es Bürgermeister Fellner ab, die reichen Bürger zu denunzieren, und erhängt sich am 22. Juli als Zeichen seines Widerstandes gegen die Besatzer (Kap. XL. Le bourgmestre). Sein Schwager Kugler bringt das für die Tötung benutzte Seil zu General Röder in den Römer und sagt, dies sei das Lösegeld der Stadt. Friedrichs Witwe Emma ist inzwischen nach Berlin gereist und hat bei Königin Augusta die Aufhebung der Entschädigungsforderungen erreicht (Kap. XLI. La reine Augusta), wodurch die anfänglich aufrührerische Bevölkerung beruhigt wird und es zu keinem Volksaufstand kommt. Below und Fellner werden als Volkshelden gefeiert und am 26. Juli nach einer Trauerfeier im Dom in einem langen Konvoi der Frankfurter Vereine zum Friedhof begleitet (Kap. XLII. Les deux convois). Zwei weitere Tote folgen kurz darauf. Helene hat ihren durch den großen Blutverlust geschwächten und meist besinnungslosen Verlobten hingebungsvoll gepflegt und nach einem erneuten Kollaps durch ihre Blutspende für eine Transfusion noch einmal belebt (Kap. XLIII. La transfusion du sang), so dass ihr Wunsch erfüllt werden kann, vor seinem Tod vermählt zu werden (Kap. XLIV. Le mariage in extremis) Sie selbst ertränkt sich nach einem Gebet in der Liebfrauenkirche, wo sie und Karl ihr Gelübde abgelegt haben, im Main und wird gemeinsam mit ihrem Mann beigesetzt (Kap. XLV. Le vœu d’Hélène). Am Ende der Frankfurt-Handlung verliest der Zivilkommissar Herr von Madai von einem Römerfenster aus die Proklamation über den Anschluss der Stadt an Preußen, auf welche die von den Bürgern mitgebrachten Hunde durch Tritte auf ihre Schwänze mit Gejaule reagieren (Kap. Conclusion).
Im Schlussteil tritt wieder Benedict Turpin in den Vordergrund. Er gehört inzwischen zur Frankfurter Familie und hat wie ein Bruder die Freunde treu unterstützt. Nun will er Friedrichs Wunsch erfüllen, ihn zu rächen. Da General Sturm seiner Forderung ausweicht und ihn ausweisen lässt (Kap. XLVI. Qui vivra verra, d. h. die Zukunft wird es zeigen) nutzt er ein Jahr später dessen Besuch als Begleiter König Wilhelms in Paris zum Degen-Duell und ersticht seinen aggressiven Gegner. Mit ihnen stehen sich Frankreich und Preußen symbolisch im Zweikampf gegenüber (Kap. Épilogue).

#### Alberti:Der letzte Bürgermeister der freien Stadt Frankfurt a. M.
Angeregt von der zum Selbstmord führenden Konfliktsituation des Frankfurter Bürgermeisters Karl Konstanz Viktor Fellner hat ein Autor unter dem Pseudonym Alberti das Theaterstück Der letzte Bürgermeister der freien Stadt Frankfurt a.M. geschrieben. Dabei formte er die dokumentierten geschichtlichen Ereignisse zu einem Modellfall für den Widerstand gegen die Gewalt um. Dazu erfand er weitere personale Beziehungen und kennzeichnete diese Fiktion durch die Veränderung der historischen Namen.
Nach der Besetzung Frankfurts wurden am 16. Juli 1866 Bürgermeister und Senat entmachtet. Preußische Stadtkommandanten übernahmen die Regierungsgewalt und beauftragten das ehemalige Stadtoberhaupt Fellner mit der Verwaltung. Dieser gerät – und hier setzt die am 23. und 24. Juli spielende Handlung ein – durch die Kontributionsforderungen General Manengels (= Edwin von Manteuffel) und dessen Androhung von Zwangsmaßnahmen in die Klemme. Im Magistrat streiten die Befürworter und Ablehner miteinander über die Reaktion der Stadt, wobei Mühler (= Senator Müller) und Heinrich Fellner (= Karl Konstanz Viktor Fellner), deren Kinder Oswald und Ernestine eine Liebesbeziehung verbindet, konträre Positionen vertreten. Da Fellners Tochter bisher ihre Romanze dem Vater verschwiegen hat, kann Mühler dies in der Auseinandersetzung ausnutzen und seinem Gegner vorwerfen, weder Frankfurts Lage noch die in seinem eigenen Haus zu überblicken.
Im ersten Akt kehrt Heinrich Fellner zusammen mit seinem Schwager Kügler (= Kugler) am Abend nach der Sitzung in seine Wohnung zurück, seine Tochter beichtet ihm ihre Beziehung, von der auch seine Frau Louise weiß, und er akzeptiert Oswalds Heiratsantrag. Sein zukünftiger Schwiegersohn berichtet ihm über die Verhandlungen seines ehrgeizigen Vaters mit Manengel und dem Bankier Rotschild, der sechs Millionen Gulden bezahlt habe. Feller leidet unter der bedrückenden Lage und bekennt, „wenn [s]ein Leben selbst der Preis wäre, die Ruhe und das Glück der Stadt zurückzukaufen, mit Freuden [wolle er] es dann opfern.“
Begleitet von Unglück verheißenden Vorausdeutungen (Trauerzug, zersprungenes Glas) wird im zweiten Akt zuerst Fellner als Menschenfreund gehuldigt: Frankfurter Bürger besuchen ihren ehemaligen Bürgermeister, danken ihm dafür, dass er ihren Familien in Notsituationen geholfen hat (Berger) und gratulieren ihm zum Geburtstag (Schneider). In der anschließenden Versammlung im Kaisersaal verlangt der überheblich als Sieger auftretende General Manengel eine höhere Summe als die allein von Rotschild aufgebrachte und weist den Bürgermeister an, ihm eine Liste der Geldaristokratie zu übergeben. Fellner spricht noch einmal die Notlage der von der Besetzung gelasteten Stadtbevölkerung an und appelliert an die Milde des preußischen Königs. Doch der General reagiert unerbittlich, übernimmt persönlich die Verantwortung für seinen Befehl und setzt eine Frist von drei Tagen. Während Mühler dafür plädiert, eine Auseinandersetzung zu vermeiden und dem Stärkeren nachzugeben, weisen die anderen (Rotschild, Purneß, Kügler) die Forderung zurück und Fellner lehnt es ab, „der Tyrannei zum Werkzeug zu dienen, und die Bürger dieser Stadt […] ihres Eigenthums berauben zu lassen“. Er schließt pathetisch die Szene: „Eh‘ zieh ich´s vor, als freier Mann zu sterben, Als um die Gunst der Tyrannei zu werben!“
Im dritten Akt bringt Kügler, während man auf der Straße Tumulte hört, dem General den Strick, an dem sich sein Schwager erhängt hat, und gibt ihm die Schuld an dessen Tod. Fellners emotional aufgewühlte Tochter Ernestine verstärkt in ihrem darauf folgenden Auftritt nach diese Vorwürfe, die von Manengel zurückgewiesen werden. Er gibt den Befehl, gegen die Demonstranten notfalls die Waffen einzusetzen. Deren Zorn über den
Tod des Bürgermeisters richtet sich auch gegen Mühler, sie können jedoch von Kügler und Oswald durch Erinnerung an Fellners friedliche Einstellung zurückgehalten werden. Trotzdem verhaften Soldaten die beiden vor den Augen Louise Fellners und ihrer Tochter wegen Volksaufwiegelung. In der Schlussszene hebt sich der Prospekt und man sieht, untermalt vom Lied „Üb’ immer Treu und Redlichkeit“, Fellners immergrün geschmücktes Grab.

### Die Kaufmannsstadt
Im 18. und 19. Jahrhundert repräsentiert Frankfurt für überregional bekannte und ausländische Schriftsteller den Typus der wohlhabenden Kaufmannsstadt mit Geschäften für den gehobenen Bedarf und wird unter diesem Aspekt porträtiert: z. B. im Roman Ein Sommer in Baden-Baden des russischen Schriftstellers Leonid Zypkin, der auf den Notizen Anna Dostojewskajas aufbauend u. a. den Einkaufsbummel Fjodor Dostojewskis und seiner Frau Anna Grigorjewnas über Frankfurts großen, von den Gästen bewunderten, Geschäftsstraßen während ihrer Deutschland-Reise 1867 schildert. Auch für die in dieser Zeit prosperierende belletristische Literatur des deutschen Bürgertum ist die Freie Stadt als Handlungsort zunehmend interessant, denn hier findet man sowohl für zeitgenössische wie für historische Romane (Spindler: Der Jude, Heine: Der Rabbi von Bacharach) viele Spannungselemente: So können Familiensituationen, Generationskonflikte, Freundschaften, Liebesverhältnisse mit der Sozialstruktur (Patrizier, Handwerker, Künstler, Juden), mit Diskussionen über das neue Deutschland nach dem Wiener Kongress am Tagungsort des Deutschen Bundes und der Bundesversammlung sowie mit den revolutionären Unruhen, oft mit moralisierender Tendenz, verbunden werden (Raabe: Eulenpfingsten, Geißler: Der letzte Biedermeier). Andere literarische Werke gestalten zur Handelsgroßstadt eine Gegenwelt.

#### Wilhelm Riehl:Reiner Wein
Wilhelm Heinrich Riehl erzählt in seiner Novelle Reiner Wein (1865) die Geschichte des Weinhändlers Franz Hertorf aus dem 17. Jahrhundert, der sich leichtsinnig verschuldet, um die Patrizierstochter Susanne Silberborn für sich zu gewinnen und von ihrem Vater, dem Schöffen und magistratischen Pfleger des Heilig-Geist-Spitals, gesellschaftlich akzeptiert zu werden: Da er nicht adlig geboren ist, will er adlig leben und handeln. Er verschönert die Fassade seines Hauses am Roßmarkt, ersteigert teuren Wein, den er dem Spital „zum Labetrunk für Genesende“ (2. Kap.) schenkt, und strebt einen Ratssitz an. Er will sich als Großhändler etablieren und die reiche Gesellschaft bedienen, um mit dem damit verdienten Geld die Geliebte standesgemäß unterhalten zu können. Jedoch wird er von seinem Geschäftsführer betrogen (3. Kap.) und wegen „Bankerottierens“ verurteilt. Die Wahl zwischen drei Strafmöglichkeiten (Pranger, gelber Hut, Kerker) überlässt er Susanne. Sie wählt aus Enttäuschung über ihn und nach dem Ehrenprinzip ihres Standes das „ewige Gefängnis“ aus, das er akzeptiert (4. Kap.) Über diese edle Haltung ist die Jungfer tief gerührt und sie stimmt ihren Vater in seinem harten Urteil um: Ein neues Ehrenprinzip soll das alte, adlige ablösen. Lippold Silberborn bürgt für Hertorf und befreit ihn nach einjähriger Haft aus dem Turm, damit sein zukünftiger Schwiegersohn durch die Neugründung eines Geschäfts, anstatt untätig seine lange Strafe zu verbüßen, seine Schulden zurückzahlen kann. (5. Kap.).

#### Ines Thorn:Die Kaufherrin
Thorns dritter Familiensaga-Band Die Kaufherrin spielt im Jahr 1792. Im Juli bestaunen die Frankfurter noch die feierlichen und farbenprächtigen Aufzüge der deutschen Kurfürsten zur Königswahl Franz II. und die anschließende Proklamation zum Kaiser auf dem Römerberg und im Dom (Kap. 11). Drei Monate später leiden sie unter der Besetzung durch französische Truppen während des Ersten Koalitionskrieges (Kap. 15–20). Theda, die Titelfigur, muss als zweiundvierzigjährige Witwe ihres Mannes Theodor Geisenheimer zusammen mit dem erfahrenen Prokuristen Kalis das Handelshaus leiten und vermisst die Unterstützung ihrer beiden Söhne. Deshalb hat sie für ihren Ältesten Jago eine Ehe mit der tüchtigen Kaufmannstochter Barbara Allberger arrangiert, die zunehmend die Geschäftsführung übernimmt (Kap. 5). Sie selbst ist in ihrer Adelsfamilie Von Eisenberg in der pragmatischen Tradition erzogen worden und konnte nicht ihre Jugendliebe heiraten. Ihr Ehepartner wurde genau wie der ihres Freundes Eckehard von Hohenstein von den Eltern bestimmt.
Thedas Söhne fühlen sich dagegen als Repräsentanten der neuen Zeit nach der Französischen Revolution. Sie wollen keine reichen Kaufleute werden und über ihr Leben selbst bestimmen. Der einundzwanzigjährige Jago hat eine dreijährige Banklehre in Italien abgebrochen. Nun schreibt er Gedichte und kleidet sich wie sein Vorbild Goethe in den Werther-Farben. Nach seinen Sturm-und-Drang-Vorstellungen verbringt er die meiste Zeit im Kaffeehaus, wählt sich das Schankmädchen Erato als Muse und Geliebte und vernachlässigt seine ihm aufgezwungene Frau. Sein zwei Jahre jüngerer Bruder Stefan schwärmt für die Menschenrechte und trifft sich mit dem kleinen Kreis der Frankfurter Jakobiner im Wirtshaus Zur Eisernen Hand. Allerdings vertritt er im Gegensatz zu den Freunden eine gemäßigte, friedliche Haltung. Diese misstrauen dem Patriziersohn und drängen ihn zu Aktionen bei der Besetzung Frankfurts, z. B. durch Überredung seines Onkels, des für die Stadtwache zuständigen Ratsherrn Hans Heynold, die Stadttore der neutralen Stadt für die Franzosen offen zu lassen (Kap. 13). Jedoch entkommt er diesem Konflikt dadurch, dass der Rat die Truppen einziehen lässt und dass er vorher von Carl August von Bösdorff den Auftrag erhält, als Hauslehrer dessen Frau Lisette und die Kinder Arno und Elisabeth auf ihrer Flucht vor den Franzosen zu einem Gut bei Allendorf zu begleiten. Dort gerät er in eine neue Zwangslage, als der Freiherr von seiner Affäre mit Lisette erfährt, sie zurückruft und ihn zum Duell auf der Bornheimer Heide fordert (Kap. 19). Der Streit kann jedoch friedlich gelöst werden. Stefan fühlt sich von der gesamten Situation überfordert, stimmt zu, seine Geliebte nicht mehr sehen, und geht als Jurastudent nach Marburg. Auch seine fünfzehnjährige Schwester Friederike hat Probleme. Sie wird vom Nachbarsjungen Christian Altvater schwanger und verschwindet aus der Öffentlichkeit zur Entbindung bei Verwandten in Leipzig, die das Kind adoptieren.
Diese persönlichen Schwierigkeiten werden noch verstärkt durch Kontributionszahlungen an die Besatzungsarmee. Als die von Barbara in Voraussicht auf die Notsituation gekauften und in den Vorratsräumen und Kellern des Hauses in der Zeil gelagerten Waren konfiszieren werden (Kap. 17) und Theda für die Freilassung des als Geisel im Roten Haus inhaftierten Dichtersohnes 50.000 Goldtaler zahlen muss (Kap. 16), steht die Firma vor dem Bankrott und kann nur mit Jagos zurückgestelltem Erbe und seiner Bereitschaft zur zukünftigen Kooperation mit der Familie gerettet werden (Kap. 21). Auch privat ordnen die Hauptpersonen nach der Vertreibung der Besatzer aus der Stadt ihre Beziehungen neu.

#### Johanna Spyri:Heidis Lehr- und Wanderjahre
In Johanna Spyris Kinderbuch Heidis Lehr- und Wanderjahre (1879) spiegeln sich in der großen Stadt Frankfurt die ungesunden Kräfte der Zivilisation. Das achtjährige Waisenkind wird in die Kaufmannsfamilie Sesemann als Gesellschafterin der vereinsamten gehbehinderten zwölfjährigen Tochter Klara aufgenommen. Die den Haushalt des verwitweten Geschäftsmannes streng organisierende Hausdame, Fräulein Rottenmeier, will das Naturkind aus der Schweiz zivilisieren. Heidi fühlt sich deshalb, trotz der Freundschaft Klaras und der Zuwendung von deren Großmutter, die ihr bei ihren Stippvisiten das Lesen beibringt, in der fremden Stadtumgebung nicht heimisch, erkrankt psychisch und die Sesemanns schicken sie wieder zu ihrem Großvater in die Bergwelt zurück. Dort bringen die Heilungskräfte des einfachen autonomen Lebens in der Natur nicht nur ihr die schnelle Erholung, sondern auch Klara lernt beim Besuch auf der Alm durch Selbstvertrauen wieder das Gehen.

#### Ernst Theodor Amadeus Hoffmann:Meister Floh
E. T. A. Hoffmann wählte als Handlungsort seines Märchens Meister Floh (1822), „die berühmte schöne Stadt Frankfurt am Main“ den Prototyp der Handelsstadt, die ihm durch seinen Verleger Friedrich Wilmans bekannt war. Der Vater des Protagonisten, der angesehene Kaufmann Tyß, ist ein Repräsentant der pragmatischen geschäftstüchtigen Welt, während sein Sohn Peregrinus (deutsch der Fremde) ein alternatives, in ironischer Brechung allerdings vom Vermögen der Eltern finanziertes, Leben wählt und am Ende der Handlung aufs Land zieht. Er ist ein Vertreter der Romantik. In dieser Zeit beurteilten v. a. Intellektuelle im Bereich der Literatur und Kunst die gesellschaftliche Entwicklung kritisch. Die immer mehr über die alten Befestigungsringe hinaus expandierenden Städte, die zunehmende, durch die Industrialisierung forcierte Spezialisierung der Gesellschaft und die Dominanz rationaler wissenschaftlicher Analysen erweckte in ihnen die Sehnsucht nach einem einfachen, ganzheitlichen Leben, das man in der Natur oder in einer Phantasiewelt suchte.

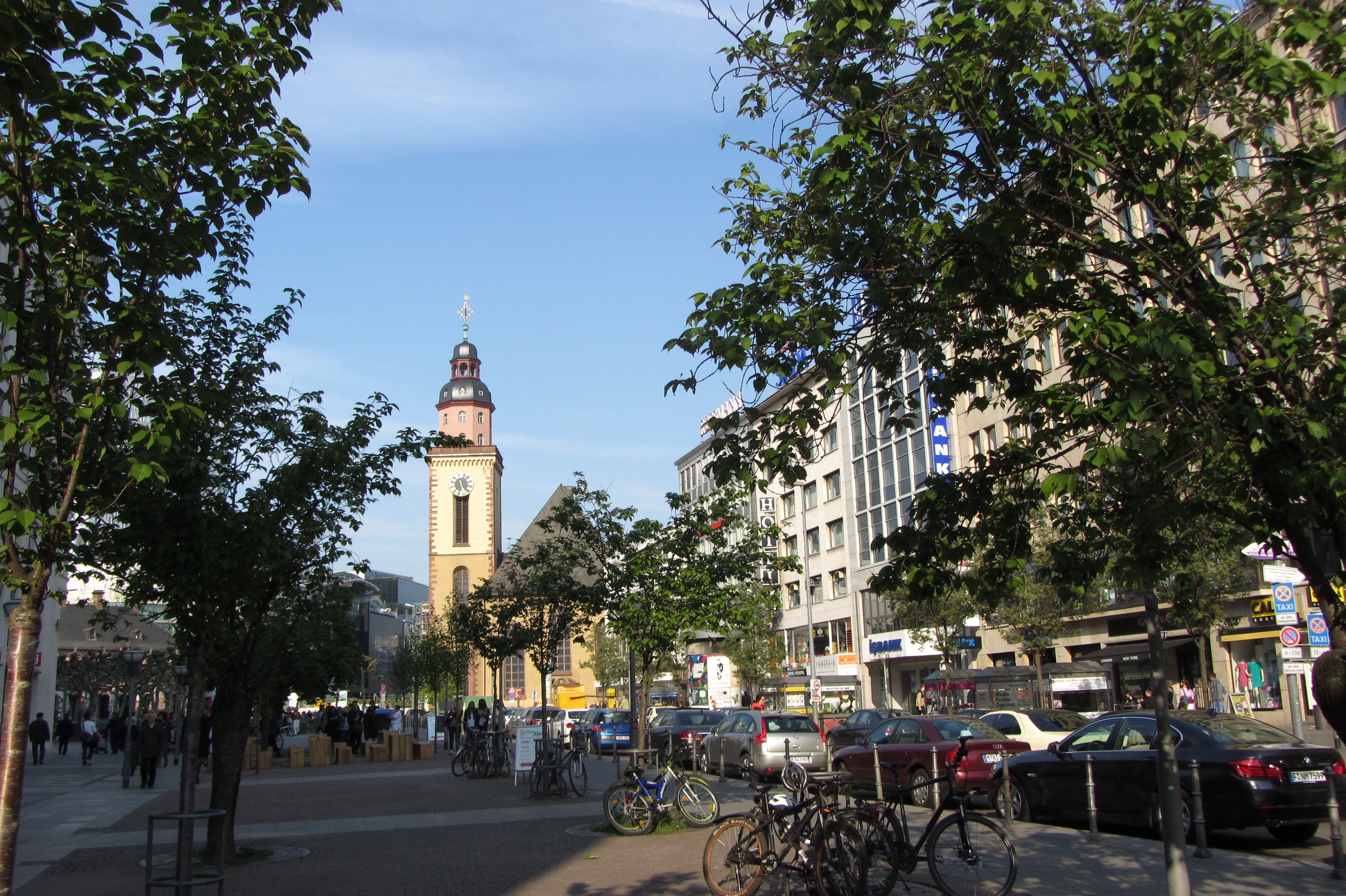
Wie Peregrinus Tyß wohnen Emma und Helene von Chandroz (Dumas: La Terreur Prussienne) in repräsentativen Gebäuden am Roßmarkt in der damaligen Neustadt. Der Weinhändler Franz Hertorf lässt an diesem Platz die Fassade seines Hauses prächtig ausgestalten, um die Adlige Susanne Silberborn zu beeindrucken (Riehl: Reiner Wein).

Durch geschickte Spekulationen an der Börse ist Vater Tyß reich geworden und konnte sich ein schönes Haus am Roßmarkt kaufen. Er „hatte den Grundsatz, daß der reichste Mann ein Geschäft und durch dasselbe einen bestimmten Standpunkt im Leben haben müsse; geschäftslose Leute waren ihm ein Greuel“. Nach diesem Prinzip wollte er seinen einzigen Sohn als Nachfolger aufbauen. Er ließ ihn zuerst durch einen Hofmeister ausbilden und schickte ihn dann für drei Jahre auf die Universität Jena. Doch er musste erkennen: „Hans der Träumer ging hin, Hans der Träumer kehrt zurück!“ Denn Herr Tyß ahnte schon früh, dass Peregrinus aus der Art schlagen würde und keine Anlagen zum Kaufmann besitzt. Bereits der kleine Junge hatte kein Interesse für die äußerlichen praktischen Dinge und für das systematische Lernen. Er sprach nicht gern mit den Menschen, er mochte keine Dukaten, große Geldsäcke und Hauptbücher, er konnte das Wort „Wechsel nicht aussprechen hören […], ohne krampfhaft zu erbeben, indem er versicherte, es sei ihm dabei so, als kratze man mit der Spitze des Messers auf einer Glasscheibe hin und her“. Vielmehr spann sich Peregrinus in seine Phantasiewelt ein, fühlte sich von einem Bild der märchenhaften Stadt Peking hingezogen nach fernen Gegenden: „Das, was sein Gemüt ansprach, war nun alles Wunderbare, alles was seine Fantasie erregte, in dem er dann lebte und webte.“ Als der Vater es noch einmal mit einer Lehre bei einem Handelsfreund in Hamburg versuchte, um ihn „zur Vernunft zu bringen“ und ihn „mit Gewalt hineinzustoßen in das Geschäft“, tauchte sein Sohn unter und kehrte erst nach drei Jahren zu Fuß zurück in seine Vaterstadt. Hier setzt die Haupthandlung ein.
Da seine Eltern inzwischen gestorben sind und ihm eine große Erbschaft hinterlassen haben, lebt der sechsunddreißigjährige Sonderling zurückgezogen mit seiner der alten Aufwärterin Aline im großen Haus. Er liest viel und feiert das Weihnachtsfest wie in seiner Kinderzeit. Er kauft für sich Geschenke, mit denen er anschließend arme Familien beschert. In diesem Jahr macht er die Kinder seines Buchbinders Lämmerhirt in der Kalbächer Gasse glücklich. Hier trifft er auf Dörtje Elverdink, die schöne Nichte und Assistentin des Flohbändigers Leuwenhoeck. Sie nennt sich Aline, weiß alles über ihn, schleicht sich anschließend in seine Wohnung ein, sucht vergeblich nach einem rätselhaften Gefangenen, Meister Floh, und verschwindet wieder (1. Abenteuer). Damit beginnt Peregrinus‘ „wunderlichstes Abenteuer“, bei dem er befürchtet: „Ich werde wahnsinnig – ich werde toll!“ Es ist eine von Meister Floh (2. Abenteuer) durch Träume in Nachtszenen inspirierte Wanderung zwischen der realen Oberflächenwelt in Frankfurt und einem Phantasiereich, das jedoch, anders als seine Kinderspielzeugwelt, beherrscht wird von dämonisch-destruktiven und egozentrischen Figuren: Jeder kämpft gegen jeden und will die schöne Prinzessin für sich besitzen und die beteiligten Figuren erzählen die Handlung in verschiedenen für sie vorteilhaften Versionen: Der aus dem Schlammwasser aufgetauchte Egelprinz küsst der auf einem Moosteppich im abendlich kühlen Zypressenwald schlafenden Prinzessin Gamaheh von Famagusta das Blut aus. Während die Distel Zeherit erzählt, sie habe mit Hilfe der Wurzel Mandragola die Geliebte wiederbelebt und mit ihren Stacheln den Egelprinz getötet, ist dies in einer anderen Fassung mit einem Wurf Kristallsalz dem Genius Thetel gelungen, der sich mit der Ohnmächtigen, begleitet von Meister Floh, in die Lüfte erhebt. Der Vorgang wird von zwei Magiern von der Galerie eines hohen Turms aus beobachtet und unterschiedlich analysiert. Auch über die Methoden der Rettung des Mädchens, die mikroskopische Projektion aus der Phantasie in die reale Welt, die Verwandlung in Dörtje streiten sie (2. Abenteuer). Meister Floh klärt Peregrinus gegenüber seine Sicht der Dinge: Er ist ebenfalls ein Anbeter der Prinzessin und hat durch einen belebenden Stich ihr stockendes Blut wieder in Wallung gebracht (3. Abenteuer).
Nachdem die Märchengestalten in der Stadt angelangt sind, wird der Streit in Verwandlungen fortgesetzt, denn die Figuren haben zeit- und raumübergreifend wechselnde Gestalten: Prinzessin Gamaheh = Aline = Dörtje Elverdink. Distel Zeherit = Peregrinus‘ Freund George Pepusch. Egelprinz = Douanier Egel. Genius Thetel = Ballettmeister Legénie. 1. Magier = Mikroskopist Antoni van Leeuwenhoek = Dörtjes Onkel, der Flohbändiger Leuwenhoek. 2. Magier = Mikroskopist Jan Swammerdam = Dörtjes Patenonkel Swammerdamm. Der Floh dagegen tritt auch in der Realität in wechselnder Größe unter seinem Namen auf. Er ist beim Flug des Genius mit Gamaheh abgestürzt und in die Hände des Flohbändigers geraten, der damit zugleich Macht über sein Volk erhält und es Kunststückchen vorführen lässt. Doch der freiheitsliebende Meister flieht mitsamt seinen kleinen Akrobaten aus dem Zirkus. Er hüpft zur Bude des Spielzeugkrämers und springt in eine leere Spielzeugschachtel, die Peregrinus irrtümlich anstelle einer mit Bleisoldaten und Jagdszenen kauft. Nun sucht Leuwenhoek seinen Hauptartisten sowie seine ebenfalls verschwundene Assistentin Dörtje. Das Mädchen verfolgt nämlich auf eigene Faust die Spur des Flohs und quartiert sich bei ihrem Paten Swammerdamm in Peregrinus‘ Haus ein, weil sie wie eine Drogensüchtige die Impulsstiche des Meisters zum Leben braucht. Dieser hat inzwischen ihr selbstsüchtiges Wesen durchschaut und will sich nicht weiterhin ausnutzten lassen, sondern mit seinem leichtsinnigen springfreudigen Volk in Freiheit leben, wie es seiner republikanischen Natur entspricht. Er warnt Peregrinus, der ebenfalls von dem Mädchen fasziniert ist, dass es ihm nur Liebe vortäuscht, um seine Auslieferung zu erreichen, und ihn dann verlässt. Zur Demonstration der Verlogenheit der Menschen setzt er ihm in seine Pupille eine Linse ein. Dadurch kann er in die Gedankengänge der Menschen blicken und erfährt so die Absichten, die sich hinter ihren freundlichen bzw. hinterlistigen Worten verbergen (3. u. 4. Abenteuer). Beispielsweise hört er gleichzeitig zu Swammerdamms und Leuwenhoeks Schmeicheleien oder zu Dörtjes Koketterie bzw. Umgarnung ihre Motive, an seinen Talisman, den mächtigen Floh, heranzukommen, und reagiert zu ihrer Überraschung darauf anders als erhofft (6. Abenteuer). So durchkreuzt er auch in der Knarrpanti-Episode (4. u. 5. Abenteuer) die Strategie des Hofrats, der ihm mit aus dem Zusammenhang gerissenen Zitaten aus seinen Briefen und Tagebüchern eine erfundene Prinzessin-Entführung und Ermordung nachweisen will, um sich bei seinem Fürsten zu profilieren. Auf diese Idee kam er durch Tratschereien, dass Peregrinus am Weihnachtsabend ein Mädchen, es war die Bewusstlosigkeit simulierende Dörtje, in sein Haus getragen habe.
Durch die Gedanken-Linse kann sich Peregrinus aus seiner als Protest gegen den Vater unbewusst gewählten Kinderwelt lösen. Er verliert mit seiner Naivität aber auch seine unbekümmerte Freude. Mit der Emanzipation wird er zugleich prinzipiell misstrauisch gegenüber den Menschen. Diese Vernunft-Etappe ist für ihn eine wichtige Erfahrung auf dem Weg aus der Leichtgläubigkeit zu einem ganzheitlichen Leben. Er erkennt nämlich die Begrenztheit situativer, oft nur zufälliger Einblicke wie auch isolierter Fakten („Ihr trachtetet die Natur zu erforschen, ohne die Bedeutung ihres inneren Wesens zu ahnen.“) bei der Beurteilung vielschichtiger Persönlichkeiten und komplexer Beziehungen, z. B. in der zeitweise durch die Rivalität um Gamaheh-Dörtje gestörten Freundschaft mit George Pepusch, dem zuliebe er auf das Mädchen verzichtet (6. Abenteuer). Um „die furchtbaren Geheimnisse jener Untiefen“ aufzuspüren, bedarf es einer zuversichtlich-emotionalen Komponente, die Peregrinus sowohl im Phantasiereich wie in der Realität in hilfreich-aufbauenden Kräften findet, z. B. in dem ihm im Traum erschienenen König Sekakis, mit dem er sich identifiziert, und in Röschen, seiner Blumenkönigin. Sie ist die Tochter des Buchbinders Lämmerhirt, die ihm, in bedeutungstiefer Symbolik, den Schnitt seiner von ihrem Vater in roten Maroquin gebundenen Ariost-Prachtausgabe vergoldet (s. Goldener Schnitt) hat (7. Abenteuer). „Peregrinus erkannte sich selbst, er fühlte, daß der zum Leben entzündende Karfunkel glühe in seiner Brust.“ Sie heiraten in ihrem neuen Landhaus mit großem Garten in der Nähe der Stadt. Röschen stärkt sein Vertrauen in die Menschen und die dämonischen Figuren verschwinden. An das zweite Hochzeitspaar Pepusch und Dörtje erinnern am nächsten Morgen nach dem Fest nur zwei „durch seltsame Verschlingungen eines geheimnisvollen Zwiespalts dunkler Mächte“ verwelkte Blumen, welche die besitzergreifende zerstörerische Liebe versinnbildlichen. Peregrinus gibt die Gedankenlinse zurück. Maßstab seiner Beurteilungen ist jetzt der Karfunkel seines Herzens, seine seelische Kraftquelle, die in der liebevollen Partnerschaft immer wieder erneuert wird. Meister Floh besucht die beiden nur noch zu Weihnachten, wo er ihren kleinen Sohn mit kunstvollem Flohzirkusspielzeug beschenkt.

#### Carl Rößler:Die fünf Frankfurter
Carl Rößler projiziert in seiner 1911 veröffentlichten Komödie Die fünf Frankfurter eine Diskussion der Juden über Abgrenzung und Assimilation auf eine historische Situation. Anfang des 19. Jhs. hat sich das Frankfurter Bankhaus Mayer Amschel Rothschild aus kleinen Anfängen zu einer europäischen Größe entwickelt und ist in den Bereich der Staatsfinanzierung vorgedrungen. Zu den Geschäfts- und Privatfreunden zählen u. a. der französische Premierminister und der hessische Landgraf, aber auch Künstler wie Rossini. Vom ältesten Sohn des Firmengründers Konsul Amsel wird erzählt, er müsse zunehmen, um auf seiner Brust noch weitere Orden unterzubringen. Nun sind im ersten Aufzug der Komödie seine Brüder Nathan, Salomon, Carl und Jakob im Jahr 1822 aus ihren Bankhäusern in London, Paris, Genua und Wien zu ihrer Mutter Gudula in ihr Frankfurter Elternhaus in der Judengasse gekommen, um über die zukünftige Geschäftsstrategie zu beraten. Salomon verfolgt konsequent den Aufstieg in den regierenden Adel. Er hat bereits in Wien den Adelsbrief, der die Familie in den Freiherrnstand erhebt mit verschiedenen Geldzuwendungen teuer erkauft und will nun seine, in Rößlers Lustspiel wegen des fiktiven Charakters Charlotte genannte zwanzigjährige Tochter mit dem Herzog vom Taunus verheiraten, um internationales Ansehen zu gewinnen bzw. gesellschaftlich noch mehr anerkannt und integriert zu werden. Als Gegenleistung bietet Salomon dem verschuldeten Regenten einen 12-Millionen-Kredit an, der über an der Börse verkaufte Lotterieanleihen finanziert wird.
Im zweiten Aufzug fährt eine Delegation der Rothschilds zum Schloss Neustadt, um das Geschäft abzuschließen. Die Adelsfamilie hat durch die Französische Revolution ihr Vermögen verloren und die Einnahmen des kleinen Fürstentums reichen bei weitem nicht aus, um den aristokratisch-blasierten Lebensstil auf hohem Niveau zu finanzieren. Der gesellschaftlich gewandte, geistreich ironisch parlierende Gustav würde sich gerne wie der befreundete Fürst von Klausthal-Agordo aus den Staatsgeschäften zurückziehen und in Paris privatisieren. Dort könnte er sich nur noch seinen Hobbys und den Vergnügungen der Stadt widmen. Aber im Gegensatz zum Fürsten ist er bankrott und steht vor der Wahl, entweder sein Land an Preußen zu verkaufen oder auf Salomons Vorschlag einzugehen. Eine Familienpolitik-Heirat ist in seinen Kreisen normal, aber eigentlich muss sie standesgemäß sein. Doch er ist bereit, mit der Zeit zu gehen und den Adel zu demokratisieren, und die schöne, junge, kluge und reiche Jüdin gefällt ihm. Deshalb kann er den Vorschlag Salomons nicht ablehnen und analysiert scharfsinnig die Lage: „Es ist [der Rothschilds] Ehrgeiz uns zu übertölpeln. Und unser Ehrgeiz wird es sein, sie mit Grazie hereinzulegen.“ (S. 42) Allerdings wird dann die Verhandlung von beiden Seiten offen geführt. Salomon positioniert sich selbstbewusst: „Unsere Legitimität ist das Geld, das in London, Paris, Neapel, Frankfurt und Wien für unsere Macht arbeitet und wächst.“ (S. 62) Gustav dagegen erklärt, dass ihm Salomon mit seinem Vorschlag, Einheirat in eine Herzogsfamilie gegen Geld, vorkommt „[w]ie ein Mensch, der […] von unten herauf nach einer Krone verlangt, […] wie ein Seeräuber, der nach der Flagge des Admiralschiffs greift und sie mit festem Griff an sich reißt. Aber die Geste, mit der es geschieht, hat etwas Heroisches.“ (S. 63). Man vereinbart, die Familie, die Geld ausgibt, mit jener zu verbinden, die Geld anhäuft.
Im dritten Aufzug diskutieren in der Judengasse Gudula und ihre Söhne über die wirtschaftlichen, gesellschaftlichen und religiösen Aspekte dieses Geschäfts. Während Salomon in einer mit der Heirat verbundenen Konvertierung seiner Tochter nur eine äußerliche Anpassung sieht, welche die Einstellung des Menschen nicht spiegeln müsse, wäre dies für Amsel nur bei Überzeugung akzeptabel. Seiner Mutter bedeutet der Freiherr-Titel nichts und sie findet eine Verbindung ihrer jüdischen Kaufmannsfamilie mit der Aristokratie als unpassend. Die Enkelin würde sich in deren Schlössern nur fremd fühlen und würde vom Adel nie als gleichwertig anerkannt werden, ebenso wenig wie ihre Söhne von ihren Klienten aus der Oberschicht. Sie fürchtet eine Entfernung von den Traditionen und den religiösen Wurzeln. Der achtundzwanzigjährige introvertierte Jakob, der sich in Charlotte verliebt hat, fokussiert v. a. das private Glück und rät seiner Nichte von einer „Spekulationsheirat“ ab, die Rothschilds sollten lieber, wie bisher, unter sich bleiben. Lotte analysiert ihre Situation nach einem Gespräch mit der Großmutter ähnlich und lehnt, obwohl sie den Herzog sympathisch findet, es ab, als Ware angeboten zu werden und sich verkaufen zu lassen. Damit hat Salomon nicht gerechnet. Patriarchalisch fordert er: „Meine Tochter hat keinen Willen! In unserer Familie haben die Kinder den Eltern zu folgen.“ (S. 88) Der Autor lässt Charlotte wie eine emanzipierte Frau aus dem 20. Jh. antworten, ihr Vater habe einen falschen Begriff von ihrer Selbständigkeit. Sie bleibt bei ihrer Meinung und entscheidet sich für den schüchternen und wie sie an der Musik interessierten Jakob und ein Leben in Paris. Damit stärkt sie zugleich den Familienzusammenhalt. Nathan regelt mit Gustav, dem durch diese Lösung Probleme in seinem Stand erspart geblieben sind, die finanzielle Seite des nicht realisierbaren Vertrags. Bei der Überprüfung der Schulden des Herzogtums hat er noch Ressourcen entdeckt, die als Sicherung des Kredits akzeptiert werden können. So tritt an die Stelle des Aufstiegs durch Einheirat das Monopol für Salz- und Kohlenbergbau im Land.

#### Martin Mosebach:Der Nebelfürst

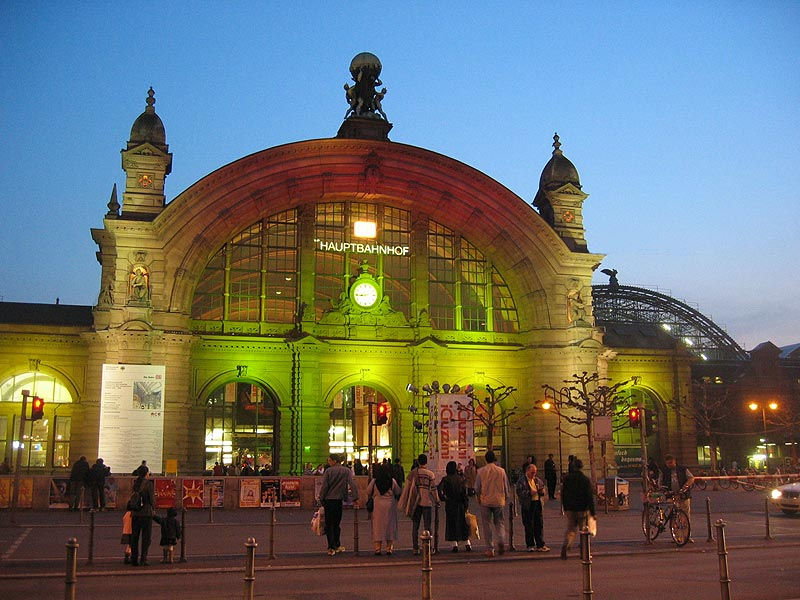
Im Hotel Monopol in der Nähe des Hauptbahnhofs logieren Theodor und Frau Hanhaus. Von hier aus versuchen sie ihre Bäreninsel-Unternehmung zu organisieren. Der Bahnhofsplatz ist Handlungsort vieler Romanepisoden: z. B. Hetmann: Mit Haut und Haar, Demski: Scheintod, Pamuk: Schnee, Kurzeck: Mein Bahnhofsviertel, Kirchhoff: Schundroman, Zwerenz: Die Erde ist unbewohnbar wie der Mond, Fauser: Rohstoff, Kracauer: Ginster

Martin Mosebachs Roman Der Nebelfürst greift in seiner Parodie des Kolonial- und Industriezeitalters mit seiner wirtschaftlichen Prosperität ein historisches Ereignis auf und lokalisiert die zweite Etappe der Handlung in die aufstrebende Handelsstadt Frankfurt.
Eine einfallsreiche Dame, Helga Hanhaus, hat den Journalisten Theodor Lerner für eine vom Berliner Lokalanzeiger finanzierte Expedition gewonnen, um angeblich den im Eismeer verschwundenen Ballonfahrer André zu retten, tatsächlich jedoch um die Kohlevorkommen auf der herrenlosen Bäreninsel hinsichtlich einer wirtschaftlichen Nutzung zu erkunden. Seine Berichte hat Frau Hanhaus verschönt an die Presse weitergeleitet und nach der Rückkehr des als Nebelfürst bekannt gewordenen Journalisten organisiert sie in Frankfurt mit ihrem Kompagnon den Aufbau eines Bären-Insel-Syndikats (Kapitel 15 Morgenstunde im „Monopol“).
Sie residieren, nachdem Lerner sein flüchtiges Quartier in Bornheim (Kapitel 14) verlassen hat, beide im Hotel Monopol im neuen und großzügiger als „das verbaute Fachwerkgeschachtel der Innenstadt“ errichteten Bahnhofsviertel. Hier ist man verschont vom „Eingenistetsein uralter Lokal-Dämonen, die jeden ungewohnten Gedanken vergifte[]n und erstick[]en, […] Hier am Bahnhof deute[]n sich weite Häuserfluchten an […] und der Blick auf die riesenhaften Glasgewölbe ver[heißt] Reisen, Aufbrüche, Beweglichkeit“. Im nahe gelegenen Schachcafé Pique-Dame (Kapitel 16) erklärt Frau Hanhaus ihrem Geschäftsführer, „[d]er Anleger sitze in seinem Mahagonikontor umgeben von seinen realen Werten und müsse zu dem Schritt geführt werden, diese mit Schmerzen oder List oder Fleiß erworbenen Werte hinzugeben für etwas, das bisher gar keinen Wert besaß, durch diesen Akt der Hinwendung aber plötzlich Form und Namen und Gewicht an[nimmt]. In zweierlei Hinsicht [gebe] es die Bären-Insel nun: einmal als Steinhaufen unter der Mitternachtssonne […] und mindestens ebenso real, wenn nicht realer auf dem Papier, in Gestalt des ‚Deutschen Bären-Insel-Unternehmens‘, einer kurz vor der Eintragung stehenden Gesellschaft aus potenten Investoren.“
Die beiden unternehmen nun von Frankfurt aus Geschäftsreisen, verhandeln mit privaten und staatlichen Investoren in Wiesbaden, Köln, Schwerin, Lübeck usw. und suchen bei der Regierung in Berlin um militärischen Schutz für die Unternehmungen nach. Frau Hanhaus fordert von sich und Lerner auch private Opfer. So muss dieser die im Schumann-Theater (ab Kapitel 18) kennengelernte kohlrabenschwarze Varieté-Schönheit Louloubou für eine Nacht an den potentiellen Investor Sholto Douglas abgeben, der auch den Hanhaus-Sohn Alexander in seine Dienste nimmt (Kapitel 21 Vormittag eines Tycoon, Kapitel 23 Die Lobby übt Druck aus). Später besucht der Protagonist in einem Pavillon auf dem für Ausstellungen und Zirkusveranstaltungen am Zoologischen Garten auf der Pfingstweide im Osten der Stadt eingerichteten Messegelände die Präsentation neuer Werke des Malers Hector Courbeaux und erkennt Louloubou auf einer ganzen Serie von Gemälden, u. a. als Schwarze Venus wieder, für die sie als Muse und Geliebte des Künstlers Modell stand (Kapitel 39 Die Königin von Saba).
Am Ende scheitert das Bäreninsel-Konzept wegen Unwirtschaftlichkeit und die beiden Hochstapler müssen das Hotel verlassen und in ein Westend-Miethaus (Kapitel 37) ziehen. Frau Hanhaus heiratet als Olga Vladimirowna dann den russischen Diplomaten Vlasimir Gawrilvich (Kapitel 41 Die Petersburger Schlittenfahrt), Lerner die arme Nichte des Lübecker Bankdirektors Kohrs Ilse (Kap. 42 Eine goldene Zukunft), die in Karl Riesels Reisebüro, Berlin, Unter den Linden – Frankfurt am Main, Kaiserstraße arbeitet. Ihr Ehemann schließt mit diesem Unternehmen einen Dreijahresvertrag „zur Arrangierung von Gesellschaftsreisen und Sport-Tourismus nach Norwegen, Bären-Insel und Spitzbergen“ und stellt Ilse seine Vision vor: „Heute im Jahr 1900 können wir sagen, dass die Epoche der europäischen Kriege endgültig zu Ende ist. […] Zusehen, verstehst du, das ist die Zukunft. […] Bald wird die Maschine die Arbeit des Menschen vollständig übernommen haben. Dann werden wir, zu unserer Unterhaltung und Belehrung, primitiven Völkern beim Arbeiten zusehen. […] Die ganze Aufregung um Ingenieur André in seinem Luftballon bestand eigentlich darin, dass die Welt ihm beim Entdecken und dann sogar beim Abstürzen und Erfrieren zusehen wollte. Ich sehe jetzt, dass ich schon ganz früh auf der richtigen Fährte war.“

### Die soziale Frage in der wilhelminischen Zeit

#### Nikola Hahn:Die DetektivinundDie Farbe von Kristall

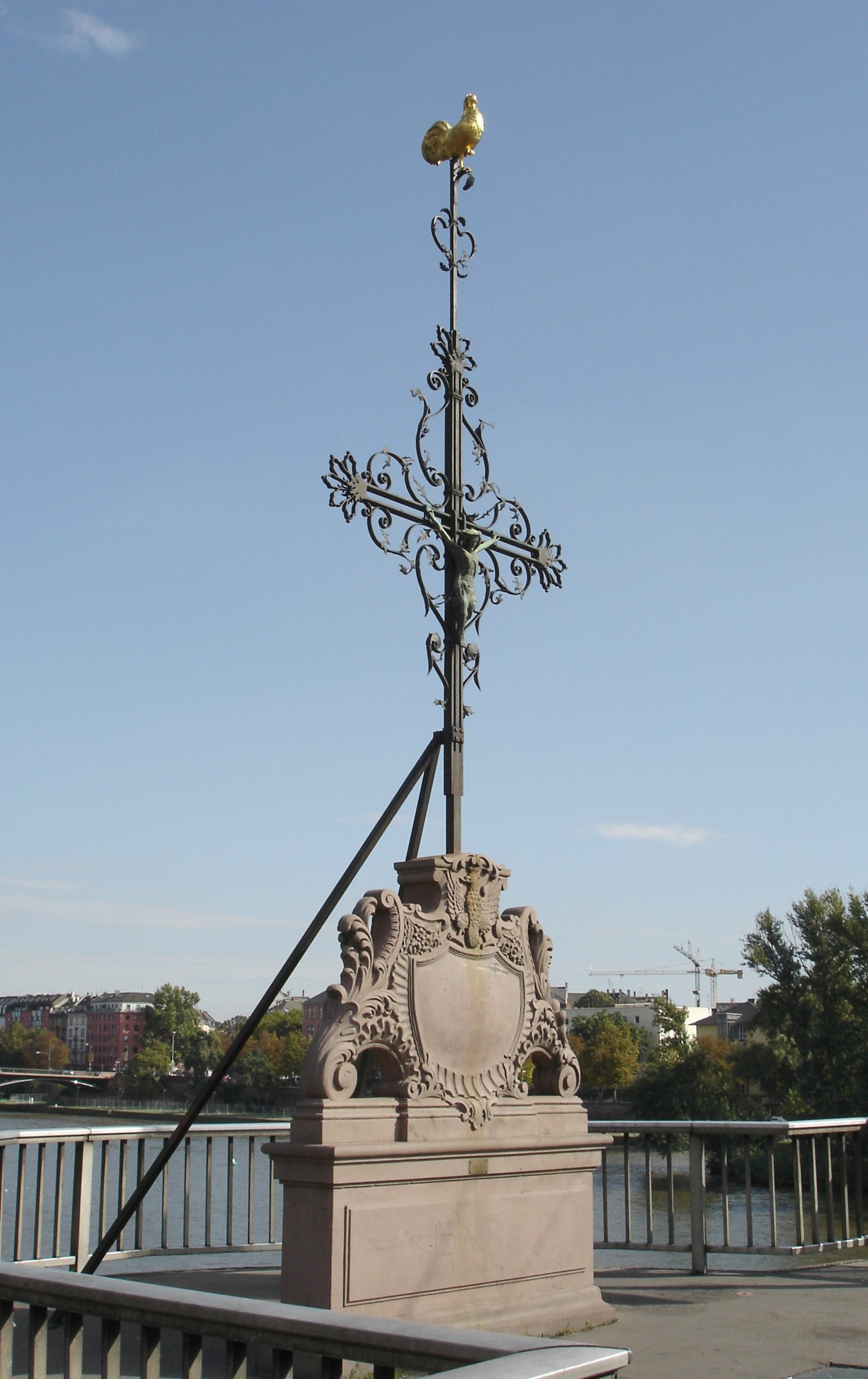
In der Nacht nach dem Wäldchestag 1882 wird die Leiche eines Dienstmädchens am Brickegickel von der Alten Brücke in den Main geworfen und bei Weilbach ans Ufer geschwemmt (Hahn: Die Detektivin).

In ihren Kriminalromanen Die Detektivin (1998) und Die Farbe von Kristall (2002) wirft die Autorin Nikola Hahn einen Blick auf die in der gesellschaftspolitischen Diskussion als Soziale Frage offenlegten Schattenseiten der wilhelminischen Zeit, die hinter wissenschaftlichem und technischem Fortschritt, dem Ausbau der Stadt mit den Wohnblöcken im Nordend und den Villen des Großbürgertums im Westend sowie dem soliden bürgerlichen Leben immer deutlicher in Erscheinung traten: Am Beispiel der durch Heirat ihrer Kinder miteinander verbundenen Kaufmanns- und Bankiersfamilien Könitz und Hortacker werden die geschäftstüchtigen, autoritären Väter vorgeführt. Vor allem Rudolf Könitz verfügt selbstherrlich über seine Frauen und Dienstmädchen und versucht für seinen Nachwuchs ebenfalls standesorientiert Ehen zu arrangieren, während die unehelichen Kegel aus dem Blickfeld verschwinden müssen. Bei diesem Prozess entstehen in der nächsten Generation in einem neuen Kreislauf wiederum unglückliche Beziehungen, die mit dem sozialen Spannungsfeld in der Stadt und den unterschiedlichen Lebensbedingungen der Menschen als Nährboden krimineller Delikte vernetzt sind, was tragische Folgen hat.
Im Roman Die Detektivin wird die Situation der nicht gleichberechtigten Frauen und Töchter in der Klassengesellschaft des 19. Jahrhunderts vor allem von der dreiundzwanzigjährigen Viktoria Könitz thematisiert. Die Handlung beginnt mit dem Wäldchestag-Fest 1882 und spielt an über das Stadtgebiet verteilten Orten: im Niederrader Stadtwald, auf der Alten Brücke, in Sachsenhäuser Apfelweinwirtschaften, in zum Abriss stehenden Häusern der Judengasse, im Rapunzelgässchen 5 in der Altstadt, wo sich der Berliner Kommissar Biddling in der Nähe des Polizeipräsidiums (Glesernhof) am Römer bei der Witwe Müller eingemietet hat, in den Stadtpalais der wohlhabenden Brüder Rudolf und Dr. Konrad Könitz mit ihren vielen Bediensteten am Untermainkai und in der Neuen Mainzer Straße sowie im Labyrinth unterirdischer Gänge der ehemaligen Wallanlage, im „Irrenschloß“ Dr. Heinrich Hoffmanns auf dem Affensteiner Feld, in dem Clara, die drei Jahre ältere Schwester Viktorias, seit zehn Jahren nach einem traumatischen Erlebnis untergebracht ist. Während die Frankfurter am 30. Mai am Oberforsthaus feiern, wird das Dienstmädchen Emilie Hehl in der mit dem Tunnelsystem verbundenen Orangerie (das Glashaus) der Arzt-Familie Könitz ermordet. Die Kaufmannstochter und Nichte des Arztes Viktoria (Die Detektivin), der erfahrene und ortskundige Kriminalschutzmann Heiner Braun und sein junger Chef, der preußische Kriminalkommissar Richard Biddling, untersuchen, mehr oder weniger koordiniert und kooperativ, diesen Fall. Dabei entdecken sie Parallelen zu zwei ähnlichen, zehn Jahre zurückliegenden Taten des „Stadtwaldwürgers“, der bisher nicht identifiziert werden konnte.
Der Nachfolgeroman Die Farbe von Kristall zeigt die Protagonisten zweiundzwanzig Jahre später und spielt meist an denselben Haupthandlungsplätzen. Richard Biddling und seine Frau Viktoria sind mit den Töchtern vor fünf Jahren aus ihrer, dem Einkommen eines Beamten angemessenen, beengten Wohnung in der kleinbürgerlichen Fichardstraße in die Könitz-Villa Untermainkai 18 umgezogen. Dort ist mehr Platz für die einundzwanzigjährige Viktoria aus der ersten Ehe des Kommissars und die zwölfjährige Flora. Auch kann Viktoria hier den pflegebedürftigen Familienangehörigen beistehen und von dem großbürgerlichen Haushalt mit seinem Dienstpersonal profitieren. Heiner Braun lebt als Pensionär mit seiner Frau Helene, verwitwete Müller, in deren Haus im Rapunzelgässchen 5 und hat ein Zimmer an die neue Polizeiassistentin Laura Rothe vermietet. Gegenüber 1882 ist die Stadt stark gewachsen und der Reichtum der Könitz-Dynastie hat sich in dieser Zeit der wirtschaftlichen Prosperität vermehrt. Neben dem von Sohn David und Andreas Hortacker, Viktorias Stiefschwiegersohn, geführten Warenhaus R. Könitz in der Zeil besitzt die Familie noch zwei Dutzend Filialen in ganz Deutschland. Viktorias Schwester Maria, mit Theodor Hortacker verheiratet, und deren Schwägerin Cornelia, verwitwete Gräfin von Tennitz, residieren in Villen im Westend.
Die Kriminalfälle basieren teils auf authentischen Materialien (Lichtenstein und Hopf). Bei einer Dampfexplosion in der Bockenheimer Maschinenfabrik Pokorny & Wittekind (Kreuznacher Straße) starb der Maschinenwärter Fritz Wennecke vermutlich durch ein manipuliertes Ventil und einen Monat später wurde Hermann Lichtenstein, der die halbe Bürgerschaft mit Pianos belieferte und Kredite gewährte, in seiner Klavierhandlung Zeil 69 erschlagen, nicht weit von Biddlings Arbeitsplatz im neuen Präsidium Zeil 60 entfernt. Die Ermittlungen führen einerseits immer wieder zu kinderreichen Arbeiterfamilien mit gewalttätigen, alkoholabhängigen Vätern in der engen Altstadt und decken Armutsprostitution und den Handel mit unehelich geborenen Kindern auf. Aus einem solchen Milieu stammt auch der mit seiner syphiliskranken Mutter und den kleinen Stiefgeschwistern am Großen Kornmarkt wohnende Polizist Paul Heusohn, dessen Vater seine Frau und einen Sohn verkauft hat. Andererseits gibt es Indizien für Verbindungen zur Prostituierten Cäcilia von Raverstedt (Zilly) bzw. zu ihrer geheimnisvollen Chefin Signora Runa im Clubhaus Laterna Magica in der Elbestraße sowie zum Hundehändler, Drogisten und Fotografen Karl Hopf in Niederhöchstadt. Die Recherchen Biddlings haben von Anfang an eine private Komponente, da er Drohbriefe erhält, die mit Goethe- und Schiller-Zitaten sowie Hinweisen auf Edgar-Allan-Poe- und Conan-Doyle-Romane auf die Ereignisse an einem abgelegenen Platz im Stadtwald mit der Hütte am Teich anspielen, wo der zweiundzwanzig Jahre zurückliegende Fall wieder aufgerollt wird.
Der erste weibliche Polizeiassistent in Frankfurt Laura Rothe nimmt sich der Problematik der armen Familien an und sucht städtische und private Fürsorgeeinrichtungen zu mobilisieren und die nur langsam reagierenden, nach engen Vorschriften arbeitenden, hierarchisch organisierten Behörden zu sensibilisieren. Erschwerend ist dabei, dass einige ihrer Kollegen in Prostitutions-, Erpressungs- und Kinderhandelsgeschäfte verwickelt sind, ihre Insiderinformationen nutzen, um Spuren zu verwischen, und die Aufklärung behindern oder in falsche Bahnen lenken. Außerdem werden die Mitwisser und Zeugen unter Druck gesetzt und machen oft keine Aussagen, was die Beweisführung erschwert. Doch gemeinsam mit der Amateurdetektivin Viktoria, dem Kriminalbeamten Richard Biddling, seinem Assistenten Paul Heusohn und dem Pensionär Heiner Braun mit seinen langjährigen Verbindungen in der Altstadt versucht Laura Rothe das Chaos zu durchdringen und etwas Ordnung in diese Welt zu bringen.

#### Hilal Sezgin:Der Tod des Maßschneiders
Hilal Sezgins Roman Der Tod des Maßschneiders
behandelt sozialpolitische Prozesse in den Gründerjahren, die im Zusammenhang mit einem Kriminalfall offengelegt werden. Die Ermittlungen führt Kommissar Philipp Staben, der gerade von Berlin nach Frankfurt gekommen ist, um einen vom Dienst suspendierten Vorgänger zu ersetzen. Dieser hat bei der Beerdigung des Sozialdemokraten Hugo Hiller eine den Leitspruch der Französischen Revolution zitierende Grabrede abgebrochen, wodurch es zu Auseinandersetzungen zwischen der Polizei und den Trauergästen kam. Staben übernimmt seine neue Aufgabe in einer politisch angespannten Situation. Einerseits soll er die Verbreitung revolutionärer Gedanken verhindern, andererseits dürfen die gemäßigten Reformer nicht verärgert werden. Zudem kennt er sich in der Stadt und dem Polizeiapparat noch nicht aus und überblickt nicht die Aktionen seines alteingesessenen Kollegen Rauch, des Leiters der politischen Abteilung und Schwiegersohns des Polizeipräsidenten. Deshalb greift er Informationen und Anregungen des in der Fischerfeldstraße wohnenden jüdischen Rechtsanwalts und Abgeordneten der Demokratischen Partei in der Stadtverordnetenversammlung Stern und seiner Tochter Karoline sowie des Bankiers Elbert und seiner Frau, in deren Villa in der Guiollettstraße im Westend er ein Zimmer mit Halbpension gefunden hat, gerne auf.
Als im Juli 1885 Karl Lübbe, der Inhaber der Maßschneiderei Lübbe & Sohn, in den Wallanlagen in der Nähe seines Hauses in der Hochstraße tot gefunden wird, scheint der Fall leicht lösbar. Er war offenbar auf dem Heimweg vom Geschäft in der Zeil über Hauptwache und Eschenheimer Turm vom tags zuvor wegen seiner Kritik an den Arbeitsbedingungen entlassenen Schneidergesellen Otto Rader aus Rache erschossen worden. Zwar gibt es keine Zeugen und Beweisstücke und Rader bestreitet die Tat, aber weil er die Preisgabe seines angeblichen Alibis verweigert, wird er verhaftet. Karoline hat die verzweifelte Frau des Inhaftierten in der Suppenküche für Arme kennengelernt und setzt sich zusammen mit ihrem Vater für die Arbeiterfamilie ein, die mit drei Kindern in der Kruggasse 9 wohnt. Die weiteren Recherchen ergeben Zweifel an Tatzeit und Tatort und vermitteln ein breites Bild der wirtschaftlichen und gesellschaftlichen Lage und der Vernetzung vieler Faktoren. Auch zeichnen sie ein differenzierteres Bild des Ermordeten und erweitern damit das Feld der Verdächtigen: Lübbe gilt einerseits als Wohltäter und Weltverbesserer. Er war ehrenamtlicher Armenpfleger, betreute mehrere Familien und setzte sich als Mitglied der Demokratischen Partei für soziale Reformen ein. Andererseits ließ er offenbar die ihm Anvertrauten gegen geringen Lohn für sich arbeiten. Außerdem wird das Dienstmädchen, die fünfzehnjährige Luisa Döll, nach seinem Tod von der Witwe entlassen und verschwindet spurlos. Man munkelt, dass sie vom Dienstherrn schwanger sei. Frau Lübbe hat ihrerseits eine Affäre mit dem Kollegen und Konkurrenten ihres Mannes Kobisch, dem Chef einer exklusiven Maßschneiderei für Reiche und Adlige in der Zeil. Neben diesen privaten Konstellationen gibt es wirtschaftliche Konflikte. Lübbes Maßschneiderei steht unter Druck der Konfektionswaren, v. a. des Konfektionshauses Peschmann in der Zeil, das mit Zuschneidemaschinen und Vergabe der Näharbeiten in Heimarbeit qualitativ gleichwertige Kleidung billiger produzieren kann. Deshalb mussten wegen zurückgehender Aufträge bereits Schneider entlassen werden. Andererseits fordern die Sozialreformer eine Reduzierung der täglichen Arbeitszeit und eine Krankenversicherung der Arbeiter durch die Betriebe. Eine weitere Konkurrenz könnte das projektierte große Metzler-Kaufhaus für Damen- und Herrenbekleidung sein, für das Elberts Bank Kredite gewähren will. Westphals Tabakgeschäft ist bereits aufgekauft, zwei Nachbargrundstücke sollen folgen. Über die Änderung der Bauordnung und das Problem der Spekulationsgewinne bei der Neubebauung der Zeil wurde in der Stadtverordnetenversammlung gestritten, Lübbe war mit der Begründung dagegen, Wohnraum ginge verloren. Am Abend seiner Ermordung wollte er sich mit Peschmann und Kobisch besprechen.
Karoline Sterns Interesse an dem titelgebenden Fall ist anfänglich ihr soziales Engagement für einen der Verdächtigen. Dann übernimmt sie immer mehr die Rolle einer Privatdetektivin, inspiriert den Kommissar mit ihren Beobachtungen und logischen Ableitungen der Indizienketten und wird zur Hauptfigur des Romans. Sie wäre gerne Anwältin geworden, was zu dieser Zeit in Deutschland noch nicht möglich war. Auch träumt sie von einem selbstbestimmten Leben, anders als das ihrer älteren Schwester Friederike, die traditionell als Hausfrau den Haushalt mit zwei Söhnen in der Stiftstraße versorgt. Aber auch ihre sich in die Malerei zurückziehende Mutter Fanny ist für sie kein Vorbild. Karoline sucht noch ihre Bestimmung, liest viel in der väterlichen Bibliothek, interessiert sich für die Soziale Frage und hilft täglich vormittags in der Suppenanstalt für die Armen der Israelitischen Gemeinde am Röderbergweg. Bestimmend für ihre Zukunft wird der Vortrag Martha Kellermanns zur „Lage der Frauenbewegung“ über Gleichstellung im Beruf, Bildung der Arbeiterinnen, Sexualreform, Mutterschutz, die Ausnutzung der Dienstmädchen im Meriansaal: „Sie wollte endlich loslegen […] Wohin, das wusste sie noch nicht. Aber sie hatte das Gefühl, dass sie bereit war für einen richtig großen Schritt – so einen, bei dem man alles Mögliche überstürzt.“

## Erster Weltkrieg

### Siegfried Kracauer:Ginster
Siegfried Kracauers 1928 erschienener Roman Ginster erzählt in personaler Form die Geschichte Ginsters, dem es gelingt, während der Zeit des Ersten Weltkrieges durch ein Versteckspiel dem Kriegsdienst zu entgehen. Dazu passend erfährt man nicht seinen wahren Namen. Die Handlung ist thematisch und lokal in drei Abschnitte unterteilt: In München (Kap. I und II) und Frankfurt (Kap. III–VII, z. T. IX, X) erlebt der Protagonist die patriotische Stimmung und Opferbereitschaft im Land, in Köln (Kap. VII–IX) die Gleichschaltung der jungen Männer im militärischen Apparat und in Osnabrück (Kap. X) das Kriegsende und die Spuren der Revolution. Im letzten Kapitel reflektiert er fünf Jahre später in Marseille seine existentielle Situation (Kap. XI).
Der Roman beginnt mit dem Ausbruch des Krieges im August 1914 und konfrontiert den fünfundzwanzigjährigen Protagonisten mit dem Patriotismus der Bevölkerung, z. B. als der promovierte Hochbauingenieur in München einmal „[i]n dem Menschenstrom […] mitgeschleift“ wird und sich in der Masse der Kriegsbegeisterten, die ihm wie ein „Geheimbund“ vorkommt, fremd fühlt: „Ich kann doch keine Gefühle für etwas aufbringen, das ich nicht kenne.“

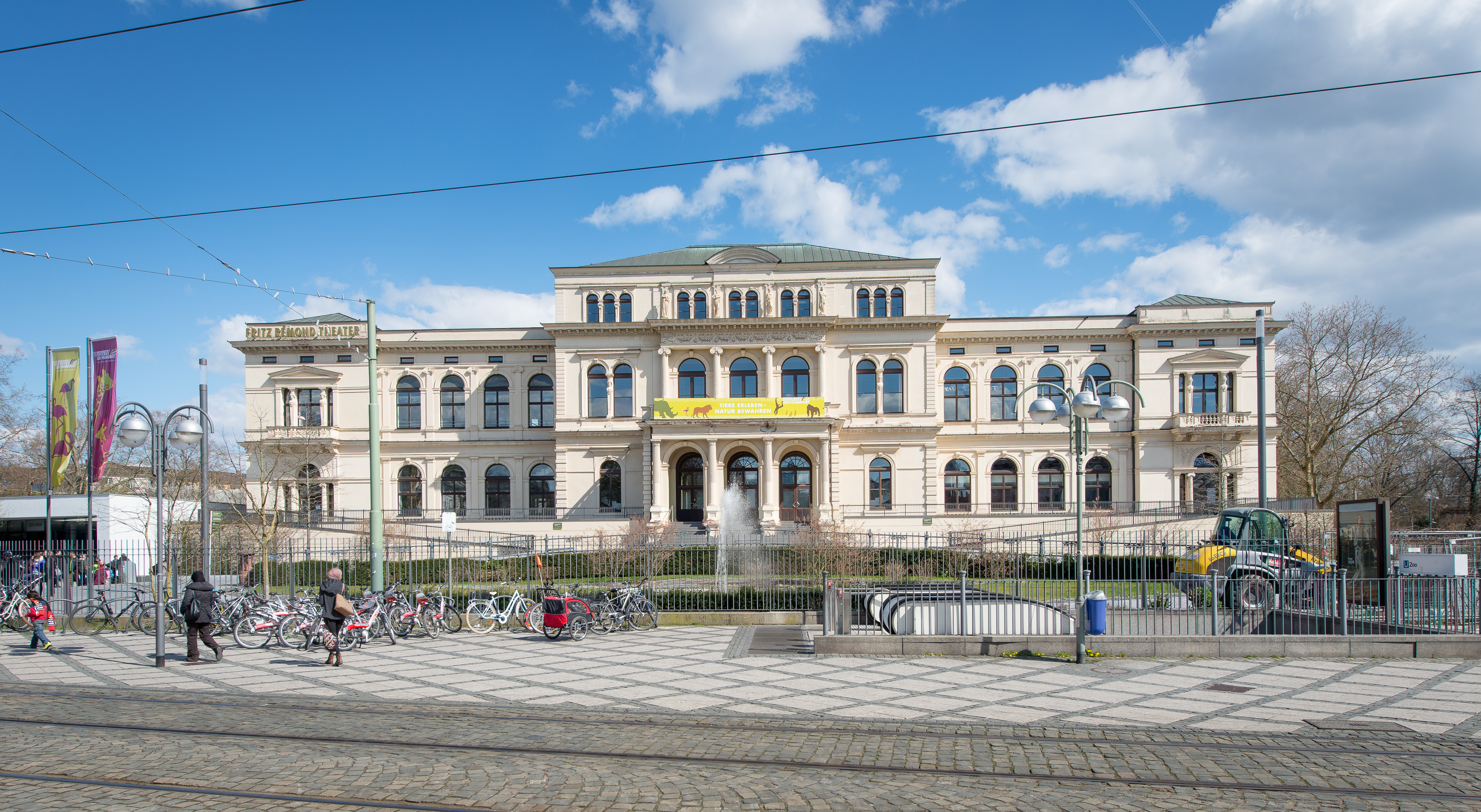
Im großen Saal des Gesellschaftshauses im Zoologischen Garten hören Ginster und seine Tante Professor Casparis Vortrag über Die Gründe des Großen Krieges. Erinnerungen tauchen auf: In diesem Saal fand er als Jugendlicher bei einer Tanzveranstaltung keine Partnerin und in seiner frühen Kinderzeit zog er achtlos an der Prachtfassade vorbei zu den Eisbären und Papageien. Im nahe gelegenen Hotel Zooblick neben dem Heinrich-von-Gagern-Gymnasium entdeckt Kommissar Marthaler die Leiche der Journalistin Herlinde Scherer, die einer Intrige im Hessischen Landtagswahlkampf auf die Spur gekommen ist (Seghers: Die Sterntaler-Verschwörung).

In seiner Frankfurter Familie, nach dem Tod des Vaters wohnen er und seine Mutter bei Onkel und Tante, findet er das Spektrum der öffentlichen Meinung: Während die Tante den Krieg als Unglück sieht und zweckpessimistisch vor verfrühter Euphorie warnt, analysiert der Onkel als Geschichtslehrer und -forscher die nationale Lage. Er markiert auf einer Landkarte die Schlachtfelder und feiert wie die vom Sog der öffentlichen Meinung mitgerissene, privat jedoch sehr friedfertige Mutter die Gebietsgewinne. Dabei verwendet er ähnliche Schlagwörtern wie die Redner der öffentlichen Siegesfeier auf dem Opernplatz. Ginster erlebt schon im ersten Kriegsjahr den Wandel der Stimmung von der Euphorie zur Trauer über die für das Vaterland gestorbenen Söhne. Sowohl im Freundeskreis der Familie wie auch an seinem Arbeitsplatz in den kleinen verwinkelten Privat- und Büroräumen („Ein Labyrinth wie die Altstadt“) des Architekten Richard Valentin und seiner herumgeisternden buddhistisch-esoterisch orientierten und von Seelenwanderungen überzeugten Frau Berta im Ostend nahe der Altstadt (Kap. IV) sind Siege und Niederlagen das Hauptthema. Zu den Sonntagnachmittag-Tees der Tante versammeln sich die Bekannten und besprechen die Entwicklung des Krieges. Die Frau des Lehrerkollegen Biehl hofft irrtümlich, dass ihr vermisster Sohn nicht verbrannt, sondern in Gefangenschaft geraten ist. Bankdirektor Luckenbach kritisiert die politische Führung und deren Treue zu den Bundesgenossen, die der Onkel als historisch begründet verteidigt. Die Tante schimpft auf die Heeresleitung, welche die Truppen schlecht einsetze, der Onkel widerspricht ihr. Der Botaniker und Privatforscher Dr. Hay will geheime Informationen über die bevorstehende Entscheidungsschlacht im Westen haben. Auch wird in Frankfurt über die tieferen Gründe des Weltkrieges philosophiert, beispielsweise von Professor Johann Caspari, dessen Vortrag über Die Gründe des Großen Krieges Ginster mit der Tante im großen Saal des Gesellschaftshauses im Zoologischen Garten anhört. Nach Meinung des Redners gibt es unterschiedliche Wesen der Völker, die zur Weltkatastrophe führen könnten. Die westlichen Völker handelten zweckorientiert, den Deutschen gehe es um die inneren Werte. Ginster kann diese Gedanken nicht nachvollziehen, denn er empfindet in dieser Gesellschaft eher seine eigene „Wesenlosigkeit“. Entsprechend seiner Gefühlslage hält er sich bedeckt und hat wenig private Kontakte. Nur mit seinem Schulkameraden Hay und dem chemischen Assistenten Dr. Müller trifft er sich regelmäßig in einem Musikcafé. Beide sind wegen Krankheit bzw. betrieblicher Reklamation vom Militärdienst freigestellt und tauschen Informationen über den Kriegsverlauf und die Methoden der „Drückeberger“ aus. Dabei spielen gesellschaftlicher Status und Vernetzungen eine große Rolle.
Mit der sozialen Hierarchie in der alten Kaufmannsstadt ist Ginster aus seiner Kindheit vertraut. Dies spiegelt sich in seiner Bewertung der reichen Großstadt, in der „Kultstätten und Börse […] nur räumlich voneinander getrennt“ sind: „Das Klima ist lau, die nicht im Westend wohnhafte Bevölkerung, zu der Ginster gehörte, kommt kaum in Betracht.“. Mit seinem Vater, der als Reisender mit feinen englischen Stoffen handelte, lief er bei den wöchentlichen Familienspaziergängen durch diesen feinen Stadtteil, „wo die Villen und die Herrschaftshäuser sich in die Vorgärten zurückziehen, damit der Asphalt sie nicht streift. Hier sind die Straßen am Sonntagnachmittag verlassen, und die Häuser verstecken ihre Türen. […] Die Herrschaften sitzen hinter den Vorhängen oder sind auf dem Land.“ Der Vater schätzte im Vorbeistreichen die hohen Mietpreise und stellte sich die Räume vor, die er noch nie gesehen hatte, denn bei seinen Kundenbesuchen in solchen Villen wurde er häufig vor die Tür gesetzt: „[D]ie Zimmer sind heller als unsre“.
Ginster beobachtet genau die konformen Verhaltensweisen des Volkes, aber auch die Schemata seiner eigenen bürgerlichen und akademischen Schicht. Er ist ein Individualist, der sich immer wieder mit den Konventionen und Denkmuster der Massengesellschaft auseinandersetzen bzw. arrangieren muss. Bereits in der Schulzeit in Frankfurt (Kap. II), wo der Sonderling den Spitznamen Ginster erhielt, hatte er ein distanziertes Verhältnis zu seinen Kameraden und notierte deren unfreundliches oder gleichgültiges Verhalten ihm gegenüber in einem Buch. Auch galt schon damals sein Interesse nicht den realen Vorgängen in der Welt. „Mehr als für Schlachten und Friedensschlüsse interessierte er sich für geistige Strömungen ohne Datum und das Volksleben. In der Mathematik fesselte ihn der Unendlichkeitsbegriff“., Im Gegensatz zu seinen Mitschülern wusste er lange nicht, welche Berufsausbildung er wählen sollte. „Die Fähigkeit, seinen Platz in der Gesellschaft mit solcher Umsicht vorauszubestimmen, ging ihm ab.“ Doch die Eltern drängten ihn zu einem Broterwerb. Vielleicht mag er deshalb Goethes Dichtung und Wahrheit nicht mehr lesen, „der glänzenden Jugend des Dichters wegen, die er haßte wie die Fassade [des Würzburger Barockschlosses]“ Er entschied sich schließlich für Architektur, weil er „[v]on früh auf […] gern Ornamente [zeichnete]“ und dann entdeckte, „daß die Grundrisse in den Kunstgeschichtsbüchern ornamentale Figuren bildeten“, „deren Schönheit ihrem zwecklosen Dasein entsprang.“ Als er später Häuser plant, verliert er spätestens beim Bau das Interesse an den Projekten. Umgekehrt sucht er in allen nützlichen Gegenständen eine Idee oder phantasievolle Gebilde. Er glaubt nicht, „daß es darauf ankommt, die ursprüngliche Wirklichkeit zu ermitteln“ und erhält sich neben seinen tiefgründigen Reflexionen die Naivität eines Kindes. Dass er die „Notwendigkeit, ein Mann werden zu müssen“, verabscheut, verdeutlicht auch seine Rolle in der Familie. Auf die Fahrt mit der Trambahn am Hauptfriedhof vorbei zum Bezirkskommando (Kap. VII), mit der seine Soldatenzeit beginnt, nimmt er die von seiner Mutter gepackte Kleiderkiste mit und er kehrt zum Urlaub aus der Garnison Köln (Kap. IX) bzw. aus dem Stadtbauamt in Osnabrück (Kap. X) immer wieder in die Heimatstadt zurück. Zum Rhythmus der Zuggeräusche denkt er: „Ich fahre nach Hause – nach Hause – nach – Hause – immer während das Rauschen und Knarren.“
In seiner Einsamkeit hat Ginster allerdings eine ambivalenten Sehnsucht nach Gemeinsamkeit mit der Volksmasse, über deren Zusammengehörigkeitsgefühl er gerührt ist: „Große Massenaufgebote zwangen ihn so zum Weinen wie Kinostücke und Romane, an deren Ende zwei junge Menschen sich miteinander verbanden. Auch Menschenansammlungen schienen ihm eine Bürgschaft des Glücks. […] Sie waren auf einmal ein Volk. Ginster dachte an Wilhelm Tell [aber] das Wir wollte ihm nicht über die Lippen.“ Außerdem liebte er die Marschmusik und lief sonntags ein Stück neben der Wachtparade her, „[d]er Gedanke, selbst in einer Uniform mitzumarschieren, lag ihm allerdings fern.“ Deshalb ist er nicht unglücklich darüber, dass von der Münchener Kommandantur seine Meldung als Freiwilliger, wozu er sich nach dem Beispiel seines Freundes Otto verpflichtet fühlt, abgelehnt wird: „Mehr ließ sich nicht tun, auch Otto hatte nicht mehr getan.“

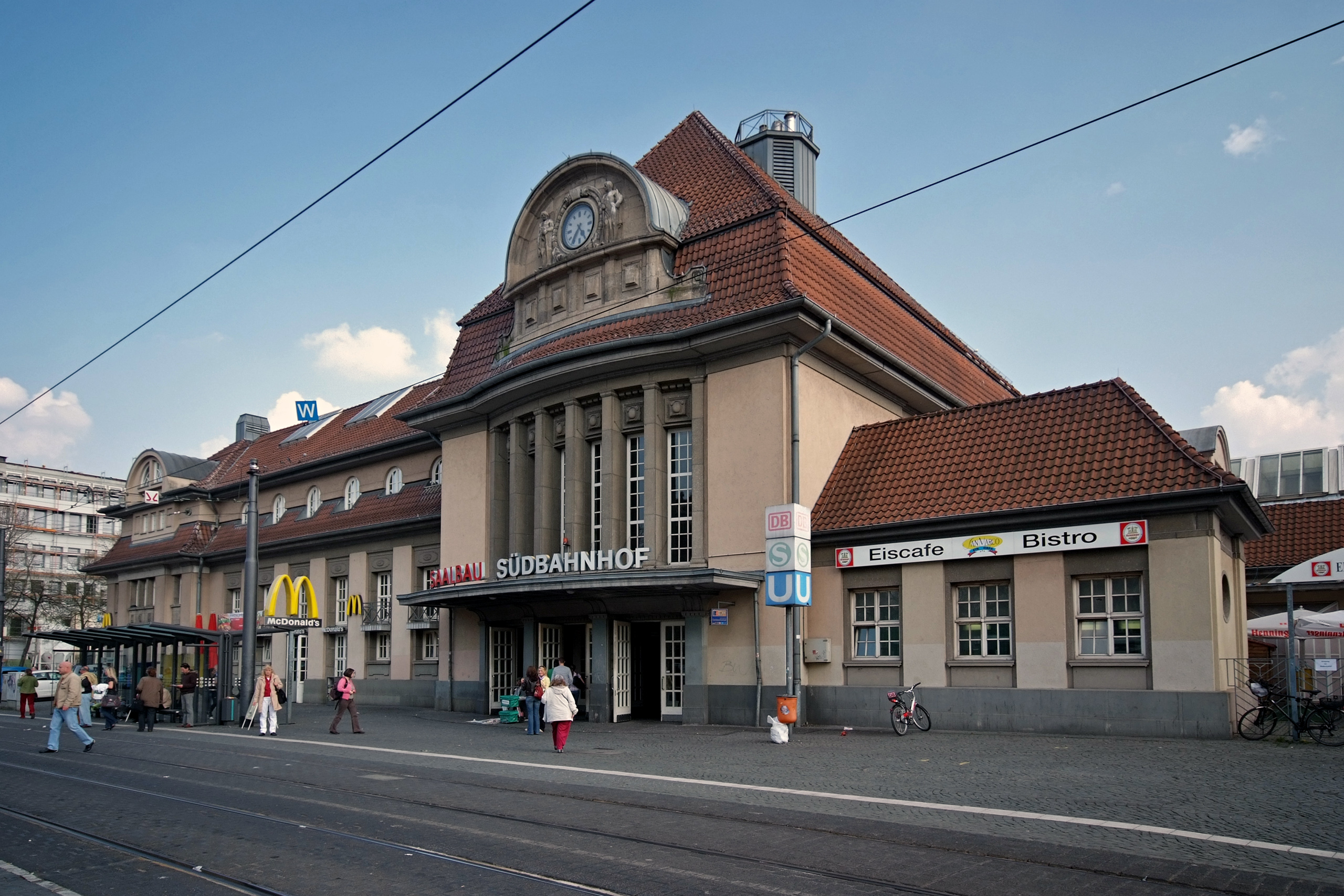
Der Frankfurter Südbahnhof war für den Empfang von Verwundeten eingerichtet worden, die mit Nachtzügen eintrafen und von den Sanitätern in die bereitstehenden Trambahnen umgeladen wurden, um sie in die Krankenhäuser zu transportieren.

Otto erläutert Ginster vor seiner Verlegung an die Westfront auf einer Wanderung durch den Stadtwald (Kap. III) die Motive der jungen Kriegsfreiwilligen: Die Studenten gerieten in einen Sog gegenseitiger Ansteckung, flüchteten aus ihrem „Spezialistentum“ und der „richtungslosen Freiheit“ und suchten Zucht und Ordnung. Er handele dagegen aus „Notwendigkeit“. D. h., er sei nicht aus Patriotismus Soldat geworden, sondern weil er die gleichaltrigen jungen Männer nicht im Stich lassen möchte, da er keinen Anspruch auf eine Ausnahmestellung habe. Im Hintergrund dieser Argumentation steht die Einschätzung seiner wissenschaftlichen Möglichkeiten als Platon-Spezialist und die Chancenlosigkeit auf eine akademische Laufbahn. Offenbar ahnt er bereits, wie in seinem letzten Brief an den Freund angedeutet, seinen Tod in der „furchtbare[n] Schlacht“: „Ist mir zu bleiben bestimmt, so bedenke, daß wahrscheinlich bis zum Ende ein Riß durch mein Leben hindurchgegangen wäre. Der Widerspruch zwischen Wollen und Können, Streben und Gelingen, Sehnen und Wirklichkeit, die ganze Tragik halbbegabter Naturen hat mich schon immer aufgerieben.“ Ginster fällt auf, dass der Freund, zu dem er eine homoerotische Neigung empfindet, mit der neuen Rolle bereits automatenhafte Bewegungen und Sprachschablonen übernommen hat. „Er trieb eine Herde von Ausdrücken vor sich her, die ihm mit der Uniform zugelaufen war und eine Wolke erzeugte, in der er Ginsters Zivil nicht bemerkte.“ Als Folge des Gesprächs sucht Ginster einen Ausweg und meldet sich, mit Zustimmung seiner Familie, zur Freiwilligen Sanitätskolonne. Er transportiert Verwundete aus den auf dem Südbahnhof ankommenden Lazarettzügen zum Krankenhaus (Kap. III). In seiner grauen Uniform mit weißer Mütze gilt er jedoch dem Militär gegenüber als Teil der Unterschicht: „Überhaupt genossen Angehörige der Kolonne im Vergleich mit gewöhnlichen Soldaten das geringere Ansehen eines Dienstmädchens, das am Ausgehtag seine Herrschaft kopiert.“
Ottos Tod empfindet Ginster nicht nur als Verlust, sondern auch als Befreiung vom moralischen Druck, durch seine schlechte Verfassung nach dem Besäufnis mit dem Bildhauer Rüster in der Nacht vor der Musterung in die Kategorie „ausgemustert im Frieden“ geraten zu sein. Otto hat sein Kontrastschicksal und gegen seinen Willen schleicht sich bei ihm Freude ein, „daß er, Ginster, nicht an der Stelle Ottos gestanden hat[], sondern noch lebt[]. Lange [will] er leben.“ Doch „die Angst, daß er selbst vielleicht noch in den Krieg müsse, erstickt[] sofort wieder die Freude.“ Die folgenden Handlungen orientieren sich an diesem Wunsch: „Er wollten nicht von irgendeiner Bombe getroffen werden, die zufällig über ihm explodierte. Man mußte, darauf kam er immer wieder zurück, die Gründe erforschen, die zu dem Krieg geführt hatten; mitten durch die Lügen hindurch und quer durch die dummen Gefühle. Ginster haßte die Gefühle, den Patriotismus, das Glorreiche, die Fahnen; sie versperrten die Aussicht, und die Menschen fielen für nichts.“ Aber diese Gedanken verschweigt er und versteckt sie hinter seiner Arbeit am Zeichentisch oder auf der Baustelle im Stadtwald, denn er ist inzwischen „von einer Bevölkerung umgeben, die aus lauter Helden best[eht].“ So besorgt er sich, als er im zweiten Kriegsjahr einen Untersuchungsbefehl für eine Nachmusterung erhält, vorsichtshalber beim Herzspezialisten Professor Oppelt ein teures Attest, das der Arzt im Untersuchungslokal in der Nähe seines Arbeitsplatzes jedoch gar nicht liest. Er wird als „garnisonsdienstverwendungsfähig“ erklärt und könnte jeden Tag eingezogen werden. Um dies zu vermeiden, nutzt er die Möglichkeit einer Reklamation, denn Valentin, der sein Büro bisher mit Ladenumbauten über Wasser hielt, hat inzwischen zwei Aufträge für die Erweiterungen einer Leder- und einer Maschinenfabrik erhalten, die militärischen Zwecken dienen, nämlich der Produktion von Stiefeln und Granaten für den Heeresbedarf (Kap. V). Zwei Jahre lang werden seine Anträge auf Freistellung vom Kriegsdienst immer wieder verlängert, dann sind die Arbeiten abgeschlossen und Ginster wird nun als kriegsdienstverwendungsfähig gemustert und der Fußartillerie der Garnison Köln zugeteilt.
Drei Tage vor seiner Einrückung reflektiert er sein bisheriges Leben (Kap. VI): „Ich bin jetzt achtundzwanzig Jahre alt und hasse die Architektur, meinen Beruf. Otto ist tot […] die Frauen verschließen sich mir. Alle wissen zu leben, ich sehe, daß sie über mich hinweg leben und finde den Zugang nicht. Immer schieben sich Wände vor, man muß höflich sein und versteckt. […] Die Menschen sind an ihrem Leben interessiert, sie haben Ziele für sich, wollen besitzen und etwas erreichen. Jeder Mensch ist eine Festung. Ich selbst will nichts. […] am liebsten zerrieselte ich. Das hält die Menschen von mir fern.“ Diese Fremdheit im Leben wird ihm immer wieder in der Masse bewusst, z. B. beim Namenaufruf im Bezirkskommando Frankfurt. „Der Name kam Ginster fremd vor, erweckte aber doch in ihm eine Erinnerung; als sei er dem Namen früher schon öfters begegnet. […] Hilflos starrte er den Namen an, der den ganzen Hof einnahm und Forderungen stellte, die er, Ginster, unmöglich erfüllen konnte, denn eigentlich war er ja nichts und durfte daher auch kaum beanspruchen, mit solcher Macht in dem Hof allein benannt zu werden. Er schwankte lange, ob er statt zu antworten sich nicht lieber verleugnen solle. Zuletzt fiel ihm ein, daß er äußerlich zu dem Namen gehörte“. Wie immer wenn er sich den Verhältnissen gegenüber ohnmächtig fühlt, weil er „[v]on der Nutzlosigkeit eines Kampfes mit ihnen überzeugt“ ist, wendet er sein „Kunstverfahren“ des Versteckspiels an und lässt sich „auf einem unsichtbaren Brett aus der Umgebung heraus in eine Höhle gleiten, in der er nichts mehr für sich erhofft[] […] [tritt] aber unversehens ein günstiges Ereignis ein, so [ist] ihm immer noch freigestellt, ob er wieder an die Oberfläche klettern soll[].“ Diese Flexibilität, sein distanziert-kritischer Blick auf die Gesellschaft und die vorsichtige Zurückhaltung in Verbindung mit glücklichen Zufällen helfen ihm beim Überleben. Z.B. verhindern revolutionäre Unruhen in Osnabrück kurz vor Kriegsende seine Einberufung. Oft ist er überrascht von den schicksalhaften Wendungen, die ihn in eine neue Richtung treiben, aber insgesamt seinen Selbsterhaltungstrieb unterstützen: „Immer hatte Ginster bei öffentlichen Veranstaltungen Pech. Entweder kam er zu spät, oder er erhielt zu seiner Überraschung einen ausgezeichneten Platz, der aber […] nur darum freigeblieben war, weil er nach der verkehrten Seite zu lag. […] Ohne etwas geahnt zu haben, befand sich Ginster mitten in einer echten Revolution.“
Von großem Symbolwert für die Thematik des Romans ist die Planung eines Soldatenehrenfriedhofes (Kap. VI) für einen Architektenwettbewerb, den Ginster für sein Büro gewinnt. Sein erster Entwurf mit Kohle, die sich „nicht bändigen [lässt]“, „in Flocken nieder[fällt]“, „am Horizont als Gewitterwolke [wächst]“ und „sich wie eine Gardine [entrollt]“, versteckt die Gräber in einem „Irrgarten“. Doch dann entscheidet er sich für eine Anlage, „in der sich ihre Schrecklichkeit wiederholt[]“ und „einer militärischen Organisationstabelle [gleicht]“: „Rechteckige Gräberfelder richteten sich auf einen Mittelpunkt aus, auf dem ein Denkmal sich wie ein oberer Vorgesetzter erhob. Er bestand aus einem hochgelagerten Kubus, den mehrere Platten bekrönten. Drei Seiten des Würfels waren für das Namensverzeichnis der Gefallenen bestimmt, die vierte sollte einen Spruch tragen“. Sein Chef Valentin deutet in einer Rede vor dem Architektenverein die nüchterne schmucklose Form jedoch patriotisch als „Gleichheit, die als vaterländisch im höchsten Sinne bezeichnet werden darf“. Für Ginster ist dagegen das Leben ein unüberschaubares Labyrinth, in dem es ihm schwerfällt, Entscheidungen zu treffen. Als er nach der langwierigen Prozedur der wiederholten Namensappelle („Hier – Hier – Hier“) und Umgruppierungen im Bezirkskommando plötzlich die Wahl hat, nach Hause zurückzukehren, weil seine Reklamation in letzter Minute akzeptiert worden ist, nutzt er diese Möglichkeit nicht, da er Angst vor einer baldigen Wiederholung mit einer eventuellen Einweisung zur Infanterie hat, und marschiert als zukünftiger Kanonier Ginster mit den Fußartilleristen durch die Stadt zum Bahnhof (Kap. VII). Aber das ist nur das Vorspiel gewesen. In Köln erlebt er den Alltag des gleichgeschalteten Militärapparates mit dem Ziel der Uniformierung durch stereotypes Exerzier-, Gruß- bzw. Putztraining (Kap. VIII und IX). Aus seinem Bücherregal hat er eine „jahrelang unbeachtet[e] […] Sammlung lyrischer Gedichte, die ihm leid tat wie ein übersehender Mensch; ganz verstaubt“ in seine Kiste gelegt. In Köln liest er abends u. a. Goethes Gedicht Gedichte sind gemalte Fensterscheiben, kann aber dessen Botschaft („Kommt aber nur einmal herein. Begrüßt die heilige Kapelle“) im Schlafsaal mit den hohen Fenstern nur als Ironie des Schicksals auffassen. Er erkennt die Absurdität des Systems und passt sich äußerlich an: Er reduziert durch Hungern sein Körpergewicht und seine Leistungsfähigkeit. Nachdem bei einer ärztlichen Untersuchung der Unterarzt alle anderen Patienten als Simulanten beschuldigt und wieder zurück in den Dienst geschickt hat, gibt Ginster in einer plötzlichen Eingebung trotz Erschöpfung vor, sich gesund zu fühlen und nur auf Anordnung seines Vizefeldwebels ins Revier gekommen zu sein. Darauf fädelt der Arzt aus Sympathie mit dem Akademiker eine Bestechung des Stabsarztes ein und Ginster wird wegen „allgemeiner Körperschwäche“ als „arbeitsverwendungsfähig Heimat“ eingestuft und erhält eine Stelle am Stadtbauamt in Q. (= Osnabrück)
In Osnabrück (Kap. X) setzt Ginster zuerst seine bisherige erfolgreiche Taktik fort, macht jedoch vorsichtige Befreiungsversuche, will sogar am Kriegsende nach den Protestversammlungen aus seiner Höhle herauskommen und sich in einer Heldenromantik und Sehnsucht nach Gemeinschaft politisch engagieren: „Manchmal wünschte er sich, ein Abenteurer mit geballten Fäusten zu sein und Peter zu heißen. […] Ebenso unreif waren die Knabenträume von seiner baldigen Berühmtheit gewesen, er mußte sich ducken. Immerhin mochte sich leicht noch etwas Unvorhergesehenes mit ihm ereignen.“ Er sinniert über seine Einsamkeit als Schulknabe wie auch als Soldat: „Hätte er Kameraden gehabt, er hätte sich niemals von ihnen trennen mögen.“ In einer Veränderung der gesellschaftlichen Konventionen und des Bewusstseins der Menschen („mitunter sehnte sich Ginster einen feindlichen Flieger herbei“.) sieht er für kurze Zeit für sich eine sinnvolle Aufgabe, doch die Revolution in Osnabrück ist schnell zu Ende und der Redakteur, der noch vor Kurzem aufzuräumen versprach und dem er Unregelmäßigkeiten aus dem Stadtbauamt mitteilen wollte („Er trat jetzt ins Leben.“), erklärt ihm, man dürfe die Dinge nicht übertreiben. Es ist für Ginster eine Phase der Desillusionierung. Einerseits hilft ihm das Studium philosophischer Systeme nicht weiter: „Entweder forderten sie eine vollkommene Welt oder setzten die Vollkommenheit schon voraus.“ Andererseits sieht er am Kriegsende weder privat in einer Verbindung mit der biedermeierlichen Buchhändlerin Elfriede noch beruflich beim Stadtbaurat Schmidt die Chance eines Neuanfangs.
Fünf Jahre später begegnet Ginster während eines vierwöchigen Sommerurlaubs in Marseille Frau van C., die er von einem Fest der Münchener Künstlervereinigung her kennt und in Frankfurt als Begleiterin Casparis wiedergesehen hat. Aus der immer wieder seine Phantasie beflügelnden ehemals schillernden Gesellschaftsdame und Diplomatengattin ist eine durch Europa reisende Autorin revolutionärer Schriften geworden, die im Herbst nach Russland fahren will und ihn zum Kampf gegen den Kapitalismus aufruft. Er würde sich der emanzipierten, aktiven Frau gerne anschließen und mit ihr am nächsten Tag nach Paris fahren, aber er „glaubt[] in unendlicher Ferne ein Klatschen zu hören, Schlagworte schlagen […] und duckt[] sich unwillkürlich.“ So trennt er sich von Julia van C. In einer parallel zu ihrem Gespräch ablaufenden symbolischen Handlung hat er gerade von einer Straßenhändlerin einen Spielzeugvogel mit einem schnell drehbaren Ring gekauft, der in einer optischen Täuschung das Tier wie ein Käfig umschließen kann, wodurch sich die für Ginster existentielle Frage stellt, ob das Vögelchen in Wirklichkeit frei oder gefangen ist. Er sieht in der Inflationszeit überall im Elend herumirrende Menschen und weiß auch für sich keine Lösung: „Ich möchte um keinen Preis länger Architekt bleiben […] Am liebsten ginge ich hier unter…Ich weiß nicht, was ich anfangen soll …“. Dieser Situation entsprechend schließt der Roman mit einem offenen Ende. „Ich gehe jetzt, sagte Ginster zu sich, morgen – er stolperte, verspürte am Arm einen Stich. Das Vögelchen, die Stange des Vögelchens. Er drehte den Ring.“

## Weimarer Republik

### Elias Canetti:Inflation und Ohnmacht
Im zweiten Buch Die Fackel im Ohr (Teil I Inflation und Ohnmacht. Frankfurt 1921–1924) der dreibändigen literarisch gestalteten Lebensgeschichte Canettis erinnert sich der Autor an seine Frankfurter Jugendjahre. Es ist die Zeit der Inflation mit hoher Arbeitslosigkeit. Der Autor beobachtet, wie in diesem Zusammenhang die jüdische Bevölkerung immer mehr in den Fokus nationaler Gruppierungen gerät und ist dadurch besonders sensibilisiert für die Herausbildung von Feindbildern, die für Massenbewegungen agitatorisch genutzt werden.
1921 zieht Frau Canetti mit ihren drei Söhnen von Zürich nach Frankfurt um, wo sie in der Pension Charlotte in der Bockenheimer Landstraße wohnen und Elias die Oberstufe der Wöhlerschule besucht. Die anderen Gäste am Pensionstisch repräsentieren bürgerliche Schicksale der Nachkriegszeit und bilden mit ihren Gesprächen über Politik, Wirtschaft, Malerei und Literatur oder die Theateraufführungen für den Jugendlichen einen kleinen Kosmos für seine Beobachtungen. Er vermutet als Ursache ihrer Positionen die Auswirkung des Ersten Weltkrieges. Mit seinen Mitschülern diskutiert Elias dagegen ihn betreffende religiöse und gesellschaftliche Themen, v. a. die Rolle der Juden in der Gesellschaft und die antisemitischen Vorurteile.
Im Zentrum der Erinnerungen stehen die Porträts einiger Freunde aus meist wohlhabenden, gebildeten jüdischen Familien, Theateraufführungen, eine Gilgamesch-Lesung des Schauspielers Carl Ebert sowie die Spannungen im Verhältnis zu seiner Mutter, die sich den Fragen des Jugendlichen über ihm unverständliche Verhaltensweisen der Menschen verschließt, als er sie mit seinen Beobachtungen aus dem Alltag konfrontiert, z. B. den Hungernden auf den Straßen in der Zeit der Inflation, die er als „Dämon mit einer Riesenpeitsche“ personifiziert, und gesellschaftspolitischen oder sexuellen Aspekten. Sie flieht schließlich vor den Unruhen und ersten Demonstrationen, dem „Hexenkessel“ der „Getrenntheit der ‚Meinungen’“ aus der Stadt nach Wien. Canetti erinnert sich an seine damalige Wahrnehmung des Nebeneinanders menschlicher Verhaltensweisen in der Wirklichkeit und auf der Bühne, für das er schließlich in den aristophanischen Komödien eine Verbindung sieht. „Auch hier [zur Zeit der Inflation] leitete sich alles von einer einzigen Grundvoraussetzung ab, der rasenden Bewegung des Geldes. Es war kein Einfall, es war die Wirklichkeit, darum war es nicht komisch, sondern entsetzlich, doch als Gebilde, wenn man es als Ganzes zu sehen versuchte, war es einer Komödie ähnlich. Man könnte sagen, dass die Grausamkeit der aristophanischen Sehweise die einzige Möglichkeit bot, zusammenzuhalten, was in tausend Teilchen zersplitterte.“
Canetti resümiert, „dass [seine] Erinnerung an das letzte Frankfurter Jahr von der Turbulenz der öffentlichen Ereignisse bis zum Bersten erfüllt ist und gleich daneben, als ginge es um ein und dieselbe Welt, die aristophanischen Komödien erscheinen, wie sie beim ersten Lesen [ihn] überfielen. […] die enge Nachbarschaft, in die sie für [seine] Erinnerung gerückt sind, muss die Bedeutung haben, dass es die für [ihn] wichtigsten Dinge jener Zeit waren und dass eins auf das andere von bestimmendem Einfluß war.“

### Jakob Wassermann:Der Fall Maurizius
Jakob Wassermanns Roman Der Fall Maurizius (1928) greift zwei Problemfelder der Zeit auf, den in der Literatur des Expressionismus oft gestalteten Vater-Sohn-Konflikt und die Frage nach der Gerechtigkeit und deren Repräsentanz im Justizsystem. Diese Schwerpunkte werden in Form einer Detektivgeschichte über die Aufklärung eines Justizirrtums mit dem Familienkonflikt Andergast in einer um 1925 in Frankfurt spielenden Handlung verzahnt.
Der sechzehnjährige Etzel opponiert gegen seinen Vater, den Oberstaatsanwalt Wolf Freiherr von Andergast, der 1905/06 in einem Indizienprozess die Geschworenen von der Schuld des Dozenten Otto Leonart Maurizius am Mord an seiner Frau Elli überzeugt hat. Seit mehr als 18 Jahren sitzt der zu lebenslänglicher Haft Verurteilte im Zuchthaus Kressa. Dessen in Hanau wohnender Vater reicht nun ein Gnadengesuch ein und sucht Andergast in seiner Wohnung im Kettenhofweg im Frankfurter Westend auf, um seine Zustimmung zu erreichen. Dadurch erfährt Etzel von dem Fall. Im Laufe der Jahre hat sich zwischen dem autoritären Vater und seinem unter strenger Kontrolle stehenden Sohn ein Spannungsverhältnis aufgebaut. Oberstes Prinzip im Leben des Juristen ist das Gesetz und er sieht sich als strenger Vertreter der Regelapparate, sowohl im öffentlichen wie im privaten Feld. Verstöße müssen seiner Meinung nach unnachgiebig bestraft werden: „Das Recht sei eine Idee, keine Angelegenheit des Herzens; das Gesetz kein beliebig zu modelndes Übereinkommen zwischen Parteien, sondern heilig ewige Form.“, Er selbst fühlt sich als Instanz, die nicht in Frage zu stellen ist. Seine Ehe zerbrach an dieser Einstellung und seine Frau Sophia suchte Trost in einer Affäre und wurde nach deren Entdeckung von ihrem Mann verstoßen: Sie musste ihm vertraglich zusichern, ins Ausland zu ziehen und auf jegliche Verbindung zu ihrem Sohn zu verzichten. Etzel gegenüber wird nicht über sie gesprochen, auch die Haushälterin Rie sowie seine Mutter setzt Andergast unter Druck und verpflichtet sie zur Verschwiegenheit (1. Teil, 1. Kap., 1. Abschnitt). So hat Etzel sich als Kind eingebildet, „dass der Vater im Mittelpunkt des Weltalls saß“ und ihm deshalb den Namen Trismegistos gegeben. Nun zweifelt er an seiner Allmacht und durchschaut seine Strategien: Sowohl die außereheliche Beziehung seiner Frau als auch den Fall Maurizius instrumentalisiert der Vater als Kreuzzug von Ordnung, Pflicht und Moral gegen Genusssucht und Zügellosigkeit der jungen Generation (1, 4, 2). Wie er es in seinem Plädoyer im August 1906 formuliert, will er „das ganze Verhängnis einer Zeit, die Krankheit einer Nation“ in der Person des Angeklagten bestrafen. Etzel bricht aus dieser Ordnung immer mehr aus, er schwänzt die Schule und wandert stattdessen im Taunus (1, 2, 1), er sucht Rat bei seinem Klassenkameraden Robert Thielemann (1, 3, 4) in der Feyerleinstraße im Nordend, spricht in der Miquelstraße, an einem Platz beim Palmengarten, mit seinem Lehrer Dr. Camill Raff (1, 4, 5) über das Problem der Wahrheit bzw. der Verantwortung für den vielleicht unschuldigen Maurizius und befragt die Großmutter Cilly, die Generalin, in ihrem Landhaus in Eschersheim über seine Mutter (1, 2, 5).
Auslöser für seine Emanzipationsbestrebungen sind die Informationen, die ihm Peter Paul Maurizius bei einer Zusammenkunft am Portal der Christuskirche im Westend und in Hanau über den Prozess gegen seinen Sohn gibt. Er entdeckt beim Studium der alten Zeitungsartikel Fragwürdiges in der Indizienkette und in der Strategie des Staatsanwaltes (1, 4, 1–4). Darauf reist er nach Berlin und findet dort den Kronzeugen Gregor Waremme, der sich jetzt Georg Warschauer nennt.
Nach der Abreise seines Sohnes fühlt Andergast, dass er die Kontrolle über sein mühsam aufgebautes System verliert und Etzel sich seinem Einfluss entzieht. Er lässt polizeilich nach ihm fahnden (1, 5, 2), allerdings ohne Erfolg, er macht der Haushälterin und seiner Mutter Vorwürfe, vermutet eine Verschwörung gegen seine Anweisungen, stößt jedoch auf Widerspruch (1, 5, 3–4) und er veranlasst die Versetzung Dr. Raffs an ein Provinzgymnasium, nachdem er in diesem den Vertreter einer freien Persönlichkeitserziehung erkannt hat und ihn für die Entwicklung seines Sohnes verantwortlich macht(1, 5, 5–6). Doch parallel zu diesen Abwehrmaßnahmen studiert Andergast in seinem häuslichen Arbeitszimmer die Prozessakten des Falles Maurizius, zugleich erinnert er sich immer wieder an Etzels Kindheit (1, 5, 7 bis 1, 6, 9). Dies führt zu einer langsamen Aufweichung seiner Position: Er fragt sich, ob „hinter der gewussten Wirklichkeit eine andere, geheimnisvollere [stecke]“. Er ist nun sensibilisiert, die Motive Gregor Waremmes und Anna Jahns, der Schwester Ellis, und deren Beziehungen zu Maurizius und Elli zu untersuchen, und er reflektiert während eines Spaziergangs an der Dammheide und über die Rödelheimer Straße in Bockenheim Lücken in der Indizienkette und Widersprüche im Verhalten der Zeugen, denen er während des Prozesses nicht nachgegangen ist (1, 7, 2). Der dadurch nachdenklich gewordene Andergast spürt in sich diese Veränderung. Zeichen dafür sind die Trennung von seiner Geliebten, der Kalifornierin Violet Winston, die in Frankfurt am Konservatorium studiert und der er eine Wohnung in Bornheim am Pestalozziplatz finanziert (1, 7, 3–4), und das Gespräch mit Peter Paul Maurizius (1, 7, 5) über ihre aus der Art geschlagenen Söhne.
Er besucht nun mehrmals den inhaftierten Maurizius in Kressa, erfährt nach und nach dessen Geschichte und hört sich dessen Kritik am Gerichtswesen an (1, 9, 2–9; 2, 12, 1–7): die angebliche Allwissenheit der Richter und Staatsanwälte, die nicht die Ambivalenz des Menschen berücksichtigen. In den Machtbereich der Justiz zu geraten, bedeute, diesem ausgeliefert zu sein, die Menschenwürde und „jeden Anspruch auf Respekt“ zu verlieren. Auch in seiner Familiengeschichte wird der Staatsanwalt zunehmend zum Angeklagten. Seine Mutter Cilly hat seine Frau vom Verschwinden ihres Sohnes benachrichtigt und diese in ihr Haus aufgenommen. Sophia beschuldigt bei einem Besuch im Kettenhofweg ihren Mann des arrangierten Meineids: Er zwang nämlich ihren Liebhaber Georg Hofer zu der Falschaussage, mit ihr keine Affäre gehabt zu haben, um ihn dann mit ihrem Geständnis des Ehebruchs zu konfrontieren, worauf sich dieser das Leben nahm (2, 13, 1–5). Obwohl Andergasts Position zusammengebrochen ist und er jetzt weiß, dass Maurizius unschuldig ist, versucht er das Gesicht zu wahren und verhindert durch die Begnadigung Maurizius’ eine Revision des Urteils (2, 13, 6–10). Als Etzel nach siebenwöchigen Recherchen von Berlin zurückkehrt, kann er das Eingeständnis Waremmes, einen Meineid geschworen und damit Maurizius zu Unrecht beschuldigt zu haben (3, 14, 1–5), nicht mehr für eine Rehabilitierung nutzen und zerschlägt besinnungslos Glasscheiben und Gefäße. Während der Vater wegen der Abwendung des Sohnes einen Schlaganfall erleidet und in eine Heilanstalt gebracht wird, bittet der mit Schnittwunden verletzte Sohn darum, seine Mutter zu holen (3, letztes Kapitel, 1–3).

## Nationalsozialistische Diktatur, Emigration und Holocaust

### Irmgard Keun:Nach Mitternacht
Irmgard Keuns Roman Nach Mitternacht (1937) spielt an zwei Tagen in Frankfurt um das Jahr 1936 und veranschaulicht, wie die nationalsozialistischen Diktatur zunehmend das Leben und Denken der Menschen kontrolliert und die jüdische Bevölkerung diskriminiert und zur Emigration drängt.
Die Erzählerin, die neunzehnjährige Susanne Moder, genannt Sanna, ist vor einem Jahr aus Köln zu ihrem siebzehn Jahre älteren Halbbruder Alois in dessen teure Wohnung in der Bockenheimer Landstraße gezogen. Sie hilft dessen Frau Liska im Haushalt und bei ihren kunstgewerblichen Arbeiten, die im in bester Gegend der Stadt liegenden Geschäft der Eltern ihrer Freundin Gerti verkauft werden. Sie begleitet die Schwägerin und Gerti z. B. ins Café am Roßmarkt, vor dem noch kein Schild mit der Aufschrift „Juden unerwünscht“ hängt, oder beim Einkaufsbummel in der Goethestraße und auf der Zeil.
Die beiden im Zentrum des Romans stehenden Tage in Frankfurt skizzieren die gesellschaftliche Situation. Sanna ist im Wesentlichen Beobachterin und Zuhörerin. Oft versteht sie nicht die Redeinhalte und deren ideologischen Hintergrund. Aber die Autorin lässt sie das Verhalten der Menschen im Alltag mit dem kindlichen, unverbildeten Blick eines Landmädchens beobachten und, ergänzt durch kluge Bemerkungen einer lebenserfahrenen Frau, die Phrasen und grotesken Widersprüche der Parteigänger und die eigennützigen Umorientierungsversuche vieler Bürger entlarven. Sanna fühlt ständig in sich die Angst davor, unbewusst etwas Falsches zu sagen und von der Gestapo verhaftet zu werden. Vor allem ihre in angetrunkenem Zustand leichtsinnig-redseligen Freunde sieht sie bei den langen Abenden und Nächten im Henninger-Bräu in der Nähe des Opernplatzes oder in einem Lokal in der Goethestraße, in Bogeners Weinstuben, in ständiger Gefahr.
In Frankfurt erlebt Sanna (Kapitel 1) die Repressionen der Machthaber und ihrer Organe: Gerti kommt wegen ihrer Liebe zum „Halbjuden“ Dieter Aaron, dem Sohn eines den Nationalsozialismus verständnisvoll betrachtenden Exporthändlers, in Konflikt mit den Rassengesetzen. Zu Alois und Liskas Freundeskreis zählen auch jüdische Geschäftsleute und Ärzte. Sie ziehen sich immer mehr aus der Öffentlichkeit und aus den wenigen ihnen noch zugänglichen Cafés zurück. Während Aaron weiterhin seine Geschäfte machen und noch wie gewohnt standesgemäß in einer prächtigen Villa leben kann, darf sein Sohn Dieter nicht mehr in einer Chemiefabrik arbeiten (Kapitel 1). Doktor Breslauer ist es verboten, in Deutschland zu operieren. Deshalb wandert er in den nächsten Tagen über Rotterdam nach Nordamerika aus und wird dort, mit der Aussicht auf die amerikanischen Bürgerrechte, Chefarzt einer Klinik. Den Großteil seines Vermögens hat er bereits im Ausland angelegt (Kapitel 5).
Sannas Bruder Alois Moder, mit dem Künstlernamen Algin, war während der Zeit der Weimarer Republik ein erfolgreicher sozialkritischer Journalist und Schriftsteller. Nach dem Regierungswechsel wurde sein verfilmter Roman „Schatten ohne Sonne“ wegen zersetzender Tendenz verboten und er steht vor der Entscheidung zwischen der Aufgabe seines Berufes oder Anpassung an die erwünschte linientreue Literatur. Er tendiert zu der zweiten Richtung und „äußert sich neuerdings als Dichter über die Natur und seine naturverbundene Heimatliebe“, denn er ist von der Reichsschrifttumskammer gewarnt worden, eine neue „Säuberungsaktion unter den Schriftstellern soll[e] stattfinden, bei der man Algin wahrscheinlich aussieben wird.“
Im 7. Kapitel trifft sich der heterogene Freundeskreis bei Liskas Fest in ihrer Wohnung. Während die ausgelassenen Gästen feiern und Algin sich nicht mehr um seine Frau kümmert, philosophiert sein Freund, der vierzigjährige Journalist Heini: „Diese Gesellschaft ist eine Gesellschaft von Zuchthäuslern […] Alle sind nette brave bürgerliche Menschen, nach den neuen deutschen Gesetzen oder dem nationalsozialistischen Gefühl nach müssten sie allerdings alle eingesperrt sein. Daß sie hier frei umherlaufen, verdanken sie einem Zufall.“ Kurz vor Mitternacht erschießt er sich.

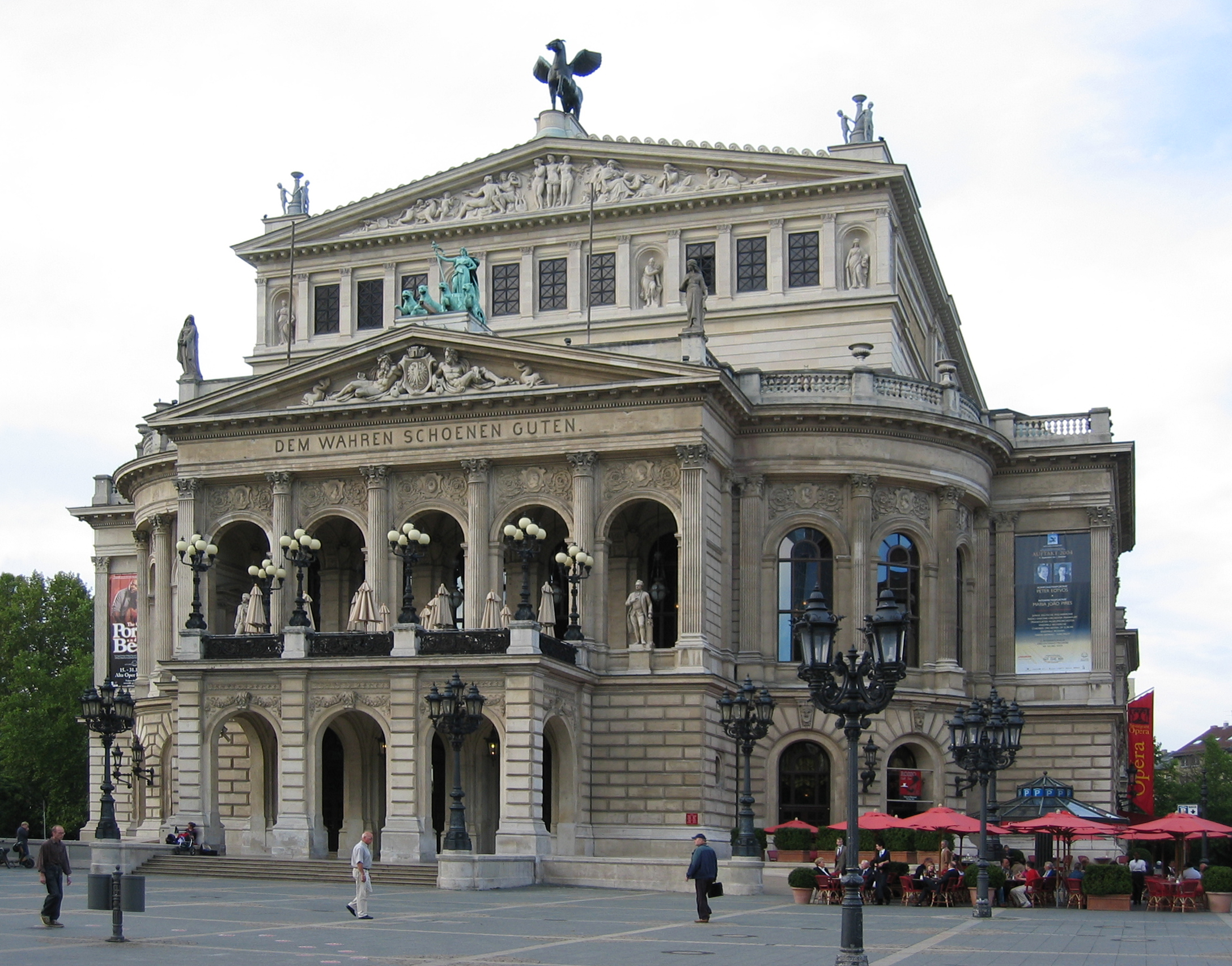
Sanna schildert den Aufzug Hitlers und den missglückten Auftritt Bertchens vor dem Opernhaus. Auch andere Romanhandlungen spielen an diesem Platz: Chase (Hetmann: Mit Haut und Haar) beschreibt die Kriegsruine, Holden (Kirchhoff: Schundroman) erschießt hier in einem Café einen Auftragskiller und im Park hinter der Oper wird der Fernsehserien-Autor Karl Faller (Kirchhoff: Parlando) bewusstlos neben der Leiche einer jungen Frau gefunden. Ginster (Kracauer: Ginster) gerät im ersten Kriegsjahr auf dem Opernplatz in eine Siegesfeier. Baldus (Piwitt: Rothschilds) beobachtet hoch oben von der Ruine aus die Passanten.

Heini ist die zentrale Figur der letzten beiden Romankapitel (Kapitel 6 und 7), in denen er konsequent die Position des Widerstandes vertritt. Wegen seiner kritischen Haltung dem System gegenüber kann er kaum mehr Artikel schreiben. Er kam vor sechs Monaten in die Stadt und wohnt „in dem trübseligsten Absteigquartier Frankfurts. In einer dumpfen, muffig grauen Straße hinter dem Bahnhof.“ Im Gegensatz zum unentschlossenen Algin sagt er, z. B. bei Restaurantbesuchen, in langen Tiraden seine Meinung. Dem Freund wirft er vor (Kapitel 6), „lächerliche Konzessionen“ zu machen. Er habe „gegen [s]ein Gefühl, gegen [s]ein Gewissen geschrieben“ und sei „[e]in armer Literat“, denn „[e]in Schriftsteller, der Angst hat, [sei] kein Schriftsteller.“ Er gibt ihm den Rat: „Wo keine Kritik mehr möglich ist, hast du zu schweigen. […] Bring dich um oder lern Harfe spielen und mach Sphärenmusik“. Seine Analyse der Situation ist trostlos. Sarkastisch erklärt er Manderscheid, dem ehemaligen liberalen Volksparteiler und Inseratenabteilungsleiter einer Zeitung, der an diesem Tag für die Winterhilfe gesammelt hat: „Wir leben nun mal in der Zeit der großen deutschen Denunziationsbewegung. Jeder hat jeden zu bewachen, jeder hat Macht über jeden […] Die edelsten Instinkte des deutschen Volkes sind geweckt und werden sorgsam gepflegt.“
Höhepunkt im öffentlichen Bild der Stadt ist am ersten Tag der Romanhandlung der Auftritt Adolf Hitlers am Opernplatz, dem Sanna und Gerti vom Balkon des Cafés Esplanade aus zuschauen: Schon vor der Vorfahrt der Autokolonne hat sich der Konvoi angekündigt: „Von weitem schwollen Rufe an: Heil Hitler, näher kam der Mengen Ruf herangewellt, immer näher – nun stieg er zu unserem Balkon empor – breit, heiser und etwas müde. Und langsam fuhr ein Auto vorbei, darin stand der Führer wie der Prinz Karneval im Karnevalsanzug. Aber er war nicht so lustig und fröhlich wie der Prinz Karneval und warf auch keine Bonbons und Sträußchen, sondern hob nur die leere Hand.“ Diese symbolkräftig- ahnungsvolle Szene wird kontrastiert von der missglückten Führer-mit-Kind-Nummer. Das fünfjährige Bertchen Silias wurde als „Reihendurchbrecherin“ ausgewählt, um einen aus Nizza importierten riesigen Fliederstrauß zu überreichen, aber der vorbeirauschende Hitler übersah sie. Dieser eilt nun zwischen den Reihen Fackeln tragender Soldaten mit blinkenden Stahlhelmen hindurch zu den anderen Herrschenden auf dem Balkon des Opernhauses, um sich dem Volk zu zeigen. Im Henninger-Bräu (Kapitel 2) erlebt Sanna anschließend, wie das stark erkältete Kind vor seinen stolzen Eltern, inmitten SA- und SS-Leuten, als Ersatz für den entgangenen Auftritt das einstudierte Gedicht Ich bin ein deutsches Mägdelein / und künftges deutsches Mütterlein / und bringe dir, o Führer mein / aus deutschen Gauen Blümelein … immer wieder wie eine erneut aufgezogene Spieluhr vorträgt, bis es tot auf dem Tisch zusammenbricht.
Für Sanna und ihre politisch engagierten oder gefährdeten Freunde und Bekannten spiegeln diese beiden Frankfurter Tage die Zeit des Umbruchs und der Entscheidungen für ein an das Regime angepasstes Leben oder die Flucht aus Deutschland. Der neue Tag eröffnet für viele Änderungen in ihrem Leben: Liska, deren unglückliche Liebe zu dem mit sich und der politischen Lage beschäftigten Heini (Kapitel 5 und 7) nicht erwidert wurde, trennt sich von Algin und dieser heiratet deren dreißigjährige Freundin Betty Raff, die seine neue Ausrichtung als Dichter bewundert wie zuvor seine erste Frau die alte. Sanna trifft ihre Lebensentscheidung und zieht damit die Folgerung aus den miterlebten Schicksalen. Nachdem ihr Freund Franz sich in Köln an einem Denunzianten gerächt hat und zu ihr geflohen ist, verlassen die beiden gemeinsam nach Mitternacht, „[u]m ein Uhr nachts“, mit dem Zug Frankfurt. In Rotterdam hoffen sie auf die Hilfe des ebenfalls emigrierten Breslauer.

### Anna Seghers:Das siebte Kreuz
Der Handlungsfaden des zweiten Teils von Anna Seghers’ 1942 veröffentlichtem Roman Das siebte Kreuz zieht sich kreuz und quer durch verschiedene Stadtteile Frankfurts mit teils authentischen, teils abgewandelten bzw. fiktiven Straßennamen. Hier versteckt sich der Protagonist vor den nationalsozialistischen Verfolgern.
Nachdem der Kommunist Georg Heisler im Herbst 1937 aus dem Konzentrationslager Westhofen bei Worms geflohen ist, findet er bei sozialistisch bzw. kommunistisch orientierten Freunden und Bekannten in Frankfurt Unterschlupf und entkommt dadurch der Gestapo, die seiner Spur von Station zu Station folgt und seine potentiellen Zufluchtsorte überwacht. Die Figuren repräsentieren Positionen und Verhaltensweisen der Menschen unter der Kontrolle durch die Organe der nationalsozialistischen Diktatur zwischen linientreuem Engagement für das Regime und Denunziation, Anpassung und Rückzug aus dem öffentlichen Leben oder Hilfe für Verfolgte und Mitarbeit in Untergrundbewegungen. Ein Klima des Misstrauens fördert die Angst der Menschen, ihre wahre Meinung zu äußern. Dadurch wird im Roman die von Hermann bereits geplante Unterstützung des untergetauchten Protagonisten erschwert: Liesel Röder befürchtet, dass der Besucher ein Geheimagent ist, und verhindert dadurch die Kontaktaufnahme Franz Marnets mit Georg. Umgekehrt argwöhnt Herr Sauer, ein ihm unbekannter Mann, es ist Paul Röder, wolle ihm eine Falle stellen (Kapitel 5, Abschnitt 3). So schließen sich die Verbindungsglieder erst spät zu einer Kette und der Erfolg wird durch die vorübergehende Verhaftung Pauls und die Gefahr, dass er unter Druck der Gestapo Fiedlers Namen nennt, gefährdet.
Am Morgen des dritten Fluchttags (3/3) erreicht Heisler Frankfurt-Höchst, fährt dann mit der Elektrischen nach Niederrad und besucht in einem mit Häusern, Höfen und Gärten verschachtelten Wohngebiet seine Freundin Leni, mit der er nach der Trennung von seiner Frau Elli zusammen war. Aber sie verweigert ihm jegliche Hilfe, da sie jetzt mit einem Nationalsozialisten zusammenlebt. Nächste Anlaufstelle ist eine Adresse in der Innenstadt, die ihm sein Mithäftling Belloni gegeben hat. Bei der Schneiderin Frau Marelli kann er seine Kleider wechseln (3/4). Mit acht Mark ausgestattet verlässt er ihre Wohnung in Nähe der Schillerstraße. Am Güterbahnhof trifft er auf eine heruntergekommene Prostituierte, die ihn in ihrem Zimmer im Ostend übernachten lässt. In der Nacht wird er durch Geräusche geweckt und flüchtet misstrauisch, da die ganze Stadt ein Fangnetz sein konnte, durchs Fenster an den Main (3/5).
Sein Verdacht ist berechtigt. In Parallelhandlungen werden seine Freunde überwacht, die sich wiederum durch Geheimbotschaften verständigen, mit Georg den Kontakt suchen, um ihm zur Flucht ins Ausland zu verhelfen. So trifft sich Franz Marnet, der in den Höchster Farbwerken arbeitet, als Verbindungsmann mit Georgs Frau Elli z. B. im Kino Olympia (3/4), in der Markthalle und bei ihrer mit dem SS-Mann Otto Reiners verheirateten Schwester (4/6), um sich zu beraten. Sie wissen, dass Elli bei ihren Gängen durch die Stadt abwechselnd von mehreren Gestapoleuten beschattet (4/3) und von dem Polizeikommissar Overkamp verhört wird (6/3). Der in der Griesheimer Eisenwerkstätte arbeitende Hermann, spielt in diesem Untergrundnetz eine zentrale Rolle (5/3), verknüpft die Nachrichten von Franz, Sauer bzw. Paul und organisiert schließlich die Rettung seines Freundes Georg.

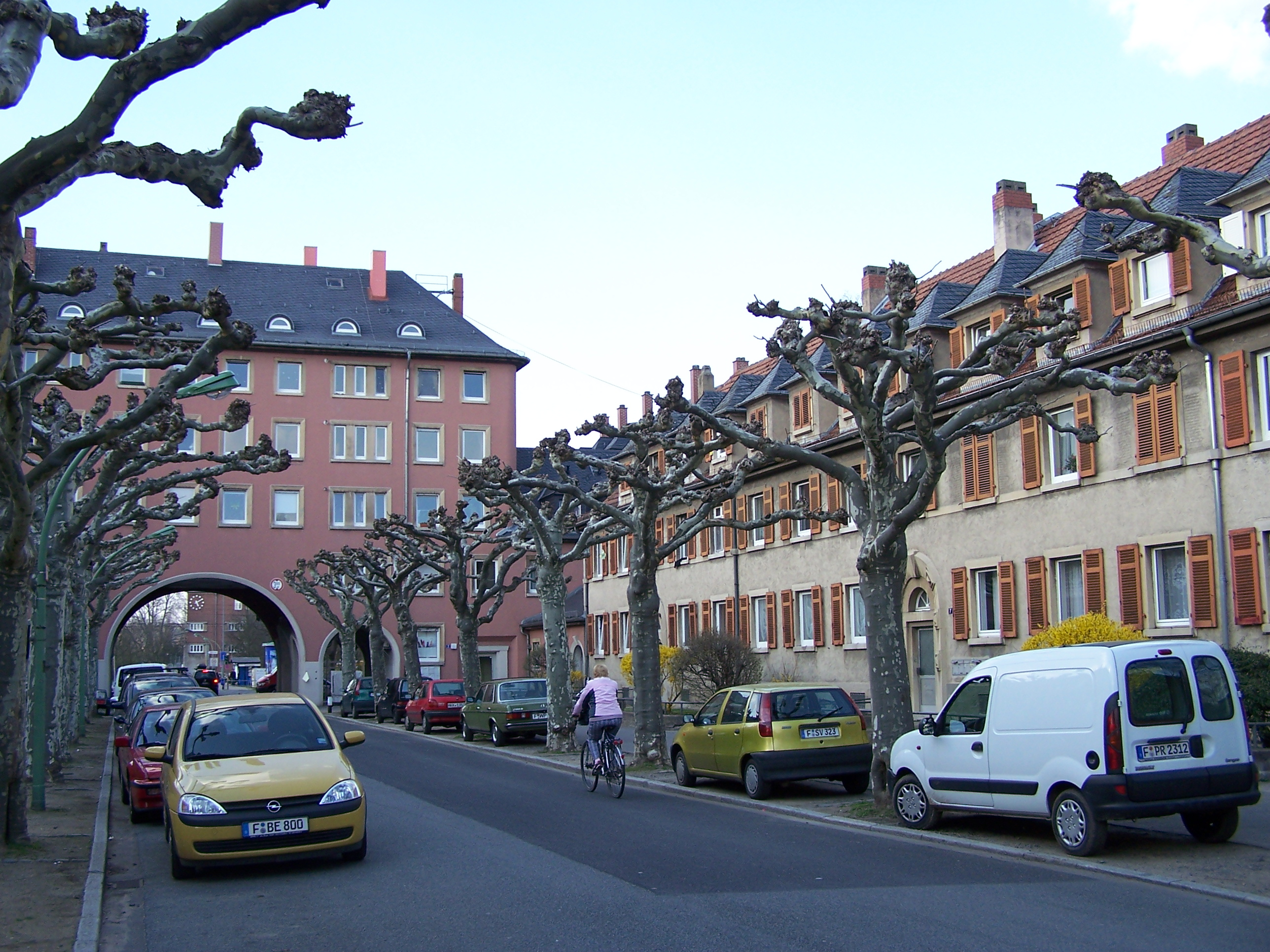
Von Samstag auf Sonntag findet der aus dem KZ Westhofen geflohene Georg Heisler bei Dr. Kreß und seiner Frau Gerda in der Riederwaldsiedlung Unterschlupf

Die Geheimpolizisten erhalten durch die Festnahmen der anderen geflohenen Häftlinge immer mehr Informationen über die Kontaktleute, finden beispielsweise in der Wohnung Frau Marellis Heislers Pullover (4/2) und wissen so, dass er in seine Stadt zurückgekehrt ist. Nun fahnen sie gezielt nach ihm, veröffentlichen in Frankfurt seinen Steckbrief und setzen eine Belohnung aus. Dadurch wird er, als er in einem Büfett am Schauspielhaus etwas isst, erkannt, aber in diesem Fall nicht verraten. Dagegen gibt sein Mithäftling Füllgrabe, der entnervt seine Flucht abbricht und sich der Gestapo in der Mainzer Landstraße stellt, zu Protokoll, dass er kurz vorher Georg am Eschenheimer Turm begegnet ist (4/3, 5/3). Dieser will zu diesem Zeitpunkt die Stadt verlassen, um im ländlichen Botzenbach unterzutauchen, und fährt nach dem Zusammentreffen mit der Linie 23 in Richtung Eschersheim, doch ändert er seinen Plan, springt ab, bleibt in der Stadt, weil er nur hier Freunde hat, und überlegt, wer von ihnen nicht überwacht wird und ihn verstecken könnte. So geht er nach Bockenheim in die Brunnengasse 12 zu Liesel und Paul Röder, die ihn gastfreundlich bewirten. Sein Jugendfreund war lange arbeitslos und ist den Nationalsozialisten für seine Anstellung in der Munitionsfabrik Pokorny dankbar. Außerdem unterstützt die NS-Wohlfahrt seine kinderreiche Familie. Trotz der Entdeckungsgefahr nimmt er jedoch Georg auf (4/5) und erkundet am nächsten Morgen (Freitag) für ihn erfolglos Schlupfwinkel im Bahnhofsviertel: Paul Schenk in der Moselgasse 12 ist jedoch bereits verhaftet worden und der als Parteimitglied getarnte Architekt Sauer in der Taunusstraße reagiert aus Vorsicht nicht auf das Passwort, weil er Paul für einen Spitzel hält, beschreibt aber später Hermann den Besucher, den dieser als Paul identifiziert (6/6).
Paul findet einen Weg zu einem neuen Quartier. Er führt Georg am Abend zu seiner Tante Katharina Grabber in die Metzgergasse und gibt ihn als seinen Schwager Otto aus Offenbach aus, dem er in ihrem Fuhrunternehmen eine Anstellung als Automechaniker vermittelt hat (5/3). Am nächsten Tag sucht er im Betrieb nach einem vertrauenswürdigen Arbeitskollegen und spricht Fiedler an (6/5). Damit hat er instinktiv den Richtigen ausgewählt, denn dieser nutzt nun seine Verbindungen und sorgt dafür, dass Georg am Abend von dem Chemiker Dr. Kreß in der Schäfergasse vom Olympia Kino in der Innenstadt abgeholt wird (6/9). Sie fahren mit seinem blauen Opel am Ostbahnhof und Ostpark vorbei zu seinem Haus Goetheblick 18 am Rand der Riederwaldsiedlung. Fiedler geht am nächsten Tag zu Hermanns Freund Reinhard. Dieser übergibt ihm Geld und einen Ausweis auf den Namen des Neffen eines holländischen Schleppdampferkapitäns mit Georgs eingearbeitetem Passbild ab (7/2). Grete Fiedler bringt die Papiere mit der Nachricht zu Georg, am nächsten Morgen um halb sechs an der Anlegestelle an der Kasteler Brücke in Mainz zu sein (7/3), und die Kreß’ fahren ihn nach Kostheim. Tags darauf geht er an Bord der Wilhelmine (7/5).

### Valentin Senger:Kaiserhofstraße 12

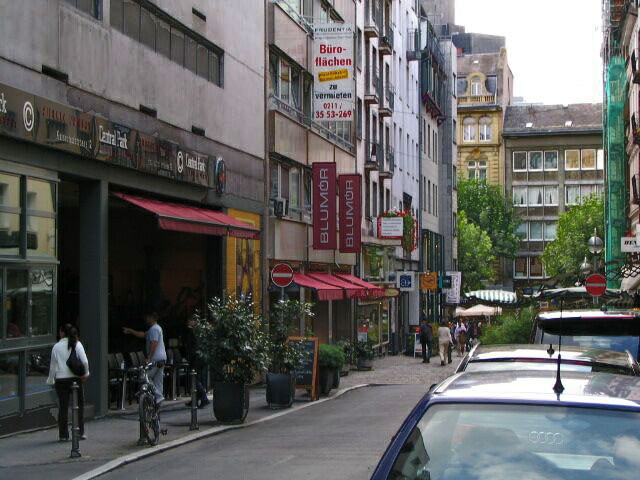
Valentin Sengers Wohngebiet: die Kaiserhofstraße mit Blick auf die Große Bockenheimer Straße, die sogenannte Freßgass.

Der Frankfurter Schriftsteller und Journalist Valentin Senger publizierte 1978 seine Familiengeschichte in dem Buch Kaiserhofstraße 12. In einem Hinterhaus unter dieser Adresse⊙ überlebte er mit seinen Eltern und Geschwistern die Zeit des Nationalsozialismus und der Judenverfolgung, getarnt im Alltag der deutschen Nachbarn.
Der Vater Moissee Rabisanowitsch und die Mutter Olga Moissejewna Sudakowitsch mussten wegen revolutionärer Aktivitäten das zaristische Russland verlassen. Sie flohen nach Deutschland, verbargen ihre Biographien und lebten ab 1911 mit gefälschten Ausweisen unter dem neuen Namen Senger als staatenlose Juden in Frankfurt (Kapitel Mama, Der Revolutionär, Die Tarnung). Ihren Unterhalt verdienten der Vater bis zu seiner Arbeitslosigkeit 1931 als Revolverdreher in den Adlerwerken und die Mutter als Schneiderin. Nach jüdischer Tradition wurden der 1918 geborene Sohn Valentin sowie sein Bruder Alex (Kapitel Die Beschneidung) beschnitten und der Vater besuchte mit ihnen an den Feiertagen die reformierte Synagoge in der Freiherr-vom-Stein-Straße. Die beiden Kinder und ihre Schwester Paula wuchsen in der Kaiserhofstraße der Innenstadt zwischen Opernhaus und Hauptwache auf.
Senger beschrieb (Kapitel Unsere Straße) die sozialen Strukturen dieses kleinbürgerlichen und mittelständischen Gebietes: Hier wohnten in der Zeit der Weimarer Republik, entsprechend ihrem Einkommen entweder in den Vorder- oder den Hinterhäusern Angestellte, städtische Beamte, Arbeiter, Handwerker, Geschäftsleute und einige wenige Paradiesvögel und Originale: z. B. der Kunstmaler Lino Salini, Opernsänger, Prostituierte, der später von den Nazis ermordete Transvestit Didi, der mit einer spanischen Geigerin befreundete Sattler Gustav Lapp (Kapitel Leben und Tod eines Don Juan) oder die Modistin Anna Leutze (Kapitel Die närrische Modistin). Sie hatte unter der Kinderbande, der sich mit den benachbarten Hochstraßen- und Meisengassencliquen prügelnden Kaiserhofclique, zu leiden. Valentins Familie gehörte zu den armen Hinterhausmietern, die auf dem Weg von der Straße zu ihren Wohnungen den Innenhof mit Kellergewölben für Weinfässer bzw. Käseräder sowie eine Spenglerwerkstatt passierten: „Wenn ich aus dem Fenster unserer Hinterhauswohnung hinaussah, hatte ich, etwa in acht Meter Entfernung, die graue, rissige Fassade der Vorderhauses vor mir, und ich mußte, obwohl wir im zweiten Stock wohnten, den Kopf weit zurücklegen, wenn ich ein Stück Himmel sehen wollte. Vor fast allen Fenstern mit den hässlichen Spanngardinen waren Leinen gezogen, auf denen immer viele Wäschestücke hingen […] Aus dem vergitterten Waschküchenfenster im Hof zogen Dampfschwaden die Hauswand hoch, so daß an dieser Stelle der Verputz faulte und abbröckelte. […] So war es in allen Hinterhöfen, sie nahmen sich gegenüber den protzigen sandsteinverzierten Straßenfassaden trist aus.“ „Unser Hinterhof war ein Ort immerwährender Geschäftigkeit. Menschen kamen und gingen, Handkarren zuckelten hin und her, oder Spenglermeister Reiter knatterte auf seiner ‚Horex‘-Seitenwagenmaschine in den Hof, daß die Spatzen davonstieben.“ Wenn Valentin in der nahe gelegenen Großen Bockenheimer Straße, der sogenannten Freßgass, wo sich die Lebensmittel- und Delikatessengeschäfte reihen, einkaufte, durfte er nur nach Restbeständen oder Mangelware, „für zehn Pfennig angestoßenes Obst“ bzw. „für zwanzig Pfennig Wurststückchen“, fragen. Ebenso holte der Vater jeden Abend vor Ladenschluss aus der Gemüseabteilung vom Kaufhaus Tietz an der Hauptwache leicht verderbliche Ware zum reduzierten Preis.
Als es dem „Hinterhofkind gelungen [ist], aus dem gesellschaftlichen Souterrain in die etwas erhabeneren Mittelschulräume aufzusteigen,“ „bedeutet[] [das] eine gewisse gesellschaftliche Gleichstellung mit denen aus dem Vorderhaus und stärkt[] ein wenig [s]ein kaum ausgeprägtes Selbstwertgefühl“, was auch mit dem geringeren Status des Judenkindes zusammenhängt. Seine Mutter will ihm und seinen Geschwistern die täglichen Demütigungen und Kränkungen in einer nichtjüdischen Umwelt ersparen und fälschte bereits vor 1933 mit Hilfe des Polizisten Kaspar (Kapitel Polizeimeister Kaspar) die Einwohnermeldekarte und den Fremdenpass. Aus der Familie „mosaischen“ Glaubens wurden „religionslos[e]“, russischstämmige „Dissident[en]“, die nicht auf der Judenliste der Staatspolizei aufgeführt waren. Olga erfand nach der nationalsozialistischen Machtergreifung auch einen neuen Stammbaum (Kapitel Der Stammbaum), der wolgadeutsche Vorfahren suggeriert, und instruiert ihre Familie, sich zu tarnen und im Alltag zu verstecken. Kaspar beschützte die Sengers auch später vor der Entdeckung, indem er Informationen nicht weitergab. Sogar die Nachbarn, selbst Parteimitglieder und SA-Leute, hielten sich aus einer gewissen menschlichen Verbundenheit zurück, machten keine Meldung, halfen sogar bei Nachfragen, wie der Spenglermeister Otto Reiter und Frau Volk (Kapitel Rivalitäten), oder stellten sich ahnungslos und schwiegen: „Wir wohnten weiter zusammen in der Kaiserhofstraße, Hitler kam, der Judenboykott, die Kristallnacht, die Judenverfolgung, der Krieg, und immer sah ich die von der Clique, oft in ihren Uniformen, und sie sahen mich, sprachen sogar mit mir. […] Jeder einzelne hätte fragen können: ‚Wieso trägst du keinen Judenstern? […]‘ Doch keiner fragte.“
Eine doppelte Gefahr entstand der Familie durch ihre Aktivitäten in der Kommunistischen Partei. Während der nationalsozialistischen Diktatur musste man diese einstellen und auch das nächtliche Ankleben von Plakaten, die zum Widerstand gegen die Nazis aufriefen, und Äußerungen in der Schule über die Machthaber wurden dem Sohn von der Mutter verboten (Kapitel Haben wir nicht schon genug Zores). Andererseits übernahmen sie Kurierdienste, leiteten Nachrichten ins Ausland weiter (Kapitel Der Koffer), ließen verfolgte Kommunisten für kurze Zeit in ihrer Wohnung übernachten (Kapitel Mama macht sich Vorwürfe) und setzten sich so der Gefahr der Entlarvung aus. Einmal, als der arbeitslose Vater bei der Jüdischen Fürsorge in der Königswarterstraße Mittagessen für die fünfköpfige Familie abholte, wurde bei einer Kontrolle sein Fremdenpaß einbehalten und dem Polizeirevier übergeben, wo Herr Kaspar die weitere Überprüfung verhinderte.
Der fünfzehnjährige Valentin erlebte die Veränderung des politischen Klimas in der Stadt und im Land (Kapitel 30 Januar 1933, Der deutsche Gruß, Kristallnacht). Die judenfeindlichen Lieder der SA-Leute wurden lauter gegrölt. Die Lehrer der Westend-Mittelschule passten sich immer mehr der politischen Entwicklung an und befolgten die Anordnungen teils widerwillig und nur formal, leisteten aber keinen Widerstand, andere propagierten die NS-Rassentheorie oder pflegten „einen subtileren Antisemitismus“. Die Angst vor Entdeckung und Verfolgung überlagerte die alltäglichen Verstrickungen und Sorgen, die starke Mutter wurde herzkrank. Man tarnte sich im Alltag, Valentin besuchte die öffentliche Schule, begann 1935 eine Lehre als Technischer Zeichner in den Luftheizungswerken und konnte diese nach seiner vorzeitigen Entlassung durch das Verständnis des Industriellen Remy Eyssen in dessen Eisen- und Stahlbaufirma Fries Sohn in Sachsenhausen, dann 1938 im Hauptwerk im, wie er schreibt, Riederwald beenden. (Tatsächlich lag die Fabrik in der Friesstraße 5–7 bereits auf Seckbacher Gemarkung.) Auf dem Weg zu seiner Arbeitsstelle in Sachsenhausen erfuhr Valentin auf dem Eisernen Steg vom Brand der Synagogen (Kapitel Kristallnacht). Er eilte zum Börneplatz und erblickte den in Flammen stehenden Kuppelbau: „Ein Gefühl überwältigte mich, wie ich es bisher nicht gekannt hatte: auch ich war einer von denen, die da gequält und geschunden wurden. Es waren meine Brüder und Schwestern, denen man die Scheiben zertrümmerte, die Wohnungen demolierte, die Geschäfte zerschlug, die Gotteshäuser zerstörte, die Thorarollen schändete und denen man Schlimmes an Leib und Leben antat. […] Ich empfand keinen Haß auf die neugierig glotzende Menschenmenge um mich herum, obwohl ich wußte, daß bei den meisten von ihnen die brennende Synagoge keine Erschütterung auslöste. Es war für sie ein Schauspiel, bei dem man für kurze Zeit eine Gänsehaut bekam.“
Besonders Valentins Frauenaffären wurden durch das Versteckspiel belastet und konnten sich nicht wie im normalen Leben eines Jugendlichen entwickeln. Die Mutter befürchtete, dass jede Freundschaft des Sohnes das von ihr geknüpfte Tarnnetz zerreißen, durchlöchern könnte. So schlich er sich heimlich nachts zur Prostituierten Rosa in die Vogelsgesanggasse (Kapitel Die Dirne Rosa) oder versteckte sich nach einer von Polizisten entdeckten Plakataktion am Ostbahnhof bei Mimi, die er 1938 in einer konspirativen Gruppe kennengelernt hatte, in der Brüder-Grimm-Straße (Kapitel Mimi – eine Liebe auf Zeit). Besonders riskant war im Jahr 1942 das Verhältnis zu der in einem Haushalt in der Beethoven-Straße angestellten Bulgarin Ionka Michailowa Dragowa (Kapitel Ionka). Ihr Annäherungsweg begann in der Königswarterstraße im Ostend, führte über Zeil, Hauptwache, Opernplatz, Bockenheimer Landstraße, Freiherr-vom-Stein-Straße zur Liebesbank am Beethovenplatz. Weitere Treffpunkte waren die Anlagen am Main, der Paulsplatz oder der Ostpark. Wie gefährlich diese Verhältnisse waren, erkannte Valentin oft erst nach deren Beendigung: nach der Verhaftung Rosas und Ionkas rätselhafter, überraschender Rückreise nach Sofia, offenbar unter Druck des Geheimdienstes. (Die nach einer jüdischen Familie benannte Königswarterstraße musste unter den Nazis übrigens ihren Namen wechseln, sie hieß von 1935 bis 1945 offiziell Quinckestraße.)
Überall lauerte die Entdeckung und die Reaktionen der Deutschen waren nicht abzuschätzen: Nach zehnjähriger Arbeitslosigkeit fand der siebzigjährige Vater 1940 wieder eine Anstellung als Dreher in einer Zahnradfabrik in Sachsenhausen (Kapitel Sie nannten ihn Papitschka), wurde dann wegen seiner Russischkenntnisse als Dolmetscher für die Zwangsarbeiterinnen eingesetzt und musste die Kolonne bei ihren täglichen Märschen vom Massenquartier in der Uhlandstraße im Ostend bis zum Werk begleiten. Da er sich für die Frauen einsetzte, wurde er von ihnen „Papitschka“ genannt. Dieses über seine Dienstpflicht hinausgehende Vertrauensverhältnis meldete aber eine russische V-Frau 1943 der Gestapo. Im Quartier in der Lindenstraße verhörte man den alten Mann und entließ ihn nach zwölf Stunden mit einer Verwarnung (Kapitel Von den Toten auferstanden).
Valentin war nach seiner Ausbildung ins Werk in der Sachsenhausener Schulstraße zurückgekehrt, wo er bis zum Betriebsleiter aufstieg. Da man hier Kriegsgeräte, u. a. Torpedoträger, herstellte, wurde die Fabrik 1944 bombardiert (Kapitel Bomben auf Sachsenhausen). Dabei starben auch viele russische Fremdarbeiterinnen. In dieser Zeit erlebte er mit seiner Familie die ab 1943 zunehmenden Luftangriffe in den Schutzkellern und die Zerstörung der Stadt. Auch Teile des Hinterhauses brannten aus und die Sengers kamen bei Mimi in Jügesheim unter. Im Herbst 1944 starb dort die herzkranke Mutter und Valentin überführte sie in einer abenteuerlichen, ungesetzlichen Fahrt mit einem von Pferden gezogenen Leichenwagen zum Hauptfriedhof nach Frankfurt (Kapitel Mamas letzte Fahrt). Bisher waren er und sein Bruder als Ausländer nicht kriegsverpflichtet, doch im Frühjahr 1944 wurden sie für das letzte Aufgebot im Kreiswehrersatzamt in der Wiesenhüttenstraße gemustert. Wie bei anderen Untersuchungen vorher (Kapitel Besuch beim Arzt) bedeutete dies eine Gefahr, doch auch der Arzt ignorierte die Beschneidung und machte keine Meldung. Zwar wurde Valentin in Fritzlar zum Artillerie-Kanonier ausgebildet, doch wegen eines fälschlicherweise diagnostizierten Herzfehlers nicht an die Front geschickt (Kapitel Der Herzfehler). So überlebte er die Hitler-Diktatur in Nordhessen und kehrte nach Beendigung des Krieges in die befreite, aber zerstörte Kaiserhofstraße zurück (Kapitel Am Fenster stand Papa).

### Silvia Tennenbaum:Straßen von gestern
Silvia Tennenbaums Dreigenerationenroman mit autobiographischen Bezügen Straßen von gestern umfasst die Entwicklung der fiktiven jüdischen Familien Wertheim und Süßkind von ihrem Aufstieg ins Frankfurter Großbürgertum um die Jahrhundertwende bis zur Emigration oder Deportation während des Zweiten Weltkriegs. Thematisiert werden in diesem Zusammenhang der Prozess der Integration bzw. Assimilierung und das Spannungsfeld zwischen den Wertvorstellungen „jichus“, den „Reichtümer[n] des Geistes […]: Wissen und Gelehrsamkeit“, und dem Streben nach Prosperität. Vertreter der ersten Lebensauffassung sind z. B. Jakob Wertheim und Elias Süßkind, während v. a. Moritz und Eduard Wertheim in wirtschaftlichen Kategorien denken und in ständiger Anpassung an den Markt die Grundlage für die Erhaltung des Lebensstandards der Großfamilie sehen. Verschärft wird diese Diskussion um die Frage nach der jüdischen Identität und ihrem Vaterland in Zeiten der zunehmenden Anfeindungen und der beginnenden Ausgrenzung aus der deutschen Gesellschaft in den zwanziger und dreißiger Jahren.
Der Wollgroßhändler Moritz Wertheim, dessen Vorfahren seit dem frühen 17. Jahrhundert in der Judengasse der Altstadt, dem ehemaligen Ghetto, wohnten, sucht durch die Erweiterung seiner Firma die Akzeptanz des Großbürgertums zu erreichen (1. Kapitel 1903). Vor allem drei seiner Söhne sollen diese Aufgaben übernehmen: Siegmund und Gottfried arbeiten bereits in der Firma Wertheim und Söhne. Eduard ist von einer Lehre in einem befreundeten New Yorker Bankhaus zurückgekehrt und möchte diese Erfahrungen für eine umfassende Reorganisation anwenden und Geschäftsführer werden. Dafür entwickelt er Strategien für die Fortführung des Betriebs und sucht die Unterstützung seines Bruders Nathan. Dieser ist Rechtsanwalt und soll ihm bei der Zurückstufung der seiner Meinung nach ungeeigneten Juniorpartner des Vaters helfen. Jakob, der Zweitjüngste, ist ohnehin nicht an geschäftlichen Dingen interessiert. Er hat in Göttingen Geschichte und Philosophie studiert und schreibt gerade seine Dissertation über Immanuel Kant. Seinen Neffen erklärt er am Jakob-Esau-Beispiel aus dem Alten Testament seine Devise: „Klugheit siegt letztlich über animalische Kraft. Die Juden ziehen nach wie vor wichtige Lehren daraus.“ Eduards Plan wird durch ein Verbrechen seines zügellosen Bruders Gottfried begünstigt. Dieser vergewaltigt die von ihm umworbene Opernchorsängerin Nellie, als diese sich seinen Wünschen widersetzt. Die Familie vertuscht diesen Fall mit finanzieller Entschädigung des Opfers und Verbannung des Sohnes nach Amerika. Dort versucht er als Gerald F. Worth einen Neustart.

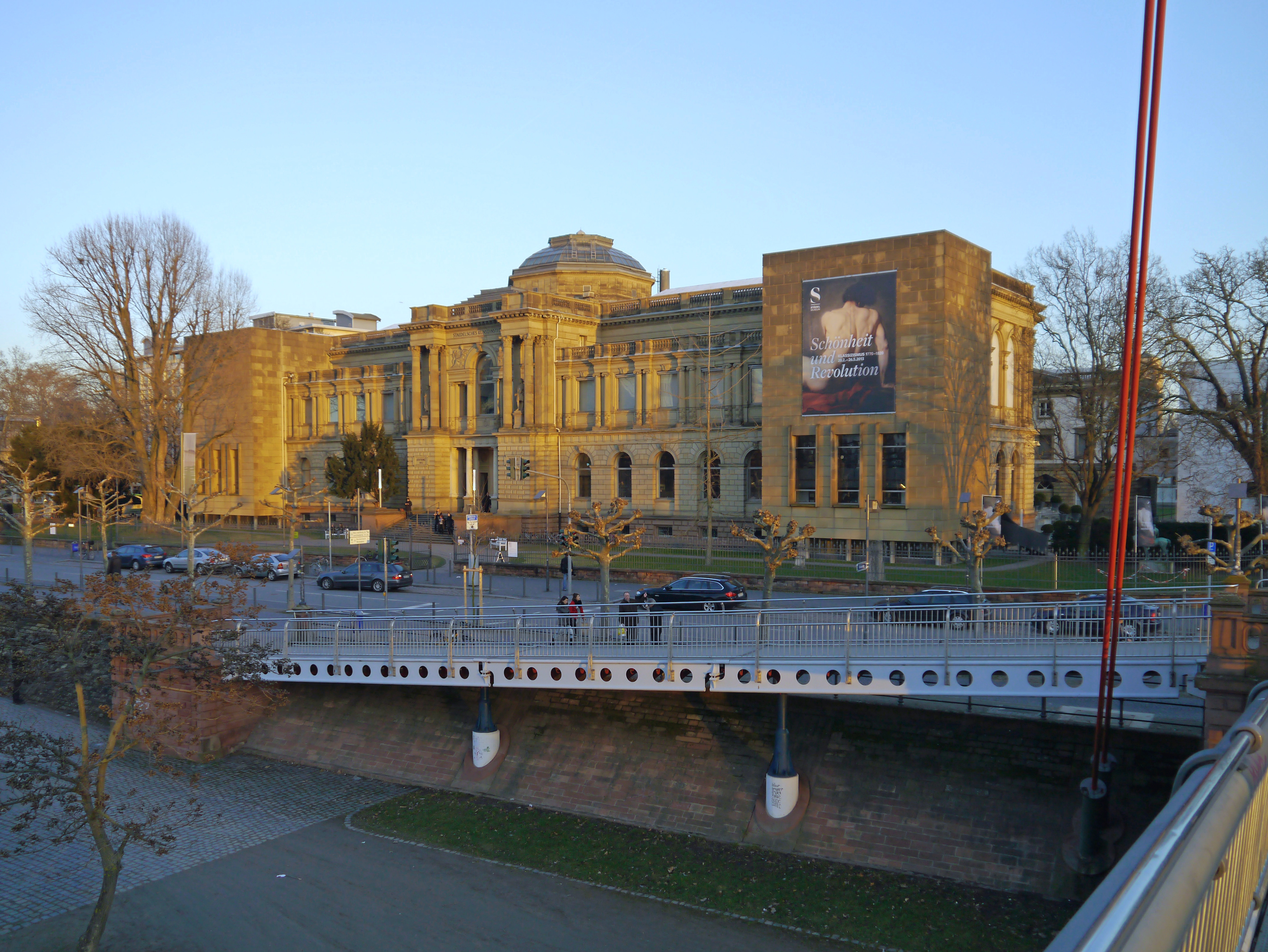
In Tennenbaums Roman schenkt der Kaufmann und Bankier Eduard Wertheim dem Städel-Museum Henri Matisses Stillleben „Blumen und Keramik“, das 1938 als entartete Kunst aussortiert, nach Amerika verkauft und schließlich dem Sammler in der Schweiz wieder zu einem zehnmal höheren Preis als beim Erstkauf angeboten wird. Das symbolisch für den Untergang der deutschen Kultur stehende von Bomben zerstörte Gebäude mit einem Flakgeschütz auf dem Dach des Mittelteils betrachtet Lore vom Mainufer aus, als sie gegen Kriegsende auf der Suche nach Jakob in Frankfurt übernachtet. In den Seghers Kriminalromanen ist das Städel der Arbeitsplatz der tschechischen Kunsthistorikerin Tereza Prohaska: In Ein allzu schönes Mädchen will sie ihren Freund, den Kommissar Robert Marthaler, für die Sammlung mittelalterlicher Werke begeistern und zeigt ihm u. a. die Venus von Lucas Cranach und das Paradiesgärtlein, das ihr später, in Die Akte Rosenherz, zum Verhängnis wird, als sie den Transport dieses als Leihgabe für eine Ausstellung in Budapest bereitgestellten Bildes zum Rhein-Main-Flughafen begleiten soll. Im Stadtwald von Schwanheim werden sie überfallen und ausgeraubt. Sie überlebt schwerverletzt, verliert aber ihr Kind.

Gesellschaftlich spielt die Familie eine Zwischenrolle. Wie Moritz’ Gemahlin Hannchen, geborene Levi, ist man stolz, Bürger von Frankfurt am Main zu sein, und feiert neben den jüdischen Festen auch die christlichen, vor allem Weihnachten. Man legt viel Wert auf die europäische Bildung der Kinder, die zuerst von Ammen, dann von Erzieherinnen betreut werden, und beschäftigt, beispielsweise Nathan und Caroline, englische Gouvernante. Der mehr an einem kultivierten Leben als an der Arbeit orientierte Lebensgenießer Siegmund und seine wohlhabende, dem Luxus zugeneigte Gattin Pauline besuchen Ausstellungen im Städel und hören Konzerte. Der Kunsthistoriker Elias Süßkind versucht seinen Freund Eduard für die Malerei zu interessieren. Dieser spricht darauf an und sammelt begeistert v. a. expressionistische Gemälde, auch mit dem Hintergedanken seiner gesellschaftlichen Integration in die ersten Kreise als Mäzen des Städel. Nachdem Elias zweiter Direktor des Museums wird, schenkt er ihm zu Ehren der modernen Sammlung den „blauen Matisse“: Blumen und Keramik.
Allerdings bleibt man bei engen Freundschaften unter sich und heiratet Partner der jüdischen Gemeinde. Dabei spielen auch Aspekte des sozialen Aufstiegs eine Rolle. Der wirtschaftliche Erfolg spiegelt sich in der Zahl des, meist christlichen, Dienstpersonals (Köchinnen, Dienstmädchen, Kutscher usw.) sowie der Wohnungswahl. Die meisten Familienmitglieder leben in repräsentativen Häusern außerhalb der Altstadt. Moritz und Hannchen, deren Eltern eine kleine Möbelfabrik in Bockenheim betrieben, laden die Familie zum sonntäglichen Mittagessen in ihren klassizistischen Bau in der Neuen Mainzer Straße ein. Nathan und seine aus einer Drogerie im armen Osten stammende Frau Caroline empfangen gewöhnlich samstags ihre Verwandten in der Guiollettstraße zum Tee. Nur Jakob wohnt mit seiner von der Familie ignorierten Haushälterin und Geliebten Gerda zusammen in einem Altstadthaus in der Fahrgasse.
Die historische Situation, und zugleich die zunehmende Assimilation der Familie Wertheim, wird am Weihnachtsabend bei Nathan und Caroline diskutiert (2. Kapitel 1913). Dabei lässt die Autorin einzelne Personen die unterschiedlichen Positionen vertreten. Während die Wertheims das Fest mit typisch christlicher Symbolik, Dekoration, Festessen und Geschenken im großen Stil feiern, kritisiert Carolines Vater Benedict Süßkind diese Anpassung, sieht sich als Bewahrer der jüdischen Tradition und bringt zur Feier demonstrativ einen Chanukka-Leuchter aus Prag mit. Er steht dem Erfolgsstreben der Wertheims reserviert gegenüber, für die nicht mehr der deutsch-jüdische Gegensatz, sondern nur die soziale Klassenzugehörigkeit zu existieren scheint. Die Jungen besuchen gemeinsam mit katholischen oder protestantischen Kindern das Goethe-Gymnasium und studieren anschließend, während die Mädchen in eine private Höhere Töchterschule gehen, die auch gesellschaftlichen Schliff vermittelt, außerdem erhalten sie Klavier-, Tanz- und Malunterricht. Aber auch in der Süßkindfamilie wird der Abbau der Grenzziehung zu den Christen am Beispiel einzelner Mischehen deutlich. So heiratet Elias Süßkind, inzwischen im Städel angestellt, Bettina, die Tochter eines wohlhabenden Rechtsanwalts, der einen Sitz im Aufsichtsrat des Museums innehat. Und der blonde, blauäugige Thomas von Brenda-Badolet, jüngster Spross einer der angesehensten Frankfurter Familien mit französisch-italienisch-hugenottischen Wurzeln befreundet sich mit Nathans Tochter Lene, seiner zukünftigen Frau (5. Kapitel 1928). Allerdings hat die Ehe dieser beiden ästhetisch verwöhnten und nur am gesellschaftlich-kulturellen Leben interessierten Menschen im Alltag keine solide Basis. Thomas findet keine Arbeit, um ein standesgemäßes Leben zu finanzieren, und trennt sich schon bald nach der Geburt der Tochter Clara von seiner Frau, um in Weimar mit seiner Freundin Lulu zusammenzuleben, während Lene eine kurze Affäre mit dem verheirateten jüdischen Schriftsteller Paul Leopold hat.
Der Exponent des Aufstiegsbewusstseins ist Eduard Wertheim („Wir leben im zwanzigsten Jahrhundert. Die Juden sind wie alle anderen, und wenn sie es nicht sind, sollten sie es sein.“), der nach dem Tod seines Vaters ins Bankgeschäft einsteigt, als Gesamtfamilienoberhaupt fungiert und seine Brüder durch monatliche Gewinnanteile unterstützt, eine Villa mit Garten, Bockenheimer Landstraße 32, nahe dem Rothschild-Palais erwirbt und Jakob dessen Heiratswunsch mit der nicht standesgemäßen Gerda auszureden versucht. Da er keine eigene Familie hat, fühlt er sich auch für das Wohlergehen seiner Neffen und Nichten durch die Einrichtung von Treuhandfonds verantwortlich, vertritt ihre Interessen in Heirats- bzw. Scheidungsangelegenheiten, beschenkt sie großzügig und lädt sie zu Bildungsreisen nach Venedig und Florenz ein, wo er ihnen Glanzpunkte der europäischen Kultur vorführt. Die wirtschaftliche Situation der meisten Familienmitglieder verschlechtert sich im Lauf der Romanhandlung, so dass sie ihren Lebensstandard nur durch Eduards geschickte Vermehrung des Firmenvermögens halten können. Allein Jakob und Carolines Sohn Ernst verzichten aus prinzipiellen Gründen auf finanzielle Unterstützung.
Die Süßkinds haben einen schärferen Blick für die vor dem Ersten Weltkrieg sich zuspitzenden Konflikte zwischen Oberschicht und Arbeiterklasse als die Wertheims. Vor allem Carolines Schwester Eva, die als Chemikerin im Laboratorium Paul Ehrlichs arbeitet und sich einer Spartakistengruppe anschließt, weist auf diese Lage hin, die nach einem verlorenen Krieg eine Revolution beschleunigen könnte. Nach ihrer „Pilgerfahrt in die Sowjetunion“ schwärmt sie von einer freien Gesellschaft durch Veränderung der Herrschaftsverhältnisse und Erziehung der Menschen zu einem sozialen Bewusstsein. In einer Einbeziehung der Juden in eine solche Internationale sieht sie die Lösung für deren Probleme. Ihre Schwester Caroline widerspricht ihr grundsätzlich: man könne „die menschliche Natur nicht ändern“ und die Kultur nur allmählich wandeln. Dabei geht sie offenbar von ihrer eigenen Sozialisation und von ihren Schwierigkeiten sowie denen ihrer Tochter Lene aus, sich in Notzeiten einzuschränken und einen Haushalt ohne Dienstpersonal zu führen.
Entsprechend ihrer Integrationsbemühungen melden sich die Wertheim-Söhne bei Kriegsbeginn freiwillig zum Militär: Eduard wird als Dragoner-Offizier in Galizien eingesetzt, Jakob in Frankreich verwundet und in einem Lazarett in Mainz behandelt. Siegmund leitet in dieser Zeit allein die Firma, die Wollstoffe für den Heeresbedarf liefert (3. Kapitel 1918). Diese gesellschaftliche Öffnung führt zugleich zu Spannungen mit der zunehmend deutsch-nationalen Stimmung in der Bevölkerung. So erlebt Nathans Tochter Emma im Ferienlager im Taunus Ausgrenzungen, übernimmt sogar, trotz Widerspruch ihrer Schwester Lene („Wir sind wie alle anderen. Zumindest hier in Frankfurt.“), die antisemitischen Vorurteile und fühlt sich minderwertig: „Die Juden machen so eine lächerliche Figur in der Welt […] Sie sollten alle verschwinden […] Ich will, daß […] wir nicht immer anders sind und aus dem Rahmen fallen.“ In tragischer Weise scheitert Emma beim Fluchtversuch aus ihrem Milieu. Sie verliebt sich bei ihren gemeinsamen Ausritten im Stadtwald in den einundzwanzig Jahre älteren ostpreußischen Gutsbesitzer und Offizier Otto von Benzow (4. Kapitel 1923) und heiratet ihn gegen den Rat ihrer skeptischen Familie, die in ihrem Verehrer einen versteckten Antisemiten und Mitgiftjäger vermutet. Das ist er zwar nicht, aber auf der Hochzeitsfeier kommt es zum Eklat, als dessen demente Mutter den Juden vorwirft, das ganze Land zu ruinieren. Nach der zusätzlich missglückten Hochzeitsnacht kehrt Emma ins Elternhaus zurück und löst die Verbindung wieder.
Politische Konfrontationen sind zu dieser Zeit in Frankfurt noch die Ausnahme, und als SA-Leute einen Kostümball, an dem Lene mit ihrer Künstler-Clique teilnimmt, wegen der schwarzen Jazzband stören, setzt man sie vor die Tür. Aber während der Inflationszeit und der sich abzeichnenden nationalsozialistischen Ausrichtung (5. Kapitel 1928) machen sich die Familienmitglieder zunehmend Gedanken über ihre Zukunft in Deutschland, bewerten aber die Ereignisse unterschiedlich. Der Wiesbadener Arzt Jonas Süßkind hat, vielleicht, wie Eva vermutet, weil er mit einer Nichtjüdin verheiratet ist, ein gewisses Verständnis für die Sehnsucht vieler Deutscher nach einer starken Autorität, da in der Republik das Land ohne „Recht und Ordnung […] ziellos dahingetrieben“ sei, und Thomas von Brenda-Badolet hofft, dass die Nazis zwar die Kommunisten bekämpfen, aber insgesamt unter Kontrolle gehalten werden können. Jakob befürchtet dagegen, dass die Juden die Verlierer dieser Reorganisation sein werden und dass man sie wieder ins Ghetto steckt. Sein Bruder Nathan vertraut schicksalsergeben auf die Erfahrungen der Geschichte: „Es hat schon früher Pogrome gegeben […] aber die Juden sind geblieben. Wir sind das Gewissen der Welt, niemand wird uns beseitigen.“ Seine Schwägerin Eva Süßkind glaubt weiterhin an ihre Utopie und sieht die Lösung in einer internationalen sozialistischen Gesellschaft. Eduard Wertheim teilt nicht ihre Ideologie, denn er fürchtet in gleicher Weise ein bolschewistisches wie ein faschistisches Regime und emigriert vorsichtshalber mit seiner Mutter in die Schweiz. Seine Bank hat er mit einem privaten Schweizer Bankhaus fusioniert und von Zürich aus führt er auch die Firma, die in kluger Vorausschau „an einen arischen Partner ‚verkauft‘“ worden ist. Zur selben Entscheidung kommt Lenes Geliebter Paul. Er analysiert vor seinem Umzug nach Prag die Situation scharfsinnig: „Die Stärke der Nazis liegt darin, dass sie die Träume von einer reinen und vollkommenen Vergangenheit mit dem Wissen um die Massenbewegung der Zukunft verbinden, dass sie den Hang des Volkes, Opfer zu bringen, als überaus geeignet für die Zwecke des Staates erkennen.“ Auch Nathans Sohn Ernst und seine Frau Miriam, eine Ostjüdin, bleiben nicht im Land. Sie hatten sowieso vor, als Zionisten nach Palästina auszuwandern, um in einem Kibbuz zu leben, und realisieren in der Zeit zunehmender Bedrohung diesen Plan.
Im Januar 1933 ist mit der Ernennung Hitlers zum Reichskanzler ein neues Stadium erreicht. Symbolträchtig ist es der Tag von Nathans Beerdigung (6. Kapitel 1933), an dem mahnende Vorzeichen Realität werden. Während der Trauerfeierlichkeiten auf dem jüdischen Friedhof erleben die Wertheims den Marsch von SA-Verbänden über die Eckenheimer Landstraße zur Siegesfeier am Römer. Die in der nächsten Zeit schnell verordneten Einschränkungen für Juden zwingen auch die bisher Zögernden zu Entscheidungen. Siegmund und Pauline fahren, wie sie vortäuschen, nur einige Tage nach Frankreich und bleiben dort, ebenso ihre Tochter Julia, die nach der deutschen Besetzung Maurice, ein Mitglied einer französischen Résistance-Gruppe, heiratet und auf dessen Hof als Bäuerin arbeitet. Elias wird 1933 aus dem Staatsdienst entlassen und fünf Jahre später schließen die neuen Direktoren die von ihm eingerichtete Galerie für zeitgenössische Kunst und verkaufen viele Bilder ins Ausland, u. a. auch „Edus blaue[n] Matisse“ (7. Kapitel 1938). Wie Eduard findet auch Elias mit Frau Hildegard und Sohn Benno Aufnahme in der Schweiz und er erhält in Basel die Stelle eines Kustos der graphischen Sammlung des Museums. Benno emigriert anschließend in die USA, arbeitet am Brooklin Museum, kehrt als amerikanischer Soldat nach Deutschland zurück und schreibt aus dem befreiten Konzentrationslager Buchenwald einen Augenzeugenbericht an seine Cousine Lene in Amerika. Seine Tante Eva Süßkind überlebt Verfolgung und Krieg als Chemikerin in Paris. Lenes Tochter Emma zieht es nach Italien. Bei einem Urlaub in Florenz hat sie sich mit der Pensionsbesitzerin Mabel Hennessy Supino-Botti befreundet, die ihr den von Eduard finanzierten Kauf eines Landhauses, das sie La Favorita tauft, mit Blick auf das Arno-Tal vermittelt. Hier kümmert sie sich um Clara und hofft, dass Lene, wenn sie auswandert, ihr das Kind überlässt. Während der deutschen Besetzung Italiens holt Eduard sie zu sich nach Zürich. Lene ist wieder liiert und reist seit dem Berufsverbot für jüdische Künstler auf deutschen Bühnen mit dem in Polen geborenen und in Frankfurt ausgebildeten Pianisten Manfred (Mosche) Solomon von ihrem Stützpunkt Paris aus durch Europa. 1935 heiraten sie und wandern 1938 nach langer Wartezeit auf ein Visum und einer schmerzlichen Auseinandersetzung mit Emma gemeinsam mit Clara und Fräulein Gründlich, der alten Gouvernanten, von Boulogne aus mit der Nieuw Amsterdam nach New York aus. Nach schwierigen ersten Jahren als Musiklehrer ist Manfred Solomon wieder als Pianist erfolgreich, allerdings nicht mit seinem anspruchsvollen europäischen Repertoire, sondern angepasst mit Unterhaltungsmusik (8. Kapitel 1939–1945). Auch das Kind Clara ist belastet durch die Unsicherheit der Verhältnisse und den Wechsel der Wohnorte in Europa und verarbeitet diese Erfahrungen während der Überfahrt. „Oft versetzte sie sich [inmitten der großbürgerlichen Gesellschaft mit Dienstpersonal auf dem Luxusliner] im Geist in die Rolle eines Waisenkindes, das außerhalb der Gesellschaft steht, oder eines armen Küchenmädchens, das heimlich das prächtige Treiben der Reichen beobachtet. Natürlich war das Mädchen besser dran als ihre Herrschaft, denn sie war frei von all dem Prunk und den Förmlichkeiten. […] Da sie ihre Ideen aus den Kinderfilmen, die sie [auf dem Schiff] sah, bezog, stellte sie es sich sehr romantisch vor, eine Waise oder arm zu sein. Es kam ihr nie in den Sinn, dass sie, Clara, es war, die immer die Leckerbissen aß.“
Wenn sich einzelne Familienmitglieder im Exil treffen, etwa in einem Restaurant in Paris, blicken sie sowohl in eine ungewisse Zukunft, zumal sie einen neuen Weltkrieg befürchten, als auch wehmütig in die Vergangenheit. Lene spricht diese Hoffnung aus, die sich allerdings nicht erfüllen wird: „Möget ihr eines Tages, zusammen mit uns allen, nach Frankfurt heimkehren […] und die Stadt wiederfinden, die ihr im Herzen tragt.“ Als sie sich vor ihrer Überfahrt nach Amerika von ihrem Onkel verabschiedet, glaubt sie einen musealen Raum zu betreten, denn er hat seinen Züricher Besitz nach dem Muster seines Frankfurter Hauses gestaltet: „Seine Bücher, Gemälde und Gobelins waren in ähnlicher Weise angeordnet, im Garten blühten die gleichen Blumen, die Familienphotos auf seinem Schreibtisch standen genau so, wie sie immer gestanden hatten […] In Lenes Erinnerung tauchten Bilder aus ihrer Kindheit auf; sie sah sich am Tor in der Bockenheimer Landstraße läuten, sah Emma auf die Uhr blicken, um zu sehen, ob sie pünktlich waren. […] Das Zimmer, in dem sie sich befand, hatte ihrer Großmutter gehört; es war angefüllt mit kleinen Zeichen der Erinnerung an Hannchen Wertheim. Sie ließen Lene an Frankfurt, an zu Hause denken. Wenn sie doch nur ein einziges Mal zurückkehren könnte!“ Eduard spricht auch ihre Empfindung aus: „Es ist grausam, verbannt zu sein“.
Anderen gelingt nicht der rechtzeitige Absprung oder sie geraten nach der deutschen Besetzung in Gefangenschaft und werden in Lagern getötet. Caroline will Frankfurt nicht verlassen. Sie flüchtet in ihrem Haus in der Guiollettstraße „vor den heranrückenden Dämonen in den Irrsinn“ und muss von ihrem Sohn Andreas, der wegen seines Freundes ebenfalls nicht emigriert, und ihrem Bruder Jonas in einem privaten Sanatorium im Taunus untergebracht werden. Von dort wird sie 1940 als „Unheilbare“ in eine Euthanasie-Klinik abtransportiert und getötet (8. Kapitel 1939–1945). Jonas darf nicht mehr als Arzt praktizieren, darauf verlässt ihn seine arische Frau Hildegard und geht mit den vier Kindern zu ihren Eltern nach Altona, um ein neues ungefährdetes Leben zu beginnen. Durch seinen Selbstmord entgeht er nach der Kristallnacht einem Überfall von SA-Männern, die aus Wut die Wohnung des Toten verwüsten. Sein Neffe Andreas wird im Haus seiner Mutter verhaftet und mit Hunderten anderer Frankfurter Juden ins Ghetto Litzmannstadt (Lodz) transportiert. Dort muss er bei schlechter Ernährung schwer arbeiten und stirbt an Entkräftung (8. Kapitel 1939–1945). In Jakobs Schicksal konzentrieren sich alle Möglichkeiten der Flucht und ihr tragisches Scheitern. Zuerst will er in Deutschland bleiben, obwohl er seinen Buchladen an seinen Angestellten Alois verkaufen muss, weil Juden keine Geschäfte mehr führen dürfen. Er ändert seine Meinung, als er für eine Nacht eine als Mitglied einer Widerstandsgruppe polizeilich gesuchte Frau, eine Freundin Evas, in seiner Wohnung versteckt und sich in sie verliebt. So beschließt er, Lore in die Emigration zu folgen. Nach einer Wohnungsdurchsuchung durch NS-Leute flieht er nach Straßburg. Er trifft sich mit Lore am Straßburger-Münster-Portal unter den für die Thematik des Romans symbolträchtigen Figuren von Ecclesia und Synagoge. Sie fahren sofort nach Amsterdam weiter und leben dort mit gefälschten Papieren. Nach der Besetzung durch deutsche Truppen versteckt sich Jakob auf einem Dachboden, wird jedoch bei einem Gang durch die Stadt als Jude erkannt und über die Lager Westerbork und Buchenwald nach Auschwitz deportiert, wo man ihn wie viele Mithäftlinge vergast und verbrennt. Die ihm nachgereiste Lore wird am Zaun des Lagers Buchenwald erschossen.
Das Motiv der Autorin, diese Familienchronik zu schreiben und die politischen Ereignisse zu recherchieren, ist im Brief des amerikanischen Soldaten Benno Süßkind an seine Cousine Lene Solomon enthalten, den er ihr aus dem befreiten Konzentrationslager Buchenwald schickt. Er hat Häftlinge interviewt und zitiert die Botschaft eines Überlebenden an ihn: „Sagen Sie der Welt, was man uns angetan hat!“ Benno fügt hinzu: „Schon bald, noch ehe eine weitere Generation herangewachsen und gestorben ist, wird man sich nicht mehr erinnern, oder sich kaum noch erinnern, oder sich erinnern und es verdrehen, jeder, wie es ihm zweckdienlich erscheint.“ Die Autorin lässt Lenes in Frankfurt geborene siebzehnjährige Tochter Clara, die „kaum mehr an Frankfurt [denkt]“, sich jetzt Claire nennt und gerade die High School of Music and Art absolviert hat, im Sommerhaus der Familie am Strand von Long Island diesen gegen das Vergessen gerichteten Appell lesen. Die Lebensdaten Claires und Silvia Tennenbaums stimmen miteinander überein.

## Erinnerungen an NS-Zeit, Emigration und Holocaust

### Martin MosebachDas Bett
Martin Mosebachs 1983 erschienener Roman Das Bett handelt vom Emigrantenschicksal der fiktiven jüdischen Familie Korn. In den Biographien der Protagonisten spiegelt sich die Flucht zahlreicher deutscher Juden: Gerade noch rechtzeitig vor Beginn des Zweiten Weltkrieges und der Deportation verkaufen die Korns ihre Fabrik sowie die Frankfurter Villa und retten sich nach New York.

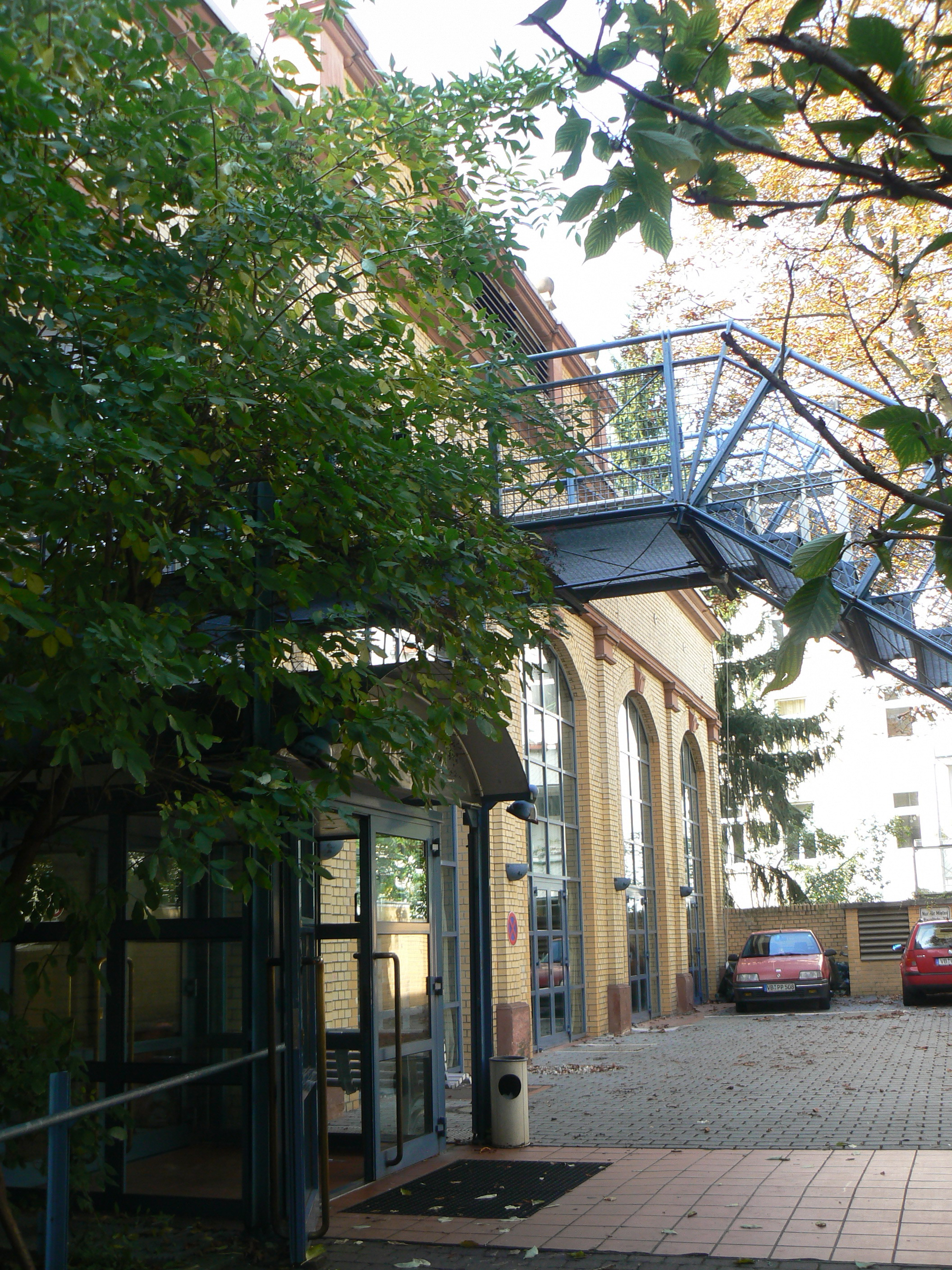
Im alten Bockenheimer Kino Titaniapalast, heute ein Theater, sucht Stephan mit der Tante des Erzählers nach Spuren seiner Frankfurter Kindheit.

Ihr Sohn Stephan kehrt in das Frankfurt der Nachkriegszeit zurück, sucht die Stätten seiner Kindheit auf, v. a. die Obhut seiner Kinderfrau Agnes (Titel) in ihrem „aus dem billigsten Material einzig zur Behebung der größten Wohnungsnot zusammengehauen[en]“ Siedlungshäuschen in einer abgelegenen Vorstadtgegend, und verliebt sich in die Tante des Ich-Erzählers, die er bei den Besuchen der früheren Nachbarsfamilie in einer ehemaligen Villengegend im Frankfurter Westend und den gemeinsamen Ausflügen kennenlernt. Stephan spaziert auch auf der Suche nach Kindheitsspuren mit der Freundin durch den an das Westend anschließenden Stadtteil Bockenheim (Zweiter Teil, Kapitel III und IV). Er spürt der Stimmung in einem alten geschlossenen Vorstadtkino, dem Titania-Palast, nach, erlebt die „mürben Reize der Farbenwelt“ der Straßen und erzählt in einer Konditorei der Begleiterin von Pariser Theateraufführungen. Diese Reise in die Vergangenheit, die unglücklich endende Beziehung und die Rückholung des Sohnes nach New York, nach einer Kette von Missverständnissen, durch seine argwöhnische und eifersüchtige Mutter Florence symbolisiert Stephans Entwurzelung bzw. seine Identitätssuche und Neuorientierung. In eingeblendeten Rückblicken werden die beiden Familiengeschichten und die Schicksale der Protagonisten während der Zeit der NS-Diktatur und der Judenverfolgung sowie des Zweiten Weltkrieges entfaltet.
Der Autor führt die Lebenswege der Hauptfiguren in der zum großen Teil zerstörten Stadt zusammen. Deren Schicksale kontrastieren mit der scheinbaren Nachkriegs-Normalität des Erzählers in seinem den Krieg unversehrt überstandenen Elternhaus im Westend. Aus der Perspektive des Kindes entsteht ein, im Vergleich zu den Vorgängen der Vergangenheit, bizarres, märchenhaftes Bild seiner Umwelt. Politisch-historische Erörterungen bzw. Verarbeitungen, die sich durch den Besuch Stephan Korns eigentlich ergeben müssten, werden verschwiegen oder sind für den Erzähler zumindest nicht wahrnehmbar: Seine Mutter geht nur aus Gewohnheit regelmäßig zur Beichte, hat jedoch im privaten Bereich keine Sünden zu bekennen. Auf die passive Widerstandshaltung in Frankfurt, die Innere Emigration, in der Hitlerzeit könnte ein magischer Zirkel anspielen, der sich mit Methoden der Geister- und Totenbeschwörung beschäftigt. In ihren geheimnisvollen Privatissima beim Monsignore Eichhorn befragt Ines Wafelaert, eine durch reiche Heirat mit Henry zugezogene Belgierin, deren Villa später zerbombt wurde, „weniger […] aus einem Haß gegen Hitler heraus, sondern wohl hauptsächlich, weil sie die spirituellen Formen der Beeinflussung auf die Probe stellen [will]“ den Priester darüber, ob durch Beschwörungen die politischen Verhältnisse verändert werden können und ein „Attentat des Willens“ einen Diktator zu töten vermag. Eichhorn vertritt die Auffassung, „daß die Willenskraft, wenn sie genügend ausgebildet ist, geradezu körperlich verdichtet auftreten kann.“ Relativiert wird die Ernsthaftigkeit solcher Überlegungen durch die Erklärungen des Geistlichen, dass es sich „um rein theoretische Probleme“ handele, „die ihm aus der Literatur in ihrem schillernden Für und Wider zu genau bekannt seien, um durch praktische Erprobung zu gewinnen, da die außerordentlichen Gefahren solcher Übungen im Grunde ihre Anwendung bereits regelmäßig verböten.“ Diese Affinität zum Irrationalen, verbunden mit einem Realitätsverlust, findet man in der Familie der Mutter des Erzählers im mehrfach auftretenden Motiv des Wahnsinns gesteigert: v. a. im Rückzug der Tante in ihre Traumwelt.

### Dahn Ben-AmozMasken in Frankfurt
Der israelische Schriftsteller Dahn Ben-Amoz erzählt in seinem Roman Masken in Frankfurt (hebräisches Original von 1968) vom Aufenthalt des Holocaust-Überlebenden Uri Lam vom September 1959 bis Mai des nächsten Jahres in seiner Geburtsstadt Frankfurt. Der Handlungsort trägt allerdings wenig charakteristische Züge, sondern repräsentiert eher den Typus einer deutschen Stadt mit einer einst großen jüdischen Bevölkerungsgruppe.
Grund der mit den Erinnerungen des Ich-Erzählers belasteten Reise ist, vor Ort einen Antrag auf Entschädigung für den Verlust seiner 1941 in Konzentrationslager deportierten und dort ermordeten Familie sowie „für Besitzverlust, Freiheitsberaubung, Verwaisung [usw.]“ zu stellen (Kapitel 12 Begegnung im Dunkeln), da der Stichtag für Zahlungen bereits elf Jahre zurückliegt. Mit dem Rechtsanwalt Dr. Ernst erörtert Uri die rechtliche Lage und die entsprechende Verfahrensweise, z. B. Dokumente und Gutachten über seinen Gesundheitszustand einzureichen. Er braucht das Geld, um ein Darlehen für den Kauf eines Hauses zu bezahlen, doch er hat Gewissensbisse, für das Leid seines Vaters, des jüdischen Tierarztes Dr. Erich Lampel, seiner Mutter und seiner Schwester Miri eine nach Tabellen errechnete Geldsumme entgegenzunehmen (Kapitel 11 Schwarzer Kaffee).
Auch aus einem anderen Grund betritt Uri Frankfurt nicht unvoreingenommen. Die alten Bilder sind immer im Hintergrund präsent, und die Gesichter der gegenwärtigen Menschen werden von den der vergangenen überlagert. So führt die Begegnung mit der wieder aufgebauten Stadt (Kapitel 9 Heller Morgen) zu zwiespältigen Reaktionen. Rational versteht er zwar die Klagen der Einwohner über die Schrecken der Bombardierung („Nichts ist mehr von unserem Deutschland übriggeblieben“) und den Stolz des örtlichen Reiseleiters auf die Wiederaufbauleistung der Bürger (Kapitel 10 Am Abend), aber er erinnert sich an die in seiner Kindheit erlittene Diskriminierung. Er sucht nach Befreiung („Jeder kennt die Fragen, aber keiner die Antwort. Man muss vergessen […] Eine andere Lösung gibt es nicht.“), betrinkt sich in einer Bar und beschimpft einige Gäste als Nazis. Auf seinen Wanderungen durch die Stadt und in den Fieberträumen während einer Krankheit, die ihn befällt, (Kapitel 28–30) verwischen sich die Grenzen zwischen Vergangenheit, Gegenwart, Phantasie und Realität.
Bei einem Besuch seines Elternhauses in der Wagnergasse (Kapitel 22 Herrenloser Besitz), das ihm wie eine „leere und ausgeraubte Kiste vor[kommt]“, erzählt ihm der neue Besitzer, dass er aus seinem eigenen Haus in den Ostgebieten vertrieben worden sei und das jetzige im heruntergekommenen Zustand von der Stadt gekauft und repariert habe. Uri denkt bei diesem Gespräch an ein von einem Maler bewohntes Haus an der israelischen Grenze, dessen arabische Besitzer während des Palästinakriegs nach Nazareth geflohen sind und das dieser vom Amt für besitzloses Eigentum gepachtet hat. Auch Uri wohnt in einem gesetzmäßig gekauften arabischen Haus, woran ihn seine Freundin Barbara erinnert (Kapitel 33 Waffenstillstand). So versucht er sich angesichts seiner ambivalenten Gefühle auch in die Lage der passiven, die Deportationen ignorierenden deutschen Bürger zu versetzen, z. B. als er bei einer Schlägerei zusieht, ohne einzugreifen (Kapitel 21 Prügel). Später erkennt er im Opfer den Modeschöpfer und Transvestiten Martin Schiller, den er im Zug von Mailand nach Frankfurt kennengelernt hat. In seinen Gesprächen über ein anderes Deutschland vertreten Barbara und Martin extreme Positionen. Schiller demonstriert ihm an seiner eigenen Behandlung als Homosexueller, dass sich im Prinzip in Deutschland nichts geändert habe: Die Durchschnittsbürger reagierten ihre Vorurteile nach wie vor an Außenseitern ab und konstruierten Feindbilder, beispielsweise von den Kommunisten, die ihnen ihre Ostgebiete abgenommen hätten. Aber Martin gibt auch zu, dass es nachdenkliche Menschen gebe, die „hartnäckig Fragen stellen. Die wissen wollen, warum.“ Bei ihm selbst sei „das Schuldgefühl so stark, dass [er sich] nicht von dem Zwang befreien [könne, sich ihm] gegenüber zu rechtfertigen. Immer und überall.“ Uri reagiert auf dieses Gespräch, das sein Misstrauen weckt, verwirrt: „Was ich vergessen will, will er im Gedächtnis verankern. Das einzige Mittel, um das Hämmern in meinem Kopf zur Ruhe zu bringen, das Vergessen, das allein diesen Wahnsinnsschrei, den endlosen Fall in weite Fernen rücken könnte, das nennt er Gift.“ Auf diesen Kerngedanken bezieht sich der hebräische Titel des Romans, Liskor we-lischkoach (To remember, to forget). Barbara differenziert zwischen Vergangenheit und Gegenwart und bestärkt Uri in seinem Gedanken, „[d]ie Kinder von Nazis [müssten] ja nicht unbedingt auch wieder Nazis werden.“ Sie vertritt die junge deutsche Generation und ist sich sicher: „Der Traum ist Vergangenheit und kommt nicht wieder. Weder hier noch irgendwo sonst auf der Welt. Die Welt hat daraus gelernt. Und auch wir.“ Die Revanchisten seien nur „[e]ine geisteskranke Minderheit“. Sie sieht kein Problem darin, mit Uri in Deutschland zu leben, ist jedoch, als er dies ablehnt, sofort bereit, mit ihm und dem erwarteten Sohn nach Israel zu ziehen. Seine Skrupel, die Entschädigungszahlung anzunehmen, („Ich werde weder mein Haus noch unsere Zukunft mit diesen Geldern finanzieren.“) versucht sie zu zerstreuen, indem sie diese nicht als eine unmögliche Wiedergutmachung ansieht, sondern als einen Ausgleich, eine Starthilfe für die Überlebenden und ihre Kinder, um eine neue Existenz aufzubauen. Martin dagegen repräsentiert die Gegenposition. In den privaten und öffentlichen Verlautbarungen sieht er nur höfliche, nichtssagende Deklarationen. Auch Uri vermisst die Empathie mit den Opfern, wenn unterschieden wird zwischen einer abgelehnten „Kollektivschuld“ der Deutschen und einer akzeptierten „kollektive[n] Verantwortung“.
Uri fragt sich dann, wie Juden mit einem ähnlichen Schicksal wie seinem in einer deutschen Stadt leben können. Beispielsweise vermeiden sein Freund Max Hermann und dessen auf Europa fixierte Frau Edna Gespräche mit ihren Kindern Joab, Affe und Dudik über die Nazizeit (Kapitel 11 Schwarzer Kaffe). Dabei hat doch Max ebenfalls seine Eltern verloren, wurde wie er als Dreizehnjähriger nach Palästina gebracht und lernte dort die hebräische Sprache. Auch ein jüdisches Ehepaar, der Arzt Dr. Franz Meier und seine Frau Martha, alte Bekannte seiner Eltern, überlebte die Deportation nach Dachau und kehrte schließlich in der Nachkriegszeit aus Haifa in seine frühere Wohnung in Frankfurt zurück. Hier verbringt die Frau den Tag, gespenstisch in ihre Erinnerung eingesponnen, in einem musealen Raum hinter geschlossenen Vorhängen (Kapitel 18 Doktor Meier).
Die Überlegung, in Deutschland zu leben und in einem von seinem Schwiegervater empfohlenen Architektenbüro zu arbeiten, wird auch für den Erzähler greifbar, da er auf dem Weg zum Rechtsanwalt im Fahrstuhl die Studentin der deutschen Literatur und Geschichte Barbara Stahl (Kapitel 12 Begegnung im Dunkeln) kennengelernt hat. Sie verlieben sich ineinander, besuchen Theater-, Musik- und Kinoveranstaltungen (ab Kapitel 13) und heiraten (Kapitel 25 Die Hochzeit), als Barbara schwanger wird (Kapitel 20 Entscheidung). Uris Reflexionen erweitern sich dadurch um weitere Aspekte. Er fragt sich nun, ob er als Erbe einer Familientragödie vor diesem Hintergrund mit einer deutschen Frau in Frankfurt oder Düsseldorf leben kann. Er stellt sich die Vorwürfe der Juden vor: „Heiratet die Tochter der Mörder seiner Familie und baut ihr mit den Wiedergutmachungsgeldern ein Haus.“ Er zweifelt, ob es richtig sei, für den Tod von Menschen Entschädigungsgelder zu erhalten, und übergibt später auf der Rückreise nach Israel einen Teil der Summe, den Betrag für die Haft seiner Eltern, den italienischen Pflegeeltern Anna und Michele, die ihn als Neunjährigen in San Castello aufnahmen und drei Jahre lang versteckten. Seine Aversion gegen die jüdischen Rückkehrer nach Frankfurt, die sich seiner Meinung nach zu wenig von den Deutschen absetzen und zu leicht bereit sind das erlittene Leid zu vergessen, zeigt sich auch im 34. Kapitel (Maskenball), auf das sich der Titel der deutschen Übersetzung von Ben-Amotz' Roman bezieht. Uri erscheint auf dem Maskenball im Kostüm eines Dybbuk, d. h. eines Totengeistes, mit gelbem Judenstern auf dem Kaftan, wird wegen Geschmacklosigkeit des Saals verwiesen, kehrt aber mit Max, der als SS-Mann verkleidet ist, zurück und führt eine Verfolgungsszene aus der Nazizeit auf.
Barbara erkennt, dass Uri nicht in einem ihm fremd gewordenen Deutschland mit den Schatten der Vergangenheit leben kann, und entschließt sich für ein Leben mit ihrem Mann und ihrem Sohn in Israel (Kapitel 35 Epilog und Prolog).

### Bernhard Schlink:Der Vorleser

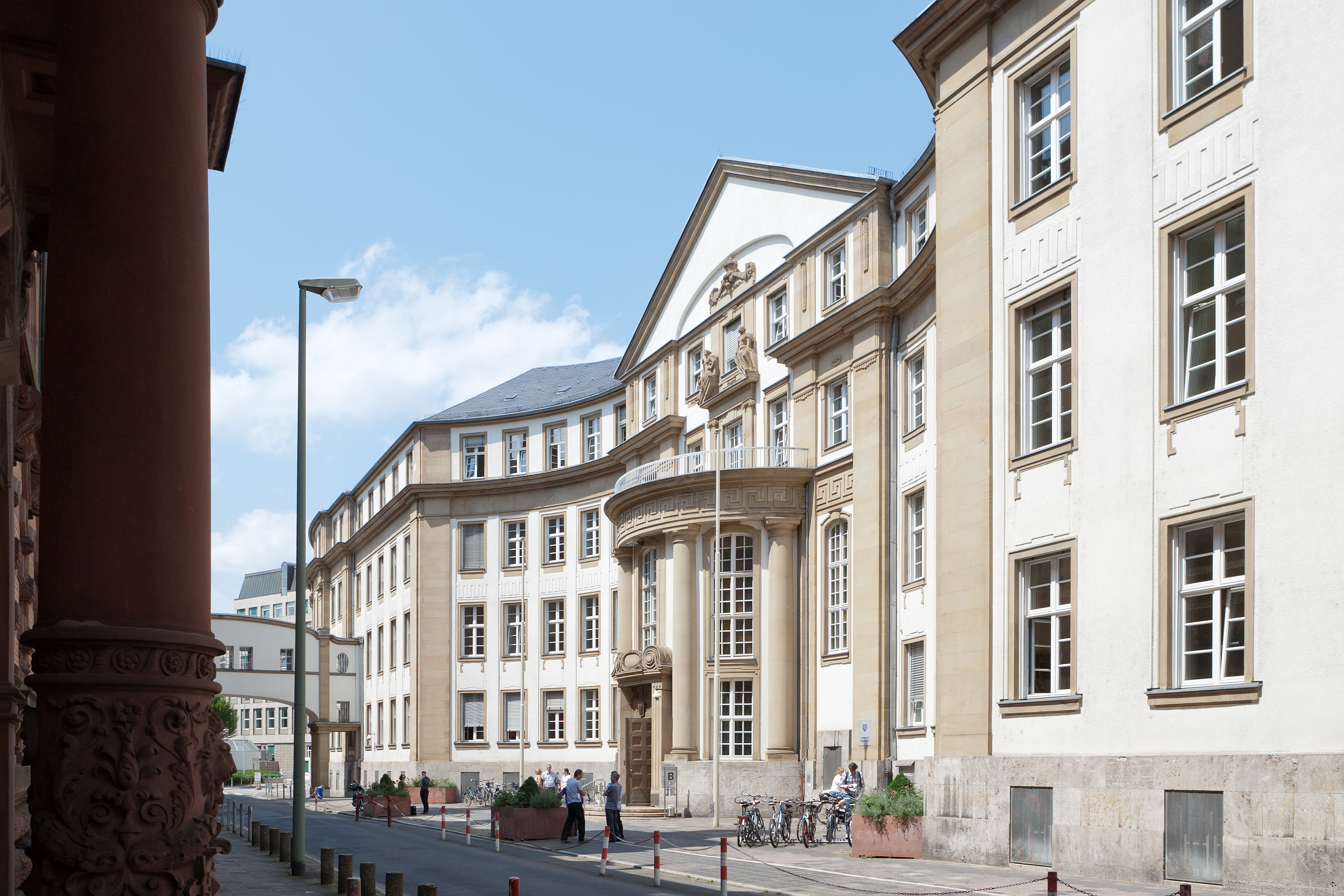
Am Landgericht Frankfurt wurde der 3. Frankfurter Auschwitzprozess von 1967 bis 1968 verhandelt, auf dessen Thematik sich der zweite Teil des Romans bezieht.

An die Auschwitzprozesse in Frankfurt anknüpfend erscheint die Stadt als Handlungsort des zweiten Teils von Bernhard Schlinks Roman Der Vorleser (entstanden 1995, erschienen 1997).
Der Gymnasiast Michael hat im ersten Romanteil mit der doppelt so alten Straßenbahnschaffnerin Hanna ein Verhältnis, das durch das plötzliche Verschwinden der Geliebten abgebrochen wird, aber sein weiteres Beziehungsleben (dritter Teil) mitbestimmt. Sieben Jahre nach der Trennung besucht er als Jura-Student einen Kriegsverbrecherprozess. Aus den Angaben des Autors kann man auf Frankfurt als Handlungsort und den dritten der Frankfurter Auschwitzprozesse in den späten 1960er bzw. einen der Folgeprozesse in den 1970er Jahren schließen, in denen Wachleute vor Gericht standen, wie im Roman: Wärterinnen des Konzentrationslagers Auschwitz, eine davon ist die Hanna Schmitz. Ihnen wird vorgeworfen, dass sie an Selektionen beteiligt waren und als Begleiterinnen bei einer Verlegung inhaftierter Frauen und Kinder gegen Ende des Zweiten Weltkrieges die Gefangenen in eine Kirche sperrten und sie nach einem Bombenangriff nicht aus dem brennenden Gebäude befreiten. Durch die Zeugenaussagen ist Michael schockiert über das Geständnis der Geliebten und ihre offenbare emotionslose Ausführung von Befehlen sowie das fehlende Gefühl einer persönlichen Verantwortung, aber er erinnert sich auch an ihm damals unerklärliche Verhaltensweisen der Frau und ihm fallen Ähnlichkeiten auf: Wie er, so hatte Hanna im KZ zeitweilig junge Mädchen als Schützlinge, die ihr vorlasen. Er entdeckt, dass seine Freundin nicht lesen kann, also auch nicht die von ihr unterschriebenen Dokumente und Protokolle, was sie aber vor Gericht nicht zugibt, wodurch sie sich selbst belastet. Da sie als Einzige die Taten gesteht, wird ihr von den anderen Angeklagten die Hauptschuld zugeschoben. In seiner Gefühlsambivalenz ist sich der Erzähler unsicher, ob er in den Prozess eingreifen und seine Beobachtung dem Gericht mitteilen soll, was er jedoch nach einem Gespräch mit seinem Vater über die Eigenverantwortung der Angeklagten unterlässt. Nach Hannas Verurteilung zu lebenslanger Haft nimmt er zu ihr Kontakt auf, besucht sie und will ihr nach ihrer Entlassung bei der Neuorientierung helfen. Doch bevor es dazu kommt, tötet sich die inzwischen Einundsechzigjährige.

### Hans Frick:Die blaue Stunde
Dieser Roman von Hans Frick, der erstmals 1977 erschienen ist, ist heute selbst antiquarisch kaum noch zu bekommen. Dabei hat dieser Frankfurter Schriftsteller mit seinem Roman ein wichtiges Dokument über die NS-Zeit im Gallus-Viertel hinterlassen.
Franz Dobler sieht in dem Buch Die Blaue Stunde den autobiografischen „Bericht des 1930 geborenen über seine Jugend im Frankfurt der Nazi- und Nachkriegsjahre und über das elende Leben seiner Mutter. Sie wohnten in der Ginnheimer Straße, dann in der Lahnstraße, und überall wurde die Mutter als ‚dreckige Judenhure‘ beschimpft, weil sie ein uneheliches Kind von einem jüdischen Kunsthändler hatte. Der Halbjude Hans Frick wuchs mit der Angst auf, die Nazis könnten ihn jederzeit abholen (und er wusste, was sie mit den Juden machten).“ Für Monika Sperr erzählt Frick „vom mühevollen Leben und Sterben seiner Mutter, wobei er sich um äußerste Knappheit und Wahrhaftigkeit bemüht. In dieser strengen Beschränkung auf das Wesentliche, dem Verzicht auf Ausschmückung oder intellektuelle Ausweitung der Fakten, Bilder und Erinnerungen liegt ein Zauber, der dieses Buch, das eigentlich nur bittere Erfahrungen beschwört, zu dem ergreifenden Dokument eines proletarischen Frauenschicksals werden läßt.“ Das Buch, für Sperr eine Selbstbefragung des Autors, endet in der Nachkriegszeit mit dem Tod der Mutter, und dessen letzte Seiten „gehören wegen der Zurückhaltung und Behutsamkeit, mit der ein Sohn seiner Mutter das Sterben zu erleichtern versucht, zum Schönsten und Ergreifendsten, das ich je gelesen habe“.

## Nachkriegszeit und Wiederaufbau

### Marie Luise Kaschnitz:Rückkehr nach Frankfurt
Marie Luise Kaschnitz beschreibt in dem vierzehnteiligen Gedichtzyklus Rückkehr nach Frankfurt ihre Empfindungen bei der Wiederbegegnung mit der veränderten Stadt (Wie sah sie dich an/ Aus ihren erloschenen Augen,/ Die Stadt? […] Und wie hörtest du’s klingen/Dir unterm Fuß/Aus den versunkenen Dingen?). Die Autorin trauert nicht nur um die historischen Gebäude und die toten Menschen, sondern um die mit ihnen zerstörte geistige Welt der Humanität.

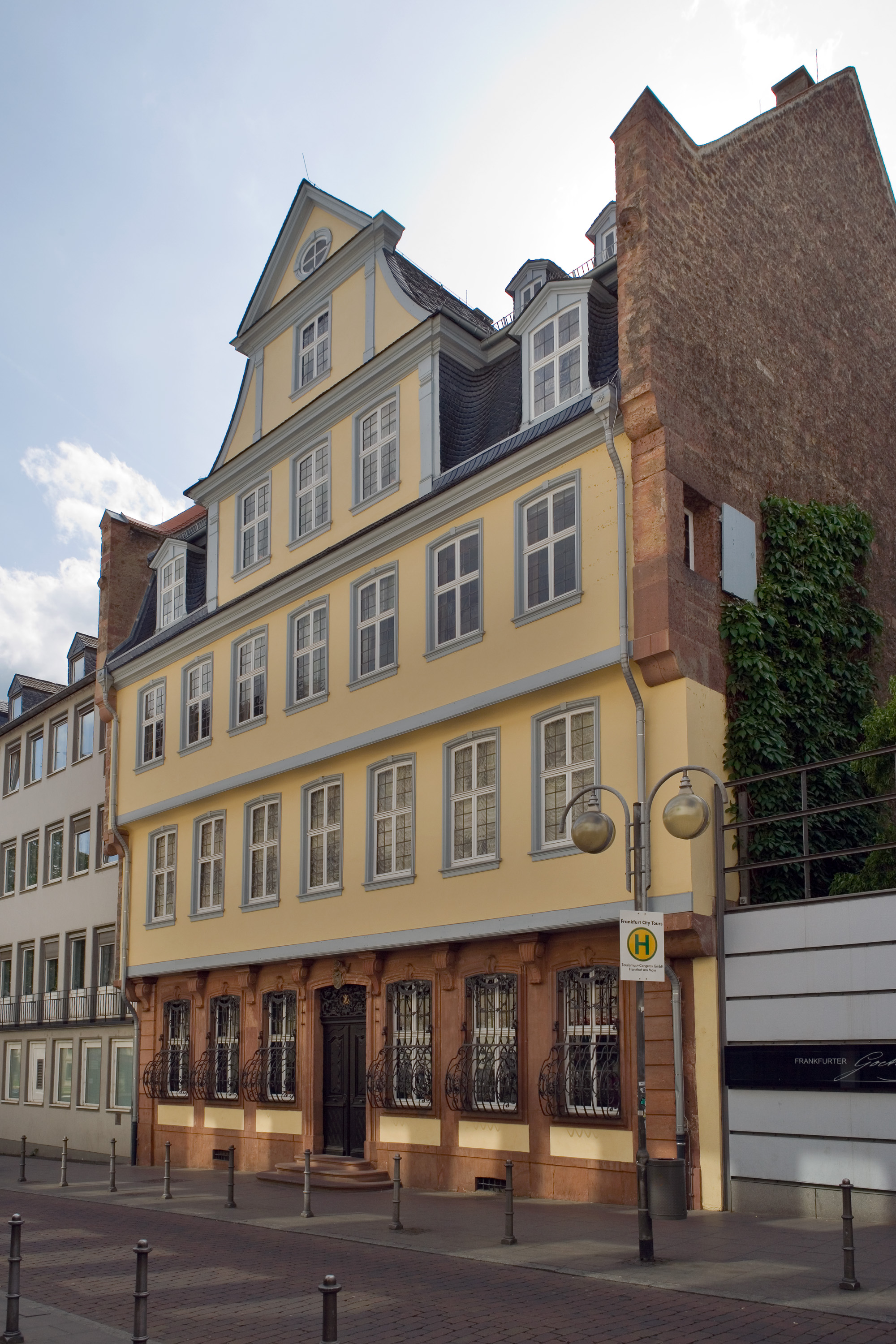
Goethes Elternhaus am Großen Hirschgraben, Zentrum seiner Frankfurter Kinder- und Jugendzeit, erscheint nach der Zerstörung im Zweiten Weltkrieg im Kaschnitz-Gedicht und im Tagebucheintrag Frischs als Symbol einer, durch den Nationalsozialismus zerstörten, klassisch-humanistischen Kultur.

Im neunten Abschnitt wird durch ein literarisches zoom in auf den Opernplatz diese Demontage vorgeführt. Die Erzählerin ist froh, in der Trümmerstadt eine anscheinend heil gebliebene Insel zu entdecken („Wie Du mir aufblühst im blinden/Dunkeln Kastaniengeäst“). Doch beim Näherkommen muss sie sich eingestehen: „All Deine Schönheit zerbricht,/Gealtert und verkommen/Dein Leib und Angesicht“. Die „Säulen und Giebelschrägen“ des Musentempels sind „Kulissen nur noch zum Schein.“ Schließlich wird die untergegangene Kultur („Die Töne all versungen“) am Beispiel des vom Giebel herabgestürzten und verschwundenen Pegasus symbolisiert: „Weiß Gott, wohin entsprungen / Vom Dach das Flügelpferd. / […] Als sei einer fortgeritten / Man weiß schon nicht mehr, wer.“ Im zehnten Gedicht des Zyklus erscheint manchmal den Menschen die Skulptur als Geisterpferd, das sie fasziniert, vor dessen „Urweltblick“ sie jedoch zurückschrecken.
Das Thema der untergegangenen Kultur greift Kaschnitz auch beim Anblick der Goethehaus-Ruine auf, indem sie in ihrer Phantasie den Repräsentanten der Deutschen Klassik seinem im Schutt liegenden Elternhaus gegenüberstellt.
Und das Haus war ein Loch, ein Kellerschacht,

Ein Haufen Dreck und Hohn,

Und Schilder waren dort angebracht;

Darauf stand: Besitz der Nation.

[…]

Und plötzlich stand am Straßenrand

Er selber in Fleisch und Blut:

[…]

Er trug nicht einmal sein eigen Gesicht,

Ich wußte nur: er war da.

Und ich erschrak wie vorm Jüngsten Gericht,

Weil er sein Haus ansah.
Doch „Weil die Vollendeten vielleicht/Nur die Vollendung sehen“, lässt die Dichterin Goethe über die Gruft hinwegblicken. „Er spähte in Räume aus lauter Luft,/Als strahle dort Kerzenschein.“
In Abschnitt XIII beschreibt die Autorin die Zerstörung metaphorisch am Fluss der Stadt („Gefahr ist der Fluß geworden […] Leer ist der Fluß geworden“), dessen Wasser „von weit her [kommen]“ und „den Rest/Von Sengen und Brennen und Morden,/Krieg und Leichenpest,/Giftige Keime in Schwaden,/Absud von Jammer und Not […] Nach den Tagen des Zorns“ mit sich führen. Die Dichterin hofft auf einen Neuanfang nach einer Zeit der Verarbeitung „alles Geschehene[n]“. Aber der Fluss müsse „erst alles erfahren/Und sinken lassen zum Grund,/Auch das Haupt mit den Schlangenhaaren/Und dem schreienden Mund.“ Denn die Wasser „tragen noch lange schwer hin/Der Ufer vergängliches Los,/Und singen es dann in den Meerwind/Und betten es in den Schoß.“ Diese Gedanken sind überlagert von Bildern der Erinnerung an den alten Strom: „Heiterer schien er mir immer/In der anderen Zeit,/Als er den Lichtschein der Zimmer/Trug wie ein flackerndes Kleid/Und hinschoß unter den Brücken/Und sie rauschend verließ,/Als die Lampen noch glühten/Bei den südlichen Blüten/An der Mauer, die Nizza hieß.“

### Max Frisch:Tagebuch 1946–1949

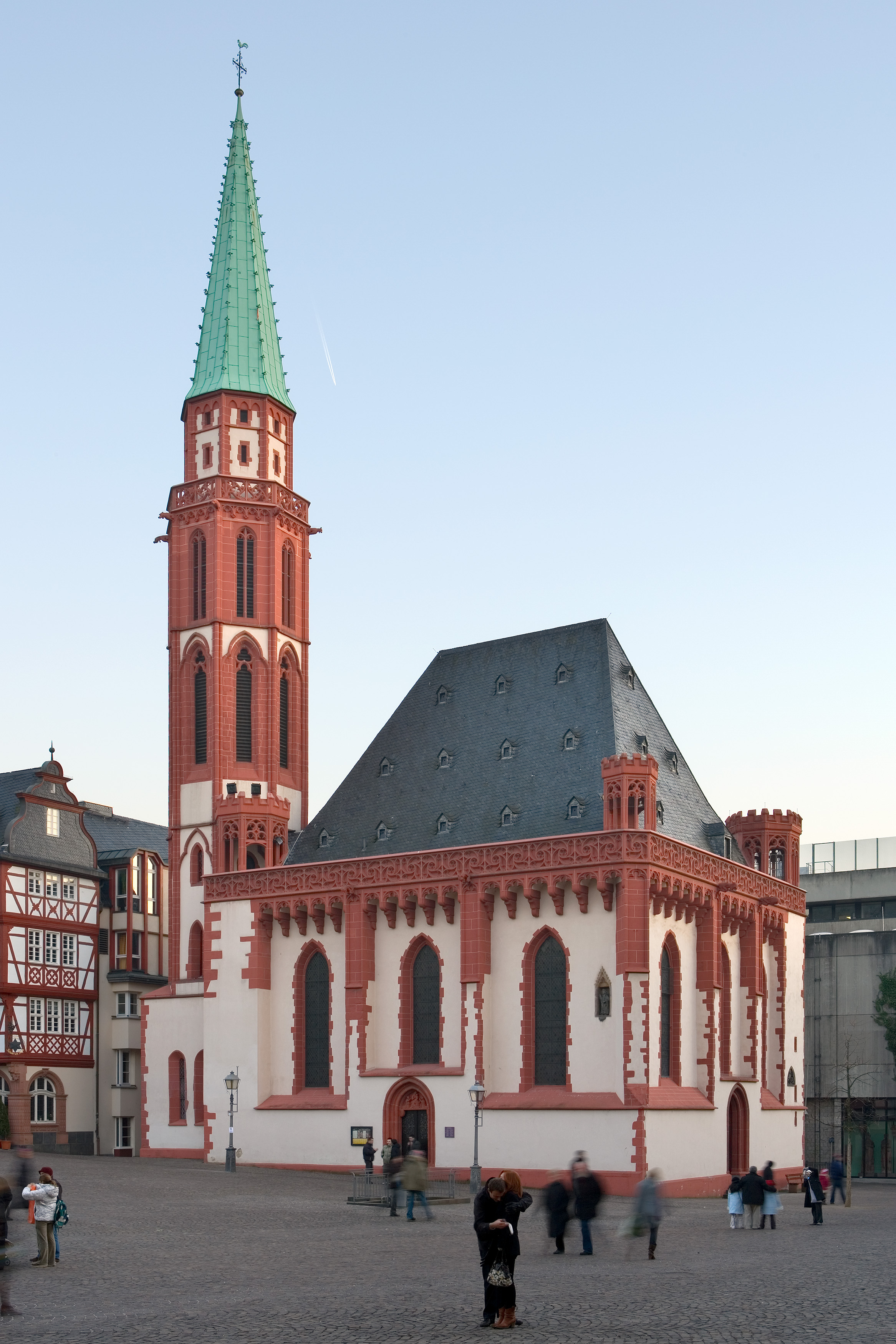
Max Frisch beobachtete 1948 den als Todesgang der Camilla Mayer angekündigten Drahtseilakt über das im Krieg ausgebrannte Kirchenschiff zur Spitze der Nikolaikirche.

In vier Eintragungen im literarischen Tagebuch 1946–1949 sind die Impressionen des Schweizer Schriftstellers Max Frisch über die im Krieg zerstörte Stadt und den beginnenden Aufbau notiert.
Ein Jahr nach Kriegsende, im Mai 1946, erlebt der Autor das Bild der Zerstörung als elementaren Einschnitt: „Wenn man in Frankfurt steht, zumal in der alten Innenstadt, und wenn man an München zurückdenkt: München kann man sich vorstellen, Frankfurt nicht mehr. Eine Tafel zeigt, wo das Goethehaus stand. […] die Ruinen stehen nicht, sondern versinken in ihrem eigenen Schutt. […] das Gras, das in den Häusern wächst […] und plötzlich kann man sich vorstellen, wie es weiterwächst, wie sich ein Urwald über unsere Städte zieht, langsam, unaufhaltsam […] Atem der Jahre, die niemand mehr zählt – […] am Bahnhof: Flüchtlinge liegen auf den Treppen […] Ihr Leben ist scheinbar, ein Warten ohne Erwartung, sie hangen nicht mehr daran; nur das Leben hangt noch an ihnen, gespensterhaft, ein unsichtbares Tier […] es atmet aus schlafenden Kindern, die auf dem Schutt liegen, ihren Kopf zwischen den knöchernen Armen, zusammengebückt wie die Frucht im Mutterleib, so, als wollten sie dahin zurück.“
Eineinhalb Jahre später notiert Max Frisch: „Die Not hat an Abenteuer verloren, Alltag, es ist nicht abzusehen, was kommen soll. Eine gewisse Hoffnung, die der Zusammenbruch ausgelöst hat, wird schäbig, wie die letzten Kleider. Ich lese Plakatwände: Aufrufe für das Goethehaus […].“
Im April 1948, während die Maurer zum hundertsten Jahrestag der deutschen Demokratie die Paulskirche wiederherstellen, spürt Frisch die Poesie einer Seiltänzeraufführung auf dem Platz der zerstörten Altstadt zwischen Römer und Dom: „Vor dem alten Römer: Hohes Seil über Trümmern […] Am Abend aber, wenn die Ruinen im Scheinwerferlicht stehen ist alles noch märchenhafter […] Und darüber auch noch der Mond […] die Garantie, dass das All nicht ohne Poesie ist, das All, die Nacht, der Tod […]“ Als makabren Höhepunkt schildert er den von einer jungen Artistin spektakulär und erfolgreich ausgeführten „Todesgang der Camilla Mayer“ zur Spitze der Nikolaikirche.

### Karl Zimmermann:Frankfurter Gesänge
Die Frankfurter Gesänge benannte Gedichtsammlung des Journalisten und Schriftstellers Karl Zimmermann thematisiert die existentielle Situation des Menschen in der Nachkriegs- und Wiederaufbauzeit: die Spannung zwischen den Legenden einer vergangenen Idylle („Vinetas Glocken schallen unterm Meer anderswo“ […] Sie sinkt, die Stadt […] / Schlägt auf Korallen, Wackerstein, auf mainsandroten / Moosigen Quadern der Klöster“) und dem Wettlauf nach dem Gold „auf der plötzlich wieder entdeckten Schürfstätte“ neben den „[a]lten Türmen[n]! aufgeputzt“ in der „geschmückten Karawanserei“, die „[e]in fürstliches Haus geworden ist“ mit ihrer „Majestät des erfolgreichen Geschäftes“. Die Erzählungen von der guten alten Zeit und die Heilsbotschaften („Über uns aber die silbernen Stimmen,/Blätter, Flügelschlag und Hoffnung.“) sind für die „des Testaments nicht teilhaftig[en]“ Nachfolgenden nicht mehr glaubwürdig. Sie schwanken zwischen dem traum-oasenhaften Augenblick („Glücklich leben wir heute und hier“) und den Erinnerungen an die Katastrophen des Jahrhunderts („Zu den Toten möchte mancher schleichen,/Der noch lebt.") und die Zerstörung der Stadt: „Diesen kennt die Stadt/Sie blickt ihm nach /Aus tausend Augen,/Aus Fenstern, Löchern/Aus dem Nichts, wo einmal Häuser standen,/Aus verlassenen Türrahmen,/Aus Gräbern/Und aus einzelnen alten Laternen,/Die der Wind vergessen hat […] Wohlgesinnt ist ihm die Stadt./Aber sie schweigt.“
Verbunden mit diesen Bildern ist das Gefühl der Bedrohung („Aber es bleibt die Bedrohung./Und die bleibt neu.“) und der Einsamkeit: „Einsam aber wandeln wir, fröstelnd,/Übers Trottoir, nebeltrüb“. „Hinüber, Herüber auf Brücken/Begibt sich der Mut,/Wenn auch die Ufer/Ihn nicht willkommen heißen/Und die dunklen Kähne/Hastig gleiten, geschlossenen Auges.“ „Auch bei Sonnenschein mittags/Ist das Durchqueren der Stadt mühselig.“ Aber der Lebenstrieb überwiegt: „Das vernarbte Herz aber/Geht unangefochten des Wegs.“
Frankfurt ist für den Erzähler nach seiner Rückkehr von Reisen durch Europa Heimat („Quell ist diesem die Stadt/Und Unterpfand,/Wildnis und heimische Flur“) und Standort für Vanitas-Gedanken, aber auch hoffnungsvolle Visionen, z. B. am Eisernen Steg:

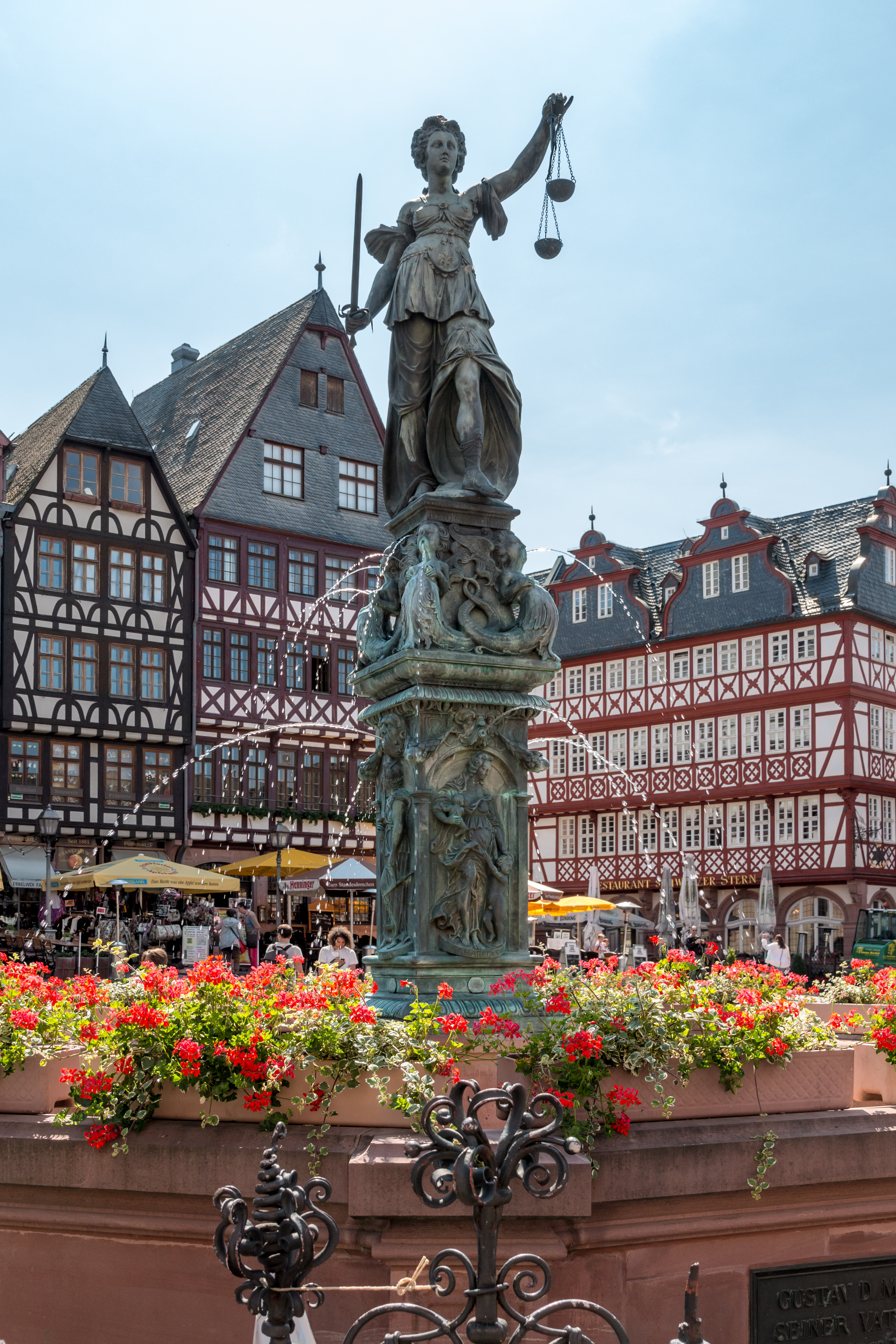
Gerechtigkeitsbrunnen mit der Justitia-Figur vor dem in den 1980er Jahren rekonstruierten Schwarzen Stern (rechts) auf dem Römerberg. In Bd. 4 der Kriminalgeschichten-Reihe Ines Thorns Frevlerhand verwirrt hier der charismatische Prediger Einar von Beeden die Frankfurterinnen mit seiner Liebesbotschaft, u. a. Jutta Hinterer, die gegenüber dem Steinernen Haus eine Geldwechselstube betreibt.

Hier aber sinnt abseits der Gast am Eisernen Steg

Und sieht nur das braune Gewässer, die Hinterhofmöwen,

Ein paar von den trägen Fischen

Erledigt schon, bevor die Schneide dareinfährt.

Hat Mitleid mit denen, die damals

Ausgesät haben den Ort

Der fränkischen Furt.
Die Schilderung endet mit einem fragwürdigen Ausblick, in dem „Träume bringen herbei den breiten Korso“: „Die hohe Schar wird kommen./Staunen wird der Main./Auch schneebleiche Ufer/Werden im Gefolge sein - - ?!“
In einem anderen Gedicht empfindet der von Paris heimgekehrte Erzähler die Kulisse auf dem Römerberg als „verkehrt“:
Hat Paris uns wieder heimgeschickt […]

Stehn wir verwundert auf dem Römerberg:

Steinbaukasten. Modell der Altstadtfreunde.

Mondschein auf Kirchendachschiefer.

Nächtlich schwanenweißer Kumulus.

Justitia zwischen den Karosserien,

Auch im Geranienschmuck.

Und das starre Auge der Kamera, lechzend vor Reiselust,

Sammellust – Alte Stadt, neue Stadt, alles verkehrt. […]

Heimgekehrt aus dem Land von Helsinki

Bis Lissabon, von Edinburg bis Brindisi,

Stehn wir verwundert vor dem roten Stein.

Und seht, er brennt noch, der Schwarze Stern!“

### Hans-Christian Kirsch:Mit Haut und Haar
Frederik Hetmanns Erstling, der noch unter seinem Namen Hans-Christian Kirsch erschienene On-the-Road-Roman Mit Haut und Haar (1961) thematisiert den Aufbruch vieler Jugendlicher der Beat Generation in den 1950er Jahren. Der Ich-Erzähler „Chase“ Görmer, aus dessen Perspektive die Geschichte präsentiert wird, und seine Freunde versuchen sich von ihren Eltern und den bürgerlichen Normen der Nachkriegszeit abzusetzen und mit Gleichgesinnten, zuerst bei einem Konzert auf der Loreley, dann in Schweden, Dänemark, Holland, Frankreich, Spanien und Großbritannien, in den Subkultur-Kneipen und in wechselnden Liebesbeziehungen rauschhafte Erfahrungen zu machen. In diesem Zusammenhang diskutieren sie bei ihrer Sinnsuche die extremen Positionen Anpassung oder Selbstfindung.
Nach ihren ersten Fahrten treffen der Erzähler, sein Freund aus der Ostzonen-Zeit Harry Winter und ihr Kumpel Frank Lorre 1955 in Frankfurt als Studenten wieder aufeinander. Ihre Ankunft wird im Kapitel Station im Schatten erzählt, dem ein Brechtzitat aus An die Nachgeborenen vorangestellt ist: „In die Städte kam ich zur Zeit der Unordnung / als da Hunger herrschte. / Unter die Menschen kam ich zur Zeit des Aufruhrs, / und ich empörte mich mit ihnen. / So verging meine Zeit, / die auf Erden mir gegeben war.“ Gegen den Willen seines Vaters hat Chase seine Stellung bei einer Bank gekündigt und sich an der Universität immatrikuliert. Seinen Unterhalt verdient er als Übersetzer von Ausschreibungen und Angeboten bei einer Exportfirma. Harry bewohnt ein Zimmer in Sachsenhausen, Frank eines am Holzhausen-Park. In langen Spaziergängen durchstreifen sie die Stadt, „beobacht[]en den Eingang der Bettinaschule um die Zeiten, wenn die Mädchen vom Nachmittagsunterricht heimgeschickt [werden] […] durchquer[]en die ruhigen, schattigen Straßen des Westends mit ihren alten Bäumen und den Villen aus dem vorigen Jahrhundert […] spazier[]en im Palmengarten am Sonntagnachmittag zu dem Steg mit dem Bootsverleih und such[]en die Kähne auf dem großen Teich mit hastigen Blicken ab […] [treiben sich] an Sonnabendnachmittagen im Nizza [einem Uferabschnitt am Main] herum.“ Sie flanieren abends über die „grell bunt[e], wie eine Tiefseeflora“, Kaiserstraße, den Bahnhofsvorplatz mit den „modern gestopften“ Bombenlücken, am Eschenheimer Turm vorbei zum Osthafen, zurück zu den „Äppelwoischenken in Sachsenhausen und dem düster ehrwürdigen Gebäude des Städelschen Kunstinstituts, in dem Bilder in duftigen Farben mit sich allein“ sind, über die Untermainbrücke, durch die Bockenheimer Landstraße, zum Rothschildschen Park, zum Café Kranzler an der Hauptwache. Im Stadtbild findet man noch die Spuren der Luftangriffe: z. B. im „riesige[n] Totenschädel der Opernruine“, der „aus seinen Augenhöhlen Schwärme von Tauben aus[spuckt]“. Auf dem Uhrenschild der Katharinenkirche sind die Zeiger in der Bombennacht auf halb drei Uhr stehengeblieben. Harry entdeckt für sich die Halle des Hauptbahnhofs: „Sie ist so echt, eine riesige verdreckte Höhle. Die Masten mit den Bahnsteignummern und Richtungsschildern sehen aus wie die Totenpfähle eines Südseestammes, sechs große Halbbögen spannen sich über eine Pfanne, in der Menschen, Atem, Flüche, Ruß, Abschiedsküsse, Düfte, Kommandos, Maschinengekreische und Lautsprecherkrach zusammenkochen und über einem steinernen Grund umtreiben in niemals anhaltender Unruhe.“ Er liebt den Bahnhof zur frühen Morgenstunde der „Arbeiterzüge und der Bierleichen aus der letzten Nacht, und später gibt es eine Zeit der kleinen Stenotypistinnen mit raschen niedlichen Trippelschrittchen, und dann eine Zeit der Vertreter mit Musterkoffern und Spesengesichtern“.
Diese Frankfurt-Phase läuft jedoch bald ab und damit auch der sie verbindende nonkonformistische Lebensstil. Auf Franks Zukunft verweist die sprühende Fontäne am Rondell vor dem „ersten Hotel am Platz“, dessen Wasserstaubglanz „sich in den Fenstern des Mercedes-Salons über der Kühlerhaube eines schwarzen Wagens“ spiegelt. Er, der früher Gedichte geschrieben hat, wird als Erster der Gruppe zum „Opportunisten“, er spekuliert an der Börse und wird sich nach seinem Examen „ins ‚big Business‘ in Düsseldorf stürzen“: „Dieser schöne Idealismus, den ihr euch alle noch bewahrt habt, ist mir abhanden gekommen. Weißt du, Chase, ich lebe verdammt gerne, und ich lebe gerne gut.“ Harry und Chase dagegen gehen nach der Zeit des Gammelns in Frankfurt zusammen mit ihrem Kumpel Piero wieder auf große Fahrt („‚O Lord I am on my way‘“) nach Frankreich und Spanien. Das Geld dafür verdienen sie sich als Stauer im Osthafen bzw. Übersetzer der neuesten Weltnachrichten für Presseagenturen.
Im Herbst kehren Chase und Harry nach Frankfurt zurück (Kapitel Die Frankfurter Depression). Sie haben zuerst keine Unterkunft, versuchen im Bahnhof zu übernachten, werden hinausgeworfen, schlafen in den Opernplatzanlagen. Dann normalisiert sich ihr Leben: Harry arbeitet in der Markthalle und wieder als Übersetzer, sie können bei dem Erlebnis-Künstler Stirner wohnen und Chase setzt sein Studium fort. Aber er sieht darin keine Perspektive, auch die Freizeitaktivitäten erfreuen ihn nicht mehr: „[W]orauf warte ich eigentlich?“ Sie denken an ihre Reisefreundinnen Geney und Jeanette und fühlen sich in der kalten Stadt nicht mehr heimisch. Chase erinnert sich später: „[D]er Blick von den Flurfenstern in die schwarzen Hinterhöfe, der verschmutzte Schnee, die leere Uferpromenade, die roten Brücken, die gegen den Strom schwammen: es war traurig. […] Ich hatte keinen Pfennig Geld […] Was tat’s, ob ich unterwegs fror oder in einem leeren Zimmer? Die Straße hatte mich wieder.“ Er fährt nach Paris, um Geney zu suchen, und tritt als Straßensänger auf. Harry fliegt im Frühjahr nach Amerika und will Jeanette zur Rückkehr bewegen.
Im September 1956 kommt Chase für einige Tage wieder nach Frankfurt (Kapitel Solo für Sindbad). Er durchstreift allein die Stadt, Kaiserstraße bis zur Hauptwache, vom Steinweg über den Opernplatz und die Bockenheimer Landstraße zu seiner Pension im Westend. Geney besucht ihn für eine Woche: „Die Frage ‚wie wird es weitergehen?‘ wurde nicht gestellt. Sie war überflüssig. Es musste weitergehen. Das wussten wir beide.“ Sie fährt nach Paris, er reist nach Düsseldorf, wo Frank für ihn eine Stelle bei einer Exportfirma gefunden hat und er als Klarinettist in einer Jazz-Band auftritt.
Im Frühjahr 1957 ruft ihn ein Brief Harrys nach Frankfurt. Nach seiner Rückkehr ohne Jeanette hat er einen biographischen Roman geschrieben (Kapitel Der süße Duft von Erfolg), der von einem Verlag angenommen worden ist. Er verarbeitet darin das Trauma der Flucht mit Chase aus der Ostzone in den Westen, bei der sie ihren Freund Helmut zurückließen, der dann bei seinem Versuch, die Grenze zu überqueren, erschossen wurde. Der Lektor Stappenhorst ist vom Erstling überzeugt und hält den jungen Autor für einen Rohdiamanten. Chase soll einige Tage in Frankfurt bleiben, um den Fototermin im Hotel und die Buchpräsentation im Saalbau mitzuerleben. Bei einem Spaziergang am Eisernen Steg klagt sein Freund über die Publicity-Veranstaltungen und seine Vermarktung: „Ich glaube ich will das alles nicht […] und jetzt die vielen Leute […] ich glaube, es ist alles ein Irrtum […] lieber ‚stolz und verloren‘ als ‚entdeckt und erniedrigt.‘“ Harry hat Erfolg mit dieser Geschichte einer Schuld, die Chases Meinung nach „auch eine wütende Proklamation für das Recht auf Glück, das für den Helden nirgendwo anders zu finden wäre als in dieser Welt“ ausdrückt. Die Kritiken sind „entweder überschwenglich oder vernichtend“. Er lässt sich feiern und unternimmt Lesereisen z. B. nach Düsseldorf. Harry genießt auch den neuen Reichtum, läuft mit dem Freund kaufwütig durch die Stadt, feiert Partys, „Weekendorgien“, und wird alkoholabhängig. Um seinen expansiven Lebensstil zu finanzieren, verfasst er nun Illustrierten-Fortsetzungsromane, „[g]ediegene Maßarbeit“, und verlobt sich mit der 19-jährigen Bankierstochter Detta, obwohl er immer noch Jeanette liebt. Er schreibt keine großen Bücher mehr, sondern lässt einen Ghostwriter unter seinem Namen Dutzendware produzieren. Er bricht ein letztes Mal aus und fährt die alten Freunde mit seinem Auto nach Italien.
Danach, im Juli 1958, kehrt Chase mit ihm nach Frankfurt zurück (Kapitel Der Ruin eines jungen Hundes). Hier wird Harrys Gemütslage, v. a. als er von Jeanettes Heirat erfährt und dies als Verrat auffasst, immer depressiver und sein Gesundheitszustand labiler. Auch die freundliche Beurteilung seines neuen Theaterstückes, zu der Chase die Musik komponiert hat, über eine Liebe zwischen Partnern aus verschiedenen sozialen Schichten mit dem bezeichnenden Titel „Der Erfolg eines jungen Hundes“ kann ihn nicht mehr aufrichten. Harry verschwindet nach der Verlagsparty, rast auf der Autobahn in der Nähe des Flughafens gegen einen Brückenpfeiler und stirbt im Krankenhaus.
Im Kontrast zum unglücklichen Erfolgsschriftsteller geht der Erzähler den selbstbestimmten Weg (Kapitel Zeig uns den Weg heim). Er trennt sich von der Düsseldorfer Band, weil die Mitspieler das erfolgreiche Jazz-Repertoire für die Konzerte beibehalten und nicht mehr experimentieren wollen. Seine Botschaft („[…] solange es Musik ist und dir die Möglichkeit gibt, dich auszudrücken […] Wir spielen für uns selber. Haben wir nicht immer daran den meisten Spaß gehabt?“) kommt bei ihnen nicht mehr an. Nach der Beerdigung Harrys verlässt Chase im September 1958 Frankfurt und geht wieder auf Reisen (Kapitel Retraite). Bei Arles durchwandert er bei großer Hitze eine Steppenlandschaft: „Es war nicht nur ein Stück schöne, wilde Natur, die zum Kampf herausforderte. Es war auch ein Seelenzustand. Hier fünf Kilometer vorangekommen zu sein, war ein Sieg über sich selbst, gab Selbstvertrauen, das ich lange nicht mehr in solcher Intensität gespürt hatte“.

### Hermann Peter Piwitt:Rotschilds
In Hermann Peter Piwitts Roman Rotschilds (1972) erinnert sich Robert (Rott) an seine Liebesbeziehung zu Rebecca 1958 in Frankfurt. Beide und sein Freund Baldus sind auf der Suche nach dem Lebenssinn und ihren weiteren Wegen. Am Ende dieses Entwicklungsprozesses trennen sie sich und verlassen die Stadt mit verschiedenen Zielen.
In die personale Handlung sind Ausschnitte aus Zeitungen, Büchern oder Werbeprospekten sowie Artikel aus Baldus‘ Zettelkasten zu historischen, wirtschaftlichen, politischen und gesellschaftlichen Themen montiert, welche die deutsche Goldgräberzeit, in der „der Aufstieg zum Krösus einem jeden offen[steht]“, die Jahre der Prosperität („Geld liegt auf der Straße“) und des „anbrechenden Atomzeitalters“, abbilden bzw. kritisch beleuchten. Diese Materialien dienen den Hauptpersonen auch als Diskussionsgrundlage.
Eingefädelt wird die Beziehung zu Rebecca durch Robert Gustav Beenkens Freund Baldus Korbes, dessen Ausbildungsweg ins Stocken geraten ist. Er hat sein Pharmaziestudium abgebrochen, arbeitet aushilfsweise in einer Bornheimer Apotheke und mixt in seinem Zimmer in der Berger Straße Drogen zusammen, die er mit Rott ausprobiert. Mit seinen Pillen benebelt er seinen Alltag: Er schwimmt im kalten Main von der Alten Brücke zum Eisernen Steg und verdämmert am Ponton den Nachmittag. Manchmal sitzt er auf der Opernhaus-Ruine, nimmt vor der Trinkhalle Trinklein auf der Bockenheimer Landstraße die „Parade der Verkäuferinnen und Sekretärinnen ab“ oder sucht im Café Fiesta in der Kalbächergasse (Fressgass) Bekanntschaften mit „Bürgerstöchtern“ aus den „ersten Häusern“ des Klassenfeinds. Hinter diesen Vergnügungen brütet er über gesellschaftspolitische Fragen und sammelt als Belege für seine Kapitalismuskritik in seinem Zettelkasten u. a. Berichte über die wirtschaftlichen und politischen Aktivitäten vermögender Familien während der NS-Zeit und der Nachkriegsjahre. Sie hätten, um von ihrem Reichtum abzulenken, die „Rothschild-Legende“ erfunden, seien aber die wahren Rotschilds (Titel). Auch recherchiert er das Leben seines nach der Kampfzeit der faschistischen Ustascha in Deutschland untergetauchten Vaters Rasha und seinen Identitätswechsel zu Momme Härmken Herms, dem Profiteur von Schwarzmarktgeschäften und Gründer des Versandhauses Lindenbroich. Sich selbst, Rott und Rebecca sieht er dagegen als Verlierer des Systems. Als Rächer erschießt er Rasha und setzt sich nach Ost-Berlin ab.
Auch Robert ist während seiner Frankfurter Zeit in einer Warteschleife. Er wohnt noch bei seiner den lockeren Lebensstil ihres Sohnes kritisierenden Mutter in Praunheim und räumt nach abgebrochener Schullaufbahn das Möbellager Grappa & Söhne am Allerheiligentor auf, um Geld für eine Schauspielerausbildung zu sammeln. Dies ist jedoch kaum zu realisieren, denn nach der Arbeit gibt er sein Erspartes wieder aus, z. B. wenn er sich zusammen mit Baldus im Weinkeller Knabe am Affentorplatz in Sachsenhausen betrinkt. Da sein Freund an einem Tag im April seine Drogen zu hoch dosiert hat, soll er an seiner Stelle Rebecca an der Hauptwache treffen.
Sie arbeitet, nach Jobs in einem Café und einer Schokoladefabrik, als Model für einen Warenhauskatalog und sucht Kontakte für weitere Aufträge in der Werbe- und Textilbranche. Als siebzehnjähriges Mädchen ist sie aus der Kleinstadt Dülmen nach Frankfurt gekommen, um nach Besuch einer Klosterschule ein neues Leben zu beginnen und Karriere zu machen. Dazu änderte sie ihren mit der Dülmener visionären Mystikerin Anna Katharina Emmerick gemeinsamen Vornamen in Rebecca um, signalisiert dadurch eine orientalisch-jüdische Herkunft und verstärkt diese Aura durch eine abgründige Kajal-Augenschminke sowie ihren Shalimar-Parfümgeruch. Außerdem bastelt sie sich eine eklektizistische Philosophie zusammen und tritt beim naiven Rott in ihrer unbekümmerten, unkonventionellen Ausstrahlung als Schamanin auf. Nächtelang sprechen sie über ihr Gemisch hinduistischer und chinesischer Weisheiten von den Lehren der Upanishaden bis zu denen des Yin und Yang, vermittelt durch in Trance versetzende und die Körperfunktionen beeinflussende Yogaübungen, okkulte Vorstellungen von einer geheimnisvollen Energieübertragung über das Erdmagnetfeld oder Teleportation durch Magie, Astralwanderungen und Geisterbeschwörungen. Symbolisiert wird ihre Weltanschauung des ewigen Wandels durch das russische Schachtelpüppchen Matryoschko, das sie in einem Korb mit sich herumträgt. Auch ihre Schildkröte Lemmy ist mythologisch bedeutungsvoll. Rebeccae fühlt sich offenbar ebenfalls als Inkarnation einer Gottheit und Trägerin der Menschen. So klagt sie in ihrer Oberrader Wohnung mit Tränen in den Augen: „Robert, was soll ich machen: überall diese Leute, die ohne mich nicht leben können.“ Ihre Philosophie ist die Veränderung und das Schwimmen „in kräftigen Zügen mit dem Strom“: „Dazu bedarf es keiner Hilfsmittel, man ist Teil des Lebens und zieht mit ihm weiter. […] Es ist die einzig wahre Lebensweise, die mit den Grundgesetzen menschlicher Art – ewiges Reifen und Wachsen – harmoniert.“

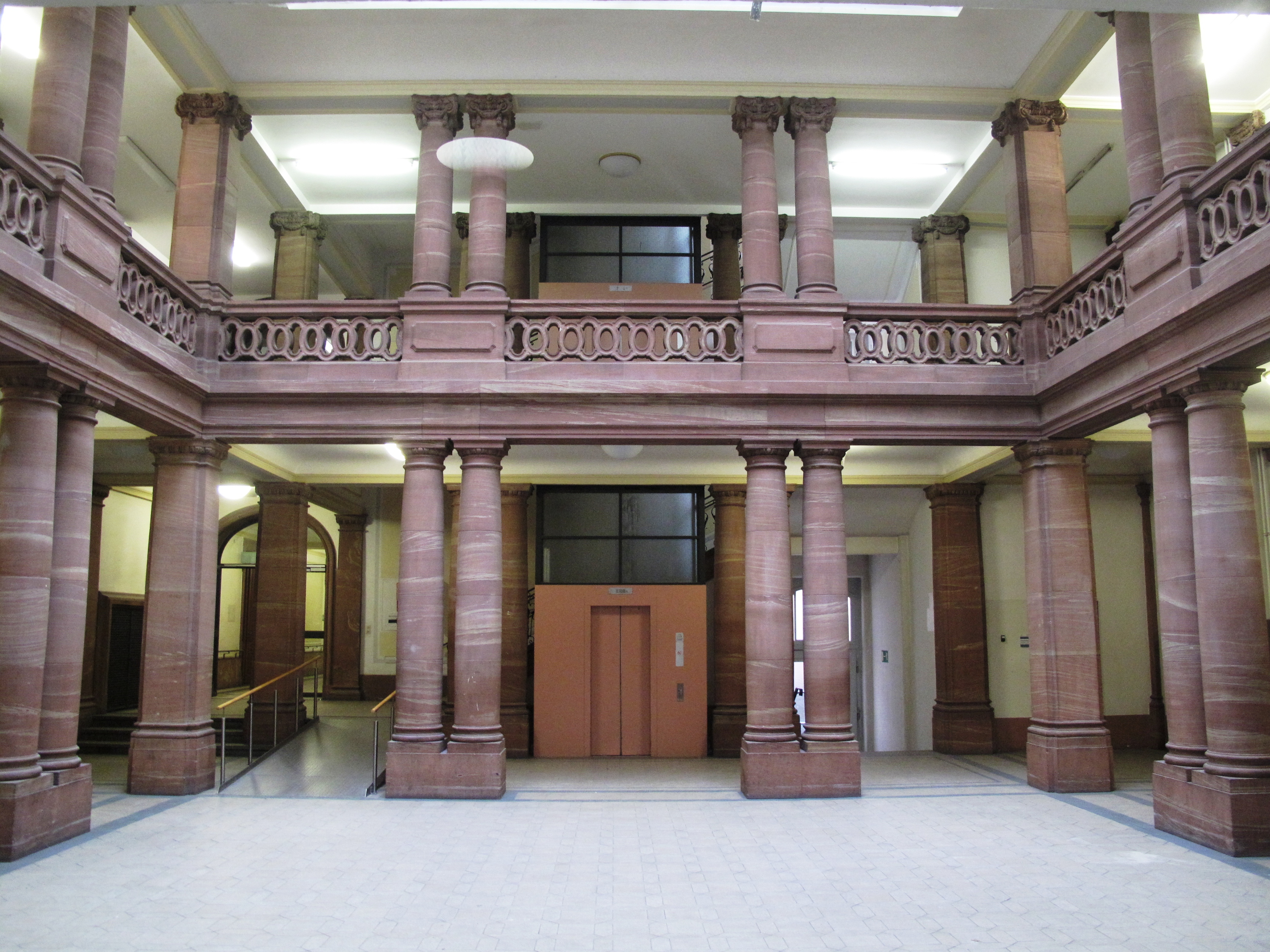
Robert wartet auf der Balustrade über dem Treppenaufgang der Universität eine Stunde lang, zu diesem Zeitpunkt noch stolz auf seine schöne und kluge Freundin, die der große Tivoli Kunst für die Anmeldung zu seinem Seminar „zu sich gebeten hat. Und zwar persönlich!“ Dabei wird er von der lächelnd unruhig auf und ab wandernden Frau des Professors beobachtet.

Nach dem ersten Treffen an der Hauptwache und dem Spaziergang zur Bibergasse, an der Opernhaus-Ruine vorbei, über die Bockenheimer Landstraße zur Bockenheimer Warte lädt Rebecca Rott zu sich nach Oberrad ein, wo ein paar Tage später ihre asymmetrische Beziehung beginnt: Während sie sich mit Fotografen, Designers Agenten und Yoga-Freunden trifft und an Ernst Tivoli-Kunsts Seminar über die Geschichte des seelischen Schmerzes teilnehmen darf, transportiert er Möbel aus Haushaltsauflösungen in Bornheim, dem Westend oder der Wetterau zu Crappas Lager und sortiert sie nach Verwertbarkeit. Anschließend besucht er seinen Freund. Sie diskutieren über Fragen des Lebens und der Gesellschaft und betrinken sich dabei. Rott ersäuft auch seine manische Eifersucht auf Rebecca im Apfelwein, beispielsweise wegen des von ihr bewunderten Professors, den sie auf einem Abend der Gesellschaft für christlich-jüdische Zusammenarbeit kennengelernt hat. Alkoholisiert stellt er sich in seiner Phantasie vor, dass seine Freundin ihn mit einer Schar von Liebhabern betrügt und sieht sie in einer Vision als Sexualobjekt im Scheinwerferlicht auf der Bühne inmitten einer voyeuristischen Gesellschaft. Diese surrealen Bilder von Rebecca assoziiert er mit ihren esoterischen Gedanken von der Befreiung ihres Astralleibes: „[S]ie will aus sich heraus, sie wird strahlen […] Sie wird der blaue Himmel sein, der alles einläßt, aber nichts ist.“ Rott sucht in ihrer Wohnung nach Spuren ihrer Untreue, wenn sie über Nacht wegbleibt und angeblich bei Freundinnen übernachtet, findet jedoch keine, was er als Beweis ihrer Raffinesse, aber auch ihres Selbstwertgefühls deutet: „Sie möchte nicht, daß er schlecht von ihr denkt, aber sie belügt ihn. Sie möchte von ihm respektiert, ja verehrt werden, und sie verschweigt ihm alles, wovon sie befürchtet, daß seine Verehrung darunter leiden könnte.“ Sein Anschuldigungen und Wutausbrüche weist sie als unbegründet zurück. Einmal reagiert sie jedoch mit der Andeutung, es sei vielleicht ihr Schicksal, daß sie allen Männern wehtun müsse. Rott ist für Rebecca nach ihrer Arbeit im kalten Werbegeschäft und ihren Beratungen mit ihrem Agenten ein warmer familiärer Rückhalt, eine Art Bruder-Freund. In kurzen Zeitspannen, immer wenn sie schwanger sein könnte, hat ihre Freundschaft eine Zukunftschance und dann strickt sie ein weiteres Stück seines nie fertig werdenden Winter-Pullovers: „[I]ch bekomme tatsächlich ein Kind. Du hast es also geschafft. Aber es macht nichts, ich finde es herrlich. Wenn es nach mir ginge, ich könnte mein ganzes Leben lang schwanger sein.“ Nach ihrer Fehlgeburt beendet Rebecca die Beziehung, die sie jetzt als eine Episode in ihrem Reifeprozesses sieht. Im Rückblick bewertet Rott ihre Zeit esoterischer Romantik kritisch: „Das Leben war für sie ein Kleiderständer von Weltanschauungen, an dem sie sich je nach Appetit bediente. Und die ungenauen, die dunklen […] waren ihr die liebsten. Ob Traumdeutung oder Hypnose, ob Handlesen oder Telepathie […] wir rauschten wie die Paradiesvögel durch den Dschungel der Sphären und Systeme und nahmen von jedem Schwindel einen Schnabel voll. Alles, was sich nicht erklären ließ, stürzte sie augenblicklich in eine zierliche, sprunghafte Begeisterung.“ Aber auch Rebecca erscheint das Nebeneinander ihrer Philosophie und ihrer oberflächlichen Modeltätigkeit zunehmend grotesk. Sie ist unglücklich über diesen Widerspruch und versucht ihm in ihrer dritten Lebensphase durch ihre Konversion zum Judentum und ihre Übersiedlung nach Jerusalem zu entkommen.
Alle drei verlassen Frankfurt, die Stadt des Geldes, der Rotschilds. Im Sinne der Botschaft am Romanende werden sie gesellschaftlich aktiv: Baldus lebt als Lehrer in Berlin. Rott setzt am Meer aus dem Strandgut seiner Erinnerung die Figuren der Geschichte mit den Dokumentationen zusammen und wird damit zum Sprachrohr des Autors. Rebecca ist mit ihren Schminksachen und dem Landwirtschaftlichen Ratgeber nach Israel ausgewandert und schickt Rott illustrierte Zeitschriften, in denen sie die Modelle der neuen Saison, Jeans und Bluse, auf einem Traktor vorstellt: „Kannst du mir sagen, wie ich jemals woanders als in der Wüste habe leben können?“
Die Ungewissheit über das ganze Leben seiner Freundin, der Zweifel an ihrer Aufrichtigkeit, und seine Bemühungen um die Wahrheit spiegeln sich im Wechsel zwischen Ich-Form und personaler Er-Form. Diese Unsicherheit über die Bewertung Rebeccas wird bei der Rekonstruktion der Frankfurter Zeit noch durch die Schwächen des Erinnerns verstärkt: „[I]ich wollte nur wissen, welche Rolle sie mir zugedacht hatte, vielleicht mal wieder den Cousin aus der Zone? Oder Rott als unheilbar kranken Bruder, den sie nicht von der Seite lassen will. […] Das Labyrinth ist das Labyrinth des Gedächtnisses, in dem sich die ganze Geschichte schließlich verliert.“

### Martin Mosebach:Westend

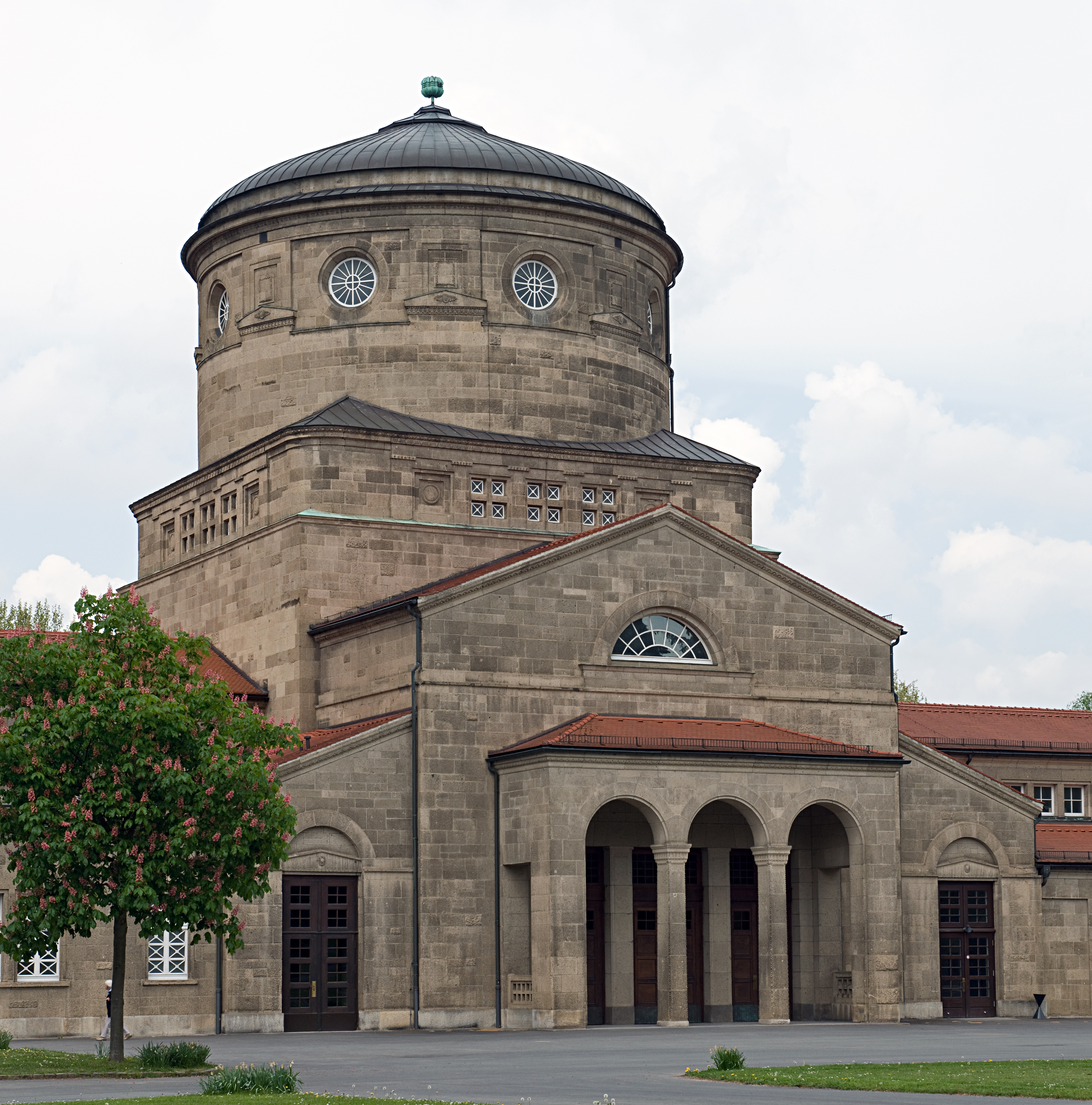
In der Halle des neuen Portalbaus findet die Trauerfeier für Mathilde Labonté statt.

Martin Mosebachs Roman Westend (1992) erzählt vom Ende der Nachkriegszeit an, etwa 1950, bis zum sich ankündigenden 68er-Aufbruch die achtzehnjährige Geschichte der Nachbarskinder Alfred Labonté und Lilly Has sowie ihrer Familien und deren Häuser in der Schubert- bzw. der Mendelssohnstraße. Ausgehend von dieser Personengruppe zeichnet der Autor ein Porträt des Westends: Die Straßen und Häuser sind Schauplatz einer heterogenen Gesellschaft mit ihren Konflikten, schicksalhaften Ereignissen sowie sozialen Abhängigkeiten. Ein Beispiel dafür ist die Beziehungsproblematik der aus Zoppot geflohenen Etelka. Als Frau des Schrotthändlers Kalkofen und Geliebten Eduard Has’ wird sie zum Verhandlungsobjekt der Männer und reist am Ende des Romans mit ihrem Liebhaber nach Paris ab. Zusammen mit Rückblicken entsteht so ein Bild der Veränderungen dieses bürgerlichen Stadtgebietes im Laufe des 20. Jahrhunderts (3. Teil Das Haus) sowie seiner Bewohner und ihrer Wertvorstellungen vom Ende der Nachkriegszeit über die Immobilienspekulation und großdimensionierte, funktionale urbane Planung bis in die Zeit des Aufbruchs: der sich ankündigenden Häuserbesetzungen und Studentenunruhen.
Während die Erben der Feinkost- und Genussmittelhandlung Wwe. Labonté, die unverheirateten Töchter des Gründers und Großtanten Alfreds, die 1905 geborene Matilde (Tildchen) und Mi, von ihrem gut angelegten Vermögen leben, profitiert die „Haus- und Grundstückverwaltung“ der Familie Has vom Wiederaufbau der zerstörten Stadt (1. Teil Der Main) und der Sohn Eduard kann sich vom Schweizer Galeristen Guggisheim, der ihm seine exotisch-grazile Frau Dorothée abgeben musste, eine wertvolle Expressionismus-Sammlung aufbauen lassen. Sowohl die Labontés wie die Has zählen zum wohlhabenden Bürgertum, dessen Binnendifferenzierung jedoch der Unterschied zwischen dem Labontéschen Familiengrab, in dem auch Tildchens Urne (7. Teil Der Tod) nach der Trauerfeier im Saal des Neuen Portals beigesetzt wird, und dem nicht weit davon entfernten Olenschlägerschen Mausoleum auf dem Hauptfriedhof veranschaulicht.
Diese Unterschiede verstärken sich noch bei der Enkelgeneration: Alfred Labonté wächst in der Nachkriegszeit im Milieu der Ruinengrundstücke und lückenhafter Familienstrukturen (sein Vater Alfred verschwindet nach einem simulierten Kanu-Unfall im Main aus der Stadt), doch liebevoll von den Tanten umsorgt auf. Er besucht zusammen mit Lilly, die von ihrem Vater mit seinem Sportwagen chauffiert wird, die Westend-Volksschule, später das Gymnasium. Im Haushaltswarengeschäft Rötzel und im Café der Tierfreunde lässt er sich von der Has-Geliebten Etelka ihr Leid klagen. Als Achtzehnjähriger geht er abends mit seinem Freund Toddi Osten in Ploogs Bierstuben im Bahnhofsviertel. Dort begegnet er zeitweise Etelka und einem sie über die Abwesenheit Eduards hinwegtröstenden Nachbarn. Lilly dagegen wird zu den Partys der Reichen eingeladen, wächst desinteressiert, vom Wiener Star-Architekten Szépregyi verführt, zwischen Expressionismus-Originalen auf. Den in sie seit seiner Kindheit verliebten Alfred und ihre Klassenkameraden trifft sie im Café Feuerbach in der Feuerbachstraße oder im Penthaus ihrer Eltern, wenn er ihr bei den Schulaufgaben hilft.

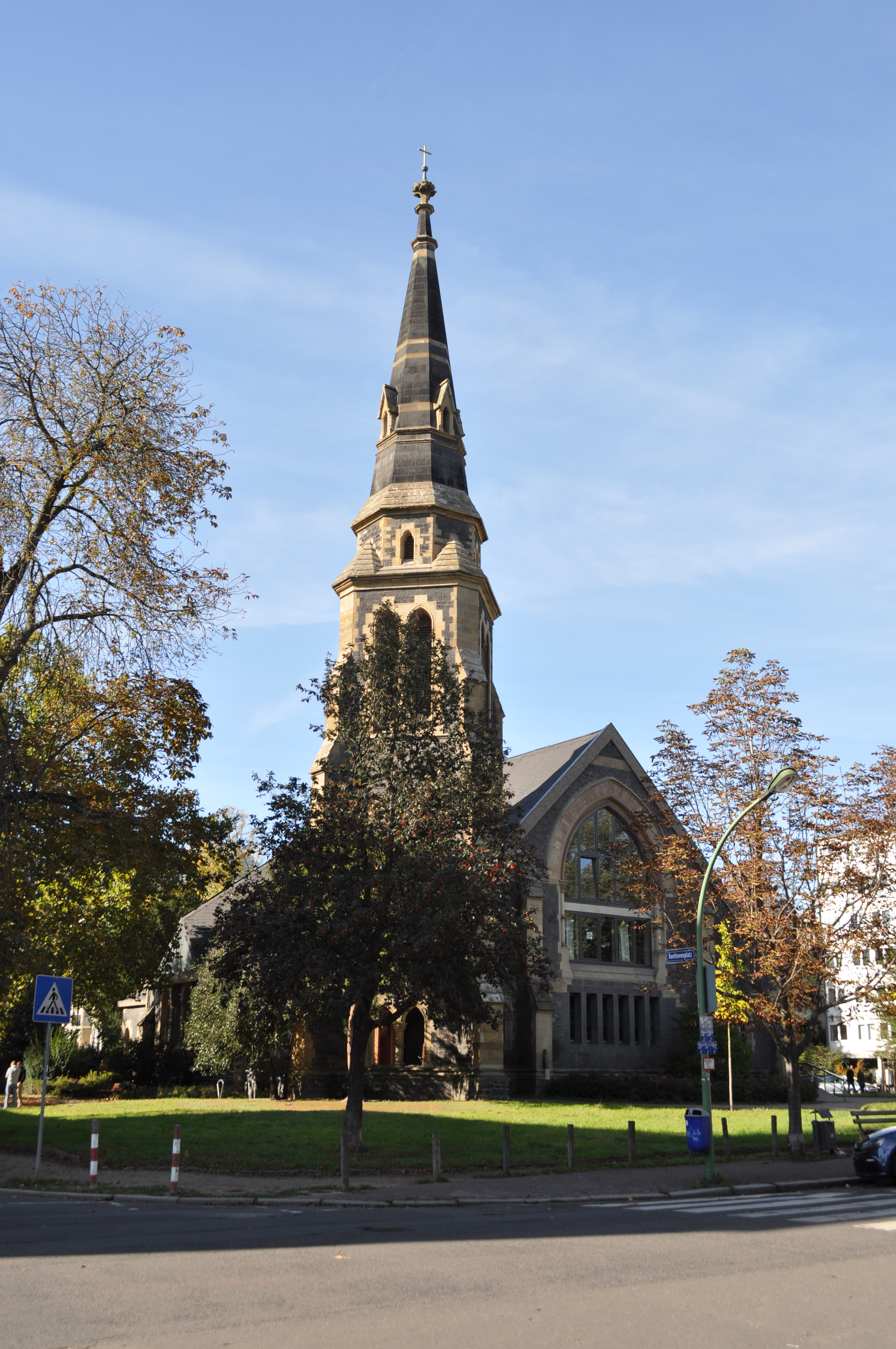
Ein literarisch ereignisreicher Ort: Für den Aufbau der im Krieg zerstörten Christuskirche und gegen den Plan, die Ruine abzureißen, sammelt Alfred Labonté Unterschriften. Auf dem angrenzenden Beethovenplatz vermittelt Kalkofen Has die Rückkehr seiner Geliebten Etelka und in Mosebachs Roman Das Blutbuchenfest beladen hier zur Zeit des jugoslawischen Bürgerkriegs Frankfurter Serben Lastwagen mit Spenden für ihre Angehörigen. Vor dem Portal trifft sich in Wassermanns Der Fall Maurizius Etzel Andergast mit dem alten Maurizius. Auch für Kurzecks Erzähler ist die Kirche eine Station auf seiner Stadtwanderung. Valentin Senger (Kaiserhofstraße 12) liebt am Beethovenplatz die Bulgarin Ionka und Harry Gelb geht zum Samstagabend-Schwof der Studenten mit der linken Schickeria ins Kolbheim (Fauser: Rohstoff).

Charakteristisch für das Gesellschaftsbild dieses Viertels ist auch das Dienstpersonal: neben Frau Emig im Haus Labonté, vertreten durch den Hausmeister Herr und die Putzfrau Scharnhorst, die während des Krieges aus Schlesien nach Frankfurt gekommen ist, ins Has-Haus eingewiesen wurde und sich dort nützlich macht. Zeitweise lebt sie mit dem den Materialbedarf der Nachkriegszeit nutzenden Schrotthändler Kalkofen zusammen. Da sie von Eduard Has’ Mutter ein Wohnrecht in der alten Villa erhielt, darf sie, nach Fertigstellung des Neubaus, in dessen oberster Etage mit Dachterrasse und Gemäldegalerie Lillys Eltern residieren, als Ersatz für ihren Anspruch und Gegenleistung für ihre Dienste die niedrige Kellerwohnung beziehen. Die soziale Schichtung bleibt also auch in der nächsten Generation: Frau Scharnhorsts in der Schule zurückhängender und vor dem Vater versteckter Sohn Kurt klopft im Viertel die Teppiche. Aber der Wandel kündigt sich an, als der zu Reichtum gekommene Kalkofen den kräftigen Sohn entdeckt und als Nachfolger zu sich ins Geschäft holt.
Der von Has beauftragte Wiener Architekten Szépregyi, dem die Handlungsführung des Romans mehrmals nach Österreich folgt, wenn die Has-Familie ihn dort besucht, propagiert seine Philosophie einer „funktionelle[n] Schönheit.“ Er plant die Gebäude „von innen nach außen“, um „die inneren Funktionen an der Fassade [abzulesen]“. Er ist damit Repräsentant des neuen sachlichen Baustils, der sich seit den 1950er Jahren im Westend zunehmend durchsetzt. Eduards Cousin Fred, der Geschäftsführer der Immobiliengesellschaft, vertritt konsequent die gigantomanischen Ideen, die er Ende des Ersten Weltkrieges als „die Utopien der neuen Stadtplaner“ kennen gelernt hat. Er plant „die Schubertstraße aufzurollen“ und kauft alte Gebäude mit „Kulissenarchitektur“ auf. „In ihm wohnt der Planer, der wahrhafte Umgestalter ganzer Landstriche. […] Vor allem die Schubertstraße [erscheint] dann vor seinen Augen: nicht Straße mehr hinfort, sondern langgestreckter Hof zwischen gläsernen, betongestützten Schiffen, die mit zahlreichen Brücken verbunden [sind], eine Stadt in der Stadt, mit eigenem Anschluß an das öffentliche Verkehrssystem, mit gegeneinander sich bewegenden Rolltreppen, Rohrpostanlagen, Tausenden von Menschen, die dort Schreibmaschinen zu gleichmäßigem Rattern [bringen], ein Termitenbau, in dem es niemals Nacht werden muß.“ Diese Perspektiven führen zu einem Handel mit alten Häusern und Grundstücken, der fieberhafte Formen annimmt. Die Immobilien stehen entweder leer oder werden in der Übergangszeit günstig vermietet, z. B „als Massenquartier an griechische und kroatische Arbeiter“ oder Bordellbetreiber. Als Folge davon ziehen viele Alteingesessene weg und bieten ihre Häuser zum Verkauf an: „Der Verfall, seine Verlassenheit und Verwahrlosung [verbinden] sich mit der Bewegung von Summen, als vermute man in den aufgekauften Vorgärten vergrabene Schätze.“ Doch „[i]n dem Eifer, das Westend von seinen Bewohnern zu säubern, waren die Behörden in ihren Lizenzen gegenüber den Frankfurter Zuhältern und den wuchertreibenden Vermietern der Massenquartiere zu weit gegangen. Eine Politik, die sich eben noch der Zustimmung aller fortschrittlich Gesinnten sicher war, bekam auf einmal den Beigeschmack des Skandalösen. […] Es galt von jetzt an nur noch die „Armen“ zu beschützen, die von „skrupellosen Spekulanten“ ins Elend getrieben wurden.“
In der Villa Labonté, als Kontrast zum Neubau Has, ist die alte Zeit in den Möbeln. Bildern und Lebensformen konserviert. In diesem Heim wird Alfred von Mi und Tildchen erzogen und auf die Umbrüche der Umwelt und der Stilepochen aufmerksam gemacht. Für ihn ist „[j]edes Haus […] eine eigene Schöpfung, die alle Elemente [der Gotik und der Renaissance] zwar zitiert, aber in neue, bisher unbekannte Zusammenhänge stellt“. Durch die Tanten angeregt sammelt er, trotz Lillys von Szépregyi beeinflusstem Widerspruch, Unterschriften gegen den Plan, die im Krieg zerstörte Christuskirche abzureißen, um eine „Suppenküche für Studenten“ zu bauen. Solche Proteste der Bevölkerung gegen die skrupellosen Spekulationen, die in den 1970er Jahren zum Frankfurter Häuserkampf eskalieren, lösen Druck auf die Politiker aus und das Viertel wird unter Denkmalschutz gestellt und die Immobilienblase platzt.
Damit sind auch Fred Ölenschlägers Pläne gescheitert. Er kann die aufgekauften Grundstücke und die unter Denkmalschutz gestellten Häuser nicht mehr wie erwartet vermarkten und Eduard Has’ großzügig-naivem Mäzenatentum und der Mätressenfinanzierung wird die Grundlage entzogen (4. Teil Die Liebe, 6. Teil Das Geld). Die Abrechnung der Fehlplanungen ist im Gange, Has hat die nicht mehr zu realisierenden Verträge mit den Planungskosten Szépregys arglos unterschrieben. Er sieht sich nun, parallel zur Rückkehr Dorothées zu Guggisheim in die Schweiz, mit den Forderungen seines Gesellschafters, der dessen Gemäldesammlung verflüssigen möchte, in Höhe von sieben Millionen Mark konfrontiert. Doch der Kunsthändler hat für Dorothée vor ihrer Abreise die Bilder in einem Depot vor Zugriffen gesichert. Die neue Wohnung ist geräumt, Lilly findet sie bei ihrer Rückkehr aus Wien verlassen vor. Auch im, abgesehen von seinen Zimmern, leeren Labonté-Haus bleibt nach dem Tod Tildchens und dem Auszug Mis in ein komfortables Altersheim in Kronberg Alfred allein als Erbe zurück. „Der Kosmos [ist] zerschlagen.“

## Die Schattenseiten der Prosperität in den 1960er Jahren

### Ernst Herhaus:Die homburgische Hochzeit
Im satirischen Roman Die homburgische Hochzeit (1967) von Ernst Herhaus wird die gesellschaftliche und wirtschaftliche Situation der 1960er Jahre surrealistisch parodiert.
Der in eine psychiatrische Klinik in Rödelheim eingewiesene Ich-Erzähler Erich Hals berichtet von seinem Aufenthalt in diesem „Freihaus“, den Gesprächen mit anderen Patienten, z. B. dem wegen seiner „politisch-mystischen Schmähschriften“ einsitzenden Thilo von Sobeck („ein übervernünftiger Mensch, der das Chaos seines Daseins nur als geisterhafte Miniatur des allgemeinen Chaos sich erklären konnte“ und sich „für das Unerreichbare entschied[]“), dem Wärter Paul Bosch (Kapitel Wahn, etwas gedehnt) und dem Oberarzt Dr. Weil (Kapitel Das Haus der Freiheit). Während der Doktor, nach der Lektüre der als Therapie verfassten Notizen über seine Irrfahrt, Hals mit den Worten „Es ist hoffnungslos […] Ich habe alles versucht, in Ihnen wenigstens Spurenelemente von Geistesgestörtheit zu entdecken; es tut mir leid, Hals, ich habe in Abgründe von Gesundheit geblickt“ entlässt, bewertet der Protagonist seine Lebenserinnerungen, in denen sich die Konturen zwischen Realität und Phantasie verwischen, als erfunden: „[D]as gibt’s ja alles nicht, wird es niemals geben, nie!“ Bereits während seines Schreibprozesses, ungefähr in der neunzehnten Woche seiner Klausnerei, reflektiert er skeptisch: „Hoch oben auf der Siechenbrücke des Denkens lehne ich mich weit über das Geländer aus Wortsystemen und Theorien, die gebrechlicher sind als Ameisenknöchel, und schaue hinab auf einen, der in früher Morgenstunde über sein Frühstücksei gebeugt ist, als wäre es eine Hilfe gegen die Angst, so ruhig und gemessen ein Ei zu verzehren.“
In der Tat begegnet er, wie er in seinen Aufzeichnungen demonstriert, sowohl im homburgischen Land seiner Kindheit, in das er vorübergehend, „nach Jahren konfusen Umherziehens“ als Student, zurückkehrt, um die 19-jährige Rosemund Erben in Bergfelden zu heiraten, als auch in der Großstadt bizarren Situationen und merkwürdigen Figuren. Es mischen sich die Zeitebenen, personalen Zuordnungen (Mutter und Frau) und Identitäten (Vater und Sohn). „Die Welt des Verstehbaren löst[] sich auf“. Der Erzähler sieht seine „individuelle Person längst zerrüttet“ von den Verhängnissen seiner Vergangenheit und ist in Gefahr ausgelöscht zu werden: „[E]ine Außenwelt, die keine Aussicht hat, ist für mich keine wirkliche Welt, und eine Innenwelt, in die ich kaum Einsicht besitze, wird mir immer mehr zu einer Zumutung“.
Nach der ländlich-traditionellen Hochzeitsfeier mit abschließendem koital-eruptivem Lachkrampf reist Erich nach Frankfurt zurück (Kapitel Die Rückkehr ins Zwischenreich). Die Stadt verwandelt sich immer wieder in ein absurdes Panoptikum und übt eine Faszination auf ihn aus, „denn das Phantastische ist das Reelle […] das […] was einzig zu verwirklichen sich lohnte. Frankfurt am Main mit seiner Nüchternheit, seinem umwerfenden Pragmatismus, diese Stadt mit ihrem unkonventionellen Überlebens-Trend, der Tote aufweckt, mit ihrem hektischen verbrecherhaften Geldgeruch […] und ihrem in Westdeutschland einmaligen Misstrauen gegen allzu schöne und allzu gebräuchliche Gedanken, Ideen und Ideale“.
So treibt der Erzähler durch die Straßen und Bars der Stadt mit meist fiktiven oder leicht abgewandelten Namen von einer Begegnung zur anderen. Im Suff versuchen die auf der Erfolgsleiter abgestürzten Figuren (wie der ehemalige kommunistische Funktionär Fred oder der gescheiterte Gerüstebauer Teddi Schnapp) ihren Lebens- und Weltschmerz zu ertränken. Die Handlungen wuchern durch- und übereinander, etwa im Preislied Erichs auf den triebhaften „Große[n] Mandarin“ sowie in den Monologen (Kapitel Wahn etwas gedehnt) der von den Höhen der Wissenschaft zur „schlechteste[n] Barfrau Deutschlands“ abgestiegenen Hanne über ihre Liebeslust und die wechselnden internationalen homo- und heterosexuellen Beziehungen mit Harry, Tristani, ihrem Chinesen, Fritjof oder Plexi im Koseclub (Kapitel Die Werkzeuge des Lebens). Ihre Zuhörer sind der Protagonist und die Alkoholikerin Loulou Weiß, die schon wegen Polyneuritis in die Nordwestklinik eingeliefert wurde. Hals nimmt die ehemalige Kollegin bei sich auf, sieht in ihrem Gesicht die „Halluzinationen des Selbstbetrugs“ und hofft vergeblich, ihren Zerfall zu verlangsamen bzw. den „Irrsinn aus dem Leben eines Menschen fernzuhalten.“ Immer wieder begegnet er solchen Grenzgängern, auch anderen, die sich mit dem Alltag arrangiert haben, z. B. Manfred Mosch, den Bearbeiter für Kirchenaustritte, Buchstaben H–L, beim Amtsgericht und Gelegenheitsbesucher des Frauenlokals Kleines Paradies.

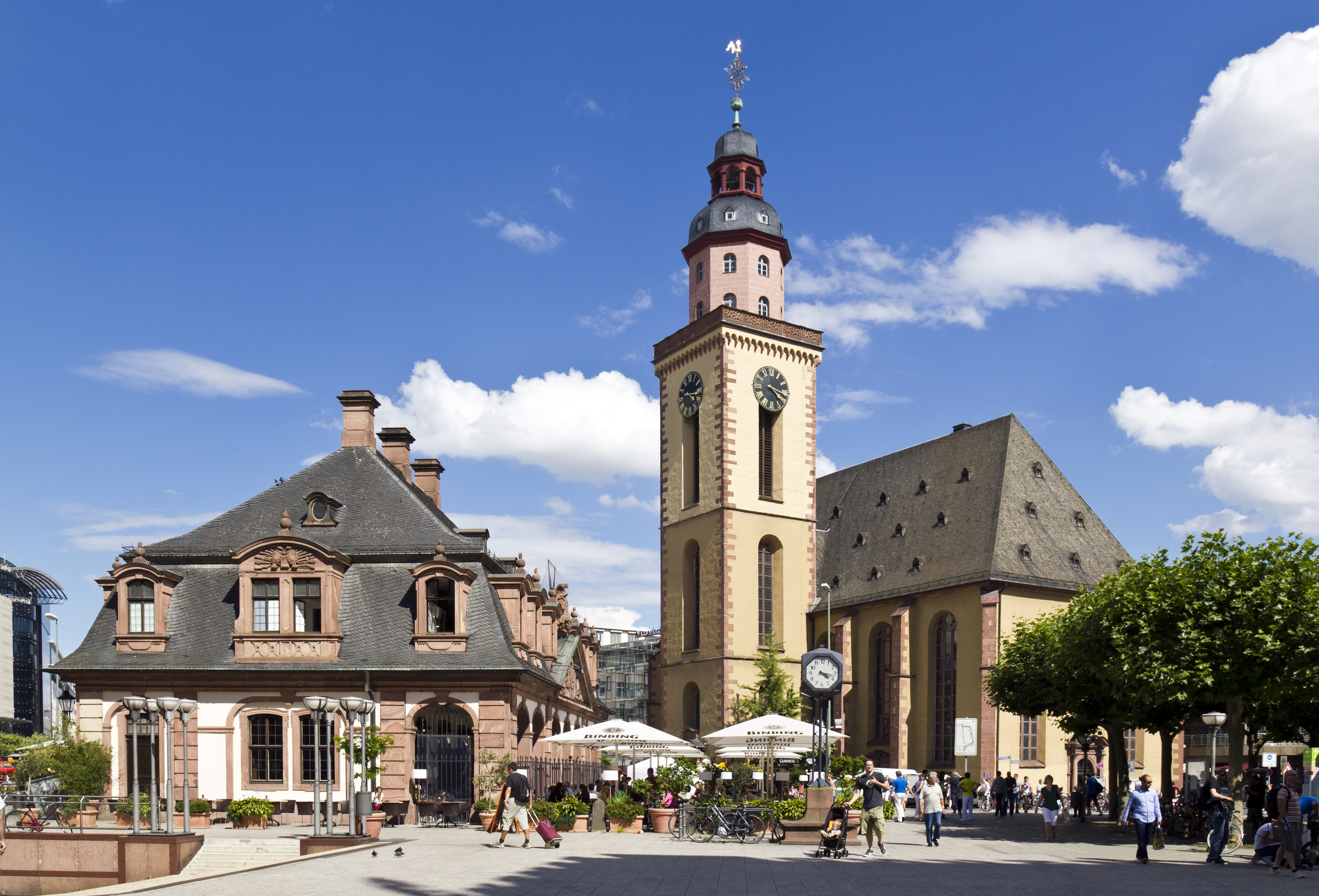
Mr. Friedman erklärt im Café Kranzler an der Hauptwache Erich Hals seine Geschäftsstrategie. Später erleben die Patienten des Nervenhauses Rödelheim bei ihrem Festzug in die Innenstadt, wie das historische Gebäude Stein für Stein abgetragen und verschenkt wird, während die Cafébesucher nichts wahrnehmen. In Zwerenz' „Die Erde ist unbewohnbar wie der Mond“ ist die B-Ebene unter der Hauptwache der Treffpunkt der gesellschaftlichen Randgruppen mit dem Gnom.

Aus der Embryo-Perspektive beobachtet der Erzähler (Kapitel Ein tiefes glühendes schönes Auge) die mondän-kokette und fleißige Prostituierte La Divine („nur auf tausend Samen blüht der Weizen“). Sie ist eine seiner drei biologischen Mütter. Im edlen Milieu an der Bar des Hotels Orlando erklärt sie dem exzentrischen, vom „Frankfurt-Stil“ begeisterten Wiener Maler Heinz Herschel: „Frankfurt ist Mystik, Mystik mit dem blanken Messer“. Herschel malt nach einem Gashahn-Selbstmordversuch im neuen Atelier im Westend oder später im Hotel Orlando unter dem „dumpfen Gefühl der Hilflosigkeit und Bewusstseinsschwäche“ neue Werke. La Divines neuer Finanzier, der zweiundzwanzigjährige schwermütige Kunsthändler und Betreiber der Galerie im Haus Nr. 33 an der Eisernen Hand Jean Benjamin Thérèse de Maisch (Kapitel Heroisch-galanter Bericht) interpretiert sie folgendermaßen: „Die seltsame Lähmung, die einem vor diesen Bildern befällt, dieses mit Schmerz und Verwunderung geladene Erstaunen, hebt unser Fühlen über den Gefrierpunkt, weil wir erkennen, dass sich in dieser Kunst das Böse nie ganz verwirklichen kann. In diesen Bildern ist unser Verlangen nach Reinigung und Umkehr für immer festgehalten.“ Nachdem La Divine, entgegen ihrem Versprechen, wieder Herschel im Hotel getroffen hat, erschießt de Maisch sie und tötet damit auch den Embryo Erich. Doktor Weil analysiert dem Patienten dieses surrealistische Erlebnis: „Es riecht alles ein wenig nach Kolportage […] Nur dass die Welt, die Sie oder ich nicht interpretieren können, deshalb keine Welt sei, das kann ich Ihnen leider nicht bestätigen.“
In seiner Rödelheimer Zelle beschreibt Hals ebenfalls seine Arbeit im Frankfurter Tochterbüro der Pilgrim-Investment-Gruppe als C2-Angestellter (Kapitel Wahn, etwas gedehnt). Es ist ein Kosmos des Wahnsinns: „Keiner durchschaut den hektischen Betrieb, alle operier[]en mit Zahlen; keiner [weiß], was sie bedeute[]n“. Der Bürodirektor Dr. Philip, der sogenannte Krächzer, „[bringt] täglich einen Strom abstrakter Drohungen und Katastrophenbegriffe in Umlauf, das Geflüster von deflatorischen Kursen, Kuponsteuerzusagen, Restriktionen und Rezessionen, konjunkturelle Abschwächungen, kaputten Kreditplafondierungen, von Wechsel- und Aktieninflation, Bankembargos und sonstigen im Hinterhalt lauernden Todesstößen [reißen] niemals ab.“

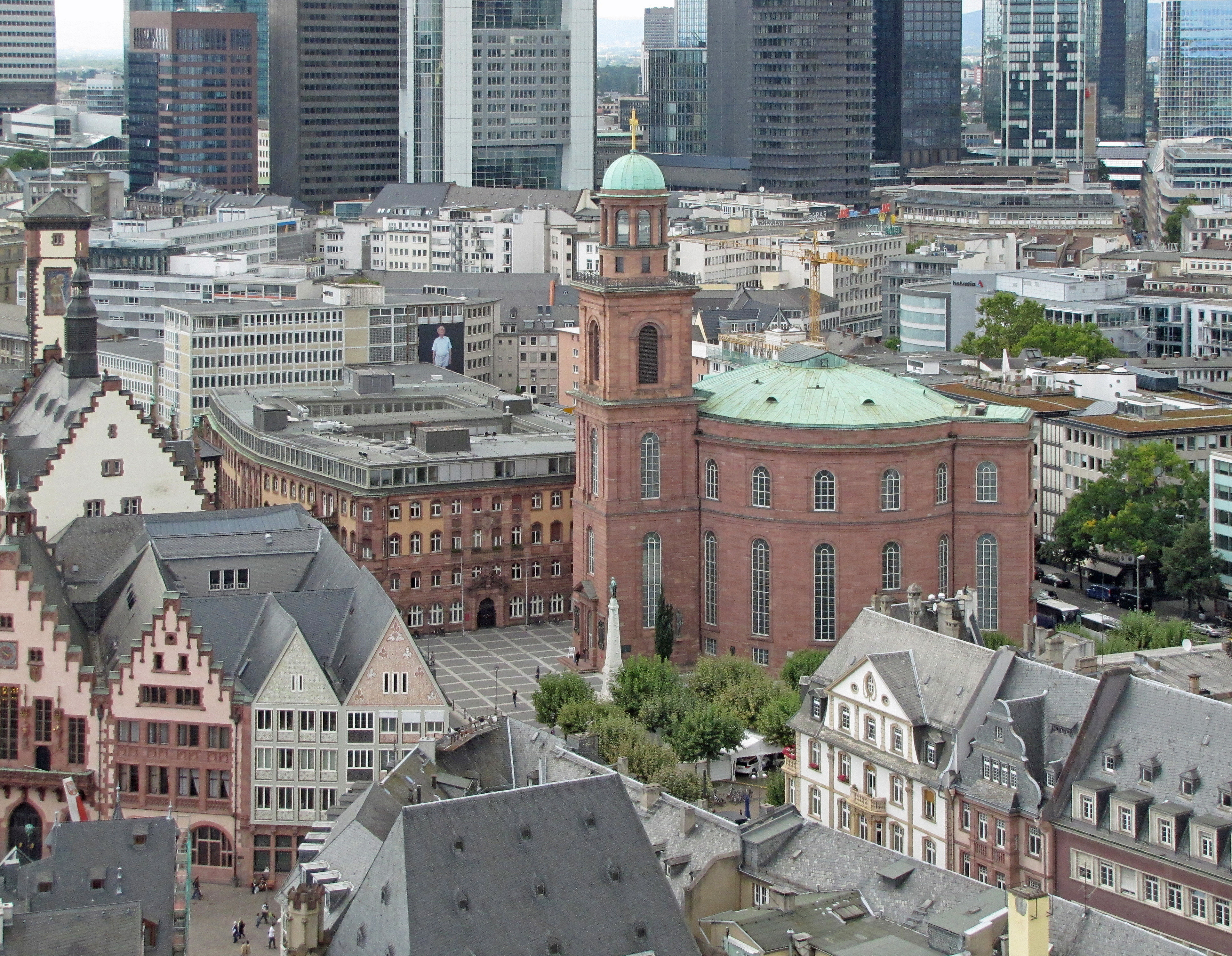
In der Vorstellung der mit Kutte und Kapuzen in der Innenstadt herumziehenden Rödelheimer verschwindet auch „im auf offener Straße ausbrechenden Irrsinn“ die Paulskirche stückweise. Die Wahnsinnsmetaphorik verwendet auch Wilhelm Genazino, in für ihn typischer Weltsicht, in seinem Roman Die Liebe zur Einfalt. Der Ich-Erzähler beobachtet von einem Eiscafé am Paulsplatz aus eine „stadtbekannte Geistesgestörte […] Ihr Reden ist alles in einem: Weltliebe, Weltverdruß, Weltbeschimpfung, Weltabschied […] [s]ie hat alle Menschen in ihrer Nähe daran erinnert, daß nach der Todesfurcht die Angst vor dem Irrsinn uns alle verbindet […] Die Krankheit hat auch ihre Erinnerung an ihren Zustand vor der Erkrankung gelöscht […] Als sich unsere Blicke trafen, empfand ich das Glück, für einige Sekunden nichts wissen zu müssen. Jetzt sitze ich da und bezahle mit meiner Scham den mir zufallenden Anteil an der Unvollendbarkeit der Schöpfung.“

Ein amerikanischer Besucher, Mister Friedman, soll den Besuch des obersten Bosses, Herbie Pilgram („Herbie ist nicht blind, Herbie kommt und nimmt.“), vorbereiten und skizziert Hals im Café Kranzler an der Hauptwache die Grundzüge des Programms, „eines internationalen Bluffs, bei dem sich die Eventuellsager und die cleversten Börsenpsychen gegenseitig zulächel[]n und be[steigen], um jedermann ihre Kennzeichen zu offenbaren: Blindheit und geheimnisvolle Stärke.“ Friedman ruft Hals auf, zur Erlösung von der Isolation und Einsamkeit der Menschen missionarisch für den Fonds zu werben: „Wir werden eine gewisse Heilspose […] natürlich nicht verschmähen […] Die Pilgrimgruppe ‚Investment für morgen‘ sammelt das Geld der Einsamen ein und wird ihnen große Verheißungen zukommen lassen […] Unsere Arbeit ist sehr geeignet, Optimismus in der westlichen Welt zu verbreiten.“ Später lernt Hals im Hotel Orlando Herbie Pilgram als charismatischen Redner kennen. Er lockt die der „jahrelangen Lethargie der deutsche Börsen“ überdrüssigen Kunden mit hohen Renditen und betont immer wieder die „strenge[] amerikanische[] Börsenaufsicht Securities & Exchange Commission“, die „sehr renommierte Brokerfirma Laugh & Co“ mit Tochtergruppen in der ganzen Welt, auch in Frankfurt am Main, und die „mit Riesenschritten […] auf den europäischen Kapitalmarkt“ drängenden amerikanischen Wertpapiere. Allein der Pilgrim-Fonds „mit Sitz in Genf“ habe eine „380 Millionen Dollar Kapitalansammlung“. Hals kündigt, nach erfolgreichen Geschäften, seine Anstellung, verkauft dann als Hausierer flüssige Seife und verfasst Manifeste.
In der nächsten Frankfurter Etappe setzt sich die Tendenz einer Dystopie fort: Hals wird Sekretär des Präsidenten Bernhard Alma im 36stöckigen Haus der Freiheit am Berliner Platz. Dort sammelt die Zentrale für Aufklärung jede Äußerung aus der Vergangenheit, „die mit dem Ziel gefasst wurde[], die Erscheinungsformen irdischer Herrschaft und Ordnung zu ändern.“ Anschließend registriert die nächste Zentrale die Daten im Zusammenhang mit „der Auswertung der sogenannten Informationsexplosion“ und der „Freie Großrat“ diskutiert mit allen, die „unsere Freiheit verkörpern“, den „Zukunftsaspekt, die Solidarität aller Freiheitsdurstigen“. Teilnehmer dieser ständigen Konferenz sind: „Politiker, Wirtschaftsphilosophen, Dialektiker mit Bremsvorrichtungen, Frustrierte von der strengen Observanz, Metaphysiker, Seinstrommler, Negationsfachleute, Kryptosozialisten, Attentisten, dreimal umgedrehte Kulturkämpfer, Sprachhexer, Tabukitzler […] Es gibt keine These, keine Provokation, die vor dem Großrat nicht angesprochen werden dürfte. […] Jeder soll […] zu seinen wahren Überzeugungen stehen. […] wir verlangen es!“ Alma und Hals, die beiden Melancholiker, sagen sich beim Blick vom oberen Stockwerk mit „Einfalt und Strenge“, dass „selbst bei prinzipieller Klärung aller Vorgänge noch Zeit bleibt für [ihre] Unfähigkeit, sie zu begreifen“. Der Präsident Alma warnt deshalb seinen Mitarbeiter: „Der Sog des Leerlaufs, Herr Sekretär, der Sog in den Protest, er wird sie verschlingen.“
Ergänzend zu dieser Irritation kann auch der von Hals im Auftrag Almas umworbene Philosoph Tadeus Hallenser die existentiellen Fragen nicht beantworten: „Wer wir sind und wann wir leben, weiß bis heute niemand“. Er vertröstet: „Zur Hoffnung gehört Schulung.“ Nach Almas Bestattung sehen zwei Passanten, die aber ihr nächtliches Erlebnis öffentlich verschweigen, um nicht für Geistesgestörte gehalten zu werden, wie das Haus der Freiheit zerbröckelt und einen leeren Berliner Platz zurücklässt.
Bizarrer Höhepunkt ist der Festzug am Stiftungstag (Kapitel Ein großer Tag) vom Nervenhaus in Rödelheim „über die Alexanderstraße hinauf […] über die Schlossstrasse zum Platz der Republik.“ Im Schnee wandern die mit Kutten und Kapuzen verkleideten Patienten in die Innenstadt, werden dort von einer Abordnung der Bürgerschaft mit einem „Geisterschnaps“ empfangen, ziehen an Tausenden schweigender Menschen vorbei über die neue Oper zur Zeil. Sobeck philosophiert: „[W]er einmal in dieser Stadt angekommen ist, findet nie mehr heraus. Einigen gelingt dieser oder jener lächerliche Ausbruchversuch, aber sie kehren zurück, wie unter einem Zwang, wer einmal die paradiesischen Lüste des Isoliertseins genossen hat, kehrt immer wieder zurück.“ In einer weiteren surrealistischen Szene sehen nur die Patienten, wie die Hauptwache und die Paulskirche abgetragen und die Steine den „ältesten und angesehensten Frankfurter Familie“ übergeben werden, während die Menschen Kaffee trinken und im „auf offener Straße ausbrechenden Irrsinn“ nichts wahrnehmen.
In diesem Augenblick wird Erich von Rosemund geboren. Ein neuer Kreislauf beginnt: „Ich kannte bereits alle Verrücktheiten meines kommenden Lebens auswendig […] Diese Geburt [war] Zeichen meiner aller Wunder baren Irrfahrt und Heimkehr […] Von dieser Kammer waren alle Wege ausgegangen, hierhin führten alle zurück […] Ich wußte, dass in dieser homburgischen Schlaf-, Lust-, Zeugungs-, Geburts- und Sterbekammer alles gesehehen, vergessen war, was je auf der Welt ersonnen und wieder verworfen war oder würde, und fühlte, in den Millionen Hirnzellen, eine ungeheuerliche Verneinung zu alledem und gleichzeitig, in meinen bergfeldischen Erinnerungen, ein absolutes, unverrückbares und ungeheuerliches Einverständnis.“

### Kopfgeschichten
Herhaus’ Homburgische Hochzeit zählt zu einer speziellen Gruppe von Frankfurt-Romanen, bei der die Rahmenhandlung auf eine Wohnung oder eine Klinik in der Stadt begrenzt ist. An diesem Standort denkt sich der Erzähler die meist surrealistische Handlung aus, die für ihn eine therapeutische Funktion hat. Auch Geschichte des Autors Karl Faller in Bodo Kirchhoffs Parlando (2001) könnte man als phantastische, innere Handlung bzw. als zwischen Traum und Realität schwebenden Vater-Sohn-Kampf und eine Identitätssuche interpretieren: Die nach einem traumatischen Erlebnis in der Silvesternacht der Staatsanwältin Suse Stein erzählten Kindheits- bzw. Jugenderinnerungen und Reisen würden sich nach dieser Deutung in einem Frankfurter Krankenhauszimmer im Kopf der Hauptfigur abspielt. Denn das Ende des Romans schließt an den Anfang an: Fallers Augenverletzung, die er zu Beginn am Opernplatz durch einen rätselhaften Hieb auf die Stirn erlitt und mit der er bewusstlos in die Klinik eingeliefert wurde, wird nun operiert. Ein weiteres Beispiel dieser „Kopf-Geschichten“ ist Hettches Ludwig muss sterben (1989).

### Gerhard Zwerenz:Die Erde ist unbewohnbar wie der Mond
Gerhard Zwerenz’ 1973 veröffentlichter Roman Die Erde ist unbewohnbar wie der Mond thematisiert drei Spannungsfelder der 1960er und 70er Jahre, die personell miteinander vernetzt sind und deren Handlungen sich über das Frankfurter Stadtgebiet und seine Trabantenstädte erstrecken: 1. das intellektuelle revolutionäre 68er-Milieu mit der sich formierenden Sympathisantenszene um den radikalen Rechtsanwalt Joachim Schwelk, aus deren Perspektive die Aktionen vorwiegend bewertet werden, 2. benachteiligte Randgruppen der Stadtgesellschaft und 3. die mit Grundstückspekulationen verbundene Stadtsanierung in Frankfurt. Zusammengehalten werden die aus vielen verschiedenen Episoden bestehenden Handlungen durch die zentrale Figur, Abraham Mauerstamm, die – nach dem Zweiten Weltkrieg aus der Emigration nach Deutschland zurückgekehrt – in einer Suchwanderung sich und die ihm fremde Stadtgesellschaft zu verstehen sucht und als Immobilienmakler im harten Konkurrenzkampf in die sozialen Spannungen und ideologischen Diskussionen verwickelt wird.

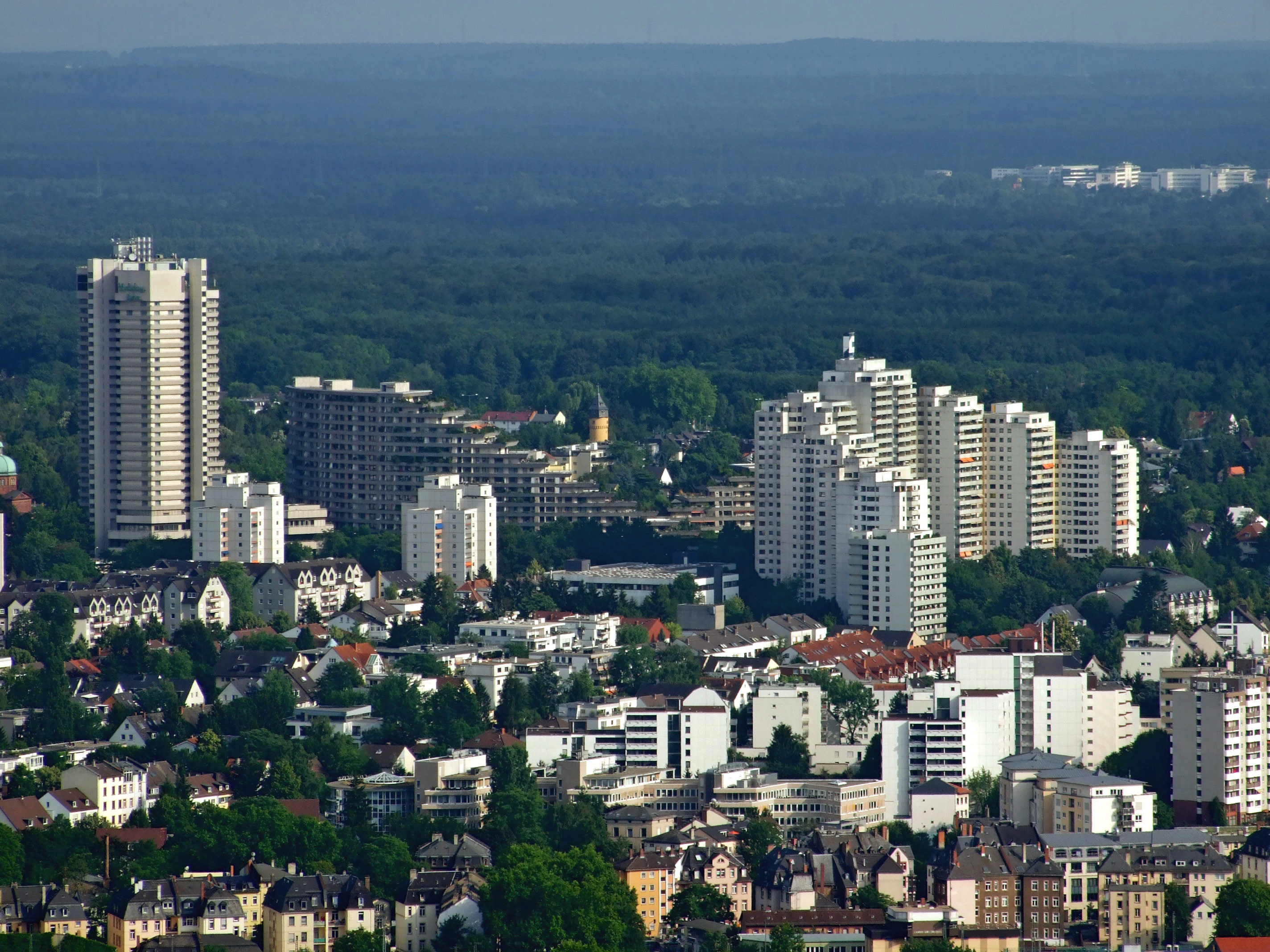
Von Abrahams Hochhaus auf dem Sachsenhäuser Berg aus blickt der Gnom über die Stadt: „Welch eine Stadt aus Stahl und Beton! – Wie die dicken Brocken in den grauen Himmel hochwuchsen, in allen Himmelsrichtungen strebten sie aufwärts. Die Eroberung des Weltraums begann mit steigenden Stockwerken. Wenn sie die Niederung zwischen dem Sachsenhäuser Berg und dem Feldberg ausgefüllt haben, werden sie das Ganze in einem einzigen Fundament verklumpen und darauf erst die wirkliche Stadt errichten.“ Mit ganz anderer Empfindung betrachtet Kommissar Marthaler in Seghers Kriminalroman Ein allzu schönes Mädchen vom Sachsenhäuser Ufer aus die Skyline: „Er mochte diesen Blick auf die Stadt, wie er die Stadt überhaupt mochte, mit den hohen Häusern der Banken, dem Messeturm, dem Dom, dem Römerberg und der Alten Oper. […] Er mochte sie schon deshalb, weil es so viele gab, die sie verabscheuten, ohne sie wirklich zu kennen.“ (2. Teil, 2. Kapitel)

Von besonderer Brisanz ist in dieser Auseinandersetzung zwischen Kapitalismus und Sozialismus, dass die jüdische Familie Mauerstamm in der Zeit des Nationalsozialismus verfolgt wurde und somit sich in den Diskussionen immer wieder die Frage nach der neuen jüdischen Identität in einer latent antisemitischen oder schuldbewussten und deshalb bemüht philosemitischen Umwelt stellt. Abraham emigrierte mit Mutter und Schwester Sarah (Trini) 1937, gerade noch rechtzeitig vor den beginnenden Deportationen, nach Israel. Dort fühlten sie sich nicht heimisch und kehrten nach Kriegsende nach Berlin zurück. Abrahams Vater war nach dem Reichstagsbrand 1933 seiner Verhaftung durch Selbstmord entkommen, weshalb die Mutter dem Sohn das Versprechen abnahm: „Du wirst in diesem Land Geld verdienen, Abraham, es ist das Land der Mörder deines Vaters. Du wirst keinem etwas nachsehen, mit niemandem Mitleid haben und jedem seine Markstücke abknöpfen. Versprichst du das, Abraham?“ In den 1950er Jahren zogen sie nach Frankfurt um, wo die Mutter als Lehrerin arbeitete. Aber auch hier kam sie nicht zurecht, wurde vorzeitig pensioniert und lebt nun außerhalb der Realität in einer Mietshauswohnung, in deren Keller sie und ihre krebskranke Tochter, symbolträchtig grotesk, akrobatisch auf zwei auf Holzstühlen liegenden Bügelbrettern schlafen.
Abraham dagegen, dem, nach Jobs in der Markthalle und auf einem Autofriedhof, mit einem kleinen geliehenen Kapital der Start ins Immobiliengeschäft gelang („Von jetzt an zählte nur noch das reine Geschäft […] der Vorteil, den man suchte und ausnutzte.“) und dem inzwischen ein Dutzend Häuser gehören, wohnt in einem möblierten Zimmer in der Schubertstraße, später in einem Appartement in der Wiesenau oder in seinem Büro im Westend, Oberlindau 80. Aber er ist unzufrieden: „[E]r errötete deutlich vor wütender Eifersucht auf das ungestörte, stille Leben, das ihm nie gegönnt gewesen war. Sein Haß auf die Seßhaftigkeit […] kippte ins schrille Extrem. Er sah sich als einen umgetriebenen, stets auf der Flucht befindlichen Juden, dem das Archaische einer festen Heimat genommen war. Du Nomade, sagte er heftig zu sich, […] baust diesen Fremden Häusern zum Wohnen und Arbeiten, veränderst ihre Städte, sie aber […] bringen dich […] aus dem Gleichgewicht. Feinde seid ihr auf ewig und mehr als nur lebenslang.“ Konsequent führt er den Auftrag seiner geistig verwirrten Mutter aus, baut ein Netz von Informanten auf, wie den Invaliden Karl Schuwelbeck, die ihm Tipps geben über potentielle Hausverkäufer, z. B. die alte, geldgierige Cornelia Zwecke mit ihrem für einen Neubau geeigneten Grundstück im Stadtteil Nordend (Kapitel 1: Abraham, der Hausaufkäufer). Solche Objekte versucht er günstig zu erwerben, um sie für den Bau von Appartementhäusern mit Gewinn weiterzuverkaufen. Oft ist er zu schnellen Entscheidungen gezwungen, denn die konkurrierenden Aufkäufer wie der Strip-Lokal-König Kreinberg überwachen sich gegenseitig, schüchtern sich, wenn sie sich bei der Revierabgrenzung nicht einigen können, durch Schlägertrupps ein und versuchen so, sich die Schnäppchen wegzunehmen. In dieser Weise setzt Abraham seine Interessen am Westend durch die Verwüstung der Morgenröte im Bahnhofsviertel mit einem anschließenden Friedensangebot durch. Ebenso brutal quartiert Mauerstamm in die leerstehenden Räume, um auszugsunwillige Bewohner zu vertreiben, von seinem Erfüllungsgehilfen, dem Gnom, an der Hauptwache angeworbene gewalttätige Asoziale ein, welche die Mieter belästigen. Aber er arbeitet bei seinen Geschäften geschickt auf verschiedenen Ebenen: Er verhandelt mit dem Oberbürgermeister und dem Staatsanwalt wegen der illegalen Hausbesetzungen und organisiert für die erforderlichen Investitionen Kredite bei der Bank für Allgemeine Geldwirtschaft (BfAG).
Auch der Gnom ist eine vom Schicksal und der Gesellschaft deformierte, „sein ganzes Leben lang zurückgesetzt[e]“ Figur und ein mit den Geheimnissen der jüdischen Familie, und v. a. Abrahams, vertrautes Mitglied: Einerseits spielt er, wenn Sarah nach ihrer Büroarbeit keinen Liebhaber mit nach Hause bringt, deren Säugling, andererseits ist er der Betreuer der kranken Mutter, die er mit dem Rollstuhl durch den Park schiebt (Kapitel 2: Der Gnom von Frankfurt). Wie Mauerstamm hat er zwei Seiten, eine mitfühlende weiche und eine durchsetzungsfähige harte. So erklärt er seinem als Gammler verkleideten Chef, als dieser die Unterwelt besucht: „Hier unten haben wir die Macht, und es ist eine andere Macht als die Macht des Staates oder die Macht des Eigentums. Du kommst zu uns, weil du dabei so ein kribbeliges Gefühl in dir spürst. Das ist die Macht, die du fühlst.“
Eingeschlossen in die Abraham-Handlung sind die realistisch geschilderten Familiengeschichten zweier Jugendlicher aus Trabantenstädten Frankfurts und den Schlägertrupps aus dem Gallusviertel, die ihrem sozialen Status entsprechend auf der B-Ebene unter der „Hauptwache“-Oberwelt ihren Treffpunkt haben und von zwei Seiten angesprochen bzw. angeworben werden: einerseits von den linken Revolutionären und Häuserbesetzern und andererseits von den Bodenspekulanten, v. a. von Mauerstamms rechter Hand, dem Gnom.
Einmal wird die soziale Situation der Außenseiter am Beispiel von Bennie vorgeführt (Kapitel 3: Zurichtung und Anwerbung des jungen Bennie). Als er zehn Jahre alt war, starben seine Eltern. Die körperlichen Auseinandersetzungen mit seinem Vater und die Kriegsberichterstattungen aus Vietnam („Die einen siegten und die anderen wurden besiegt, nicht der blinde Zufall der Natur, der Wille der Menschen herrschte.“,) führen zum Wunsch, „anders [zu] leben“ vermischt mit Aggressionen: „Es gab etwas, gegen das er am liebsten mit dem Kopf durch die Wand gegangen wäre. In solchen Momenten fühlte er quälende Lust und den Drang, eine Pistole zu nehmen, zu schießen oder eine Bombe hochgehen zu lassen.“ Nach dem Tod der Eltern haust er, von einem Vormund formal betreut, auf einer Matratze, im leergeräumten Haus der Eltern am Kiessee: „Die Welt zerfällt für ihn in zwei Hälften. Die eine ist die bürgerliche Welt […] Zu ihr gehört der Vormund und alles, was einem Angst macht. Die andere Welthälfte besteht aus den verstorbenen Eltern, […] und den Zeitungen und Zeitschriften, die er sich besorgt.“ Dann zieht es ihn in die Frankfurter City. In seinem „Sammeltrieb“ wechselt er häufig seine Übernachtungsquartiere, u. a. bei einer jungen Lehrerin, einer „typische[n] linke[n] Emanze“, die mit freier Liebe ganz junger Burschen die „Verlogenheit der Gesellschaft“ bekämpfen will. In der B-Ebene trifft er auf der Suche nach Gelegenheitsarbeiten den Gnom, der ihm ein Geschäft anbietet: „Ziehst ein, zahlst keine Miete, lärmst nur Tag und Nacht herum, machst das Haus kaputt, prügelst dich mit den anderen und benimmst dich richtig unausstehlich, bis die feinen Mieter das Haus verlassen, weil sie es einfach satt haben, mit solchen Typen beisammenzusein.“ Bennie verliert jedoch nach einiger Zeit den Spaß an dieser Arbeit, dealt mit Drogen, wird von der Geheimpolizei erwischt und als Spitzel angeworben, aber anstatt die Pläne eines von ihm beschatteten Studentenführers zu verraten, warnt er ihn, kündigt seine Arbeit und wird sofort wegen Drogenhandel verhaftet (Kapitel 18: Wie Bennie zu einem untauglichen Spitzel wird und der einäugige Revoluzzer die Erde verläßt). Nach seinem Ausbruch aus dem Jugendgefängnis Staffelberg kehrt er nach Frankfurt zurück, raubt zwischen Bahnhofsviertel, Mainufer Nizza und Sachsenhausen Passanten aus, kämpft gegen andere Kriminelle und wird schließlich in der Hochstraße wieder verhaftet (Kapitel 21: Abreise der Götter in verschiedene Richtungen. Denn die Zeiten ändern sich).
Ein zweiter Jugendlicher der B-Ebene ist der zu Beginn der Handlung fünfzehnjährige Robbe (Kapitel 4: Anfang einer zweiten Rekrutierung oder wie Robbe zum Totschläger wird). Er wohnt nach dem Tod des Vaters zusammen mit seiner Mutter bei der Familie seiner Schwester und trainiert sich durch Schlägereien für die Endabrechnung mit seinem gewalttätigen Schwager, dem ehemaligen Fremdenlegionär Sven. „[E]s ist eine unendliche Freude in ihm, die es ihm so wunderbar leicht und angenehm macht, zuzuschlagen, er stellt sich vor, er wäre vielleicht vergrößert und ginge so wie jetzt durch die Stadt, nein seiner Größe wegen über die Stadt hin […] warum soll man nicht Autos zerdrücken, Bäume entwurzeln, Straßenbahnen umwerfen und ganze Straßenzüge beiseite räumen, daß sie zerdeppern, warum nicht?“ Nach Ausgrenzungen wegen der Diebstähle seines Vaters, dann eigenen Einbrüchen und häufigem Schulwechsel, Diebstählen und der Denunziation Svens wegen der Umarbeitung gestohlener Autos kommt es zu der vorhergesehenen Auseinandersetzung: Robbe wird verprügelt und erschlägt den Schwager mit einem Stein: „[D]ie äußeren Wunden sind ihm längst ins Unbewußte entglitten, er ist einer, den nichts mehr erreicht, auch wenn es seine Haut durchbrochen hat.“
Auch Abraham hat sich seine Rolle im Leben nicht selbst gewählt. Er leidet „unter angeborener Angst […] Das Trauma aus dem Mutterleib, später aktualisiert durch Milieuerfahrungen“ als Jude. Während seiner, ihn aus seiner Einsamkeit befreienden sexuellen Beziehung zu seiner Sekretärin Anne (Mieze) Braunsiepe, die er wegen ihrer „völligen Respektlosigkeit gegenüber jeder Moral“ als „Typ eines neuen, völlig modernen Menschen“ bewundert, reflektiert er über die Frage der Schuld wegen seiner Kampfmethoden: „Schuld. Wie konnte er nur immer unter ihrem Regime leben? War es wirklich so, daß die Schuld und ihre Erbitterung in die Welt gekommen waren und sie regierten und er, Abbi, sich deshalb immer voll von Erbitterung pumpen mußte, Schuld auf sich zu laden hatte, nur weil er den Feinden nicht nachstehen möchte?“
Abraham ist wie viele Romanfiguren eine gespaltene Person. Verdeutlicht wird dieser Zwiespalt einmal, als Anne ihn zu einer Aktion der Hausbesetzer mitnimmt: „Abraham nahm an einer Demonstration gegen sich selbst teil.“ Dazu passt auch der Rollentausch mit dem Gnom. Während Abrahams temporärem Rückzug aus dem Geschäft, als er sich für die linksintellektuelle Szene interessiert, übernimmt sein Helfer den Häuserkampf. Abraham macht in der Zwischenzeit auf der Suche nach seiner eigenen Identität und einer gesellschaftlichen Integration die Bekanntschaft von aufgeklärten Menschen, die frei von Vorurteilen und gesellschaftlichen Konventionen zu sein scheinen, wie der Schriftsteller Pantara (Kapitel 15: Abraham studiert einen Intellektuellen und gerät in bessere Kreise), die sich aus erstarrten Familienstrukturen gelöst haben und sich in freien Beziehungen zu emanzipieren suchen, z. B. Anne (Kapitel: Abraham entdeckt immer mehr europäisches Neuland), oder die von einer Idee überzeugt sind und diese vertreten, z. B. der Rechtsanwalt Joachim Schwelk (Kapitel 12: Abraham sucht einen Rechtsanwalt anzuwerben und entdeckt die Schönheit des Häßlichen). Aber er findet hinter den öffentlichen Fassaden nur „von Widersprüchen zerrissene und Leidenschaften gequälte“ oder in eine Phantasiewelt versponnene Menschen: „Diese Intellektuellen und Schriftsteller hatten sich längst zu den Affen der Gesellschaft machen lassen. […] Jeder, der sich um die Angelegenheiten anderer kümmerte, machte sich zum Affen.“

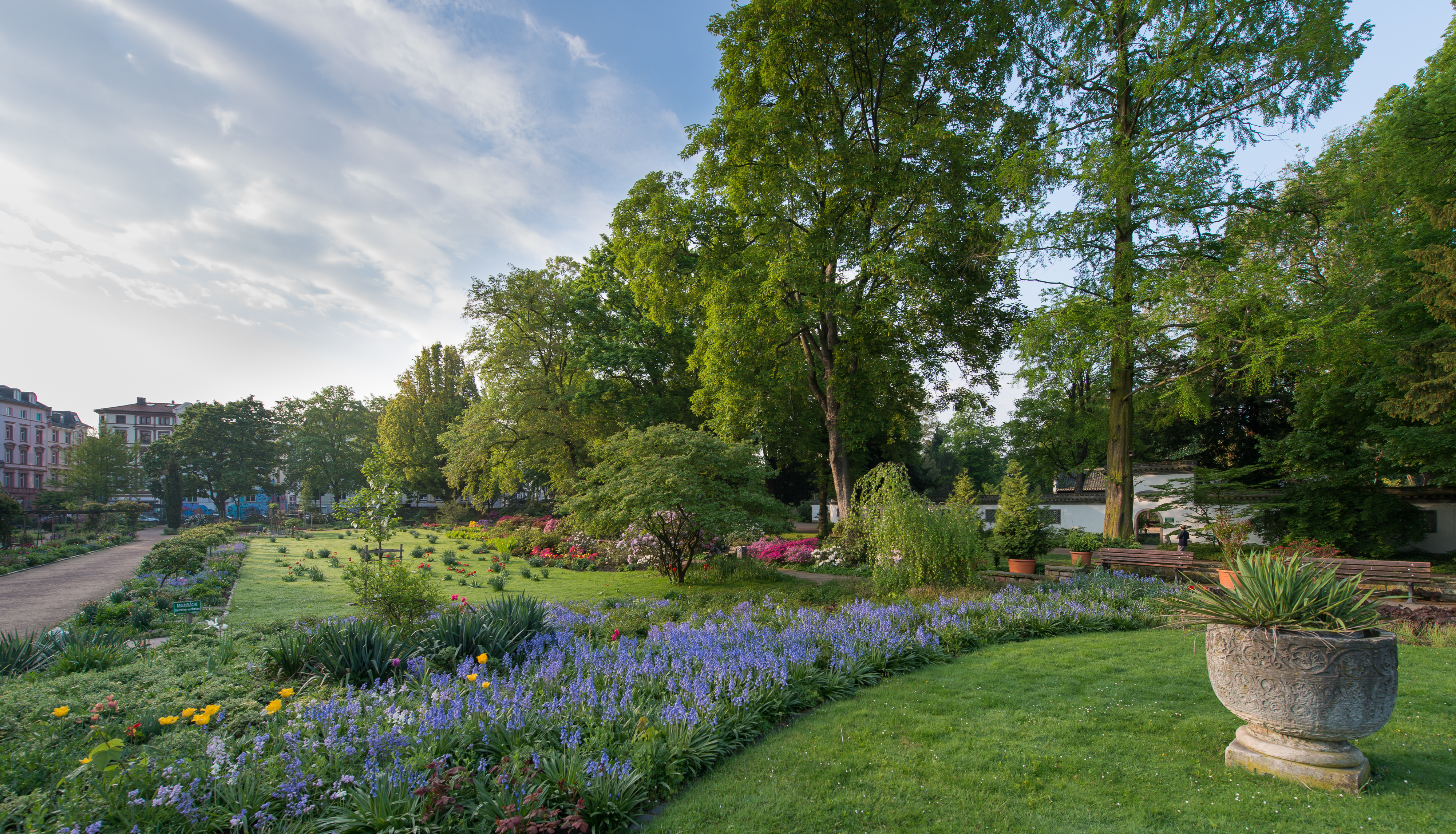
Nachdem Rechtsanwalt Schwelk eine im Bethmann-Park vergrabene Aktentasche mit Pistolen in seine Wohnung in der Fichardstraße gebracht hat, wird er zusammen mit dem Diskutierclub seiner Frau verhaftet.

Eine andere linksextreme Gruppe um den Rechtsanwalt Schwelk und seine Frau Marthe, die gegen die Bodenspekulation und damit Abraham demonstriert, radikalisiert sich zunehmend („Man lebte in einer Gesellschaft, die dem Ende zutrieb. Verloren war die Gerechtigkeit, doch gab es keinen Fanon für Europa, gab nur beschämende Niederlagen.“) und wird wegen der von Schwelk versteckten Pistolen in seiner Wohnung in der Fichardstraße unter Gewaltanwendung verhaftet.
Nach seinen Erkundungen entscheidet sich Abraham wiederum für die starke Seite. Auch seine Hilfen, z. B. für den Obdachlosen Kastanien-Paul, zu denen ihn der Gnom, sein Erfüllungsgehilfe, aber auch seine unterdrückte innere Stimme, überredet, werden immer wieder überlagert vom Selbstbehauptungswillen: „[E]r blieb lieber der gefürchtete Wolf […] Sie sollten sich vor ihm fürchten, nicht seine Barmherzigkeit und Mildtätigkeit loben.“
Bestätigt sieht er sein skeptisches Menschenbild durch seine eigene gefährdete gesellschaftliche Position und die wechselnden strategischen Koalitionen. Mit seinem politischen Feind, dem SPD-Oberbürgermeister, verbindet ihn die Vision der modernen Hochhäuser-Stadt „mit klaren Formen und einfachen, faßbaren Größenordnungen“. Der Oberstaatsanwalt Parilla, der ihn im Prozess gegen Hausbesetzer unterstützt hat, warnt ihn in Anspielung auf seine Methoden, „[d]ie Kraft des Bösen sei überall gegenwärtig […] Der Mensch [sei] nie ganz Herr seiner Situation […] Wer wären wir denn, gerieten wir nie in Versuchung und Gefahr“. Zu diesem Zeitpunkt erwartet eine zionistische Untergrundorganisation in der Haganah-Tradition seine Unterstützung im Kampf gegen arabisch-palästinensische Attentäter und ihre Sympathisanten in linken Studentenkreisen und kontrolliert ihn durch die Sekretärin Doris, welche „Generalin“ Britta ersetzt, die für eine Abfindung von zehntausend Mark ins Privatleben abgedrängt wurde (Kapitel 20: Wie Abraham einbezogen wird in Kämpfe, von denen er sich unbedingt fernhalten wollte). Für diesen Geheimdienst legt er „schwarze Gelder […] gänzlich legal“ in seinen Bauprojekten an und kann jetzt, nicht mehr auf Kredite angewiesen, aus dem Vollen schöpfen.
Für sein neues Leben muss er sich vom zwielichtigen Gnom und seinen Schlägern der B-Ebene trennen. Seine ehemalige rechte Hand schiebt er ins Rotlichtmilieu ab. Dort wird er als Nachfolger Kreinbergs Geschäftsführer der Roten Droschke im Bahnhofsviertel. Doch der Zwerg ist mit seiner Aufgabe unzufrieden und will von Abrahams neuen Finanziers Geld erpressen. Auf dem Weg zu ihnen nach Köln wird er aus dem Zug geworfen. Abrahams Rolle bei diesem Verbrechen bleibt im Dunkeln, im Gegensatz zu seinem Mord an Robbe, der ihn mit seinem Wissen um die Aktionen des Gnoms unter Druck setzt und den er deshalb während eines Urlaubs an der Adria aus dem Boot in die stürmische See stößt. Nachträglich redet er sich ein, er habe ihn nicht nur für seinen Verrat, sondern auch für die Tötung seines Schwagers bestraft. Damit hat er seine Vergangenheit abgeschlossen (Kapitel 22: Katharsis oder die Tat der Befreiung), zumal inzwischen seine Mutter in der Keller-Gruft gestorben ist. Vor dem Spiegel studiert er die „maximale Unbeweglichkeit seines Gesichts […] die Ruhe der Maske, die einer anschaffte, sich nicht zu verraten“ ein: „Die Versammlung aller Energien gänzlich im Inneren, ohne das geringste Anzeichen davon, darauf kam es an […] weil sich die Menschen […] immer in einem mörderischen gnadenlosen Krieg befinden.“ Er zieht sich aus dem Frankfurter Immobiliengeschäft zurück, dessen Goldgräberzeit durch die Reformen des Bodenrechts ohnehin vorbei ist, und konzentriert sich nun auf den Siedlungsbau im Umland, wo er sein Ideal umsetzen will: „Das Äußere sollte sich in enormer, exakter Geometrie zeigen, das Innere dem Individuellen, dem Abenteuer und der Entdeckung offenbleiben.“

## Die 1970er Jahre

### Eckhard Henscheid:Die Vollidioten
Eckhard Henscheid porträtiert in seinem Roman Die Vollidioten mit dem Untertitel Ein historischer Roman aus dem Jahre 1972 eine Gruppe von Journalisten aus dem künstlerisch-intellektuellen Milieu, v. a. Redakteure und Mitarbeiter einer satirischen Zeitschrift sowie mit ihnen befreundete Schriftsteller, und karikiert, oszillierend zwischen Ernsthaftigkeit und Ironie, eine in den 1970er Jahren in diesen Kreisen praktizierte, als progressiv-emanzipatorisch empfundene Lebenshaltung.
Die Werbung des getrennt von seiner Frau Doris lebenden 25-jährigen Schweizers Peter Jackopp um die ein Jahr jüngere Journalistin und Frauenrechtlerin Evamaria Czernatzke bildet das Gerüst der „überaus merkwürdigen Vorkommnisse“, die sich „in einem Teil dieser Stadt und innerhalb einer ganz bestimmten Gruppe von Menschen und Personen“ abgespielt haben: Diese den Roman strukturierende Sieben-Tage-Handlung beginnt an einem Samstagabend (Kapitel Erster Tag). Jackopp verliebt sich in Frl. Czernatzke, trinkt mit ihr an der Theke der Gaststätte Krentz Schnaps und drängt „auf sofortigen Vollzug des Geschlechterverkehrs“, was sie mit dem Hinweis auf ihre Beziehung zu Ulf Johannsen ablehnt. Jackopp kann dieses Argument nicht nachvollziehen und ist entsetzt über den „verfluchte[n] Bruch in der Logik“ der Ereignisse, da er bereits vorher ihre Faszination von ihm, wie auch die Tänzerin Johanna Knott im Hinblick auf seine Schönheit und Erotik bestätigt, bemerkt habe, während er damals an ihrer Kollegin Mizzi Witlatschil interessiert war. Er berät sich am nächsten Tag (Kapitel Zweiter Tag) mit dem Erzähler Henscheid in einem italienischen Lokal, dann beim gemeinsam am Nachmittag mit der Gruppe besuchten Fußballspiel, im Kino und im Lokal Alt Heidelberg über eine Strategie, um doch zu seinem vorschnell auf acht Uhr terminierten Ziel zu kommen. Der Erzähler ist zwar von diesen „gewaltigen erotischen Energien“ beeindruckt, aber er versucht dem uneinsichtigen Jackopp seinen egozentrisch-weltfremden Auftritt und die mangelnde Kommunikationsfähigkeit am Beispiel des kindlich-unerfahrenen Parzival klarzumachen und kritisiert die machohafte Ausdrucksweise „flachlegen“ bzw. „durchziehen“ des Schweizers. Er orientiert sich lieber an Gedichten Walthers von der Vogelweide, denn was sei „die Liebe schließlich anderes als ein einziger großer Lyrismus …?“, und empfiehlt Jackopp, es einmal mit einem Rosenstrauß zu versuchen. Allerdings ist er auf die Reaktion der Frauenrechtlerin gespannt. Denn er steht, während die ebenfalls um Rat gefragte Johanna Knott über den „Weiberrat“ diskret auf Frl. Czernatzke eindringen will, diesem Frauenverband männlich-reserviert gegenüber: „Ich bin auch jederzeit für das Gute und den Fortschritt, aber irgendwo muß natürlich eine Grenze sein, denn heraus kommen am Ende nur Unsicherheit und Umsturz, und die Dummen sind die kleinen Sparer.“
Bei einem neugierigen Bürobesuch am Montag (Kapitel Dritter Tag) überzeugt sich Henscheid vom unwillkommenen Blumengruß und wird von der Redakteurin („Und was soll der Rotz da??“), nicht ganz unerwartet, als Esel, Rhinozeros, Drecksack, Anstifter, Intrigant usw. beschimpft. Er entnimmt ihren Zornausbrüchen, die auch auf zufällig Anwesende expandieren („Idioten“, „Mondkälber“), dass die Verlagsangestellten Rösselmann und Frl. Bitz („Diese Frauen! Wollen den Sozialismus einführen und können nicht einmal eine Information richtig weiterleiten!“) an der Informationsgerüchtekette genusssüchtig beteiligt waren. Darauf rät der Erzähler im Café Härtlein Jackopp, beim nächsten Annäherungsversuch der Geliebten einen Brief zu schreiben (Kapitel Vierter Tag), und entwickelt mit Freund Wilhelm Domingo den Plan einer vernetzten Aktion aus echten und fingierten Briefen, die das Partnerschaftsgefüge der Gruppe auflockern und schicksalhaft zu neuen Kombinationen führen könnten. Beim befreundeten Peter Knott, dem Ibiza-Reisenden, angekommen hat dieser allerdings Bedenken, „alles erotische Geschehen nach [ihren] Wünschen zu lenken“, und kritisiert das Spiel als „infantil[en]“, „Voyeurismus“ bzw. „Ersatzbefriedigung“. Henscheid hebt dagegen die „aufklärerische[n] und kritische[n] Züge“ hervor, da die Briefmanipulation „allen Beteiligten die Augen öffne für die Relativität ihrer erotischen Aktionen.“
Jackopp schreibt jedoch keinen Brief, sondern sucht eine Aussprache, die aber nicht gelingt: In ihrer letzten Begegnung (Kapitel Sechster Tag) nimmt Czernatzke an einer Demonstration gegen den Paragraphen 218 teil und reagiert auf seine Bitte, die Gruppe für ein Gespräch für einen Augenblick zu verlassen, mit der Parole: „Los, Genosse, reih dich ein, Komm herein in uns’re Reihn!“ Der enttäuschte Liebhaber sieht darin einen erneuten Bruch in der Logik, bricht seinen Eroberungsfeldzug ab, beklagt mit einer Camus-Lektüre sein Schicksal, kauft sich in der Innenstadt eine Dackelin (Kapitel Siebenter Tag) und verschwindet dann aus dem Blickfeld des Erzählers. Vermutlich versöhnt er sich wieder mit seiner Frau Doris, die beim Ausführen dieses Hundes von Herrn Rösselmann und Frl. Bitz beobachtet wird.
Diese Haupt- und die vielen eingeschobenen Nebenhandlungen werden von einem mit dem Autor gleichnamigen Ich-Erzähler präsentiert, auf den sich einer der beiden Vorsprüche bezieht: „In der Tat, ich muß mich selbst darüber wundern, was für eine Klatschbase ich doch geworden bin“. Er erscheint bei den Caféhaus- und Kneiptouren und bei den seinen Alltag bereichernden Telefongesprächen („Und wieder klingelte das Telefon, wie wunderbar!“) als Lebenskünstler, beispielsweise im Kapitel SECHSTER TAG: Nach der gemeinsam mit Frl. Majewski verbrachten Nacht „wischt[] er sich den Schlaf aus den Augen […] und eilt[] aus dem Haus. […] Ach was, Kummer und Sorgen!“ Bei den nahe wohnenden Verlagsangestellten mit festem Einkommen, Herrn Rösselmann und Frl. Bitz, genießt er „zu dieser frühen Stunde, halb zehn Uhr“ das „rundeste und perfekteste Frühstücksleben bei musikalischer Umrahmung“, leider „derbes Schlagerzeug“ und nicht der von Bitz favorisierte Gregorianische Choral, der „die Teemassen gewissermaßen in etwas Außerirdisches verwandle“. Dabei tauschen die Frühstückenden ihre Beobachtungen zum sich eventuell durch das Auftauchen neuer Gäste verändernden Beziehungsgeflecht am gestrigen Abend bei Krentz aus. Die Neugierde Rösselmanns an den wechselhaften Situationen der Freunde ist unterlegt von seinem „rohe[n] Vergnügen“ am Intrigieren, das auch dem Erzähler nicht fremd ist. So schiebt man sich beispielsweise den in ständiger Finanznot die Bekannten anpumpenden, einfallsreichen Joachim Kloßen einander zu und macht diesem bei seinen Telefonanrufen mit erfundenen Hinweisen jeweils Hoffnung auf die Hilfe des anderen. Henscheid resümiert nach dem Frühstück: „Wie schön war doch mein Dasein! Zuerst ein berauschender Abend, dann gar das größte Glück, dann ein festliches Frühstück mit Telefoneinlage [den unterhaltsamen Anrufen Kloßens mit seinen verzweifelt-originellen, durchsichtigen Vorschlägen], und nun lag schon wieder etwas in der Luft … […] ein frischer Wind strich über die Stadt, in die schöne Welt hinunter, ganz wie neugeboren schlenderte ich die Straße entlang“.
Zu Hause überlegt er, wie er Herrn Jackopp „noch einmal verschärft auf Frl. Czernatzke treiben“ könnte, und verhandelt telefonisch mit Herrn Reinecke vom Studentenjournal in einer Aktion „wechselseitiger Übertölpelung“ über eine „spritzige Polemik“ gegen den SPD-Bildungspolitiker Lohmar, seinen Parteigenossen, und erreicht, dass er bei der Auftragsrücknahme des Glasreinigerverbandes, er sollte einen Artikel gegen die Niedrigangebote eines Konkurrenten schreiben, wegen angeblicher Archivarbeit seinen Vorschuss nicht zurückgeben muss. Aus solchen Einkünften finanziert er sich und durch Geldverleih teilweise auch seine Freunde. Bereits vor einer Woche schrieb er im Kaffeehaus kleine Gedichte über Kartoffel-Chips für die Firma Maggi und als Ausgleich dazu eine Glosse gegen Kartoffel-Chips für ein Journal. Die „Leerräume zwischen diesen Aktionen [füllt] [sein] geliebtes Klavier“: „Beethoven war zu anstrengend, und Mozart würde vor dem drohenden Hintergrund der Innungsherren [der Glasreiniger] sicher völlig danebengehen. Also etwas Leichtes, Lockeres, das die Angst vertreibt! Der Musette-Walser – das war es!“
Aber er durchspielt auch selbstironisch flexibel seine zukünftigen Arbeitsmöglichkeiten. So kokettiert er im Gespräch mit der leichtgläubigen Frau Krause mit dem Wunsch „einfacher Sachbearbeiter in einem Büro […] zu werden, mit einer kleinen Kartei und einem netten sauberen Schreibtisch, ‚weg von dem mörderischen Rummel der Projektgruppen-Forschung und der Sales-Promotion‘“. Am Ende des Romans spürt er, offenbar inspiriert durch die Jackopp-Gespräche und die Anhänglichkeit des Schweizers, seine Begabung als Pädagoge und Sozialarbeiter, „in der Kunst der Menschenführung und Lebenshilfe“.
Die Romanfiguren, die nicht weit voneinander entfernt in Kneipennähe wohnen, wechseln häufig ihre Partner und so bilden sich immer wieder neue Konstellationen. Diese werden bei ihren täglichen und nächtlichen Treffen beim Kartenspiel im Krentz, im Café Härtlein, im Alt-Heidelberg, im Spätlokal Schildkröte, samstags im Fußballstadion, im Verlagshaus oder bei den privaten Besuchen meist im angetrunkenen Zustand eingefädelt und bei Ernüchterung bald wieder gelöst. Ein Anziehungspunkt für Frauen ist Ulf Johannsen. Er war 15 Jahre lang mit Birgit Majewski verlobt, vor einem halben Jahr trennten sie sich vorübergehend, sie wurde durch ihre Freundin und Wohnungsnachbarin Evamaria Czernatzke ersetzt, aber seit sechs Wochen bilden sie eine Dreiergruppe. In der Zwischenzeit machte sich der Erzähler Hoffnung auf seine ehemalige Wohnungsnachbarin Birgit, diese befreundete sich aber für sechs Wochen mit einem Jürgen Steltzer, der dann eine andere Frau heiratete, sich von dieser wieder scheiden ließ und als Presseattaché nach Burma verschwand. Der Erzähler schildert dieses Beispiel zur Demonstration der Positionsänderungen innerhalb der Gruppe: „So geht es bei uns oft und oft.“
Mit dieser gemischten, „recht ichverliebten“ ideologisch linksorientierten Gruppe, wie sie sich beispielsweise beim Betriebsfest (Kapitel Vierter Tag) im Festsaal des Bürogebäudes präsentiert, teilt der Erzähler den lockeren sexuellen Lebensstil im Kneipenmilieu und bezeichnet Herrn Gernhardts Abschirmung seines niedlichen Frauchens als „unsportlich, aber sicherlich klug von ihm“, aber dafür müsse „er natürlich mit einem Manko an Vitalität und Freiheitsspielraum büßen.“ Henscheid dagegen spielt lieber mit. Auch er hat die Protagonistinnen verschiedentlich umworben und hofft immer wieder, wenn einmal eine Lücke entsteht, auf seine Chance. Der Erzähler fühlt sich in diesen Situationen als Regisseur und ist auf das Ergebnis seines Spiels neugierig. Er beobachtet wie Jackopp den „Bruch in der Logik“ und versucht, zumindest theoretisch, Fäden miteinander zu verknüpfen und dabei für sich Freiräume zu schaffen.
Andererseits belächelt der Protagonist die meist weiblichen dogmatischen Eiferer und vertritt im Allgemeinen pathetisch-ironisch einen bürgerlichen Standpunkt: „Ich für meinen Teil bin da durchaus für das Alte und Zeitlose, das unmittelbar in das Zentrum des Weltgeistes greift und so dem liebwerten, wiewohl geteilten Vaterland letztlich auch nutzt.“ Er erholt sich oft vom Rummel der Unternehmungen und Verhandlungen beim Klavierspielen und teilt diesen Rückzugsraum am Abend nach dem Betriebsfest mit dem vom Kämpfen müden Frl. Czernatzke. Nach ihrer Auseinandersetzung mit der befreundeten Rivalin Birgit Majewski lauschen beide Franz Schuberts Idyll Hirt auf dem Felsen: „In tiefem Gram verzehr’ ich mich, Mir ist die Freude hin, Auf Erden mir die Hoffnung wich, Ich hier so einsam bin …“ Er denkt dabei an seine eigentliche Geliebte: die vor Jahren in ihre Heimat abgereiste türkische Frau.
Ein spezieller Fall, aber wegen der Geldnöte und Planungslabilität der meisten Freiberufler nicht untypisch ist der vor kurzem in die Stadt gezogene Joachim Kloßen, der neue Wohnungsnachbar des Erzählers. Er ist nicht nur ein Pumpgenie und hartnäckiger Schnorrer bei den Kneipenbesuchen, ein Spezialist der „hohe[n] Politik der Geldbeschaffung und Neuverteilung“, sondern auch ein großer Erfinder immer wieder neuer Projekte („eine ‚wahnsinnig dufte Story‘ von einer Ziege, die einmal in der Stadt Velbert vor Gericht erscheinen musste“) mit angeblich vielversprechenden Gewinnen, an denen er die Freunde bei deren Vorfinanzierung beteiligen will (u. a. Kapitel Sechster Tag): Verkauf von Karten für Fußballspiele zu Schwarzmarktpreisen, Einstieg ins Lottogeschäft, Plan eines sozialkritischen Fernsehspiels mit einem – nach Information eines „Funkfritzen“ – 18.000-Mark-Honorar. Am Ende (Kapitel Siebenter Tag) flüchtet er vor den Gläubigern und verlegt seinen Standort nach Garmisch, von wo aus er die Freunde weiterhin kontaktiert und ihnen seine Ideen schmackhaft zu machen versucht.
Hinter den umtriebigen Personen verbergen sich oft melancholische Glücksucher, wie der nur im Schweizerdeutsch wortgewandte und gelöste Jackopp, der bei der Czernatzke-Eroberung ungeschickt-plump auftritt und hilflos Henscheids Rat sucht. Viele Personen des Kreises sind Tagträumer oder gescheiterte Visionäre: „So geht es uns Intellektuellen immer wieder.“ Am Ende seiner Bemühungen liest Jackopp Camus und bekennt: „Ich bin ein armer Mensch […] ich interessiere mich eigentlich nur mehr für drei Sachen. Für Profi-Boxen, schicke Klamotten und Kellner beleidigen“.
Viele Aspekte seines Menschenbildes teilt der Erzähler Eckhard Henscheid mit seinem Freund Wilhelm Domingo, mit dem er sich über die Ereignisse austauscht und eine vertrauliche Koalition bildet. Verbunden mit einer Selbstreflexivität wird ihre Beobachterperspektive, „neugierig […] aus sicherer Entfernung“ vom gegenüberliegenden Gehweg aus, bei der Schilderung des Zusammenbruchs einer Greisin besonders deutlich. Sie verfolgen, wie andere Passanten („insgesamt machte das alles einen sehr entschlossenen Eindruck.“), allerdings erfolglos, der Frau zu Hilfe eilen. Herr Domingo tröstet sich darauf mit einer an einem Kiosk gekauften Tafel Schokolade.
Wegen ihrer vermeintlich unentschiedenen Position geraten sie auch ins Spannungsfeld politischer Diskussionen. So werden die beiden Alten im Krenz von der jungen, engagierten Barbara Müller darüber befragt, „was [sie] in dieser Gesellschaft und ihrer bevorstehenden Veränderung eigentlich für einen ‚Stellenwert‘ hätten und ob [sie] überhaupt ‚kritisch‘ über [sich] ‚reflektierten‘ usw. usf.“ Henscheid ist stolz auf die „elegante Abfuhr, die [er] [durch sein Einschlafen im Sessel] der jungen Frau Müller erteilt hatte. […] Ich meine, natürlich ist es das Vorrecht der Jugend, so zu fragen, uns Ältere zu fragen, meinetwegen sogar nach unserem ‚Stellenwert‘ zu befragen, aber irgendwo ist dann doch mal Schluß, und da müssen wir Alten eben unsere Würde bewahren und den Jungen ihre Grenzen aufzeigen.“

### Walter Erich Richartz:Büroroman
Richartzs Büroroman (1976) thematisiert eine Phase der wirtschaftlichen Entwicklung Anfang der 1970er Jahre: die Verschiebung des Verhältnisses der Güterproduktion zur Verwaltung sowie, als nächste Etappe, die Rationalisierung durch Umstellung auf EDV und den damit verbundenen Verlust von Arbeitsplätzen in beiden Bereichen. Am Ende werden, nach dem Ausscheiden der Protagonisten, ihre Büros ausgeräumt (Kapitel 8.0 Weitergehen, nicht stehen bleiben) und ihre Plätze durch Büroautomaten ersetzt, d. h. durch den „menschenlose[n] TEXTVERARBEITER“ mit bisher unvorstellbaren Möglichkeiten und den Aktenvernichter „WONDER-SHREDDER“: „Platz für das Neue, für das Junge, für das neue Büro […] Der Vorgang ist unaufhaltsam.“ Der anonyme Erzähler kommentiert vertraulich: „Die Tätigkeit unserer […] langjährigen Mitarbeiter […] war für unsere Firma seit mehr als zwei Jahren völlig wertlos.“ Die alten Arbeitsplätze würden nur wegen der Betriebs- und Sozialgesetzgebung aus humanitären Gründen bis zum krankheits- oder rentenbedingten Ausscheiden erhalten, dabei lasse man die Beteiligten „möglichst lange im Glauben […], daß ihre Arbeit für die Firma unentbehrlich ist“. Aber er fügt hinzu: „Großer Täuschungsmanöver bedarf es dabei nicht […] Vielleicht glaubt ers selbst nicht. Vielleicht weiß er mehr, als wir ahnen.“
Demonstriert wird diese sich anbahnende Veränderung am Beispiel der Firma DRAMAG, Abkürzung für Deutsche Regler-, Armaturen- und Messgeräte-A.G., im Frankfurter Ostend. Hier steht vor den Produktions- und Lagerhallen das Verwaltungshochhaus mit den wegen der Klimaanlage nicht zu öffnenden großen Glasscheiben (Kapitel 1.0 Die Stirn am Glas). Diese trennen, wie in einem Aquarium, die Tagesbewohner von der Außenwelt, bevor sie um 17 Uhr in einer Kolonne nach draußen marschieren (Kapitel 2.6 Familienklein): zu ihren Freunden, Ehemännern, Kindern, in die Wohngebiete oder zum Einkauf in die City: Parkhaus, Schaufenster, Rolltreppen.
Im zehnten Stock ist die Abteilung Rechnungswesen untergebracht und im Zimmer 28 mit normierter Ausstattung (Anhang: Inventur) arbeiten die drei Protagonisten Wilhelm Kuhlwein seit dreiundzwanzig Jahren, Elfriede Fuchs, später Klatt, seit zwanzig Jahren und seit kurzem das junge Fräulein Mauler, an deren Schreibtisch im Laufe der Zeit wechselnde Mitarbeiterinnen saßen. Aus der Perspektive dieses Büros wird der Betrieb im Tages- und Jahresablauf beschrieben. Die Abteilung ist ein Abbild der Angestellten-Welt mit ihren Figuren, die man kategorisieren kann in den meist still vor sich hinarbeitenden Kuhlwein, die leicht aufbrausende Klatt, die naive Mauler, den kalauernden Maier, die blumengießende Klepzig, den Büroboten Holzer mit seiner von den anderen gar nicht mehr bemerkten Hasenscharte, die singend Geld für Jubiläumsgeschenke einsammelnde Martha. Entsprechend ist die Tischzusammensetzung in der Kantine mit vertraulichen kleinen Frauengesprächsgruppen und den lauten Komikerrunden. Von dem Privatleben der Menschen erfährt man wenig, nur die Erfolgserlebnisse, die sie selbst bekannt machen: Ihre spektakulären Sommerreisen und die in den Büroräumen an der Kartenwand gesammelten Ansichtskarten mit den Urlaubsgrüßen (Kapitel 4.1 Die Welt in Farbe). Familienprobleme teilen sie nur ihren Vertrauten mit, die diese wieder andeutungsweise weiterleiten. So entstehen die Gerüchtekreisläufe. Erst im vorletzten Kapitel (7.0 Die Zeitraffer) mit der ironischen Überschrift Happy End (7.1) informiert der den Leser durch diese Arbeitswelt führende Erzähler über die Sozialisationsbedingungen in schwierigen Familienverhältnissen mit dominanten Vätern oder Müttern und die sich nicht erfüllenden Lebens- und Berufsträume Klatts oder Kuhlweins in seinem Sachsenhausener Elternhaus: So erscheint hinter der Karikatur der unzufrieden in Frankfurter Mundart keifenden, auf die jungen Kolleginnen neidischen, schokoladenfrühstücks- und mittagsessenssüchtigen Klatt eine kranke Person, die am Ende mit COMA DIABETICUM von den Kollegen auf ihrem Bürostuhl zum Krankenwagen gerollt werden muss. Kuhlwein kann hierbei nicht mithelfen. Er ist gerade mit einem merkwürdigen Lächeln an seinem Schreibtisch gestorben, was allerdings erst nach Dienstschluss von einer türkischen Reinemachefrau bemerkt wird.
Der Arbeitsalltag (Kapitel 2.0 Schneckenstunden), den die Angestellten mehr oder weniger engagiert routiniert oder müde gelangweilt zu überstehen versuchen, ist strukturiert durch ihre Sachgebiete, durch aufheiternde Kollegenbesuche bei der Weitergabe von Akten, abteilungsübergreifende Telefongespräche, Rufe zur Büroleitung, Toilettengänge, die Kaffee- und Zigarettenpausen. Vor allem das Mittagsessen in der Kantine (Kapitel 2.2 Das Zeitwort, Kapitel 2.3 Die Kantine) ist für die meisten eine freudig erwartete Unterbrechung („Und? Wars gut“ – „Es ging“). Man muss gemeinsam durch die Minuten des Tages, Monats („in 8 Tagen gibt’s wieder Geld“), und Jahres, man lästert gruppenweise über andere, die gerade beim Mittagessen sind, nimmt sie, wenn auf Widerspruch gestimmt, in Schutz, schenkt dem Migräneanfälligen eine Tablette, überbrüht ihm eine Tasse Kaffee, man hält zusammen gegen die in den anderen Abteilungen, freut sich aber über deren die Langeweile unterbrechenden Kurzbesuch, ärgert sich über nicht zum festen Termin abgelieferte Unterlagen, mahnt die Säumigen telefonisch („Die meisten dieser Leute am anderen Ende hat er noch nie gesehen.“), feiert zusammen Geburtstage, Einstands- und Abschiedsfeste, ist neugierig auf das Liebesleben der Kollegin usw. Dann leidet man wieder unter der Enge („Die Nerven, ihr Leut, die Nerven. Der Lärm“), kann sich nicht riechen und die Blicke der anderen nicht ertragen („s gibt n da ze gucke?“). Jedes Räuspern, Seiten-Blättern, Kritzeln, jedes Radiergummigeräusch („Schabeschabeschab – fuit – Schabeschabeschab – fuit“) nervt, Aggressionen und Mordphantasien (Kapitel 2.1 Der tägliche Mord) steigen auf.
„[D]ie DRAMAG ist ein Staat“ und „[d]as Büro bürgt für Stabilität“ Im Glashochhaus konservieren sich das Weltbild, die pragmatischen Wertvorstellungen und Vorurteile sowie die Sicherheitsbedürfnisse und Existenzängste der Angestellten. Der Erzähler erinnert sich, dass zur Zeit der Baader-Meinhof Anschläge fast in jedem Büro ein Fahndungsplakat hing. Frau Klatt malte nach jeder Festnahme, „[a]usgerechnet in Frankfurt wurden die letzten geschnappt“ ein Kreuz auf das Bilder des steckbrieflich Gesuchten: „Es war ein Volksfest […] und Frau Klatt sagte befriedigt […]: ‚So. Jetz iss e Ruh.‘“
Die Firma ist ein strukturierter Apparat. Zum Hof hin schauen die im Hochhaus beschäftigten auf die Werkhallen der in Overalls gekleideten Arbeiter hinunter. Nach oben hin versuchen sie die Geheimnisse der Firmenleitung zu erhorchen. Denn über deren Pläne weiß man wenig, bereits die Chefsekretärinnen Klepzig und Schadow des Abteilungsleiters Dr. Gropengießer gehören einer anderen Schicht an und nur wenigen gelingt der kleine Aufstieg zur Sekretärin, wie der ehemaligen Mitarbeiterin Volz am dritten Schreibtisch in 1028. Man ist sich der Hierarchie bewusst und verfolgt gebannt die wochenlang vorbereitete, wie ein Staatsbesuch inszenierte Inspektion (Kapitel 5.0 Der hohe Besuch) des Hauptaktionärs Tülle, eine Schauveranstaltung, die eigentlich der Geschäftsleitung im zwölften Stock gilt und für die Angestellten nur peripher sichtbar ist. Da man über das Schwarze Brett nichts erfährt, lassen Gerüchte, Tratsch und vertrauliche Mitteilungen ein ständiges Kampfszenario der Führung entstehen (Kapitel 3.0 Das Gewisper): Die Leiter rivalisieren aus Prestigegründen um die Größe ihrer Abteilung, stellen Mitarbeiter ein, auch wenn es keine Arbeit für sie gibt. Während für die Öffentlichkeit Freundschaft und Harmonie gespielt wird, ringen Fraktionen um die Macht, erstellen ›Abschußlisten‹, sägen an Stühlen, schieben Konkurrenten auf ›Schleudersitze‹ oder locken sie auf ein ›Glattes Parkett‹.
Fremd ist den Angestellten von ihrer Sozialisation her auch der intellektuelle Bereich der Studenten, den Objekten der privaten Aufstiegswünsche junger Angestellten wie Frl. Mauler. Zum allgemeinen Sozialprestige zählen die jährlichen, durch Hautbräunung dokumentierten Urlaubsreisen (Kapitel 4.2 Singende Menschen), die Zeichen ihres Wohlstandes und Grundlage ihrer Weltkenntnis, die sie nach ihrer Rückkehr als ›Miss Carthago‹ bzw. ›Signor Ajaccio‹ „mit strahlenden Augen, mit schaumweißen Zähnen, geschwellt und gesteigert vom Überall-Zuhaussein“ in der Abteilung vortragen.
Die Turmbewohner sind im Allgemeinen politisch auf Erhalt fixiert und engagieren sich wenig für Änderungen. Die Betriebsversammlung (Kap 4.3 Die Versammlung) erkennen sie mit erfahrenem Blick als Schauspiel mit freundlicher Einleitung, dramatischem Konflikt und versöhnlichem Ausblick, in dem der von den Angestellten eher als Fremdkörper empfundene Gewerkschaftler „Kaluza oder Kionka“ als provozierender klassenkämpferischer Angreifer auftritt und schimpft, dass „gewisse unbelehrbare Kräfte auf der Arbeitgeberseite noch immer die hart erkämpften Arbeiterrechte nicht zu Kenntnis nehmen“. Auf der Gegenseite analysiert der von den Zuhörern wegen seines Geschicks bewunderte Geschäftsführer Dr. Altenburg besorgt anhand der Produktionszahlen die globale wirtschaftliche Lage, die für alle eine ernste Herausforderung darstelle („Wir müssten daher alle – er nähme sich hierbei nicht aus – noch härteren Einsatz erwarten. Mehr Härte. Mehr Dynamik. Das Kostenverhältnis muß günstiger werden.“). Beide sind sich jedoch am Schluss ihrer Reden einig, dass man ein starkes Team bilde und dadurch die anstehenden Probleme gemeinsam lösen könne: „Allgemeine Erleichterung. Von allen Seiten erhebt sich starker, erlöster Beifall“.

### Eva Demski:Scheintod
Eva Demskis Roman Scheintod (1984) erzählt in personaler Form aus der Perspektive der für das Theater und den Rundfunk arbeitenden 29-jährigen Schriftstellerin D. („die Frau“ genannt) die Beziehung zu ihrem Mann, einem ein Jahr älteren Rechtsanwalt („der Mann“), vor dem Hintergrund der RAF-Sympathisanten-Szene in Frankfurt. Die Protagonistin lebt seit drei Jahren von ihrem homosexuellen Partner getrennt und muss nach seinem Tod, Ostern 1974, Fragen der ermittelnden Behörden beantworten, auf die Forderungen der revolutionären „Gruppe“ reagieren, Gespräche mit seinen Eltern, den Freunden und Mitarbeitern führen und seine Kanzlei auflösen. Dabei findet sie in seinem Nachlass Materialien, die sie zur Recherche seines Doppellebens, zu Reflexion über ihre Ehe sowie ihre politische Position veranlassen.
Der Roman ist nach den zwölf Tagen vom Tod bis zur Beisetzung am 24. April strukturiert: Am Karsamstag wird die Frau in die Büro-Wohnung des Rechtsanwalts in der Elbestraße im Bahnhofsviertel gerufen (DER ERSTE TAG Die Bühne), wo sie auf den jungen derzeitigen Lebensgefährten ihres Mannes sowie das Untersuchungsteam der Ärzte und der Polizei trifft. Da die Todesursache, vermutlich ein Asthma-Anfall, nicht eindeutig geklärt werden kann, muss die Leiche obduziert werden und kann erst nach der Freigabe beigesetzt werden. Bei der Untersuchung findet man allerdings keine Hinweise auf eine Gewaltanwendung (Kapitel 10).
Von ihrer Wohnung aus informiert sie telefonisch den Bekanntenkreis und lässt sich beraten. Hier empfängt sie Kondolenzbesuche ihrer Freunde aus der linken Szene wie den ehemaligen Sozius des Mannes Paul, der ihr bei der Abwickelung der Kanzlei hilft. Sie hört die Klagen ihrer am Ostersonntag anreisenden Schwiegereltern aus dem Nürnberger Land über den entfremdeten Sohn an (DER ZWEITE TAG Das Fest) und überträgt dem Bestatter Marder die Organisation (DER DRITTE TAG Der Besuch).
Obwohl sie von ihrem Mann getrennt lebt, fühlt sie sich als junge Witwe verantwortlich für sein Vermächtnis, sie beansprucht ihn für sich und ist sich doch unsicher, ob ihr Bild vom großen idealistischen Rechtsanwalt, der die von der Gesellschaft Ausgestoßenen verteidigt, seine ganze Persönlichkeit erfasst. So ist ihre Trauer verbunden mit einer Recherche nach den ihr unbekannten Seiten der Mannes und ihrer Frage nach einer transzendenten Dimension des Todes, die im Kontrast steht zur atheistischen Weltanschauung der linken Intellektuellen. In diesem Kontext denkt sie über Formen der Trauer und einer katholischen Beerdigung nach, die der Auffassung des Mannes entsprechen könnte: In einem Kaufhaus auf der Zeil findet sie ein Cape als Trauerkleidung, dann sucht sie eine entsprechende geistliche Atmosphäre im Dom, findet sie aber nicht. Sie läuft am Main entlang zum Park Nizza, ihrem und ihres Mannes Lieblingsplatz. Auf dem Weg zu Priester Lächler, eine Freundin hat ihr die Adresse des progressiven katholischen Pfarrers gegeben, bemerkt sie, „daß viele Straßen auf Leute wie sie gar nicht mehr eingerichtet [sind]. Abweisend, mit schwerer Luft, laute Bahnen, Kanälen gleich. […] Die vorbeifahrenden Autos [scheinen] den schmalen Fußgängerweg immer schmaler zu rasieren. Er [wird] ja doch nicht gebraucht.“

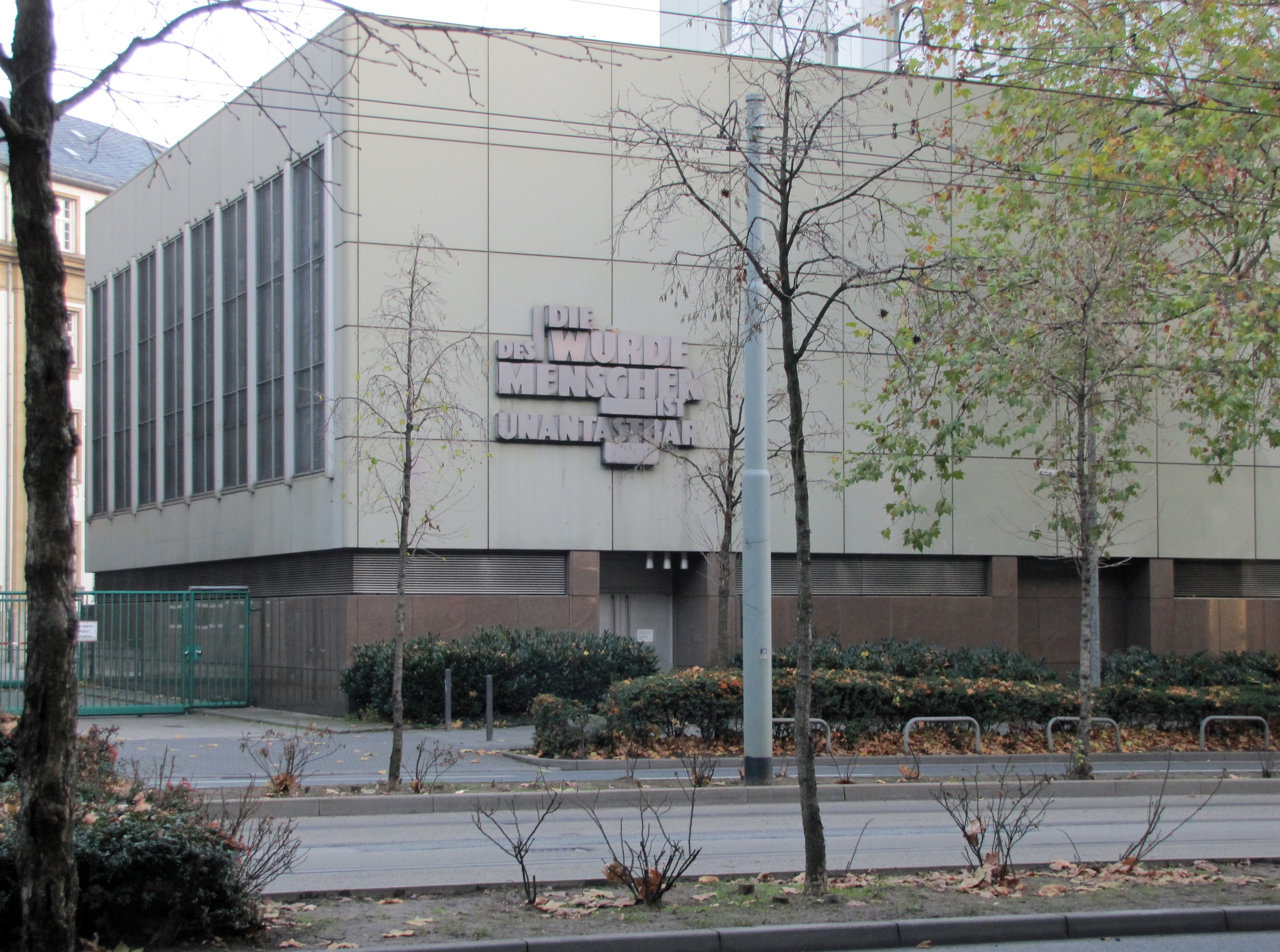
Ende der 1960er Jahre untersucht der Anwalt im schlossähnlichen Gerichtsgebäude die Anklage gegen die Prostituierte Hedwig S. wegen Überschreitung des Sperrbezirks. Auf der Fassade des Anbaus ist der Grundgesetzartikel „Die Würde des Menschen ist unantastbar“ zitiert. An diesem Beispiel vergleicht die Protagonistin Theorie und Praxis der Justiz.

In den nächsten Tagen erinnert sie sich auf ihren Wegen durch die Stadt sowie bei den Gesprächen mit Freunden und Gefährten des Mannes an die gemeinsamen Jahre und ihre Diskussionen über die Kampfmethoden der Revolution. Sie hat ihn als widersprüchliche Persönlichkeit in Erinnerung, als von ihr bewunderter, rhetorisch brillanter Anwalt der Armen und Außenseiter, Theoretiker der Revolution, aber im persönlichen Bereich anarchischer und chaotischer Individualist, herrschsüchtiger Patriarch und seine Strichjungen nach kurzem sexuellen Gebrauch wechselnder Egozentriker (in der Szene nennt man ihn „Gräfin“). Sie tolerierte zuerst, ganz dem weltanschaulich freizügigen Menschenbild der intellektuellen und kreativen Freunde entsprechend, diesen von ihrem Mann beanspruchten Freiraum, reagierte darauf mit eigenen Affären, trennte sich schließlich jedoch von ihm und zog in eine eigene Wohnung. Aber sie bewundert immer noch ihren Mann wegen seines flexiblen Engagements und seiner sozialen Arbeit vor Ort. Als „Anarchojurist“ verteidigte er vorwiegend Mandanten aus den gesellschaftlichen Randschichten: Prostituierte, Strichjungen, tätowierte, in Leder gekleidete Mitglieder des Motorrad-Rockerclubs Bones mit Namen Blutwurst oder Mike, Kriegsverweigerer, drogenabhängige Jugendliche, Linke aus dem RAF-Umfeld. Er wurde von seinen aus Schlesien nach Franken an die Pegnitz geflohenen Eltern katholisch-konservativ erzogen (DER ELFTE TAG Kindheit), beschäftigte sich erst als Student in Frankfurt mit marxistischen Ideen und schloss sich der sozialistischen Studentengruppe SDS an. In dieser Zeit, als sich die linke Szene formierte, lernte ihn die Frau kennen (3. Tag). Man engagierte sich u. a. für Heimkinder, denen die „normalen soziokulturellen Kommunikationsformen vorenthalten [wurden]“ wie der wegen seines Kaufhausbrandprozesses bei seinen Anhängern zu Ruhm gekommene Andreas Baader es gegenüber dem Mann formulierte. Beide beschimpften sich gegenseitig als „Soziofaschist“ und elitärer Jurist. Solche Auseinandersetzungen waren typisch für die intellektuelle Szene und ihre Überlegungen eines über Demonstrationen und Hausbesetzungen hinausgehenden politischen Kampfes: Einerseits bewunderte man die klassenkämpferisch-revolutionäre Entschlossenheit der Untergrundorganisation, andererseits schreckte man zurück vor dem dogmatischen Feindbild und den Folgen der Anschläge und so engagierten sich einige mit Botendiensten oder als Übernachtungsgastgeber. Auch die Schriftstellerin diskutierte mit dem Juristen häufig über die Frage der Empathie für die Benachteiligten und die Realitätsfremdheit der Aktionen. Die Frau begleitete anfangs ihren Mann zu den Prozessen, interessierte sich für die Biographien der Angeklagten, suchte Gespräche mit ihnen, z. B mit der Prostituierten Hedwig S., und erfuhr so deren Sozialisationsbedingungen. Er vertrat wie sie die Ideen der Revolution, aber er lachte über ihre grenzenlosen Solidaritätsgefühle mit entlassenen Straftätern, für deren Verbrechen sie die veranlassenden Umstände der Gesellschaft verantwortlich machte und damit auch sich selbst: „Ihr Aufnahmevermögen für Elend war unerschöpflich […] Kein Leid ließ[] sie als gottgegeben gelten“. Die Strafaktionen „gegen die Gemeinheit des Systems“ verliehen deshalb der „Gruppe“ „einen romantischen Glanz“. Die Frau wollte sich, zumindest menschlich, engagieren. Ihre Bewunderung für die ihrer Meinung nach unschuldig Inhaftierten gipfelt in einer, von ihrem Mann eifersüchtig verfolgten, kurzen Affäre mit dem massigen, barfüßig herumlaufenden ehemaligen Bankräuber Toni (8. Tag). Wegen seiner proletarischen Kindheit und einer Heimkarriere war er auf den Partys die Attraktion der Künstler und Intellektuellen. Dessen Gewaltausbruch ihr gegenüber, nachdem sie die geistig doch nicht zufriedenstellende Beziehung wieder löste, und sein anschließender Selbstmordversuch nahm ihr Mann als Beweis für ihre Illusion.
Der Rechtsanwalt vertrat ihr gegenüber eine andere Utopie. In seinem Entwurf (DER ACHTE TAG Ein Entwurf) „waren viele von den alten Dingen als Spiele vorgesehen. […] seine Welt durfte keinem Zweck dienen […] wo es Erlaubnis gab, waren die Verbote nicht weit. Die wiederum sollten natürlich aufgehoben sein, aber nicht wie in den Kinderläden und Wohngemeinschaften, in denen einfach nichts an die Stelle der vormaligen Zwänge getreten war […] nur Langeweile, die sich selbst mit aufgeplusterten Unwichtigkeiten vertrieb. Der Weltentwurf sah eine anstrengende Phantasieschulung vor.“ Teile seiner Analyse leuchteten der Frau ein: Schon „einundsiebzig [waren sie] dahintergekommen, dass die Gruppe keinen Weltentwurf hatte.“ In ihrem eigenen Entwurf „spielte die Faulheit eine große Rolle, auch die Genusssucht. Macht sollte sich dadurch von selbst erledigen, dass sie dem Genuß hinderlich war“. In seinen Freiräumen versuchte der Mann diese Vorstellung für sich zu leben. Er selbst wahrte immer seinen Mandanten gegenüber eine Distanz und ließ sich, beispielsweise, nicht von dem radikalen „Patientenkollektiv“ instrumentalisieren, das ihm nur passive Anwesenheit gestatten, aber ein Plädoyer untersagen wollte (DER FÜNFTE TAG Die Gefangenschaft), auch entwickelte er zu den vielen jungen Männern keine feste Beziehung, sah in seinem Nachtleben keine Gefahr für seine Ehe. Privat und politisch trennte er die Bereiche der Homosexuellen-Bars und der gemeinsamen Wohnung. Er blieb Individualist, schloss sich nicht der „Gruppe“ an. „Er war wirklich der einzige gewesen, der verstanden hat, dass sie nicht mehr Gudrun und Jan, Ulrike und Holger, Andreas und X waren, sondern ein Körper, der Dinge ausdachte, auf die die jeweils einzelnen nicht gekommen wären.“ Er kritisierte die Strategie der „Gruppe“: „Wie erschießt man einen Konzern? Wie entführt man eine Kartellabsprache? […] es gibt natürlich Repräsentanten! Aber sie sind die Charaktermasken“. Der in der Kanzlei tätige Referendar Max Hardenberg (7. Tag), welcher an die Revolution und das Überleben des Menschen im irdischen Kollektiv glaubt, bestätigt ihren Eindruck, dass der Anwalt für eine solche dogmatische Auffassung zu sehr katholischer Individualist gewesen sei: „Er hat ihnen seine Arbeit zur Verfügung gestellt, aber er hat ihnen seinen Verstand nicht geopfert – auch nicht seine politischen Vorstellungen. […] Mit dem bewaffneten Kampf in den Metropolen hat er nicht viel anfangen können.“ Als Hedonist hätte er außerdem die puritanischen Lebensformen der Untergrundkämpfer nicht ertragen.

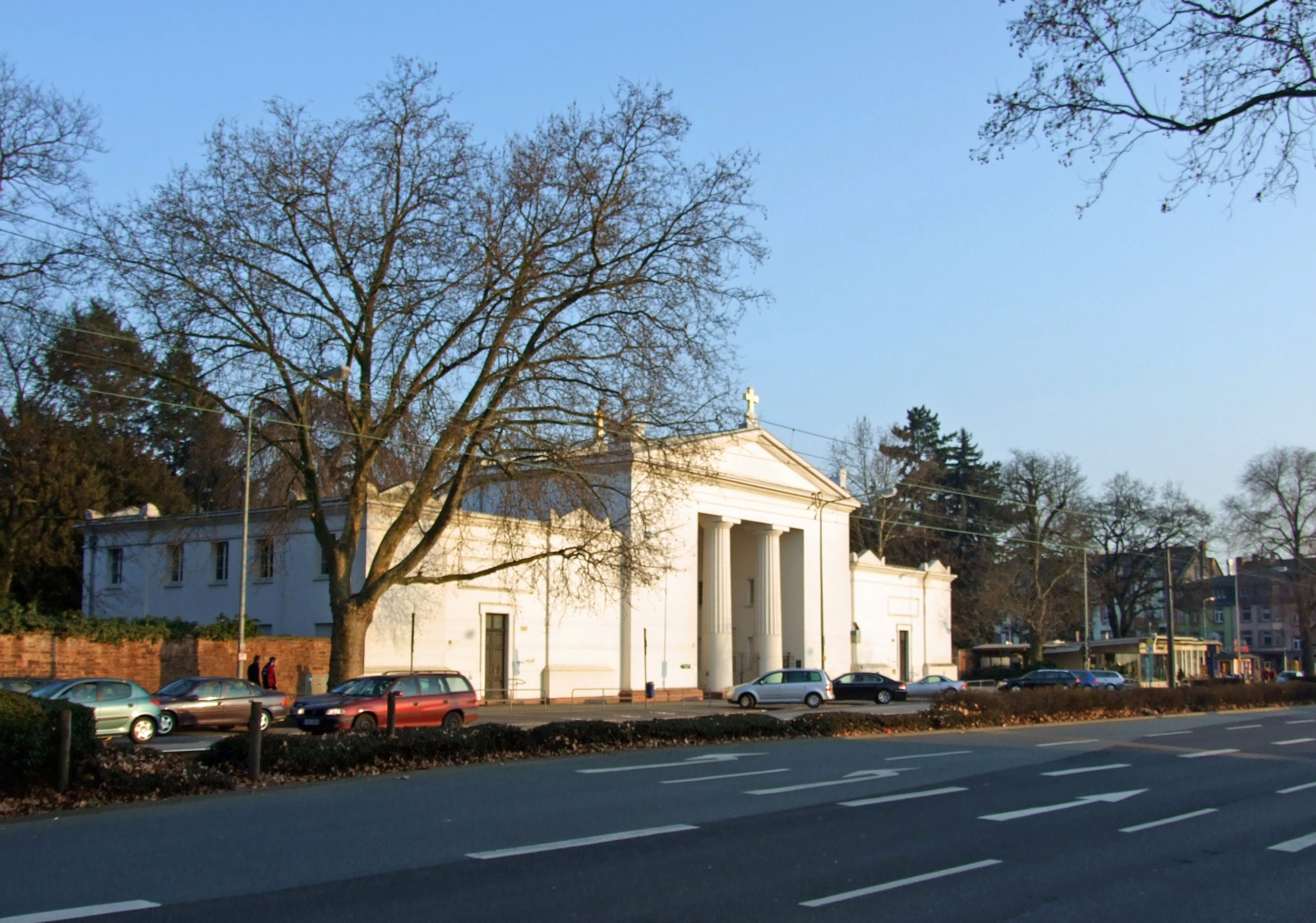
Vor dem Alten Portal des Hauptfriedhofs, den eine Verkehrsader mit der Wohnung der Frau verbindet, versammeln sich vor der Beerdigung die verschiedenen mit dem Anwalt verbundenen Gruppierungen. Rocker, Prostituierte, linke Intellektuelle und die bürgerlichen Verwandten mit dem Schulfreund Joseph Deutner. Alle, so der Eindruck der Protagonistin, kämpfen um ihren toten Mannes und wollen ihn für sich vereinnahmen. Abseits stehen die Chefin der „Gruppe“ sowie zwei Zivile und beobachten die „seltsame Veranstaltung“.

Die Schriftstellerin muss nicht nur ihr Bild differenzieren, sie erbt auch seine Kontakte zur RAF-Gruppe, die sie nicht durchschaut. Sie überlegt, inwieweit ihr Mann in den Untergrundapparat als Drahtzieher oder Mitläufer involviert ist: „Es schien seit Jahren ein immer feinfädigeres, immer undurchschaubareres Netz von Informationen, Ortsnamen, Beschaffungen, Materialien, Treffpunkten und Decknamen zu geben, ein Geflecht voller Knoten und Winkel, in dem jedes Knötchen sich unglaublich wichtig nahm. Irgendwo saß einer und hatte vielleicht den großen Überblick.“ Nach seinem Tod erhält sie durch Anrufe und Besuche Botschaften von einem „Gloucester“, sich mit ihm und dann mit der „Chefin“ im Zoo-Café zu treffen, oder sie wird in der U-Bahn von einem „Gadys“ angesprochen. Da die Herausgabe einer Tasche gefordert wird, will sie diese vor einer polizeilichen Durchsuchung sichern und sich über den Inhalt informieren. Die Anwältin Hilde, die „Kirgisin“, begleitet sie in die Kanzlei (DER VIERTE TAG Der Alltag) und sie durchsuchen ergebnislos die Schränke. Am nächsten Tag (DER SECHSTE TAG Die Freunde) steigt sie allein in den mit Akten gefüllten Keller des Büros hinab und findet dort die von der „Gruppe“ gesuchten Materialien. Später entdeckt sie in dem Paket Munition und Ausweispapier. Auf dem Weg über die Zeil zum Zoocafé wird ihr klar, dass ihr Mann eine Funktionslücke hinterlassen hat, und sie bedenkt die verschiedenen Möglichkeiten, wie sie mit dem Fund umgehen soll, und die jeweiligen Konsequenzen. Am Treffpunkt sagt sie „Gloucester“, sie hätte noch nichts gefunden. Sie sucht nun nach Helfern für die Beseitigung der Tasche (DER SIEBENTE TAG Die Gruppe), denn sie fühlt sich ebenso wenig wie ihr Mann in der Pflicht eines unmündigen Gruppenmitglieds und bemängelt, dass man weder ihm noch ihr über „Ziele und Wege Auskunft“ gegeben habe. Sie seien nur als Handlanger eingesetzt worden. Sie entschließt sich, „die Taschen aus der Welt zu schaffen. Es [ist] ihre erste Macht, zum erstenmal [hat] sie einen Zipfel der Wirklichkeit in der Hand, der Wirklichkeit, wie die sie gemacht [haben]“, und wirft die Patronen vom Eisernen Steg aus in den Main. Bei einem weiteren Treffen im Zoocafé, diesmal mit der „Chefin“, der Nachfolgerin der inhaftierten Ulrike, mit der sie sich 1972 einmal getroffen hat, weigert sie sich zu kooperieren. Diese weist ihre Kritik der Instrumentalisierung zurück: „Wir schützen die am Rand, indem wir sie nicht informieren. Wenn du dir missbraucht vorkommst, ist es irgendeine andere kaputte psychische Geschichte, die uns nichts angeht, die nur das System angeht.“ Am nächsten Tag erlebt die Frau, dass ihre Lösung aus der Vernetzung ihres Mannes Folgen hatte: Der unter dem Decknamen „Gloucester“ aufgetretene Untergrundkämpfer Müllner ist bei der Suche nach der Tasche in einem anderen Keller erschossen worden (8. Tag) und der Generalbundesanwalt eröffnet ein Verfahren gegen sie: Es bestehe der „Verdacht der Unterstützung einer kriminellen Vereinigung“. Beamte des Bundeskriminalamt durchsuchen am Sonntag (DER NEUNTE TAG Gefahren) ihre Wohnung und nehmen sie mit ins in der Nähe der Kanzlei gelegene Präsidium. Nachher ruft sie vom Bahnhofsvorplatz aus Christoph Koblenz an, der wegen seines Pflanzenretter- und Pflanzenrächer-Ticks von ihrem Mann verteidigt wurde, und bittet um seine Hilfe bei der Beseitigung der versteckten Dinge, die dieser auf seinem Wasserpflanzengelände am Ried versenkt.
Die Frau unterhält sich während der zwölf Tage mit verschiedenen Personen über ihren Mann und erfährt neue Aspekte: mit dem Barkeeper Ewald am Bahnhof, mit dem homosexuellen Wirt Geert in seiner Stammkneipe Zur Kaub und dem Transvestiten Martina Abramiecz an seinem Imbisswagen am Rand eines Schrebergartengeländes (DER ZEHNTE TAG Andere Leben). Sie geht in die von ihm besuchten Homosexuellen-Bars in einer Gasse beim Gericht und betrachtet die jungen „Rättchen“. Der Barmann Erika erzählt von der Freude des Anwalts, sich als „Tunte“ oder „tough guy“ zu verkleiden So ergänzt sich ihr Facettenbild vom Tag- und Nachtleben ihres Mannes und seiner Freunde, das sie in einer Fotoreihe zusammenzusetzen versucht (Kapitel 10). Diese Mappe legt sie in den Sarg und verlässt mit den Worten „Dieser Fremde muß verschwinden“ die Halle. Bei der Beerdigung (DER ZWÖLFTE TAG Abschiede) präsentieren sich am Grab die verschiedenen gesellschaftlichen Gruppierungen. „Wohin gehör ich?“ fragt die Frau und der Sozius ihres Mannes Paul erwidert; „Zu niemandem […] Du wirst allein laufen können. Geschützt werden ist nicht deine Sache […] Er hat dich von sich befreit“.

## Um die Jahrtausendwende

### Andreas Maier:Kirillow

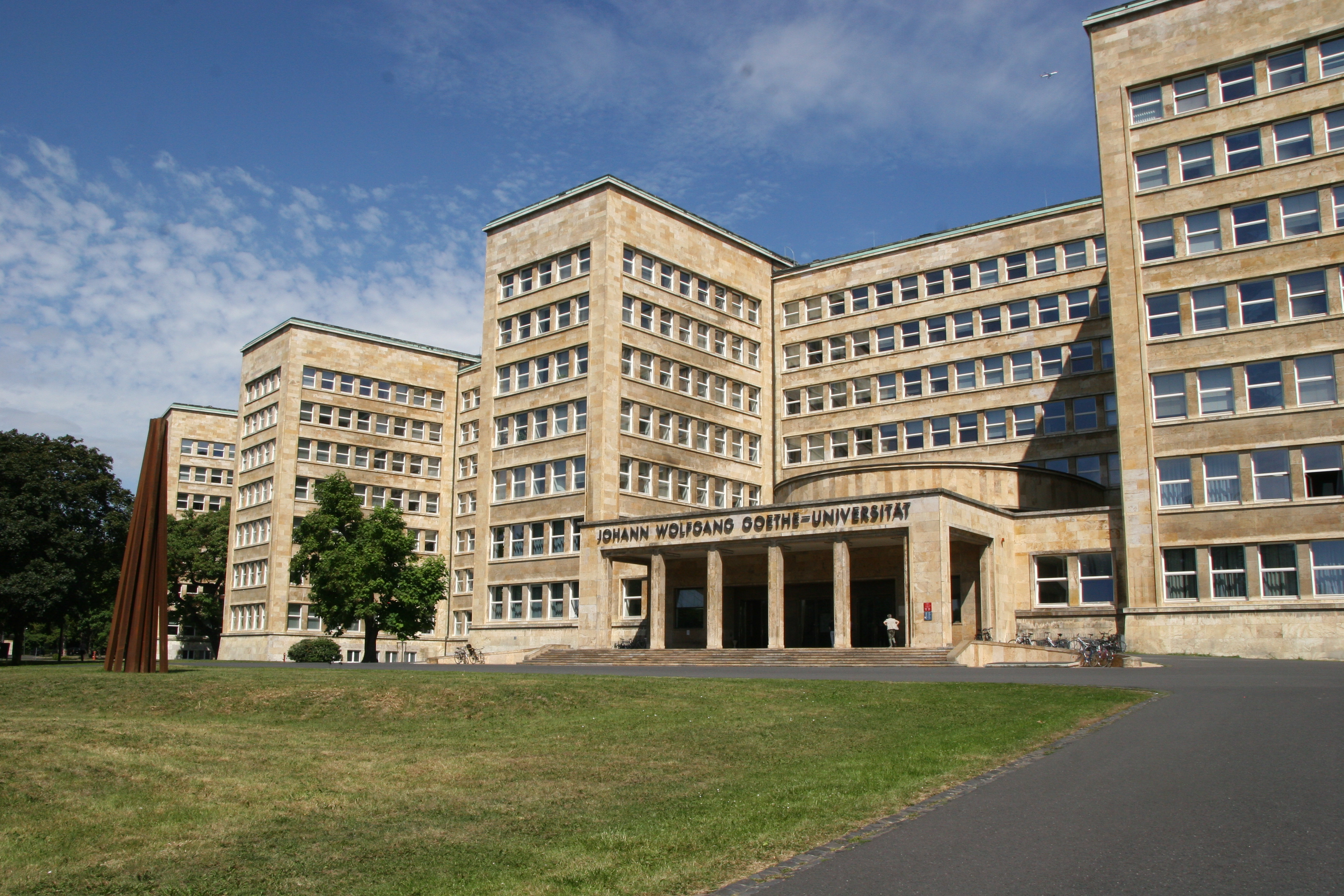
Im Café Ausweg in der Nähe des Poelzig Baus diskutiert Julian mit seinen Freunden Kirillows Traktat über den Weltzustand

Frankfurt um die Jahrtausendwende ist die Kulisse für Andreas Maiers satirischen Roman Kirillow (2005), dem als Motto ein Zitat des gleichnamigen Bauingenieurs aus Dostojewskis Roman Die Dämonen vorangestellt ist: „Halt! Ich will darüber eine Fratze malen, mit herausgestreckter Zunge.“ Die Hauptfiguren sind mit sich und ihrer Umwelt unzufriedene Studenten und ihre unterhaltungssüchtigen Party-Freundinnen. In labyrinthischen Erörterungen bereden sie in den Szene-Kneipen ihre Weltbilder und fahren auf der Suche nach politischen Aktionen im letzten Kapitel in einer Happening-Stimmung zur Demonstration gegen einen Castor-Transport zum Brennelemente-Zwischenlager Gorleben (3. Kap.). Hier kommt in einer tragisch-grotesken Situation einer der beiden Protagonisten, Frank Kober, ums Leben und wird als erster Castor-Toter zum Märtyrer der Bewegung gemacht.
Der ordnungsresistente, orientierungslose Kober („Er findet keine wahren Sätze“, und beklagt die „totale[] Gleichgültigkeit aller Gedanken“) ist erst kürzlich, nach dem Aufenthalt mit seiner Freundin Anja Nagel in Zürich und einer Amerika-Reise wieder in seine Ginnheimer Wohnung in der Kellerstraße 17 zurückgekehrt. Das Porträt der Bewohner des bürgerlichen Mietshauses, z. B. der Rentnerin Doris Badinski oder des Dozenten-Ehepaars Koch, im Prolog (für Kober: „Prolog in der Hölle“) kennzeichnet ihn als Außenseiter, „Sozialschmarotzer“ und Träger ihrer Vorurteile gegen linke Studenten mit vermuteten Kontakten nach Moskau. Genährt wird diese Auffassung dadurch, dass er und seine Freunde Anton Kolakow und seine Gruppe Russlanddeutscher aus Chabarowsk betreuen. Sie nehmen sie zu ihren Treffen mit, beispielsweise bei der alten pflegebedürftigen Frau Gerber im Westend, in der Wiesenau, oder in Julian Nagels Wohnung in der Humboldtstraße im Nordend. Sie arrangieren einen Ausflug mit der Wappen von Frankfurt vom Eisernen Steg aus nach Mainz und laden die Gäste ein, sie zur Geburtstagsfeier des Landtagsabgeordneten Dr. Nagel in Eppstein zu begleiten. Dort kommt es zwischen einem CDU-Parteifreund seines Vaters und dem angetrunkenen, von den gesellschaftlichen Konventionen angewiderten zweiundzwanzigjährigen Julian Nagel zum Streit, den sein Freund Frank durch eine spektakuläre Selbstverletzung mit einem zerbrochenen Glas unterbricht (1. Kap.).
Wie die spontanen, thematisch von einem zum nächsten Punkt wuchernden Gespräche der Romanfiguren so reihen sich deren nächtliche Partys mit wechselnden Beziehungen, etwa zwischen Julian, seiner Freundin Eva Bieroth und der in der Brückenstraße wohnenden Michaela, aneinander und fließen von einer zur anderen der über die Stadt verteilten Stationen ineinander über. In die Wirtschaft Zur Stalburg in der Glauburgstraße, im Café Ausweg oder in Jobsts Wohnung in der Teichstasse wird die Fahrt ins Wendland geplant. Universität, West- und Nordend, Bornheim, Sachsenhausen, Ginnheim usw. sind Treffpunkte der Studenten. In einer der typischen chaotischen Diskussionen über die verschiedensten gesellschaftspolitischen Aspekte und Protestaktionen stellen Julian und sein Freund Jobst im Café Ausweg in der Nähe der neuen Universität, dem Poelzigbau, den Freunden das nach Andrej Kirillow aus Chabarowsk benannte Kirillowsche Gesetz vor, das sie als „Traktat über den Weltzustand“ im Internet veröffentlicht haben. Danach ist der Mensch in seinem Streben nach Glück und Wohlbefinden in einem von ihm allein nach seinem Willen, und nicht von dunklen Mächten, geschaffenen riesigen kollektiven System vernetzt und verfangen. Nachdem in einer Novembernacht die betrunkene deutsch-russische Gruppe in der Wielandstraße Gullydeckel auf Autos geworfen hat, werden die Sachbeschädigungen von Julian und Jobst als Modell einer „Störung des Ablaufs […] ganz ohne Absicht, ohne politischen Willen, ohne einen revolutionären Ansatz“ interpretiert. „Deshalb sei auch niemand als einzelner in besonderer Weise schuld, weil nämlich jeder die Katastrophe in sich enthält, also jeder schuld ist, nicht durch bewusste Handlung, sondern allein durch seine Form des Überlebens. Also durch sein Leben.“ Bei einem Ausflug blicken die beiden vom Feldberg aus auf die Welt: „Was geschah, geschah nicht nach Plan, es gab keine Vernunft und es würde nie eine geben […] Die Katastrophe war elementar“. Die „totalitäre […] Freiheit von Handeln und Verkehr“ sehen sie als „Naturgesetz der Menschen“ an. Als einzige Lösung, sich aus den Verstrickungen zu lösen, entwickelt Julian während einer Schifffahrt mit den russischen Freunden nach Mainz eine Selbstmordtheorie. (2. Kap). Am Ende des Romans hätte er sie beinahe im betrunkenen Zustand durch eine Traktor-Amokfahrt gegen eine die Sattelschlepper mit den Castoren abschirmende Phalanx Polizisten umgesetzt. „Ich möchte diese Nacht verewigen […] dann möchte ich meine Zunge herausstrecken, der ganzen Welt […] das heißt … eigentlich bloß mir“, ruft er seiner neuen Wendland-Freundin Rebekka zu, bevor er den Schlepper besteigt und von Pistolenschüssen getroffen gestoppt wird. Ums Leben kommt allerdings nicht er, sondern sein Freund Frank, als dieser sich um den Verletzten kümmert und beim Räumen der Straße versehentlich unter die Traktorräder gerät (3. Kap.).

### Martin Mosebach:Eine lange Nacht
Martin Mosebachs Roman Eine lange Nacht (2000) zeichnet ein Bild der seit den 1970er Jahren sich verändernden Großstadt und porträtiert durch die eingearbeiteten Rückblicke auf die Nachkriegs- und 68er-Generation das erodierte Bildungsbürgertum im Spannungsfeld der Generationen zwischen Lebensträumen und Pragmatismus.
Hauptfigur ist der siebenundzwanzigjährige Ludwig Drais. In Personaler Form wird die Geschichte aus seiner Perspektive erzählt. Er hat sein Juristen-Examen nicht bestanden und übernimmt, nach vergeblichen Versuchen als Kunsthändler, schließlich für den pakistanischen Textilfabrikanten Mr. Khan den Vertrieb von billigen Baumwollkleidern in Europa. Mit seiner Sekretärin und späteren Geliebten (Kap. 4 In Geschäften) Bella Lopez und deren Mann Fidi richtet er im Keller eines Hauses am zersiedelten Rand der Großstadt ein Büro mit Lager ein (Kap 2 Ein Tag von sechsunddreißig Stunden). Die Dreiecksbeziehung ist umgeben von verschiedenen, teils karikierten Personen, die bei Ludwigs geschäftlichen und privaten Besuchen auf seinem Weg durch die Stadt ihre Lebensgeschichten erzählen, wodurch sich ein gesellschaftliches Mosaikbild zusammensetzt: Eine in ihrer Villa im Holzhausenviertel unzufriedene Rechtsanwaltsgemahlin hat ihre Erfüllung als Lokomotivführerin eines Bähnchens im Palmengarten gefunden (Kap. 1 Gründerzeit). Frau Rüsing, die durch wechselnde Partnerschaften liebeserfahrene und nicht uneigennützige Wohltäterin junger, schlecht bezahlter Gehilfen der Buchhandlung von Frau Müller-Servet, (Kap. 2), wohnt in einem kahlen Mietshaus nahe dem Holzhausenpark. Der Rechtsanwalt Bruno Hütte führt nachmittags von der Gaststätte Zum Purzelbaum aus die Geschäfte seiner Kanzlei. Erna Klobig ist eine in der Münchener Straße lebende Alt-68er-Bohémien mit wechselnden, teils tragisch endenden Beziehungen und ihre Tochter Bella dominierende Mutter (Kap.3). Sie hat wegen kleiner Diebstähle Hausverbot in der Aldi-Supermarkt-Filiale in der Eschersheimer Landstraße 588. Der „Zeitkritiker“ und „politische Analysator“ im „Nachkriegsdeutschland“ Ernst Walter Koschatzki (Kap. 3), welcher Elaborate meist weltanschaulich verbrämter eitler Bespiegelung verfasste, reflektiert über seinen Nachruhm und unternimmt schließlich, begleitet von Frau Rüsing, eine Kreuzfahrtreise mit Lesungen für Senioren (Kap. 5 Rote Flämmchen).

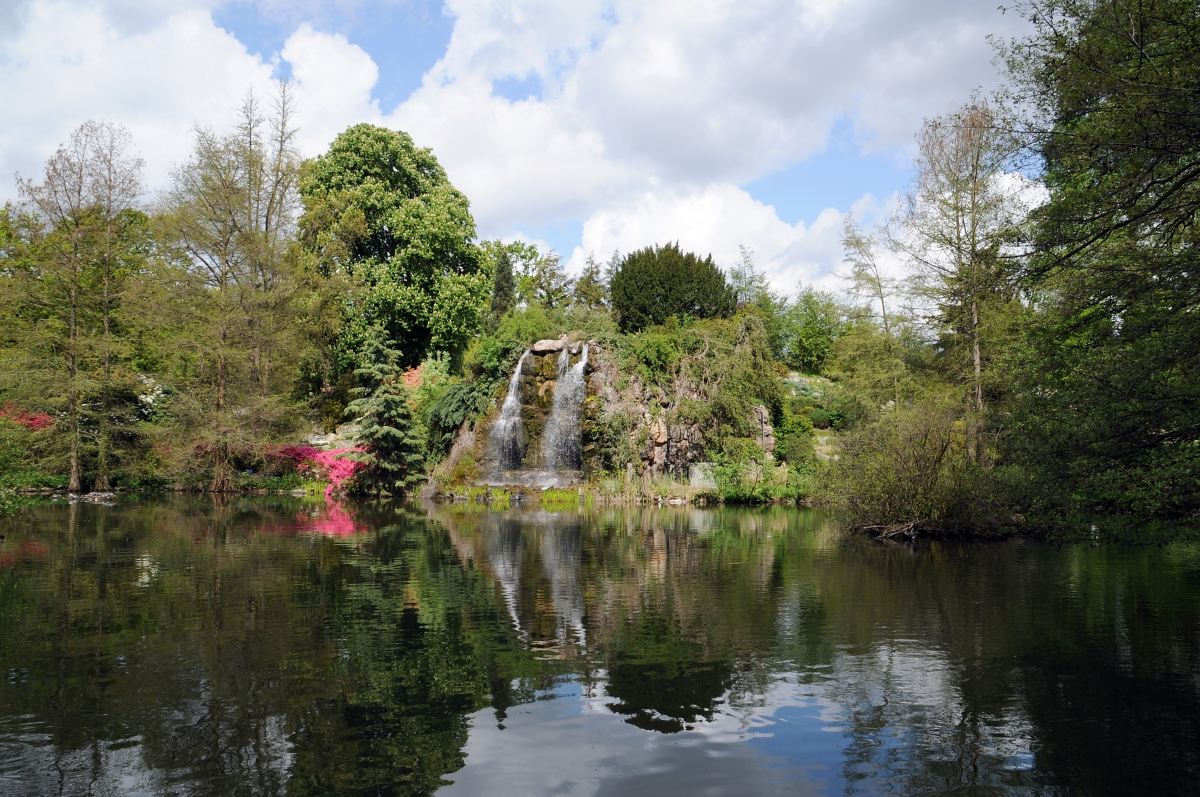
Ludwig träumt vom Palmengarten als dem „irdischen Paradies“ dem „Land seiner Kindheit […] [und] Höhepunkt seines Kinderglücks“: Am Teich hat sich der Bootsverleiher und Freund der Rechtsanwaltsgattin umgebracht. An diesem Ort gehen in den 1950er Jahren Chase und Harry (Hetmann: Mit Haut und Haaren) spazieren. In Tennenbaums Straßen von gestern bummelt der jüdische Bankier Eduard Wertheim Anfang des 20. Jahrhunderts gern durch den Garten. Martin Heynel und Vicki Biddling beraten hier in Hahns Die Farbe von Kristall, wie sie die Zustimmung ihrer Eltern zu einer Heirat erzwingen können, und in Sezgins Der Tod des Maßschneiders erörtern Kommissar Staben und Karoline Stern den Mordfall Lübbe.

Die Kinder dieser Aufbruchszeit sind auf der Suche nach Neuorientierung: Bella flieht aus dem Mutter-Tochter-Haushalt und den Unsicherheiten eines phantasievollen Künstler-Behèmien-Lebens in die ebenso unsolide Ehe mit dem Gelegenheitsarbeiter und Träumer Fidi Lopez. Ludwigs Eltern dagegen werden von vielen als Säulen einer stabilen, beschützenden bürgerlichen Familie bewundert, ihre Söhne setzen jedoch diese Tradition nicht fort:
Hermann ist in seiner Weltfremdheit ein Sonderling und empfindet jede Arbeitsstelle nach kurzer Zeit als unerträglich und beendet nach Abbrüchen bei Studium, Gärtner- und Goldschmiedelehre und Beschäftigungen bei der Post und in einem Altersheim nun auch die Anstellung in der Buchhandlung Frau Müller-Sevets, um die Pflege des kranken Vaters zu unterstützen. Halt findet er in einer mit animistischen, magischen Riten und Meditation in einer Hotel-Kapelle im Bahnhofsviertel zelebrierten naiven altchristlichen Gläubigkeit, in einer traditionellen Haltung der Akzeptanz als Gegengewicht zur modernen, sich ständig wandelnden Gesellschaft (Kap. 5). Ludwig dagegen ist wie Bella ein Doppelwesen zwischen träumerischer Selbstüberschätzung und realistischer Diagnose. Als Glücksritter haben die beiden geschäftliche Erfolge (Kap. 3 Zores, Kap. 4 In Geschäften). Doch während Ludwig bei dem Gedanken, dass die billigen Textilien in Hyderabad von zweihundert sechsjährigen Kindern an Nähmaschinen im Akkord produziert werden, ein schlechtes Gefühl hat, vertritt Bella eine zukunftsorientierte amerikanische Lebensphilosophie: „Mach das Beste draus!“ und rät ihm, er dürfe nicht fragen, „ob man braucht, was er anbiete“, „sondern er müsse einfach immer wieder neue Verkaufsideen für die Vermarktung entwickeln. Niemand sei ein solcher Narr zu glauben, ein Hemd für vier Mark sechzig könne öfter als dreimal gewaschen werden.“
Am Beispiel des Billigkleidergroßhandels Nephew & Nephew Europe führt der Erzähler den Wandel der alten traditionsreichen Kaufmannsstadt nach dem Krieg in eine anonyme Geschäftswelt mit ständig wechselnder Besetzung vor. Nach den ersten finanziellen Erfolgen wird das Kellerlager mit Büro aus Eschborn in die „im und nach dem Krieg zerstörte“ Innenstadt verlegt: „[K]aum eine Straßenbiegung, ein Winkel, ein Sandsteinsockel bewahrt[] die Erinnerung an die gewachsenen Linien der abgeräumten gotischen Stadt. Die Innenstadt [ist] jetzt gegen Zerstörungen jeder Art wunderbar geschützt. […] denn es [gibt] in ihr nichts mehr, was unwiederbringlich verloren gehen [kann]. […] Und wenn die ganze Innenstadt in einer Erdspalte [verschwindet], hindert[] das nicht, daß sie schon zwei Jahre später in dieser oder etwas anders zurechtgeschüttelter Form wieder dort [steht] mit neuen Betonlagern für Mister Khans billige Hemden und Monsieur Cartiers teure Uhren. […] [N]ach dem Brand der Synagogen im Jahre 1938 [ist] nun die ganze Stadt vernichtet, ihr Boden […] unfruchtbar gemacht worden.“
Die Stimmungslage des Protagonisten beeinflusst bei seinen Wanderungen durch die Stadt seine Bewertung des heterogenen Straßenbildes. Je nach Gemütsverfassung erlebt er es als Kulisse von impressionistischer Schönheit, abendlichen Friedens oder trostlose Schneise: Er sieht die Münchener Straße und die Kuppel des Hauptbahnhofs im Mittagslicht mit dem Blick eines venezianischen Malers und überlegt. „Vielleicht war der erste Schritt, den Bann der Hässlichkeit Frankfurts zu brechen, dass man sie malte.“ An einem friedlichen Abend lauscht er im Garten seines Mietshauses dem Glockengeläut des nahen Diakonissenhauses: „Die Gegenstände tauchten aus der Farblosigkeit auf. Die vielen pedantischen Gärten mit ihren Wegen und Bänken schienen auf einmal auf komplizierte Weise zusammenzugehören“. Der nächtliche Heimweg Ludwigs nach dem Kneipenabend mit Bellas offenbar über ihre Affäre informiertem („Gute Nacht, Schwager“) Mann bei Hermine in ihrem Lokal Minnies vom Viertel an der Peripherie des alten Stadtgebietes zurück zum Holzhausenviertel über eine mit Fabriken aus der Jugendstilzeit gesäumte Ausfallstraße deutet bereits atmosphärisch den Unfalltod des betrunkenen Fidi (Kap. 4, 5) an: „Kahle Kulissenstraßen, die sich perspektivisch zu Spielzeuggröße verengten, Pappmachéhäuser in einem vom weißlichen Lampenlicht gepuderten Grau säumten seinen Weg. […] Was ihn umgab, war hässlich und federleicht, nur eine Reihe großer Bäume […] wahrte in den Blättergebirgen noch Höhlen undurchdringlicher Dunkelheit.“

### Martin Mosebach:Das Blutbuchenfest
In seinem zu Beginn des jugoslawischen Bürgerkrieges 1991/92 spielenden Roman Das Blutbuchenfest ergänzt Mosebach das Bild einer sich wandelnden Bevölkerung aus der langen Nacht um weitere Aspekte, allerdings mit weniger Frankfurter Lokalkolorit. Die Handlung könnte in jeder westeuropäischen Großstadt spielen. In satirischer Form baut sich das Mosaik einer illustren internationalen Spaß-Gesellschaft mit einem ständig wechselnden Beziehungsreigen auf, das mit dem Schicksal der Mestrovic-Familie und ihrer bis in die 1960er Jahre einfachen und autarken Bauernkultur in Bosnien kontrastiert. Die kroatische Putzfrau Ivana Mestrovic und ein Kunsthistoriker, der Ich-Erzähler der meisten Kapitel, verbinden die beiden Handlungsstränge.
Das Frankfurter Roman-Personal wird in einer komplizierten Struktur miteinander beruflich-privat kreuz und quer vernetzt. Die meisten Protagonisten treffen sich immer wieder im Restaurant des Niederösterreichers Merzinger, wo die beiden Projekte geschmiedet werden, und dann beim abschließenden titelgebenden großen Fest. Die Verknüpfungen haben v. a. zwei Zentren: Wereschnikow und Rotzoff.
Der träumerisch-hochstaplerische Weltbürger russischer Abstammung Sascha Wereschnikow versteht es, sich als spiritus rector internationaler Kongresse mit zeitbezogener, fachübergreifender Thematik, die er durch seine vermeintlichen engen globalen Verbindungen zu einflussreichen Sponsoren zu finanzieren versucht, medienwirksam in Szene zu setzen. Aus dieser Aura bezieht er auch seine Wirkung auf Frauen: Am Romanende, nach dem Fest, versöhnt er sich wieder mit seiner früheren Freundin Inge Markies, der rührigen Chefin einer Agentur für geschäftlich-private Kontakte, nachdem ihn Maruscha, die schöne und einfühlsame polnische Begleiterin erfolgreicher Männer, durch zwei Parallelbeziehungen desavouiert hat: einmal zum Financier ihrer, und Wereschnikows, Wohnung, dem nach einem Konkurs wieder auf die Beine gekommenen Immobilienmakler Breegen und zweitens zum jungen Balkan-Dichter Tomislaw, den sie als schwindelfreien Hochhaus-Fensterputzer bestaunt hat. Maruscha verliert nach der Aufdeckung ihres Dreifachspiels auf der Party alle Liebhaber, landet aber am Ende beim schüchternen und hilfsbereiten Hausherrn, dem Banker Dr. Glück und kann so beruhigt in die Zukunft blicken.
Bei Glück hat sich bereits zuvor der Werbemann Rotzoff eingeschmeichelt und ihn überredet, ihm seine großzügige Wohnung in einer älteren Villa mit großem baumbestandenen Garten im Stadtzentrum, zur Tilgung seiner Schulden, als „Superlocation“ für das „Blutbuchenfest“ zu überlassen. Mit dem Kunsthistoriker ist er indirekt durch zwei mädchenhafte Frauen verbunden. Als dieser, wie die meisten Gäste im bacchantischen Narrenreigen des Festes untergeht, verliebt er sich in Rotzoffs verabschiedete große, schöne Freundin Reni: ein sich durchs Leben treiben lassendes Mädchen: „Jeder nimmt was er bekommt; jeder bekommt, was er gibt; man muß sich mit dem Zweitbesten abfinden lernen – hatte Rotzoffs Anblick mich in diese Gedankentiefen gestoßen?“ Das Original dieser Zweitbesetzung ist die ebenfalls abwechselnd mit beiden Männern intime Winnie. Das naive herzkranke Mädchen („Sterbensängste weggeblasen“) ist jedoch eine der tragischen Figuren des grotesken Gesellschaftswechselspiels und stirbt makaberweise auf einem der Feste. Winnie erlebte jeden Tag und jede Beziehung so ursprünglich wie beim ersten Menschenpaar („Madam I’m Adam“). Sie erscheint dem Erzähler in seiner Erinnerung an ihre kurze Liebesbeziehung verklärt als „Natürlichkeit, Unbelastetheit, Fraglosigkeit, Gedankenlosigkeit in der herrlichsten Bedeutung“. Zugleich ist ihre Verletzlichkeit und die Abgründigkeit ihres Todes eine Metapher für die gespaltene Welt und das menschliche Leben (31. Kap. Die Welt schwankt wie eine Hängematte 16. Kap. Die Vergebung der Schildkröte).
Der stellungslose Kunsthistoriker, der über das Thema Tintoretto in den Dogentestamenten des Cinquecento mit cum laude promoviert hat, tritt durch Wereschnikows neues Projekt in die Romanhandlung ein. Dieses ist breit angelegt und soll sich über „die Würde in den verschiedenen Balkan-Kulturen, über den katholischen, den orthodoxen, den muslimischen, den atheistisch-philosophischen, den demokratisch-libertinären, den reformsozialistischen Würdebegriff unter Teilnahme der maßgebenden Autoritäten aller betroffenen Gruppen“ erstrecken. Der Historiker erhält den Auftrag, zur Vorbereitung einer Ausstellung ein Exposé über den Bildhauer Ivan Meštrović, einen entfernten Verwandten der Putzfrau, zu erarbeiten und lernt bei seiner Suche nach Sponsoren bei Frau Markies deren Büromädchen Winnie kennen. Seine Recherchen über den jugoslawischen Künstler führen ihn nach Bosnien zu Ivanas Familie und er erfährt die Vorgeschichte des sich ankündigenden ethnischen Konflikts.
Zu dieser Zeit spüren auch die Frankfurter die Anzeichen des beginnenden Krieges: „In der ganzen Stadt fanden sich die feindlichen Parteien zusammen“, beim serbischen Schuster erzählt man vom „massenhaften Umbringen“, bei Ivana und ihrem Mann Stipo treffen sich die Kroaten. Es kommt zu einem „regelrechten Kriegs-Wochenend-Tourismus“ zu den „Schauplätzen und den Stützpunkten“. Diese Entwicklung gipfelt, durch Ivanas Telefonschaltungen, in der sich gleichzeitig mit dem Fest abspielenden Kontrasthandlung des jugoslawischen Bürgerkrieges. Während die Party immer mehr ihre Konturen verliert und die Putzfrau und Stipo mit der Reinigung der verdreckten Räume und des zertrampelten Gartens beginnen, kämpft die Mestrovic-Bauernfamilie mit ihren muslimischen Nachbarn und muss aus dem Prozor-Tal fliehen. Symbolisch dazu passend kann Wereschnikow, wie er Inge Markies erklärt, seinen Kongress „aller Gutgesinnten“ über „die Würde auf dem Balkan“ wohl kaum realisieren, denn „financial ressources are limited“.

### Anne Chaplet:Sauberer Abgang

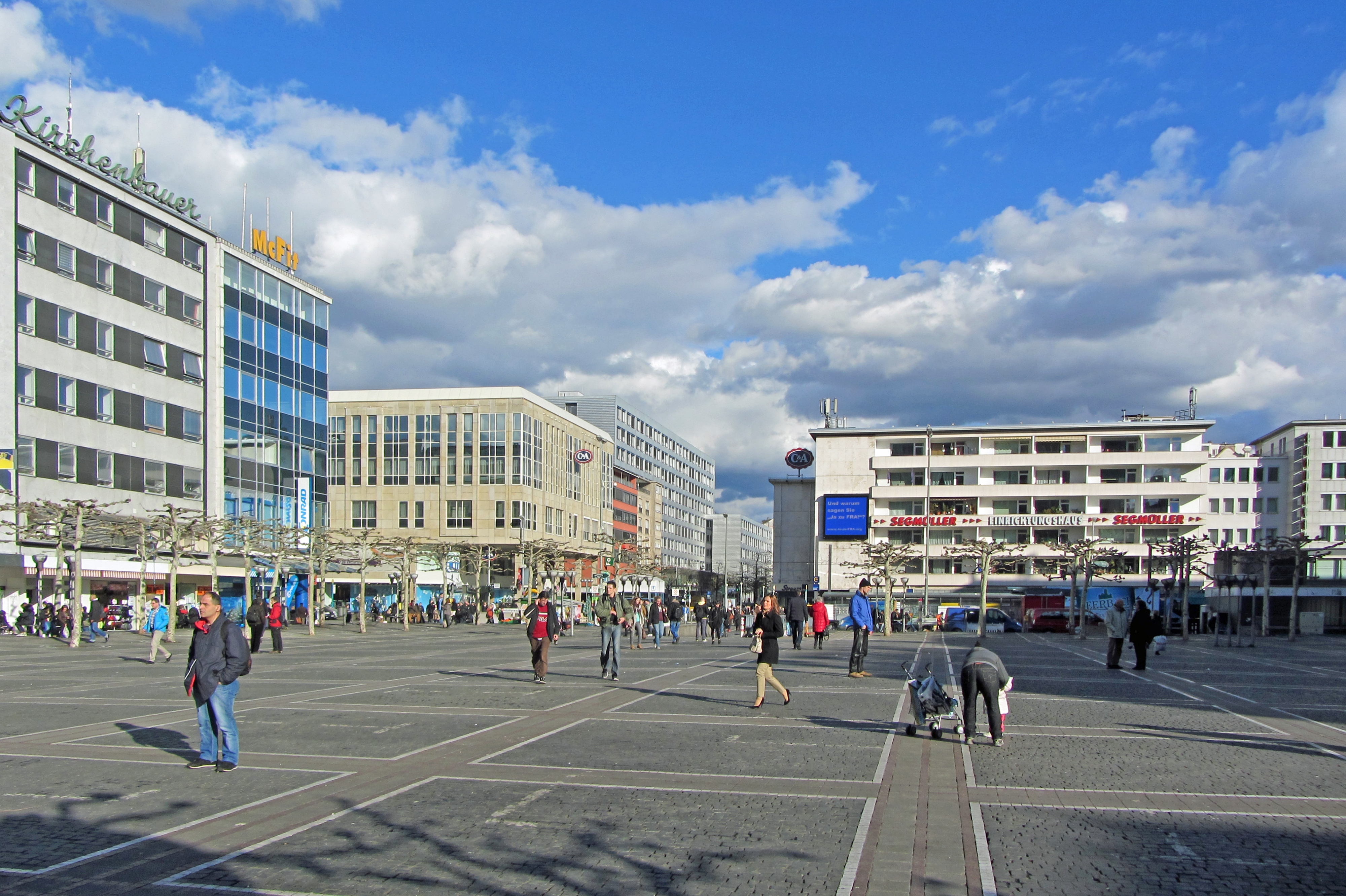
Der Journalist Will macht an der Konstablerwache seinen Vater Karl Bastian stellvertretend für die damalige Stadtplanungsideologie für die „triste Freifläche östlich vom Stadtkern, umgeben von einer eher charakterlosen Kaufhausarchitektur“ mitverantwortlich. Aber sie wurde durch den Bauernmarkt „zweimal in der Woche zu einem der lebendigsten Orte, die Frankfurt aufzuweisen hatte“ (S. 111).

Im Zentrum des im Jahr 2006 spielenden Kriminalromans Sauberer Abgang von Anne Chaplet steht eine Gruppe alter Freunde. Die meisten sind als Banker, Gastronom, Immobilienmakler, Staatsanwalt, Journalist im wohlhabenden Bürgertum etabliert. Aber nicht alle haben Karriere gemacht und es gibt Gerüchte über Verschuldung, Unregelmäßigkeiten sowie misslungene Spekulationen, die von Mitwissern ausgenutzt werden könnten, und die Betroffenen bemühen sich, die Fassade zu wahren. Zusätzlich tauchen Schatten der Vergangenheit aus der Zeit um 1981 auf. Damals nahmen die jetzigen Stützen der Gesellschaft als progressive Studenten mit wechselnden Liebesbeziehungen und versteckten Rivalitäten an Demonstrationen z. B. gegen die Startbahn-West-Flughafenerweiterung und den Weiterbau des Atomkraftwerks Brokdorf teil. Vor allem ihre Unterstützung der Hausbesetzer in der Mylius- oder der Schumannstraße im Westend möchten sie lieber geheim halten. So ergibt sich im Zusammenhang mit den Nebenhandlungen ein explosives Gemisch für eine Kriminalgeschichte.
Die Handlungen erstrecken sich über die Frankfurter Innenstadt und ermöglichen es dem Leser bei seinen Kombinationen über Täter und ihre Motive Bewegungsprofile der Protagonisten, aus deren Perspektiven in Personaler Form erzählt wird; zusammenzustellen. Ausgangspunkte der Ermittlungen sind die zentralen Lokalitäten des Romans:
Im Bankhaus Löwe findet die für die Firma Pollux Facility Management arbeitende Putzfrau Dalia Sonnenschein die Leiche des in Spekulationen am Rande der Legalität verwickelten Geschäftsführers Marcus Saitz. Da die Obduktion ergibt, dass der Tote erdrosselt wurde, hat Staatsanwältin Dr. Karen Stark diesen Fall zu bearbeiten. Ihr Büro liegt im Gerichtsgebäude C in der Porzellanhofstraße. Hier wird eine Woche nach Saitz‘ Ermordung ihr Kollege Thomas Czernowitz ebenfalls erwürgt gefunden, u. a. wieder von Dalia, deren Chefin Johanna Maurer sie an diesen neuen Arbeitsplatz versetzte, offenbar um ihr die tägliche schockierende Begegnung mit dem Tatort in der Bank zu ersparen.
Dalia wohnt in der Nähe dieser zweiten Putzstelle in einer Querstraße der Zeil nahe der Konstablerwache. Von hier aus durchstreift sie in der Freizeit mit ihrem weißen English Bulldog Wotan die Stadt und denkt bei ihren Wanderungen durch den Grüneburgpark, die Parkanlagen gegenüber der Alten Oper, die Freßgaß und auf ihrem Rückweg über Goethestraße, Hauptwache, Zeil zur Wohnung oder im Café Mozart in der Töngesgasse über ihr Lebenstrauma nach. Ihre Mutter erschlug 1981 in Dietzenbach den gewalttätigen Vater, um ihre Tochter zu beschützen. Folgen dieser Familientragödie und des Abwaschens der Blutspuren sind ein in Extremsituationen automatisch ablaufender Reinigungszwang sowie der häufige Ortswechsel, der sich allerdings auch aus ihrer Haupteinnahmequelle ergibt. Denn die 32-Jährige nutzt ihre sechs Studienjahre Betriebswirtschaft, um in den Büros der Chefetagen nach Unregelmäßigkeiten zu schnüffeln und Unterlagen zu sichern. Bei Erfolg erpresst sie ihre „Klienten“. Auch bei Saitz wurde sie fündig.

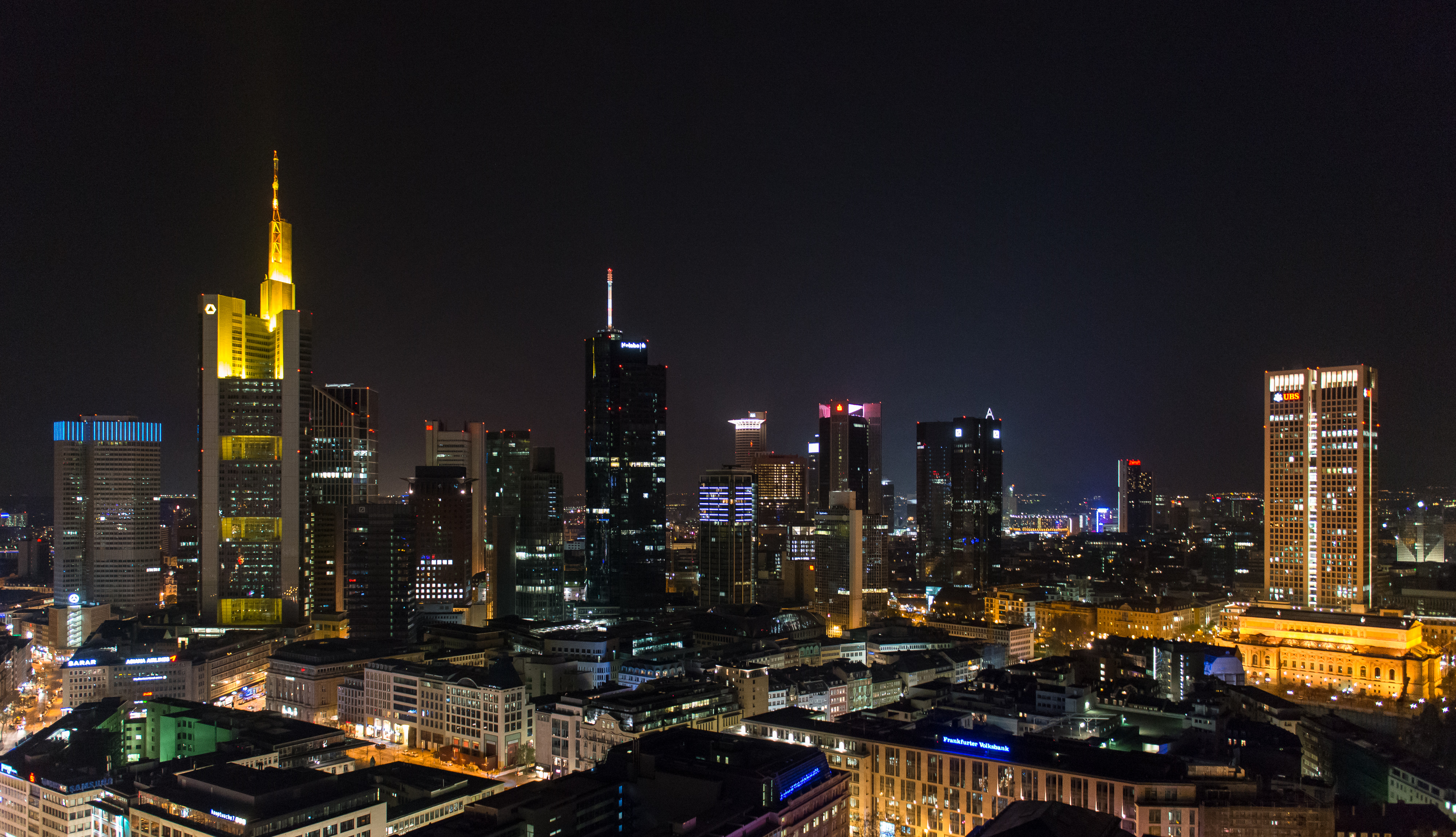
Seit der Rückkehr zum alten Vater öffnet sich für Will ein neuer Blick auf die Betonstadt und sie erscheint ihm bisweilen wie eine Märchenlandschaft: „Will ging allein auf den Balkon, rauchte und trank und schaute in den Nachthimmel, in dessen Saum die Türme von Maintower und Commerzbank leuchteten. Heute kam ihm der Anblick der beiden Feen herzzerreißend romantisch vor.“ (S. 170). Einmal nähert er sich Frankfurt mit dem Auto von Norden: „Vor ihm schälte sich aus der Dunkelheit, die ferne Stadt in den Wolken mit ihren erleuchteten Türmen, um die Nebel trieb. Wie eine Insel aus dem Meer wuchs ihnen die Skyline entgegen.“ (S. 284).

Mit dem ehemaligen auf Musik und Architektur spezialisierten Lokalreporter und jetzigen freien Journalisten Willi (Will) Bastian kann der Leser ebenfalls durch die Stadt wandern und dessen ermordete Geheimbündler finden. Er erscheint anfangs als der Verlierer der Freundesgruppe. Nachdem sich seine Freundin Vera von ihm getrennt hat, weil sie ihn für familiär unzuverlässig und babyfeindlich hält, muss er aus ihrer Bockenheimer Wohnung ausziehen und über Reuterweg, Grüneburgweg, Körnerwiese in die Hansaallee zu seinem zweiundachtzigjährigen Vater wechseln. Er macht dies mit gemischten Gefühlen, denn in den 1980er Jahren eskalierte ihr Generationskonflikt mit gegenseitigen Vorwürfen: der leitende Angestellte eines Bauunternehmens wurde vom Sohn für Abriss und Wiederaufbau Frankfurts in Betonklötzen mitverantwortlich gemacht. Dieser revanchierte sich mit der Kritik am unsoliden Leben des Sohnes und mit seinem Spruch für alle Lebenslagen: „Kommt darauf an, was man daraus macht“. Die beiden sind die Prototypen der damaligen Konfrontationen und zugleich Repräsentanten der fünfundzwanzigjährigen Anpassung an die gesellschaftlichen Entwicklungen und haben nach Wills Rückkehr mehr Verständnis füreinander.
Damals brach Will die familiäre Bindungen ab und schloss sich 1981 einer alternativen Baggersee-Clique an, aus welcher sich der aufrührerische Geheimbund Pentakel entwickelte, der Aktionen in der damaligen Anti-Atomkraft-Demonstranten- und Hausbesetzerszene unterstützte. Initiator und Chef der Gruppe war Leo Curtius. Das Ende kam, als man sich wegen der allseits beliebten und umworbenen Jenny Willard zerstritt und ihr Hauptfreund Leo bei dem Versuch verhaftet wurde, auf einem der Deutsche-Bank-Türme ein Transparent zu befestigen, um ein Zeichen zu setzen: „Haltet die Welt an“. Um den nach der vorzeitigen Haftentlassung auf die Kanarieninsel Gomera ausgewanderten Genossen zu unterstützen, wo man ihm u. a. aus schlechtem Gewissen auf Druck Jennys ein Haus finanziert, treffen sich einige Mitglieder seit fünfundzwanzig Jahren zum wöchentlichen Stammtisch im Dionysos, neben Will Bastian, Michel Debus, Max Winter (Gastronom), Thomas Czernowitz (Staatsanwalt) und Julius Wechsler (Immobilienmakler) auch der ermordete Saitz. Zur Serie droht sich die Situation zu entwickeln, als Czernowitz Will zu einem Gespräch ins Carpe Diem in der Klingerstraße bittet und dieser, nachdem der Freund nicht erscheint, ihn in seinem Büro im gegenüberliegenden Gerichtsgebäude ermordet findet, wobei ihm Dalia begegnet. Bald darauf wird Will wieder gerufen, diesmal mit dem Hinweis, Jenny sei aufgetaucht. Willi macht sich auf den Weg über Reuterstraße, Grüneburgweg zur Liebigstraße 17, wo der tote Max Winter im Büro seines Restaurants Gattopardo liegt. Alte Gerüchte tauchen wieder auf, jemand aus der Gruppe habe Leo an die Polizei verraten, um seine Karriere nicht zu gefährden oder aus Eifersucht. Die Restgruppe fürchtet um ihr Leben und vermutet eine Racheaktion. Man misstraut einander. Selbst Staatsanwaltschaft und Polizei sind in diesem Kriminalfall lange erfolglos, bis einzelne in den Fall verstrickte Protagonisten die richtige Spur entdecken und ihr Schweigen brechen.

### Bodo Kirchhoff: Schundroman

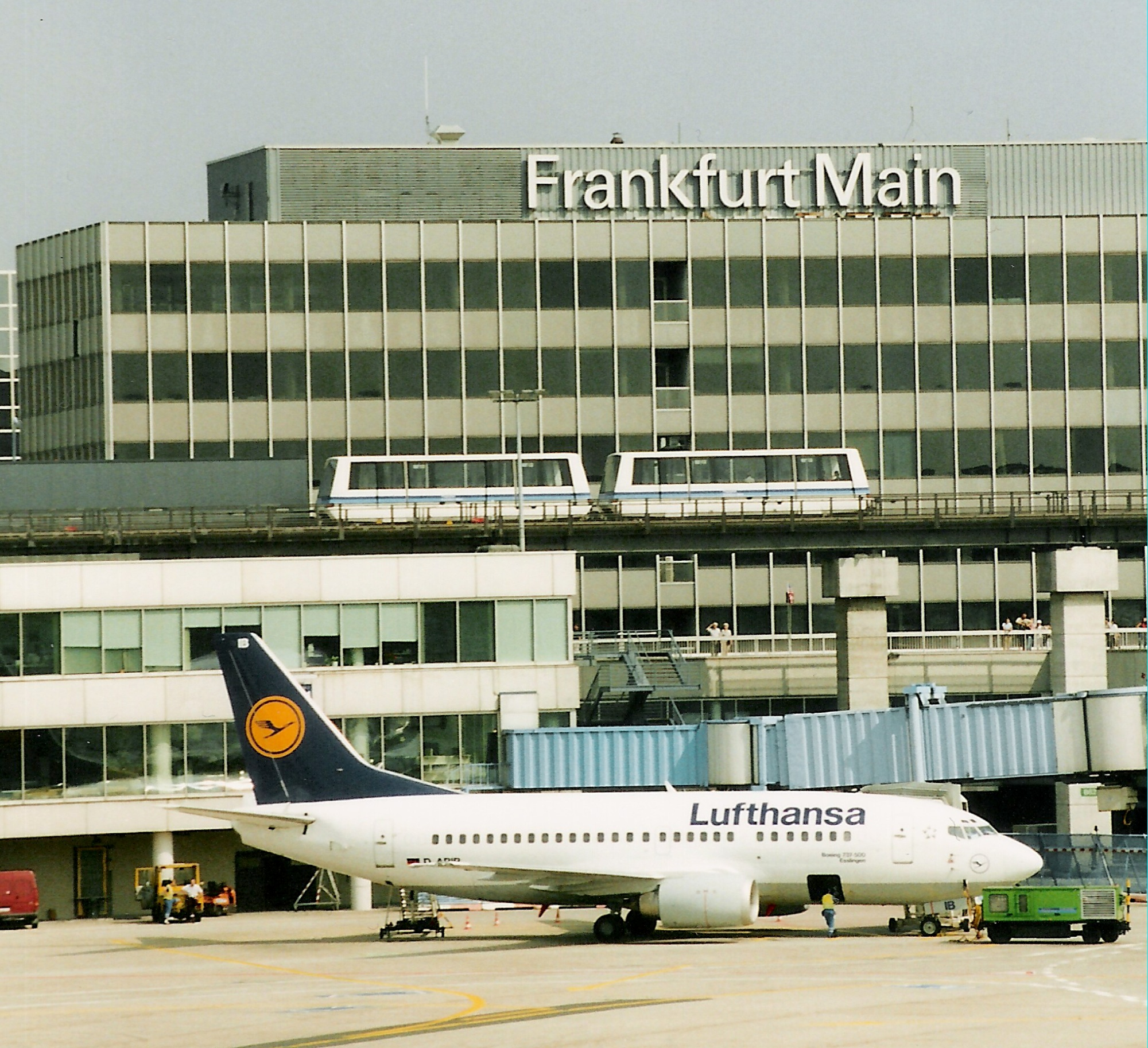
Zu Beginn der Frankfurt-Handlung des Schundromans stirbt auf dem Flughafen der Kritiker Louis Freytag und Altenburgs Landschaft mit Wölfen findet hier seinen surrealen Abschluss.

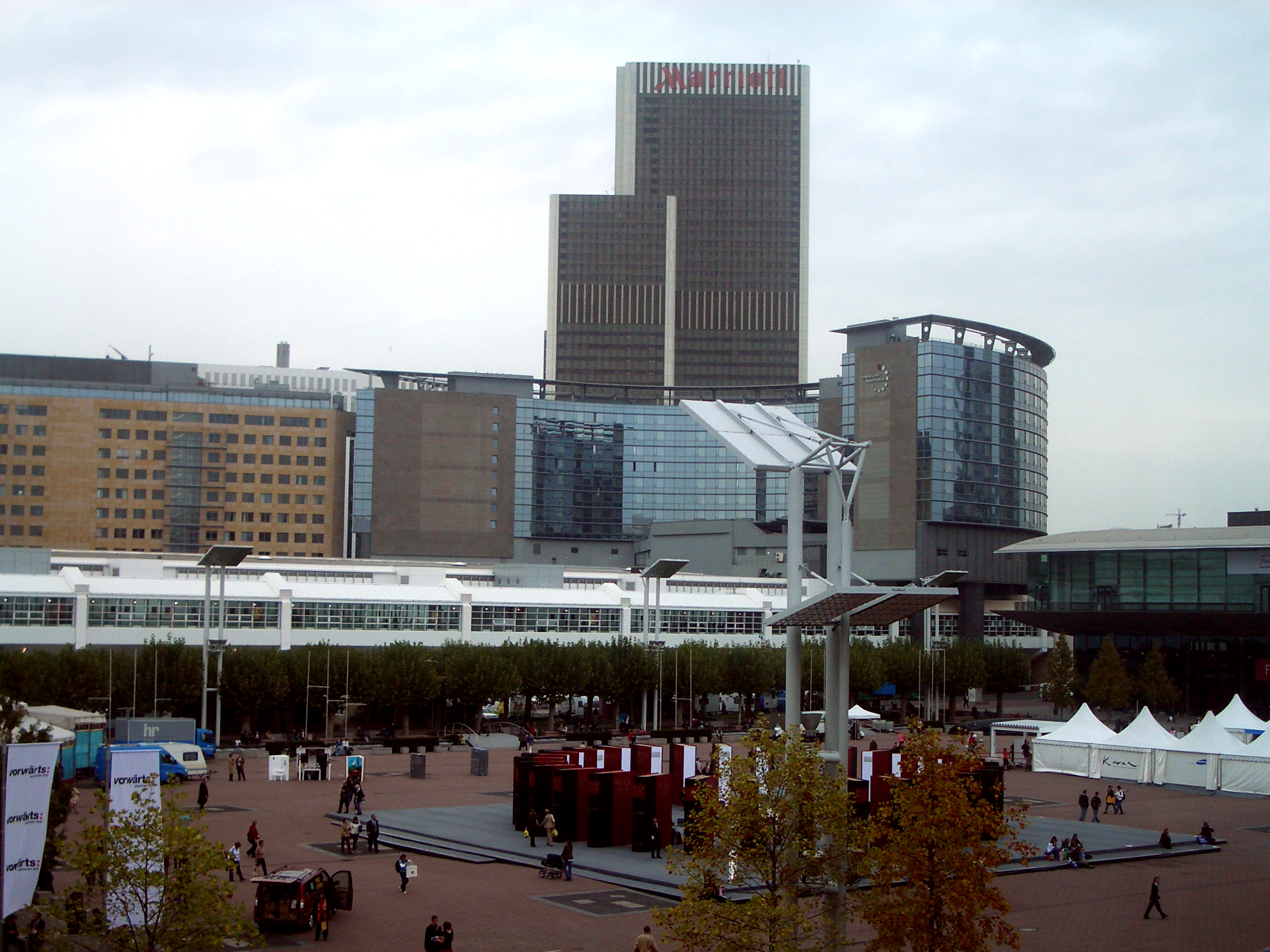
Willem Hold besucht Vanilla Campus’ Präsentation ihrer Sexfibel Bodymotion auf der Buchmesse und erzwingt dort ihr Geständnis, vom Mordauftrag gewusst zu haben. In Arjounis Bruder Kemal wird am Stand des Maier Verlags der marokkanische Schriftsteller Malik Kemal von Journalisten über seinen Roman Die Reise ans Ende der Tage interviewt.

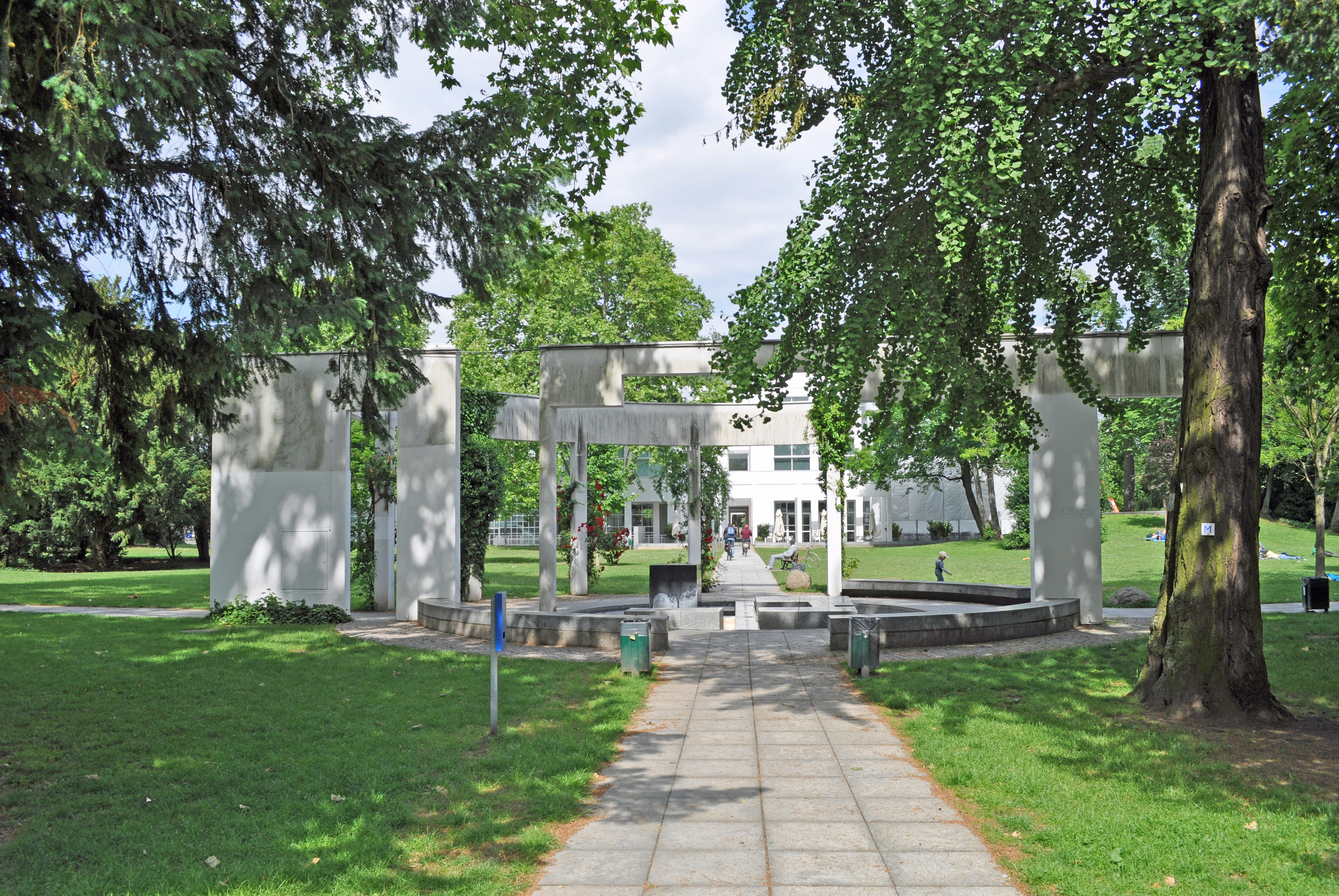
Vila wird auf den Franz von Assisi-Anhänger Kristian Bühl aufmerksam, als er im Museumspark predigt.

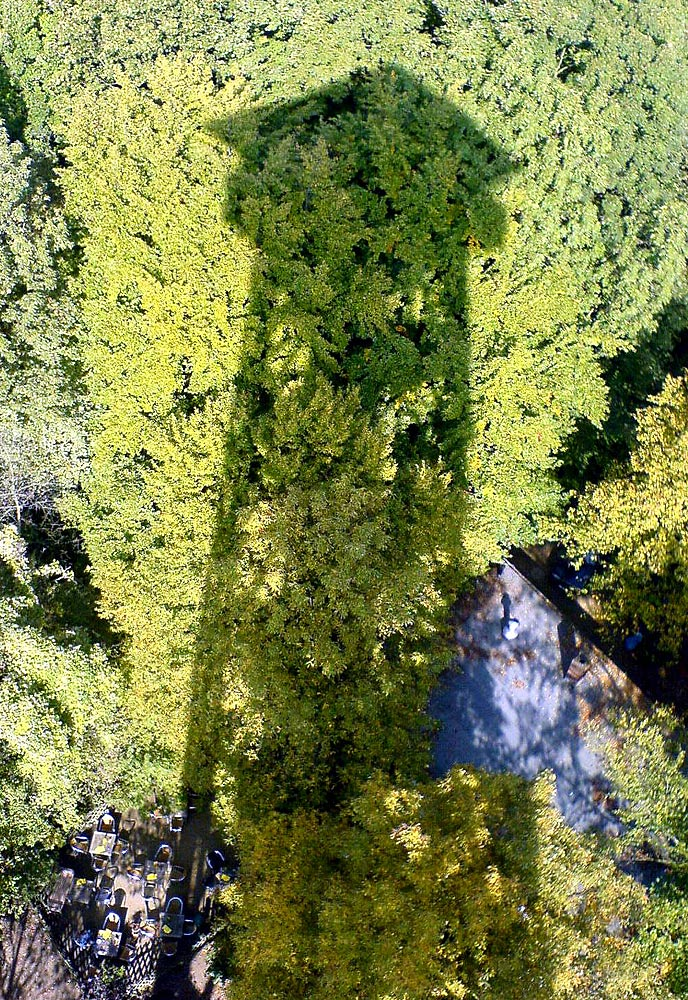
Irene springt an einem Sommertag vom Goetheturm, einem aus Holz gebauten Aussichtsturm, im Frankfurter Stadtwald in den Tod

### Handlungsort Sachsenhausen Die Liebe in groben Zügen – Verlangen und Melancholie – Marthaler-Kriminalromane

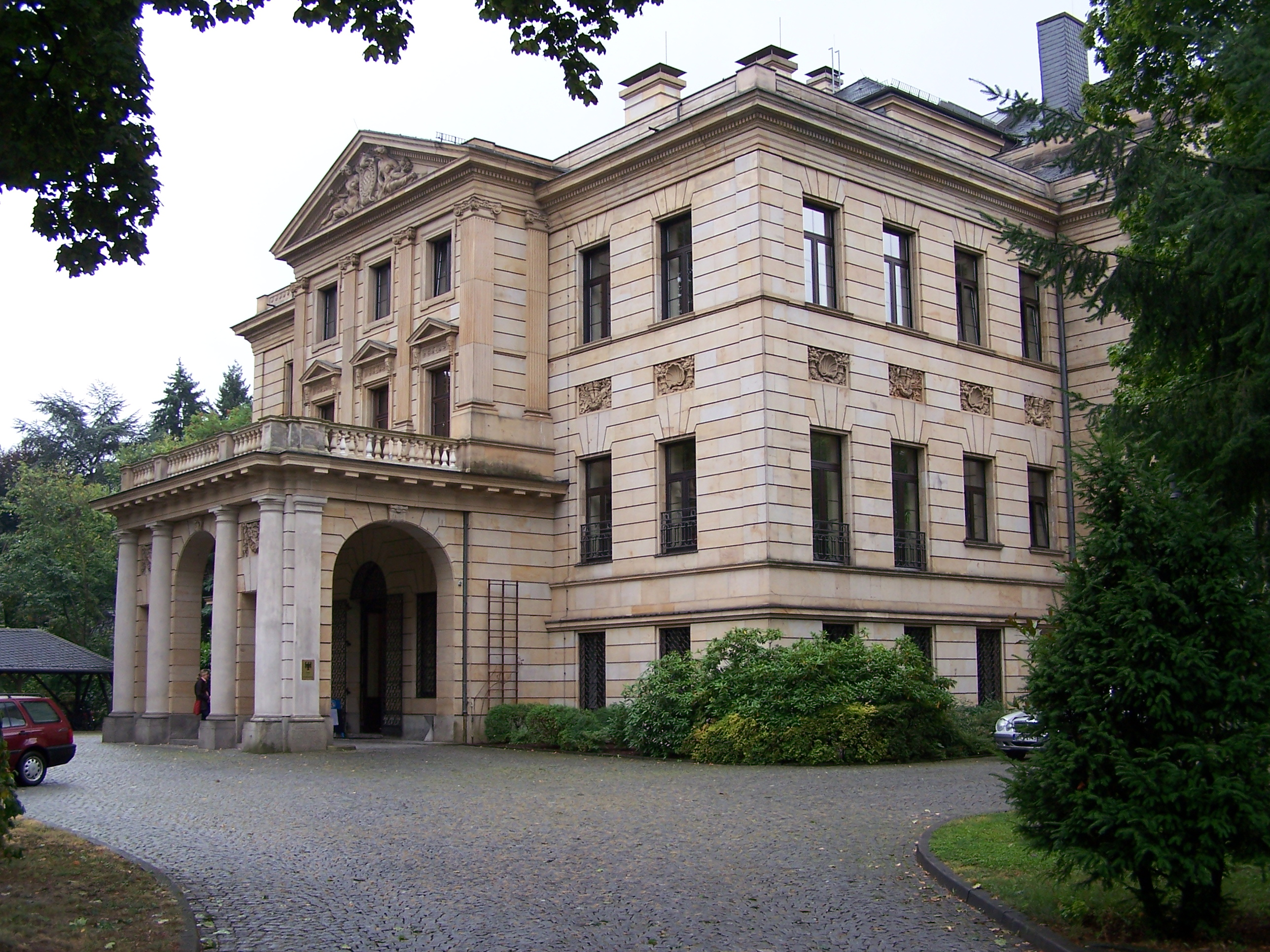
Am Abend vor ihrer Ermordung war die Prostituierte Karin Rosenherz Gast in der Villa Mumm. Philipp, der Sohn der Familie Lichtenberg, hatte zu einer Gartenparty eingeladen, an der auch seine in den Fall verwickelten Freunde Hubert Ortmann und Klaus-Rainer Stickler teilnahmen.